# Histoire de Lyon

Grandes armes actuelles de la ville de Lyon.

Vous lisez un « article de qualité » labellisé en 2012.
L'histoire de Lyon inventorie, étudie et interprète l'ensemble des événements du passé liés à cette ville.
Si le lieu est habité depuis la Préhistoire, la première ville, nommée Lugdunum, date de la Rome antique. Sous l'Empire romain, Lyon devient une puissante cité, capitale de la Gaule romaine. La chute de l'Empire romain la relègue à un rôle secondaire dans l'espace européen en raison de son éloignement des centres de pouvoir. Puis la division de l'Empire carolingien la place en position de ville frontière. La cité rhodanienne garde ces deux caractéristiques — influence réduite et situation périphérique — durant tout le Moyen Âge. Jusqu'au XIVe siècle, le pouvoir politique est tout entier entre les mains de l'archevêque, qui protège jalousement l'autonomie de sa ville. Il faut attendre 1312 - 1320 pour voir une institution consulaire prendre le pouvoir, au moment même où la cité intègre définitivement le royaume de France.
À la Renaissance, Lyon se développe considérablement et devient une grande ville commerçante européenne. Mais ce second âge d'or est fauché par les guerres de religion, qui font fuir définitivement une partie des marchands-banquiers étrangers. Durant la monarchie absolue, Lyon reste une cité moyenne en France, dont la principale richesse est le travail de la soie. La Révolution dévaste la ville, qui s'oppose en 1793 à la Convention. Prise militairement, elle est sévèrement réprimée et sort de la tourmente révolutionnaire très affaiblie.
Napoléon aide à son redressement par un soutien aux soyeux, qui arrive en même temps que la mise au point du métier Jacquard. C'est le point de départ d'un essor économique et industriel qui dure, malgré quelques fluctuations, jusqu'à la Première Guerre mondiale. Durant le XIXe siècle, Lyon est une ville canut et connaît en 1831 et 1834 de violentes révoltes ouvrières. La Belle Époque marque la fin de la domination de la soie lyonnaise et l'essor de nombreuses autres industries (automobiles, chimie, électricité). La municipalité, quant à elle, retrouve ses pouvoirs avec la Troisième République et s'engage dans un long siècle de radicalisme, qui se termine avec Édouard Herriot en 1957. La Seconde Guerre mondiale voit Lyon, une des principales villes de la zone libre, être le centre des plus grands réseaux de la Résistance. Jean Moulin, notamment, les unifie au sein des Mouvements unis de la Résistance.
À la sortie de la guerre, Lyon se redresse rapidement et connaît un vigoureux développement urbain, avec l'édification d'un grand nombre de quartiers d'habitation. Dotée d'industries puissantes et d'un secteur tertiaire en plein essor, la ville tient son rang de grande métropole française et européenne.

## Préhistoire et époque précédant la conquête romaine

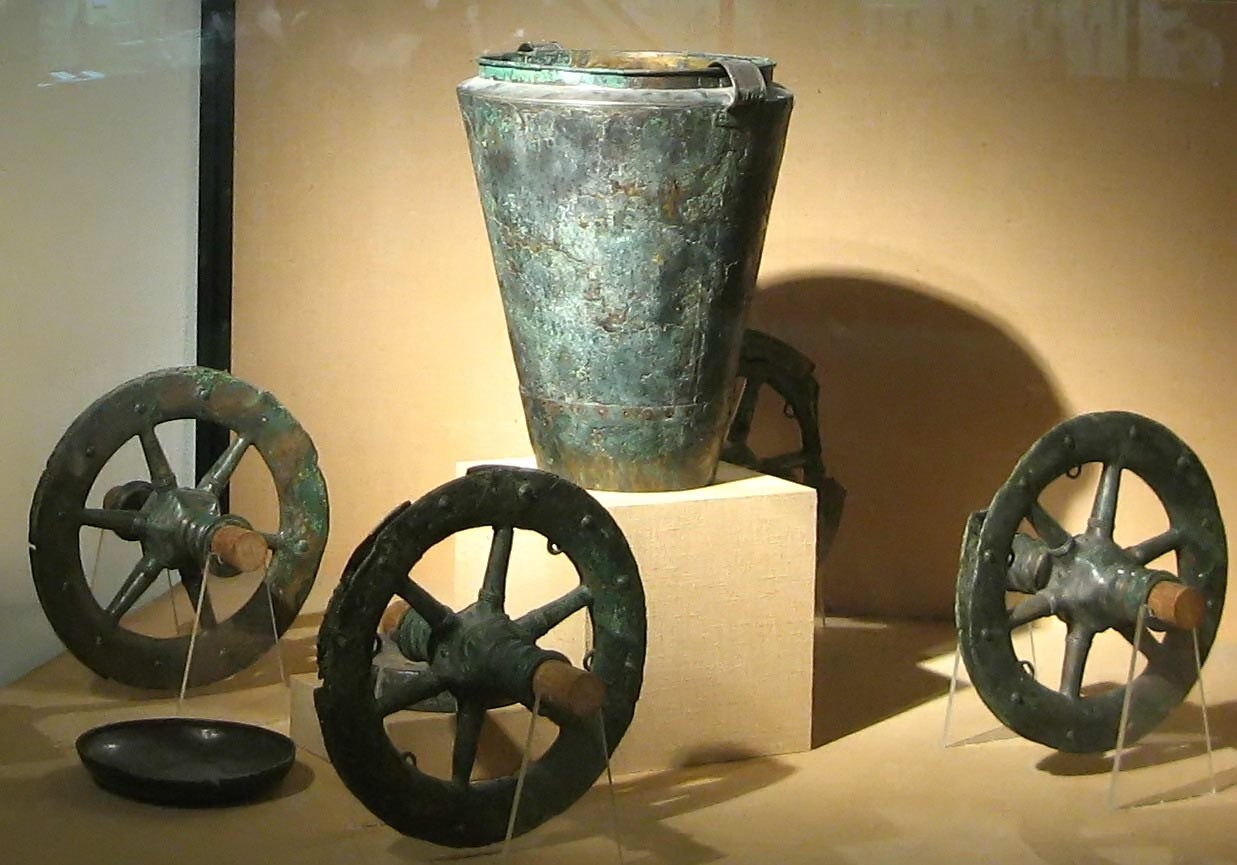
Char d'apparat gaulois découvert à La Côte-Saint-André et conservé au musée gallo-romain de Fourvière.

La présence d'une population dès la Préhistoire est attestée. De nombreux objets datant, pour les plus anciens, du Mésolithique, ont été retrouvés sur le site de Vaise. Les nombreuses traces d'habitats et les céramiques découvertes datant du premier âge du fer (VIe siècle av. J.-C. à cet endroit) prouvent l'existence de circuits commerciaux entre le littoral méditerranéen et le nord de l'Europe passant par le site, sans que l'on puisse parler de lieu urbanisé.
Les traces d'occupations humaines du Second âge du fer ne démontrent pas de sédentarisation avant l'époque romaine, mais elles attestent que le site de Fourvière est utilisé par les peuples environnants comme un site sacré. Les indices archéologiques tendent à démontrer l'existence de grands rassemblements gaulois et l'existence d'un emporium. Celui-ci sert de lieu d'échanges entre les Romains et les peuples Ségusiaves et Éduens,.

## Antiquité
Créée par la volonté de Rome, Lugdunum devient, grâce à sa position stratégique, la capitale des Gaules. Centre politique, religieux et commercial important, la cité se développe considérablement, devenant une ville cosmopolite. Sa christianisation a lieu dès le IIe siècle.

### Fondation de Lugdunum
Lugdunum aurait été fondée dans le cadre d'une politique de création de colonies initiée par Jules César, avec Vienne, Nyon ou Augst, visant à s'assurer de la stabilité de peuples nouvellement conquis et à récompenser des légionnaires vétérans en leur fournissant des terres et des droits. Dans le cas de Lugdunum, il s'agirait de surveiller les Allobroges.

#### Site avant la fondation

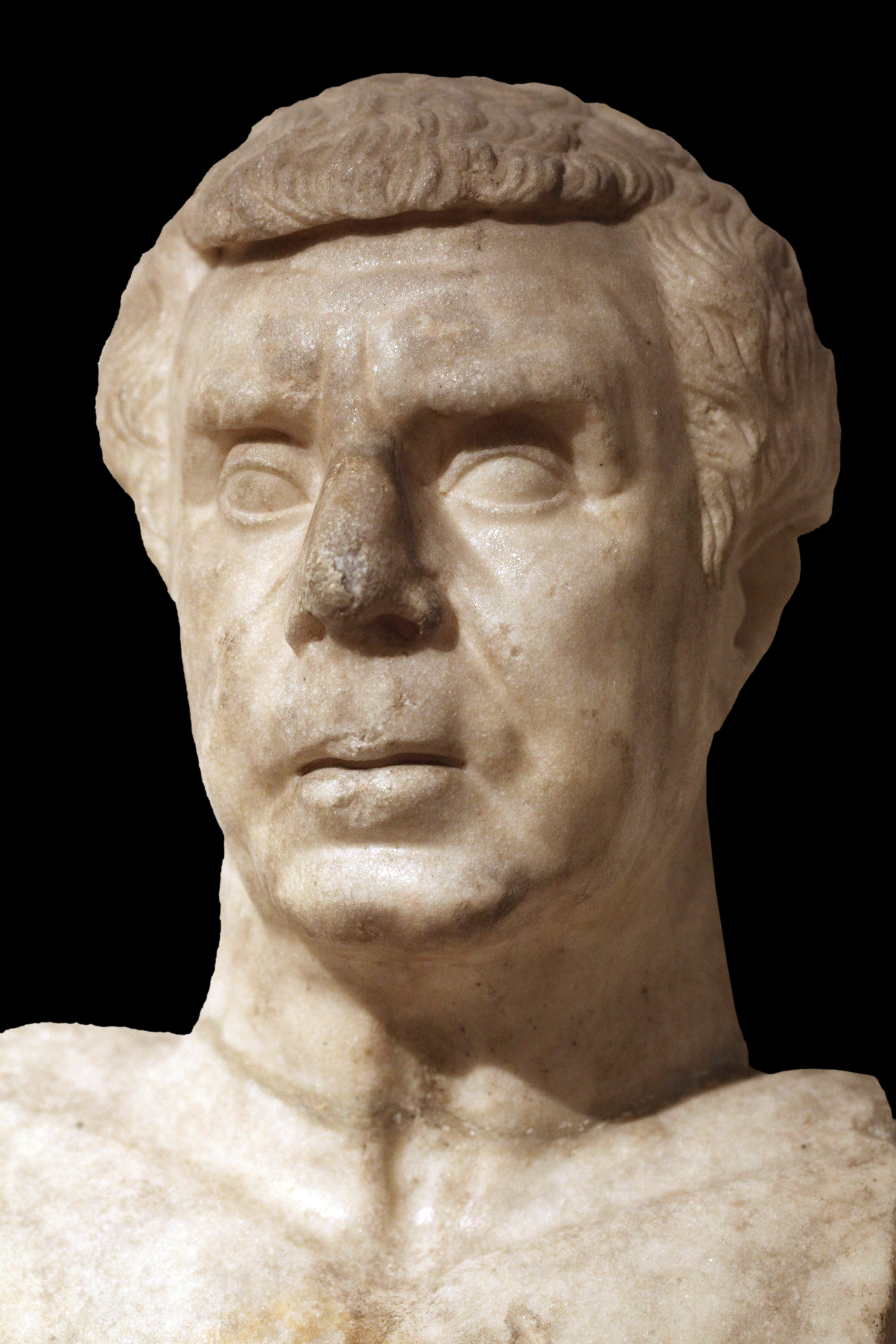
Buste représentant peut-être Munatius Plancus, Ier siècle, musée gallo-romain de Fourvière

Le site de Lyon présente de nombreuses traces d'occupation gauloise avant la fondation ; notamment au quartier Saint-Vincent, à Vaise ou Fourvière,. Le toponyme de Lugdunum désigne plus particulièrement la colonie de Fourvière, les pentes de la Croix-Rousse étant Condate et les plaines proches du fleuve les canabae. Avant la fondation, la confluence entre le Rhône et la Saône a une physionomie très différente de l'actuelle. La Saône coule aux pieds de la colline ; ce n'est que lors des premiers siècles de notre ère qu'un deuxième bras de la rivière se forme, et que par comblement progressif, un espace est dégagé à l'endroit de l'actuel Vieux Lyon.
Il est possible que des Romains venus de Vienne se soient installés auparavant, et aient fourni un noyau de population initial pour la colonie, mais cette question est discutée par les historiens.

#### Fondation de la colonie
Ancien officier de Jules César, proconsul de la Gaule chevelue, Lucius Munatius Plancus procède à la fondation en 43 av. J.-C., le jour exact étant discuté par les historiens. Aucune certitude n'existe sur l'origine des colons et leur position sociale. Les spécialistes proposent qu'ils soient issus en partie de la colonie de Vienne, et en partie des légions de Munatius Plancus.
La colonie n'est pas solidement fortifiée, tout juste dispose-t-elle de levée de terres et de palissades de bois. De taille réduite, elle ne possède pas de forum. Nommée par son fondateur « Colonia Copia Felix Munatia Lugdunum », elle perd sous l'empereur Claude la référence à Munatius Plancus pour devenir « Colonia Copia Claudia Augusta Lugdunensium ». Les habitants sont citoyens romains, ceux de naissance libre sont rangés dans la tribu Galeria, les affranchis dans la tribu Palatina.

#### Origine du nom Lugdunum
Il y a débat sur la signification exacte du toponyme « Lugdunum ». Le terme de Dunum désigne en langue celte une hauteur, une colline ou une citadelle. Mais celui de Lug est moins évident. Certains proposent la possibilité d'une référence au dieu celte Lug. Toutefois, les archéologues n'ont pas retrouvé de traces de culte sur place, mais à Condate ou à Vaise. Il serait alors possible de rapprocher lug de la racine lux, signifiant lumière. Enfin, d'autres avancent un extrait de l'ouvrage De Fluviis du pseudo-Plutarque qui donne au lieu le nom de Lougoudounon, avec Lougos signifiant corbeau.

### Lyon, capitale des Gaules

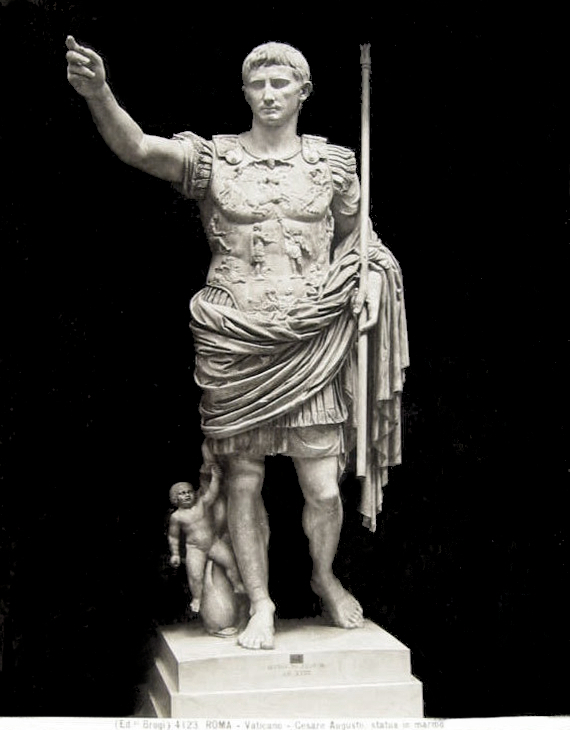
Statue d'Auguste, musées du Vatican.

Située sur un point stratégique, la colonie devient rapidement la capitale des Gaules du fait de la volonté d'Auguste. Trois facteurs contribuent ce choix. Premièrement, l'ambition d'Auguste, dans les années 20 av. J.-C., de conquérir la Germanie. Lugdunum est idéalement située et un réseau de routes est rapidement tracé au départ de la cité. Elle se retrouve ainsi au centre des communications de la Gaule, et constitue la base de départ des opérations vers les territoires du nord. En second lieu, lors des premières décennies de sa fondation, l'organisation administrative de la Gaule n'est pas encore établie et les gouverneurs généraux assurent sa surveillance et sa gestion depuis cette cité. Enfin, et même si cela ne se déroule pas à proprement parler sur le territoire de la colonie, la réunion annuelle des notables gaulois au confluent à partir de 12 av. J.-C. renforce sa position politique.

#### Développement urbain

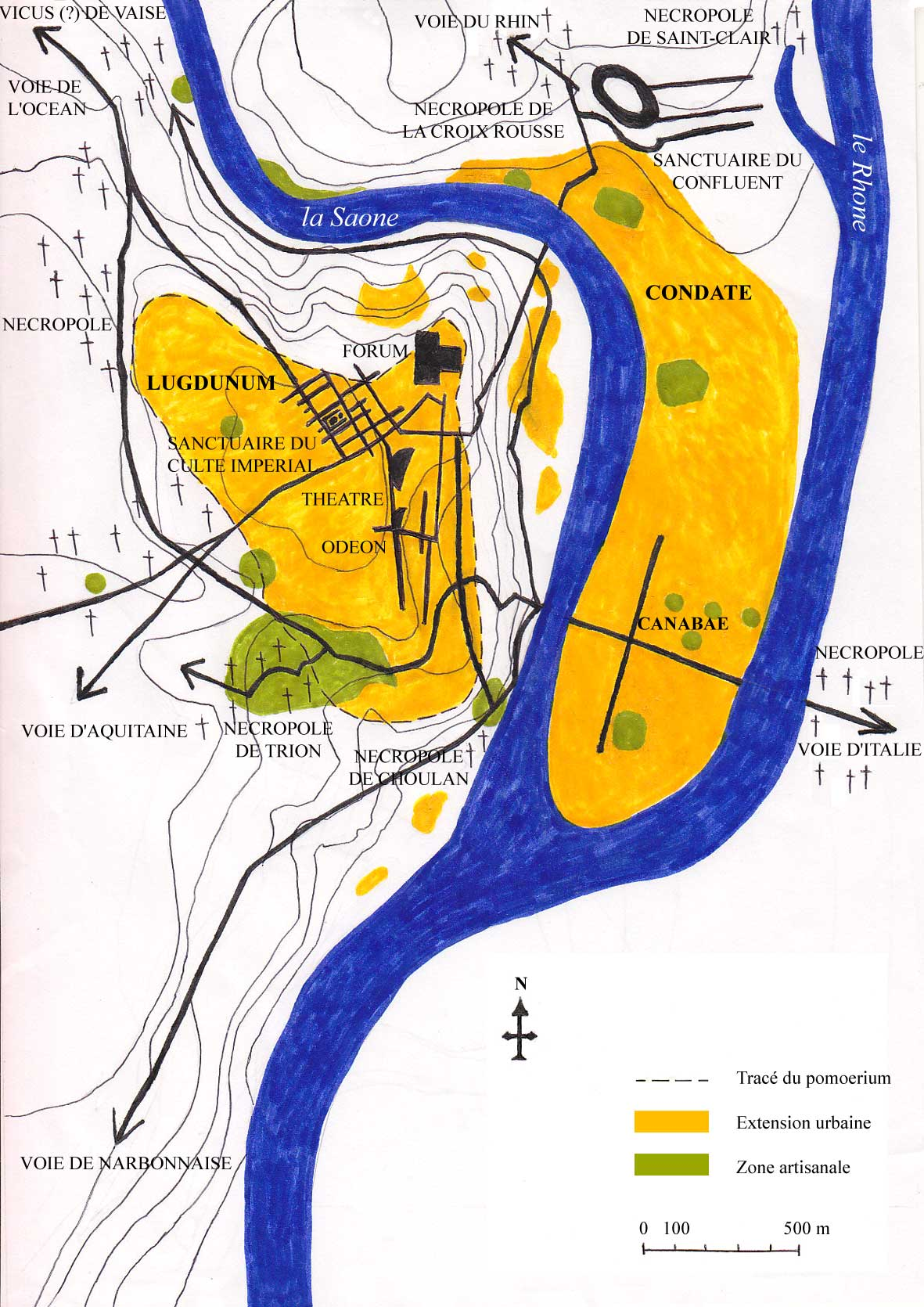
Schéma des principaux monuments de Lugdunum.

Grâce à sa localisation et son influence, la ville grandit et s'enrichit rapidement. Des aqueducs sont construits, à des dates délicates à estimer, peut-être entre 20 av. J.-C. et 10 av. J.-C.. De nombreux monuments sont rapidement édifiés. Le premier est le théâtre, le plus ancien de Gaule, inauguré entre 16 av. J.-C. et 14 av. J.-C. sous l'empereur Auguste,, dont la capacité est de 10 700 places. En 19 apr. J.-C. est inauguré l'amphithéâtre des Trois Gaules, agrandi vers 130-136. À la même époque, l'autel du sanctuaire fédéral des trois Gaules est rénové.
Au sommet de la colline de Fourvière, à l'emplacement de l'actuelle basilique, qui est le cœur de la cité à son apogée, des vestiges monumentaux ont été interprétés par A. Audin comme le forum, un temple capitolin, la curie et la basilique, identifications remises en cause depuis.
Au cours du IIe siècle, un cirque est édifié, dont la localisation est incertaine, connu en grande partie grâce à une mosaïque le représentant. Antonin, vers 160, procède à l'adjonction au théâtre d'un odéon de 3 000 places.

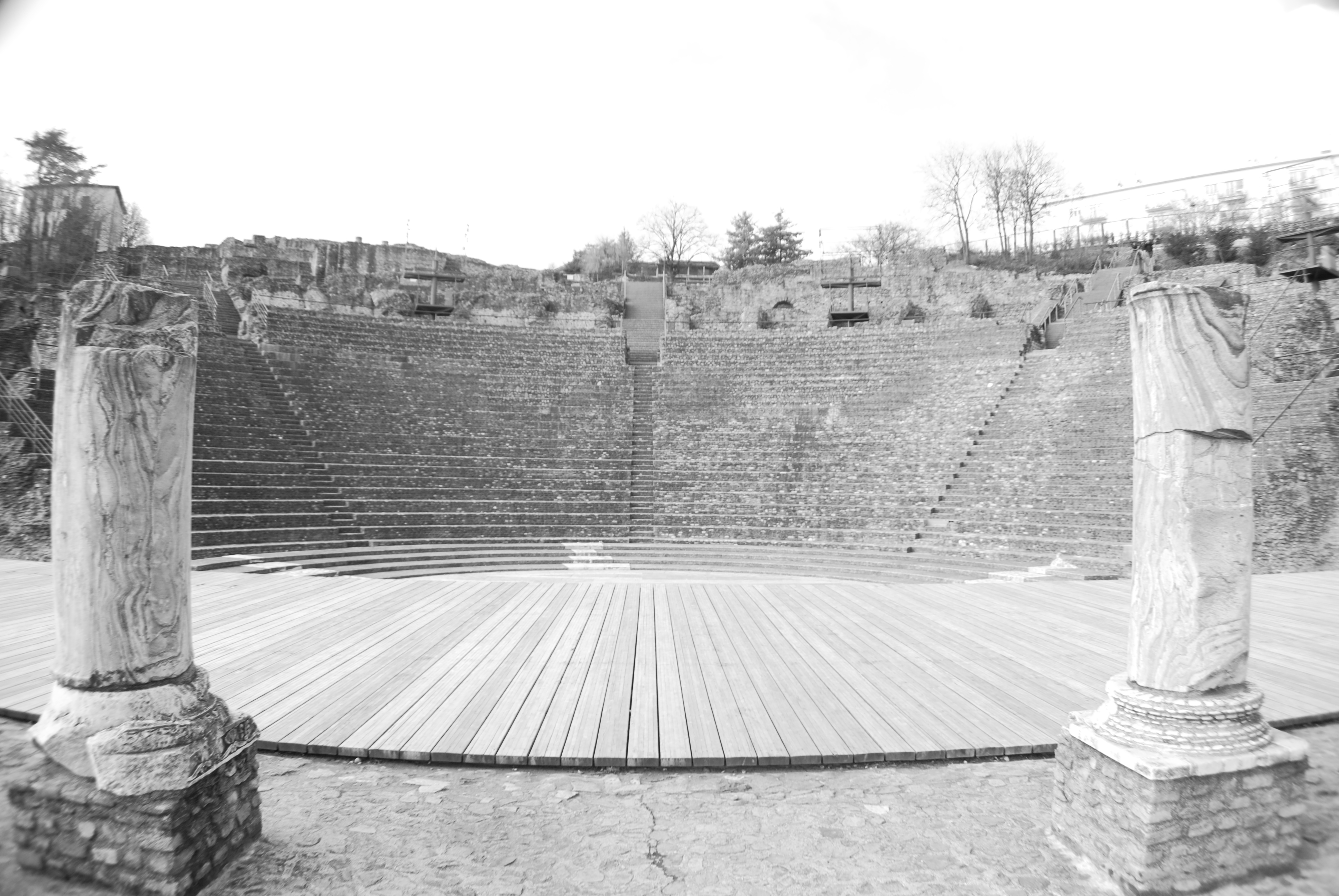
Vue du théâtre de Fourvière.

Au-delà des monuments prestigieux, c'est l'ensemble des noyaux urbains de l'agglomération qui se développe. Les communautés de commerçants prospèrent : les nautes, les négociants en vin, les utriculaires, les stucateurs, les potiers, etc. Chaque communauté est hiérarchiquement organisée, avec un conseil et des dignitaires qui structurent la profession et la représentent auprès des autorités. Certaines ont également leur propre cimetière.
La population globale a été estimée par Amable Audin à 35 000 habitants, par Pelletier à 40 000 et par Bruno Benoit entre 50 000 à 60 000. Une des plus grandes cités de Gaule, Lyon est une ville cosmopolite, comprenant de nombreuses personnes portant des noms grecs, probablement plus du quart de la population.

#### Fonctionnement et intégration dans l'empire

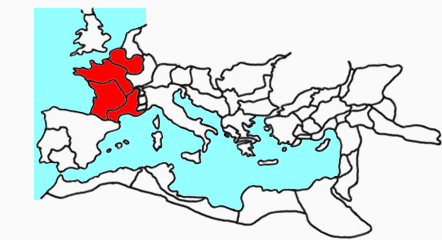
Carte des provinces de la Gaule romaine sous le Haut Empire romain.

Dès sa fondation, la colonie lyonnaise bénéficie du statut de colonie romaine de plein droit (optimo iure), ses citoyens ont tous les avantages politiques et civiques des Romains, mais paient plusieurs impôts directs. Au IIIe siècle, elle possède alors le droit italique, dispensant ses habitants des impôts directs. Elle s'administre elle-même, mais aucun texte sur les lois municipales ne subsiste. En revanche, les nombreuses inscriptions latines (plus de trois mille) renseignent sur ses habitants et leurs fonctions.
Les institutions lyonnaises comportent deux groupes : les magistrats et le sénat. Les magistrats sont organisés en trois degrés : la questure, l'édilité et le duovirat. Le fonctionnement normal veut qu'un notable occupe chaque fonction l'une après l'autre, même si nous avons un exemple d'un citoyen devenu duumvir directement après avoir été questeur. Les questeurs sont chargés de lever les fonds municipaux, sous la surveillance des duumvirs. Les édiles sont dévolus à l'entretien de la voirie, des thermes, des marchés, des bâtiments publics, au ravitaillement. Les duumvirs semblent disposer des fonctions judiciaires. On les voit ainsi interroger les chrétiens en 177. Ils se chargent également des opérations électorales ou de la convocation du conseil des décurions.
En tant que capitale des Trois Gaules, Lugdunum dispose de plusieurs attributs politiques et spirituels importants. Le légat de la Gaule romaine y réside et y gère les trois provinces qui la constituent : la Gaule belgique, la Gaule aquitaine et la Gaule lyonnaise. Dès l'origine, la cité dispose d'un atelier monétaire. Celui-ci est promu au rang d'atelier monétaire impérial en 15 av. J.-C. par Auguste pour le financement de ses campagnes militaires, privilège unique dans tout l'Empire. Après de nombreux aléas, l'atelier est dévalué en simple supplétif en 294, lorsque celui de Trêves entre en fonction ; il reste en activité, avec quelques moments de forte production, jusqu'en 413. Lyon concentre également plusieurs administrations impériales dirigeant les trois Gaules : les douanes, le bureau des mines de fer, les successions, la poste. Elle est la seule ville romaine avec Carthage à disposer d'une cohorte urbaine.
La prêtrise du culte fédéral est la plus haute charge administrative à laquelle les Gaulois citoyens romains peuvent prétendre en Gaule. Elle se tient à Lyon, dans un temple dont il n'existe pas de traces archéologiques. Élus par leurs cités, les prêtres officient toute l'année, le point d'orgue étant une cérémonie en août, durant laquelle des délégués de toute la Gaule viennent rendre un culte à l'empereur. Les réunions des délégués n'ont pas qu'une fonction sacramentelle. Des personnes sont désignées parmi eux pour former le conseil des Trois Gaules. Doté de moyens financiers substantiels, son rôle est mal connu, mais devait servir de relais entre l'élite gauloise et les empereurs.

#### Lugdunum, cité impériale

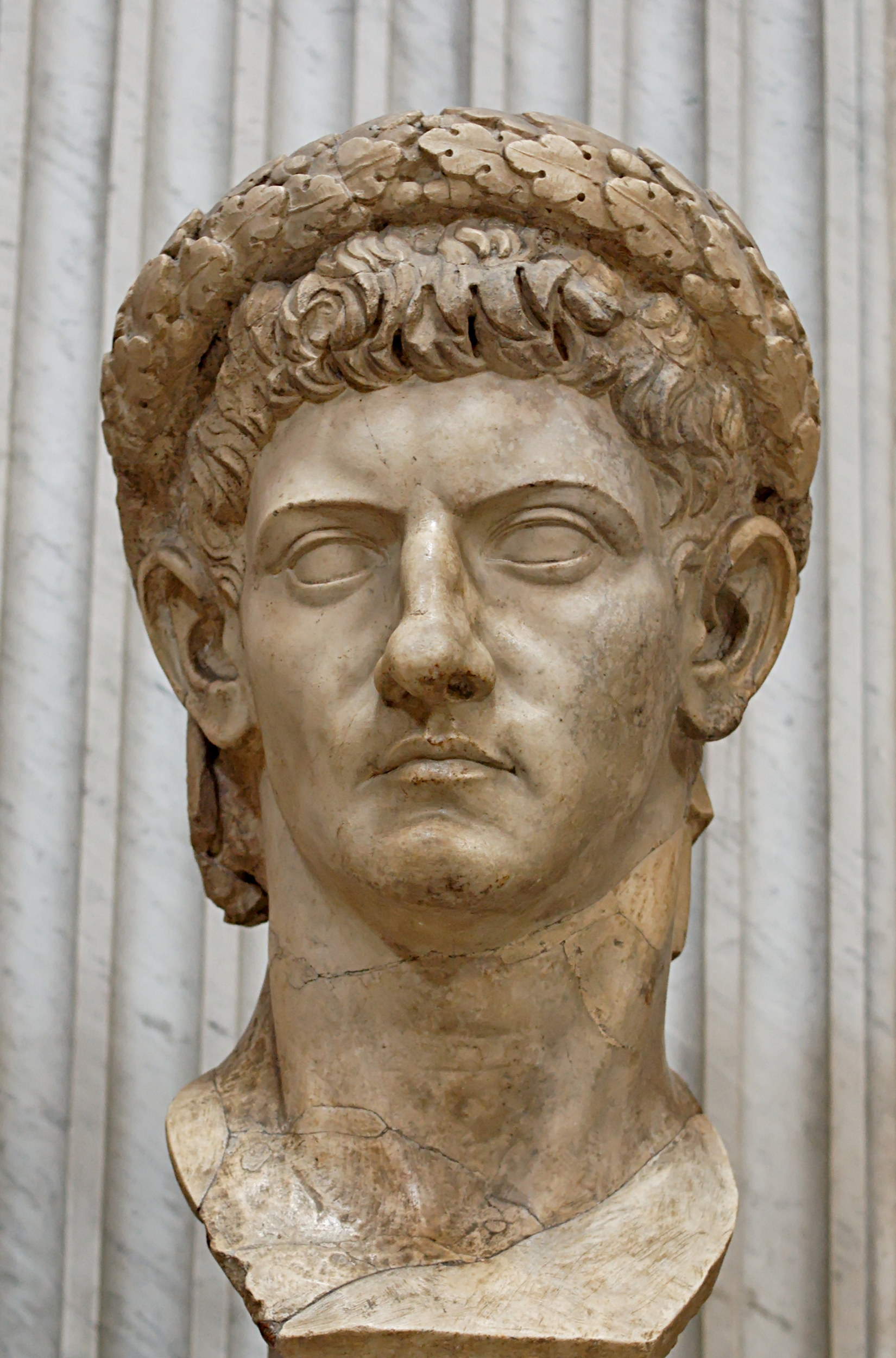
Buste de Claude, Musée Pio-Clementino, Vatican.

Du fait de sa situation stratégique et de son influence politique, Lugdunum, durant toute l'Antiquité, participe à certains grands événements touchant l'empire et reçoit la visite de nombreux empereurs.
Auguste y vient par trois fois entre 39 et 8 av. J.-C., pour mener la répression des rébellions en Germanie et en Hispanie. Il ordonne à Agrippa l'aménagement des voies romaines des Gaules et confère une importance notable à la cité en y installant l'atelier monétaire impérial en 15 av. J.-C. pour financer ses campagnes. En 12 av. J.-C., le sanctuaire du confluent est inauguré. Caligula y passe une fois, en 39–40 apr. J.-C. avec son cousin Ptolémée de Maurétanie. De magnifiques spectacles sont organisés en leur honneur. Claude naît à Lyon, en 10 av. J.-C., et y retourne régulièrement, notamment lors de sa conquête de la Bretagne entre 43 et 47 apr. J.-C. Outre plusieurs traces archéologiques de son passage, on conserve de cet empereur son discours soutenant l'entrée des Gaulois au Sénat, retranscrit sur la table claudienne. Son nom entre, peut-être dès cette époque, dans la titulature de la ville,.
Sous Néron, en 64, les Lyonnais soutiennent les Romains victimes de l'incendie de Rome en envoyant la somme de quatre millions de sesterces. L'année suivante, ils sont eux-mêmes victimes d'un sinistre et Néron leur fait envoyer la même somme pour reconstruire la ville. Cet incendie, connu uniquement par un texte de Sénèque et de Tacite, n'a jamais été corroboré par des traces archéologiques.
En 68, le légat de la Gaule lyonnaise Vindex se soulève contre le pouvoir de Néron, avec une partie de la Gaule. Lors de ce conflit, les Viennois assiègent Lyon, mais doivent quitter le terrain du combat après la défaite de Vindex. Toutefois, Galba, le nouvel et bref empereur, punit les Lyonnais de leur soutien à Néron. Mais, dans l'épisode de désordre de l'Année des quatre empereurs, les Lyonnais retrouvent les faveurs du nouveau maître Vitellius, qui châtie les Viennois. Puis, celui-ci se rend à Lyon pour y tenir des assises impériales, au cours desquelles de grandes fêtes sont organisées,.

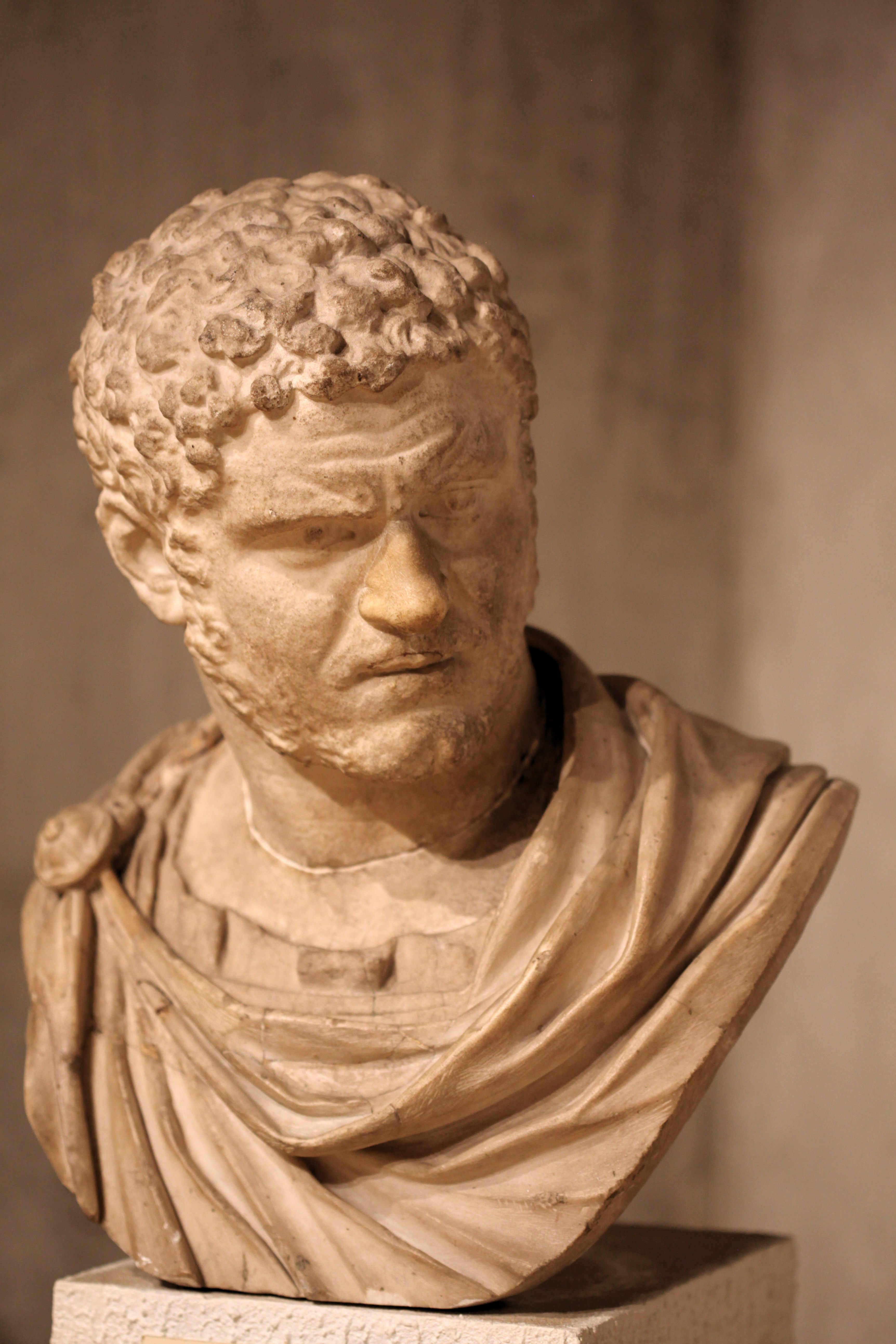
Buste de Caracalla, musée gallo-romain de Fourvière.

En 160, une inscription porte mention de ce qui serait le premier taurobole célébré dans l'empire, manifestation religieuse de cultes orientaux en l'honneur de Cybèle. On en a la trace grâce à l'autel taurobolique retrouvé en 1704. En 177, Lyon est le théâtre de la première persécution de chrétiens de Gaule, et même de la première mention de l'existence de chrétiens dans le pays.
Après la mort de l'empereur Commode, la guerre civile voit s'affronter plusieurs prétendants à la tête de l'Empire romain. En Bretagne, Clodius Albinus s'empare du pouvoir. Lorsque Septime Sévère, après avoir vaincu Pescennius Niger, fait déclarer Clodius Albinus ennemi de l'empire, il vient en Gaule, s'installe à Lyon et prend possession également de l'Hispanie. En 197, Septime Sévère l'affronte, le vainc à Tournus et lors de la bataille de Lugdunum, puis laisse ses soldats piller la ville qui l'avait soutenu. Septime Sévère connaissait pourtant bien Lugdunum, pour y avoir été légat, et ses deux fils Caracalla et Geta y étaient nés. C'est lors de cet épisode également que l'atelier monétaire impérial est fermé. En 212 Caracalla, né à Lyon en 186, proclame sa constitutio antoniniana, ce qui accorde aux pérégrins lyonnais la citoyenneté, mais pas la capacité de participer à la vie politique locale, apanage des Lyonnais de souche. La crise du troisième siècle ne semble toutefois pas avoir affecté la ville elle-même, qui n'a pas été envahie. Il n'y a pas, notamment, de traces de l'action des Lyonnais durant l'Empire des Gaules.
À la fin du IIIe siècle lors des réorganisations de la Tétrarchie, Lugdunum perd son rang de capitale des Gaules au profit de Trèves, plus proche de la frontière du Rhin. La ville n'est plus que le siège administratif de la petite province de Lyonnaise Ire, qui ne comprend plus que Lyon, Langres et Autun. Cette crise affecte la cité profondément. La colline de Fourvière est abandonnée, les habitants se regroupant sur la rive droite de la Saône. Les échanges commerciaux suivent d'autres chemins et la ville n'est plus liée à de grands événements. Il n'y a, par ailleurs, plus de trace d'activité du conseil des Trois Gaules. Une révolte des Lyonnais contre Aurélien en 274 a des causes inconnues, mais n’empêche pas l'empereur de restaurer l'atelier monétaire impérial. En 353, l'usurpateur Magnence se suicide à Lyon après sa défaite en Croatie contre Constance II et une fuite de deux ans. En 383, le jeune empereur Gratien est assassiné à Lyon sur ordre de Maxime. En 392, Eugène, rhéteur, est proclamé empereur contre Théodose Ier,.

### Religions et christianisation de Lugdunum
Comme toutes les cités romaines, Lyon, aux premiers temps de son existence, connait les cultes officiels de la cité et de l'empereur. Contrairement à d'autres, le culte impérial semble avoir ici une importance nettement supérieure aux autres formes cultuelles. Sur l'ensemble du IIe siècle, il y a mention de soixante-dix sévirs augustaux, qui forment même une « fratres augustales » et de cinq flamines, qui sont tous de haut personnages locaux. Les sévirs jouissent à Lyon d'une position sociale prestigieuse, au même rang que les chevaliers, juste après les décurions Le culte impérial est attesté très tôt, dès Tibère, avec le temple dit du « Clos du Verbe incarné », rare ensemble de ce type connu,.

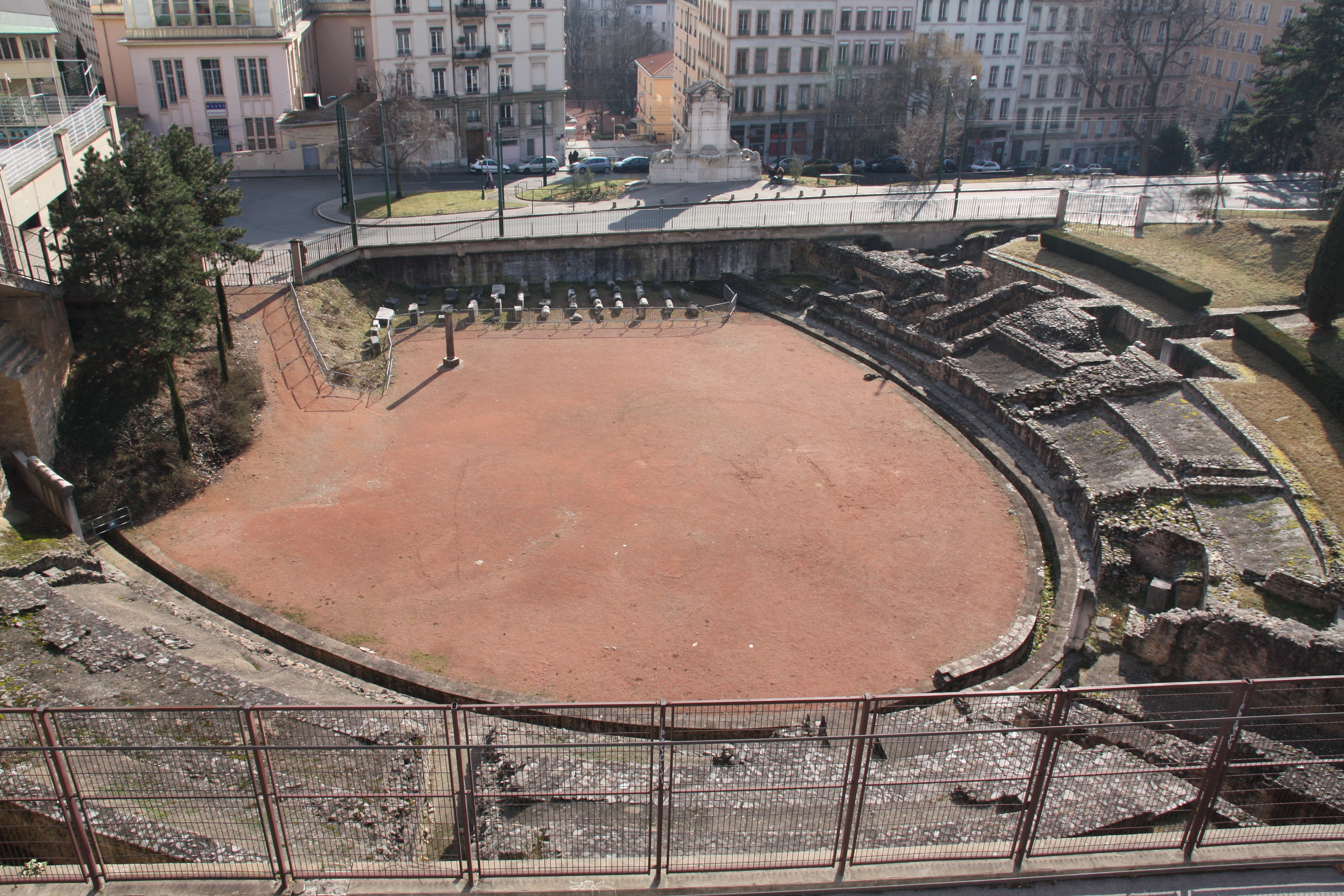
Amphithéâtre des trois Gaules, où a eu lieu le martyre de 177

Les premières implantations du christianisme en Gaule nous sont connues par une lettre attribuée à l'évêque Irénée, l'un des premiers Pères de l'Église, retranscrite par Eusèbe de Césarée dans son Histoire ecclésiastique. Elle permet de dater l'arrivée de la religion du Christ dans la ville au milieu du IIe siècle.
Lyon est un lieu favorable à cette arrivée par sa situation centrale dans les courants d'échange européens, et la forte proportion d'étrangers circulant et s'établissant en ville, notamment des juifs. Or, ces étrangers apportent avec eux leur culte, tels ceux de Mithra, d'Isis ou de Cybèle. Les premiers chrétiens sont donc d'origine orientale, notamment de Phrygie, comme une partie de la population de la cité. Le culte est présent dans toutes les classes sociales. Durant les premiers temps, jusqu'au IIIe siècle, Lyon semble être la seule cité gauloise à disposer d'un évêque.
L'épisode le mieux connu de cette époque est détaillé par la lettre d'Irénée à Eusèbe de Césarée ; il s'agit du martyre de nombreux chrétiens en 177,. De nombreux personnages apparaissent, dont le premier évêque de Lyon, Pothin. Si le texte ne nous donne pas d'éléments pour expliquer la persécution, les historiens ont proposé plusieurs hypothèses : hostilité traditionnelle des Romains vis-à-vis des chrétiens, concurrence entre les religions ou attitude extrémiste de certains chrétiens influencés par le montanisme,. Des chrétiens fuient les persécutions en se réfugiant notamment sur l'île Barbe.
C'est durant le IVe siècle que la ville ferme ses temples païens, et réorganise sa vie sociale autour de son évêque et du calendrier de l'Église. Lyon devient l'un des centres intellectuels de la chrétienté, illustré au Ve siècle par Sidoine Apollinaire,. L'abbaye de l'Île Barbe est fondée au Ve siècle.

## Haut Moyen Âge
Durant les premiers siècles du Moyen Âge, Lyon passe sous la domination burgonde, puis franque, tout en restant, de fait, très autonome. Le vrai maître de la ville, dès cette époque, devient l'archevêque. Cette période est mal connue, les sources disponibles étant lacunaires.

### Une ville repliée sur la Saône
Avec l'effondrement de l'Empire romain, les habitants de Lugdunum quittent progressivement la ville haute pour s'établir sur les deux rives de la Saône,. Les textes et les fouilles archéologiques ne permettent pas d'avoir une vue générale de l'urbanisation de cette époque, seuls les bâtiments religieux sont quelque peu connus. Ils comprennent un groupe cathédral avec deux églises (Saint-Jean et Sainte-Croix) et un baptistère (Saint-Étienne), des basiliques cémétériales (Saint-Just et Saint-Irénée) et des couvents de moines ayant différentes formes de vie monastique.

### D'une domination à l'autre

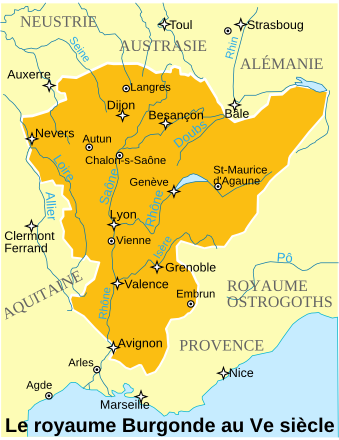
Carte du royaume burgonde.

En 437, des tribus germaniques burgondes sont installées comme fédérées en Sapaudie par le général romain Aetius après la victoire de ce dernier contre leur roi Gondicaire et la destruction de leur royaume situé près du Rhin. Ces Burgondes étendent leur domination lors de la désintégration de l'Empire d'Occident et, dans les années 470–474, font de Lyon l'une des capitales de leur royaume (411-534) avec Genève et Vienne,. Peu nombreux, ils sont rapidement assimilés par la noblesse gallo-romaine lyonnaise, au travers de nombreux mariages. Ariens, ils construisent une cathédrale vouée à leur culte, mais entretiennent de bons rapports avec les autres chrétiens. Un certain nombre se convertissent d'ailleurs au christianisme nicéen. Ils conservent pour eux-mêmes leur propre loi, la loi gombette.
En 534, les fils de Clovis intègrent facilement ce royaume sous la domination franque, les Burgondes étant trop peu nombreux et divisés pour résister. Les rois francs suivants se disputent le royaume de Bourgogne (534-843). Lyon se retrouve le plus fréquemment en possession du roi de Neustrie (486-987). Lyon ne semble pas avoir subi de lourds dommages de ces prises de pouvoir, mais la cité perd tout pouvoir politique direct. La capitale du duché est à Chalon-sur-Saône. La cité rhodanienne conserve toutefois un grand prestige religieux.
La période postérieure, durant la domination franque, est très mal connue. Les quelques textes des VIe et VIIe siècles qui nous sont parvenus sont essentiellement religieux. Plus encore, la période centrale du VIIIe siècle ne nous a laissé aucune information sur les évêques, dont nous n'avons que les noms,.

### Société lyonnaise au Haut Moyen Âge
En ces temps troublés, les institutions ecclésiastiques pallient la disparition de l'administration impériale. De nombreux évêques sont issus de la noblesse gallo-romaine, qui garde longtemps une culture antique. Les plus marquants sont Rusticus, évêque de Lyon de 494 à 501, son frère saint Viventiolus, Sacerdos, fils de Rusticus et évêque de 549 à 552, qui désigne son neveu saint Nizier pour lui succéder. Ce dernier est inhumé dans l'église qui prend son nom. L'influence de l'évêque de Lyon est très forte dans la région, et il conserve une aura positive dans la chrétienté. Il est appelé « patriarche » lors du concile de Mâcon de 585. Il a l'autorité sur les diocèses d'Autun, Mâcon, Chalon-sur-Saône et Langres. D'autres exemples de cette influence sont perceptibles avec l'envoi d'une ambassade en Espagne dirigée par Arigius (602-614?), ou la consécration d'un évêque de Cantorbéry à Lyon par Goduinus (688-701?).
La vie intellectuelle de cette période est mal connue. Les quelques Lyonnais qui nous ont transmis une œuvre marquante sont Sidoine Apollinaire, Eucher ou Viventiole. Le premier est l'auteur de lettres et panégyriques qui nous renseignent sur l'évolution du monde gallo-romain au Ve siècle sous la domination de peuples germains. Eucher rédige de nombreux ouvrages sur la foi chrétienne, et des lettres. Enfin, de Viventiole nous est parvenue une Vie des pères du Jura, qui décrit les débuts du monachisme dans la région. Ces textes datent tous du Ve siècle ou du VIe siècle, et fort peu de textes proviennent de la période suivante.

## Des temps carolingiens à l'an mil
La ville est un foyer de la renaissance carolingienne, sous l'impulsion de son archevêque Leidrade (ami d'Alcuin), du diacre Florus, puis d'Agobard. Après le traité de Verdun et la succession de Charlemagne, la ville est officiellement divisée entre deux de ses petits-fils. La rive droite de la Saône revient à Charles le Chauve, la presqu'île à Lothaire. Toutefois, dans les faits, cette division ne survit pas à l'influence de l'archevêque, qui unifie de fait les deux rives sous sa seigneurie, sous la souveraineté de l'empereur Lothaire. Après la courte période carolingienne, un voile d'ombre, provoqué par la raréfaction des sources disponibles, obscurcit à nouveau l'histoire de Lyon.

### Visage de Lyon
Durant cette période, Lyon n'évolue guère topographiquement par rapport aux siècles précédents. Le centre urbain principal est toujours la rive droite de la Saône, compris entre Saint-Laurent de Choulans au sud et Saint-Paul, au nord. Il existe aussi des îlots d'habitants autour de Saint-Just et Saint-Irénée, sur la colline de Fourvière, ainsi que sur la presqu'île. Sans documentation, il est impossible de chiffrer la population à cette époque.

### Renaissance carolingienne à Lyon
Si les limites de la ville ne bougent pas, celle-ci se transforme. Ainsi, Leidrade crée deux écoles pour élever le niveau intellectuel et moral des clercs de la cité. La première, l'école des chantres, ou schola cantorum, est destinée à enseigner le chant selon le rite du Palais, la liturgie utilisée à la cour de Charlemagne à Aix-la-Chapelle, elle-même largement inspirée par celle de Rome. La seconde, la schola lectorum, est destinée à initier à la lecture et à la compréhension des textes sacrés. Le but est d'assurer une liturgie de bon niveau. Ces deux écoles sont un succès et établissent les bases intellectuelles de la ville pour les siècles suivants. Dans le même temps, Leidrade réorganise un scriptorium qui produit des ouvrages qui, provenant pour beaucoup de la collection de Florus, sont en partie parvenus jusqu'à nous ; des textes scripturaires, des ouvrages des Pères de l'Église, en particulier saint Augustin, dont il semble que l'œuvre soit présente à Lyon à cette époque, des œuvres de saint Jérôme, de Grégoire de Nazianze, de Bède le Vénérable, une loi wisigothe.
Agobard et Leidrade tentent également d'améliorer l'observance des règles suivies par les religieux de la région ; ils introduisent la réforme canoniale mise en place par Charlemagne. Cinq chapitres de chanoines sont ainsi signalés à Lyon dans le Livre des confraternités de l'abbaye de Reichenau : les chapitres cathédraux de Saint-Étienne, qui prend plus tard le vocable de Saint-Jean, Saint-Paul, Saint-Just, Saint-Nizier et Saint-Georges.
La création des chapitres de chanoines a dû modifier l'équilibre de la population. Les constructions qui ont obligatoirement suivi cette réforme — réfectoires, cloîtres et dortoirs — ont eu certainement une emprise importante au sol. Si les fouilles n'ont pas révélé d'expansion topographique sur le moment, ces nouveautés expliquent que l'expansion future de la cité se soit faite sur la rive gauche de la Saône ; cette extension n'ayant lieu qu'après le Xe siècle.

### Lyon et les puissants

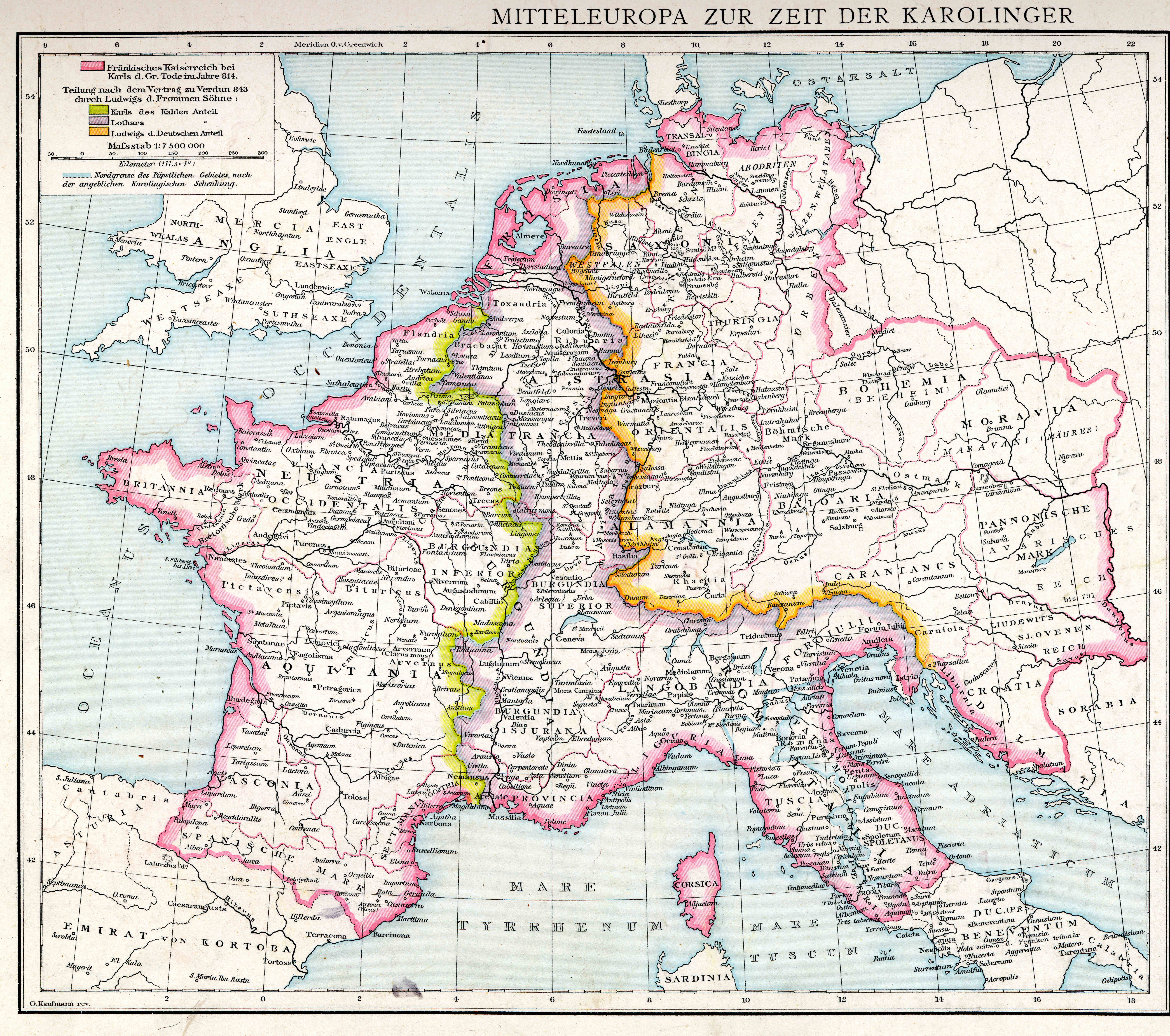
Carte de la division de l'Empire de Charlemagne au traité de Verdun.

Si le visage de Lyon demeure immobile, les cadres institutionnels bougent : le pouvoir religieux impose fermement son autorité sur la ville. Pendant cette période, les archevêques dirigent dans les faits la cité située trop loin des centres de pouvoir pour que les différents rois qui l'ont en leur possession puissent la contrôler réellement. Certains se permettent même de s'insérer dans les grands conflits de leur temps.

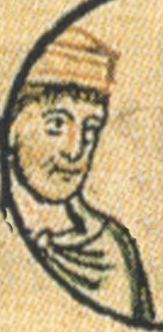
Rodolphe III de Bourgogne, lié à plusieurs évêques de Lyon. Généalogie des Ottoniens, chronique de Saint Pantaléon, XIIe siècle, bibliothèque ducale de Wolfenbüttel.

Ainsi, l'archevêque Agobard prend part aux soubresauts du monde carolingien. Jugeant néfaste la coexistence de législations différentes, il demande à Louis le Pieux, fils de Charlemagne, de placer les Lyonnais sous les mêmes règles juridiques que les Francs, et d'abroger ainsi la loi Gombette, qu'il juge barbare. Il vise ainsi, notamment, le duel judiciaire. Par fidélité à ce qu'il considère comme les principes carolingiens, il soutient la révolte des fils de l'empereur, ce qui lui vaut d'être déposé lorsque Louis le Pieux, en 834, revient au pouvoir et convoque le concile de Thionville de 835. Le siège épiscopal est alors géré par le liturgiste Amalaire. Mais le clergé de Lyon, resté fidèle à son archevêque et, soudé derrière le diacre Florus, mène la vie dure à l'arrivant. En 838, à la suite de la réconciliation de Lothaire et de son père Louis le Pieux, Agobard retrouve son poste et fait condamner les innovations liturgiques de son remplaçant lors du synode de Quierzy, la même année. À la mort de l'empereur Lothaire en 855, la souveraineté passe à son dernier fils, Charles roi de Provence (et Bourgogne cisjurane).
Durant le IXe siècle, l'élite religieuse lyonnaise est plus proche des souverains que de la ville. Ainsi, Rémi Ier est archichapelain du roi Charles de Provence. Aurélien figure au premier rang de ceux qui conférèrent la royauté au duc Boson lors de l'assemblée de Mantaille en 879. Peut-être est-ce même lui qui le sacre à Lyon. La ville reste donc très liée à la noblesse de Bourgogne, comme l'atteste le fait que Burchard I et Burchard II appartenaient tous deux à cette famille royale. Le second fut ainsi archichancelier de son demi-frère Rodolphe III. En 863, à la mort de Charles de Provence, l'administration de la ville est confiée à Girart de Roussillon, comte de Vienne, l'ancien mentor de Charles, qui tente de prendre son autonomie comme duc de Lyon sous la souveraineté du frère de Charles, Lothaire II ; à la mort de Lothaire II en 869, la souveraineté passe à leur oncle Charles le Chauve, roi de France, qui chasse Girart de la ville en 870. La souveraineté devient donc française sous Charles le Chauve († 877) et son fils Louis le Bègue († 879). Mais Boson, comte et duc de Lyon-Vienne, beau-frère de Charles le Chauve et neveu de Lothaire II, l'incorpore en 879 au Royaume de Provence qu'il a recréé à son profit en octobre 879 à Mantaille ; cependant, Boson échoue dès 880/882 et la souveraineté française se remet vite en place (Carloman, Charles le Gros) ; pourtant le fils de Boson, Louis l'Aveugle, retrouve en 890 à Valence le royaume paternel, avec Lyon, jusqu'à sa mort en 928 ; le roi de France Raoul (neveu de Boson et cousin germain de Louis l'Aveugle) semble récupérer ensuite le Lyonnais et le Viennois, que Louis IV d'Outremer abandonne en 942 à son gendre Conrad le Pacifique de Bourgogne : Lyon fait alors partie du royaume des Deux-Bourgognes (ou d'Arles) jusqu'en avril 1312, date du rattachement au royaume de France. Les errements d'une souveraineté lyonnaise bien chaotique montrent bien la position ambiguë de Lyon, entre France et Bourgogne. Les comtes ou ducs de Lyon eux-mêmes (par exemple Bernard Plantevelue puis son fils Guillaume le Pieux, gendre de Boson ; Hugues le Noir, duc de Bourgogne, frère du roi Raoul et neveu de Boson) ne cessent d'intervenir dans ces deux royaumes. Dans le même temps, signe de féodalité, l'ancien Duché de Lyon se morcelle en comté de Vienne, comté du Lyonnais, puis comté du Forez et seigneurie du Beaujolais. C'est l'époque où l'Église de Lyon accroît considérablement ses biens grâce à ses archevêques, Burchard Ier et Burchard II, parents des rois de Bourgogne.

En 1032, le royaume d'Arles est légué par son dernier roi Rodolphe III de Bourgogne à Conrad II le Salique empereur du Saint-Empire romain germanique. Par la suite, la ville est administrée par ses évêques, relevant au temporel de l'Empereur, roi d'Allemagne, d'Italie et de Bourgogne, par l'intermédiaire de l'archichancellerie de Bourgogne. Ces événements politiques se déroulent dans un climat d'insécurité lié à de nombreuses invasions. Les IXe et Xe siècles sont de nouveau une époque de raids de pillages : les Normands remontent le Rhône et sont arrêtés en 860 à Valence par Girart de Roussillon. En 911, les Hongrois ravagent la Bourgogne, les Sarrasins s'installent dans le massif des Maures jusqu'en 975, et multiplient les expéditions par les routes des Alpes. En définitive, cette période voit les archevêques rester largement indépendants d'un pouvoir royal lointain ou affaibli. Même si les sources documentaires ne permettent pas d'établir clairement les modalités de cette domination, elle semble sans contestation. Cela change lors du siècle suivant, avec l'avènement de puissantes dynasties de comtes locaux.

## XIeetXIIesiècles
Lyon, au cœur du Moyen Âge, est une cité largement indépendante et dominée par les forces ecclésiastiques locales. Se développant lentement, elle est marquée par un immobilisme intellectuel et institutionnel.

### Évolution urbaine
Durant ces deux siècles, Lyon ne s'agrandit guère, mais se remodèle et se modifie. Peu portée par les mouvements d'enrichissement de l'artisanat et du commerce, la cité se contente des possessions foncières de ses maîtres religieux pour se développer. Ceux-ci sont actifs et entament de nombreuses constructions.

#### Nouveaux édifices

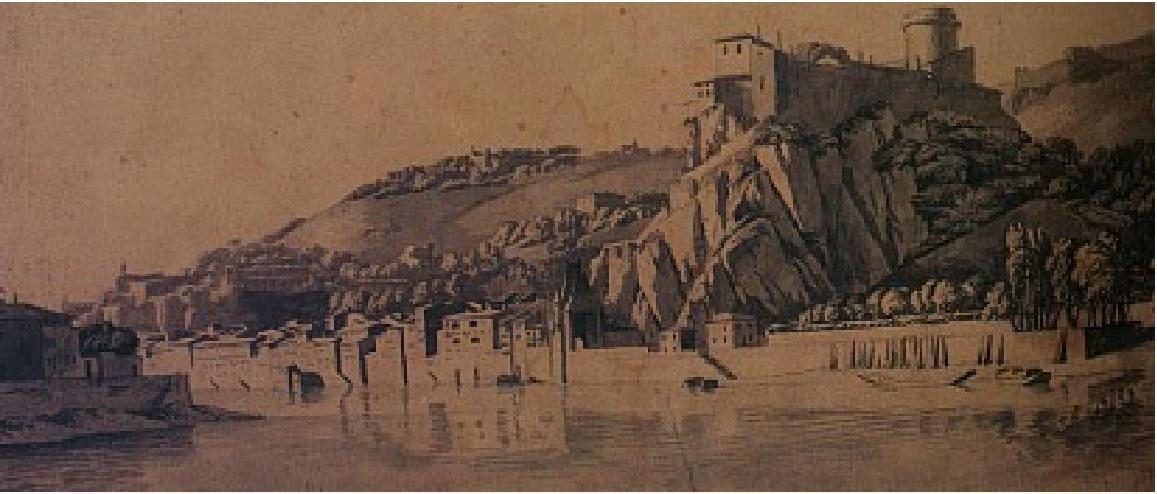
Château de Pierre Scize, dessin de P.J.X Bidauld - Musée d'Histoire de Lyon, Hôtel Gadagne.

Pour sa défense et dans le cadre de sa croissance urbaine, Lyon se dote de plusieurs équipements durant cette période. Le château de Pierre Scize, dont la construction est entamée au début du XIe siècle probablement durant l'épiscopat de Burchard II de Lyon, permet de surveiller l'arrivée nord de la ville et la Saône. Renaud II de Forez, fin XIIe siècle le rénove et s'y installe durablement. Après lui, les prélats lyonnais en font une demeure régulière. Après les assauts des comtes du Forez en 1162, Guichard de Pontigny établit un rempart autour du quartier canonial de Saint-Jean. Doté de solides murs et de deux tours, il est percé de plusieurs portes dont la plus importante, la Porte-froc, se situe dans l'alignement de l'actuelle rue Saint Jean. Cet ensemble religieux est alors nommé le « Grand Cloître ». Au début du XIe siècle, la construction d'un pont de pierre sur la Saône est entamé. Il est achevé sous l'archevêque Humbert en 1070 et permet le développement de la presqu'île. Il relie le quartier du Change à celui de Saint-Nizier. Assez étroit (environ 7 mètres), il supporte dès l'origine sur les premières arches des maisons dotées d'étages et abritant des boutiques au rez-de-chaussée.
À la fin du XIIe siècle, une clôture dotée d'un fossé est édifiée au nord de la presqu'île, percée de la porte Saint-Marcel. De nombreuses constructions religieuses apparaissent également dans la capitale rhodanienne à cette époque. Les chapelles Sainte-Marie et Saint-Thomas sont édifiées à Fourvière, tandis que Notre-Dame de la Platière, une nouvelle collégiale, est fondée sur la rive droite de la Saône. Mais dans le domaine de l'architecture ecclésiastique, la majeure partie des chantiers ouverts sont des rénovations ou des transformations.

#### Rénovations du patrimoine religieux lyonnais

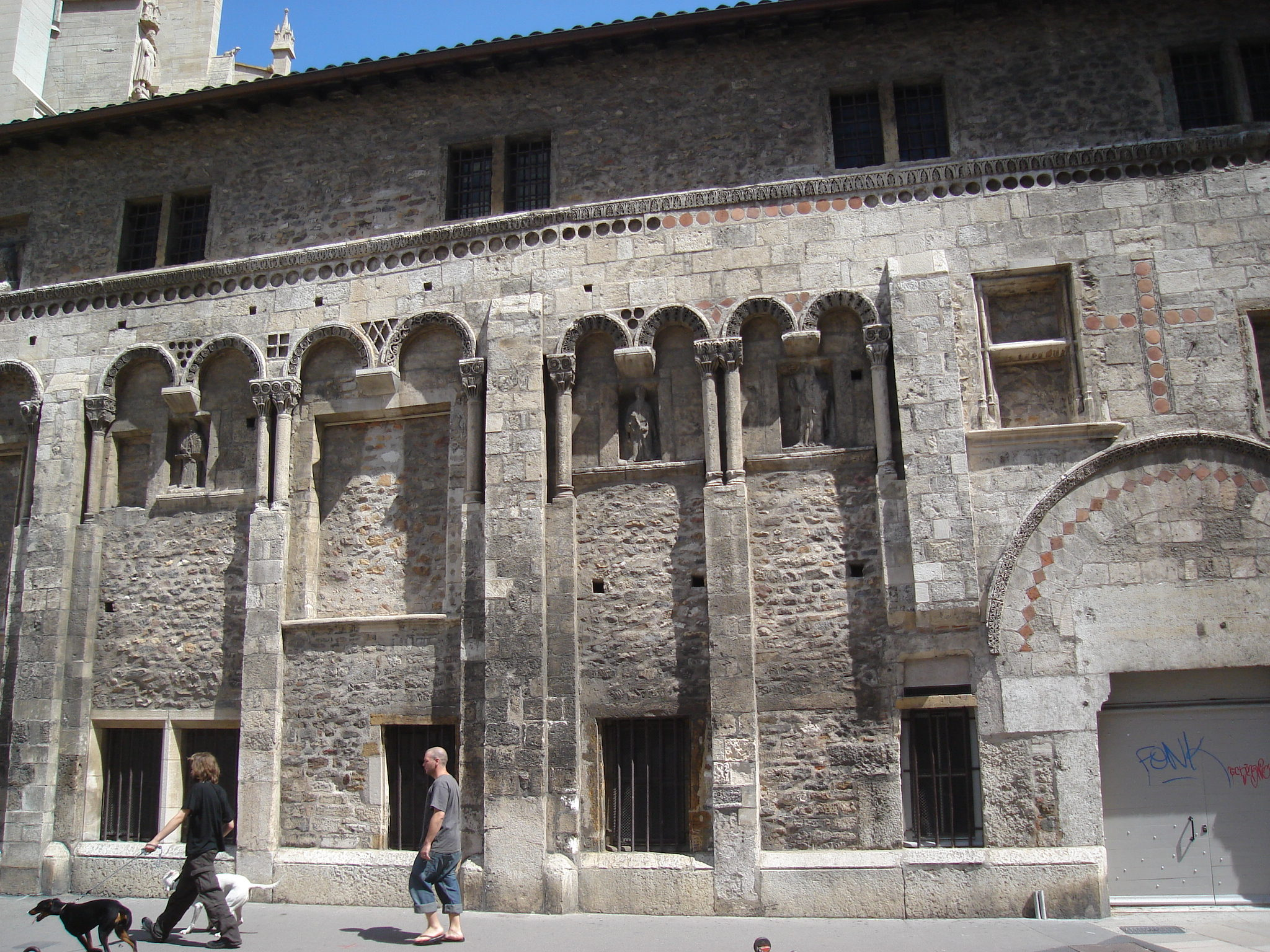
La Manécanterie jouxtant la cathédrale est bâtie au XIe siècle.

Beaucoup d'édifices menacent ruine, ne sont plus adaptés ou sont l'objet d'une volonté d'embellissement. L'église abbatiale de l'île Barbe est rénovée vers 1070, celle d'Ainay à la fin du XIe, Saint-Pierre début XIIe et Saint-Paul au cours du XIIe siècle. L'église Saint-Just, devenue trop petite, est remplacée durant les XIIe et XIIIe siècles par une nouvelle, la troisième depuis le IVe siècle, devenant ainsi la plus grande de la ville après la cathédrale Saint-Jean. Le plus gros chantier est celui de la reconstruction de cette dernière, entamé dans les années 1170 par l'archevêque Guichard de Pontigny. Immense travail, il se poursuit durant les siècles suivants.

#### Avancée urbaine
Les seuls quartiers sur lesquels il est possible de distinguer une extension du bâti sont ceux de la Croix-Rousse et de Saint-Paul. À ces endroits, la population qui s'installe est suffisamment importante pour imposer la création de deux nouvelles paroisses.

### Vie politique
L'histoire politique de la ville de Lyon sur ces deux siècles reste, pour la majorité des événements, locale, et peu en prise aux soubresauts internationaux. Les dirigeants de la ville ne sont mêlés que de loin aux luttes entre rois, entre l'empereur et le pape ou aux premières croisades. Par ailleurs, cette histoire reste relativement linéaire, avec sur toute la période un conflit entre des maîtres de la cité solidement installés, l'Église de Lyon, et des prétendants cherchant à la réduire, essentiellement les comtes de Forez.

#### Seigneurs de Lyon: l'Église

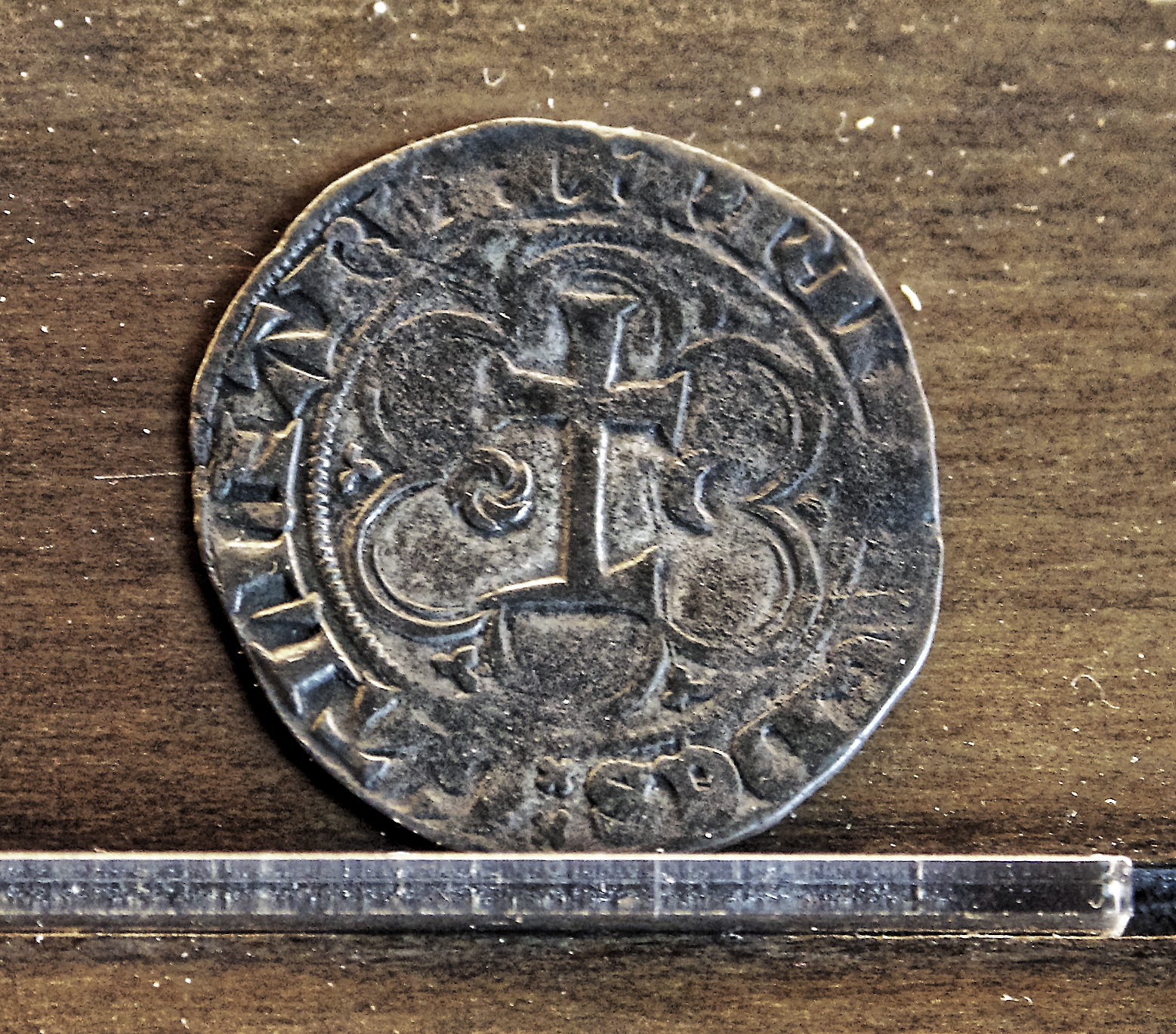
Fort lyonnais, monnaie anonyme frappée pour le compte de l'église de Lyon entre le. Médailler du Musée des beaux-arts de Lyon.

Durant les XIe et XIIe siècles, les archevêques dirigent sans partage la ville. Le plus souvent indépendants des grandes puissances, ils sont élus de manière régulière par le chapitre cathédral dans la majorité des cas ; ceux pour lesquels il y eut une pression n'ont pas aliéné la cité entre les mains d'une puissance étrangère.
Les pouvoirs de police et de justice sont entièrement entre les mains de l'archevêque. Il défend fermement ses privilèges de seigneur (justice, coutumes, péages, droit de battre monnaie) contre ceux qui tentent de les lui contester, en premier lieu les comtes de Forez. Lui, et les différents chapitres lyonnais, possèdent l'ensemble du sol de la cité, qui relève de la directe. Par ailleurs, ils tiennent de vastes terres dans les environs de Lyon qui, bien gérées, drainent de solides revenus vers la cité et les institutions ecclésiastiques. Ainsi, l'archevêque possède des terres dans les Monts d'Or et entre les vallées de la Brévenne et du Gier. Les chanoines d'Ainay sont bien pourvus dans la basse vallée d'Azergues, et au sud-est immédiat de Lyon. Les moniales de Saint-Pierre tiennent des terres dans le Bas-Dauphiné. Enfin, le chapitre de l'Île Barbe développe ses fiefs dans le sud des Dombes, le Forez et la Drôme.
Le prestige du trône épiscopal se trouve également renforcé par une nouvelle distinction : Gébuin reçoit de la part de Grégoire VII le titre (ou sa confirmation) de primat des Gaules. Cette distinction donne à son titulaire une prééminence sur les territoires des quatre provinces romaines délimitant la Gaule à l'époque : Lyon, Rouen, Tours et Sens. Il n'est accepté qu'à Tours, l'archevêque de Sens, soutenu par le Roi de France, refusant cette primauté, allant jusqu'à la réclamer pour lui-même. Toutefois, cette distinction reste très théorique, elle n'accorde pas de pouvoirs juridiques ou institutionnels. Ainsi, durant un siècle, aucun archevêque lyonnais ne décide de la faire figurer dans sa titulature.
L'archevêque n'est toutefois pas la seule force politique à Lyon. Il trouve face à lui les chanoines des plus grands chapitres de la ville, et surtout du premier d'entre eux : celui de Saint-Jean. Ces chanoines possèdent une fortune foncière importante, des droits seigneuriaux notables et ne veulent pas se laisser réduire par un évêque trop entreprenant. À partir du XIIe siècle, le chapitre cathédral, composé essentiellement de nobles, constitue un corps puissant qui compte de plus en plus dans la politique locale. Ainsi, même si les chanoines doivent tous jurer fidélité à l'archevêque, ce dernier doit lui aussi, avant d'entrer en fonction, jurer devant le chapitre d'observer tous les engagements de ses prédécesseurs, les statuts de l'Église de Lyon, d'accepter les franchises et immunités du chapitre.

#### Lutte contre les comtes du Forez
Durant tout le XIe, la dynastie du Forez mord et ronge les terres et droits de l'archevêché dans son aire d'influence. Les comtes profitent des moments d'affaiblissement de l'institution ou des prélats, telle la vieillesse de Burchard II dans les années 1020. Le point d'orgue de cette politique est la tentative infructueuse de Géraud II dans les années 1035–1040 d'installer son fils sur le trône archiépiscopal,. En 1076, un accord est signé lors du plaid de Tassin entre l'archevêque Humbert et le comte Artaud II. Il prévoit le partage entre les deux puissances de certains droits (de péage notamment) et la frappe de la monnaie est reconnue comme prérogative exclusive de la puissance épiscopale,.

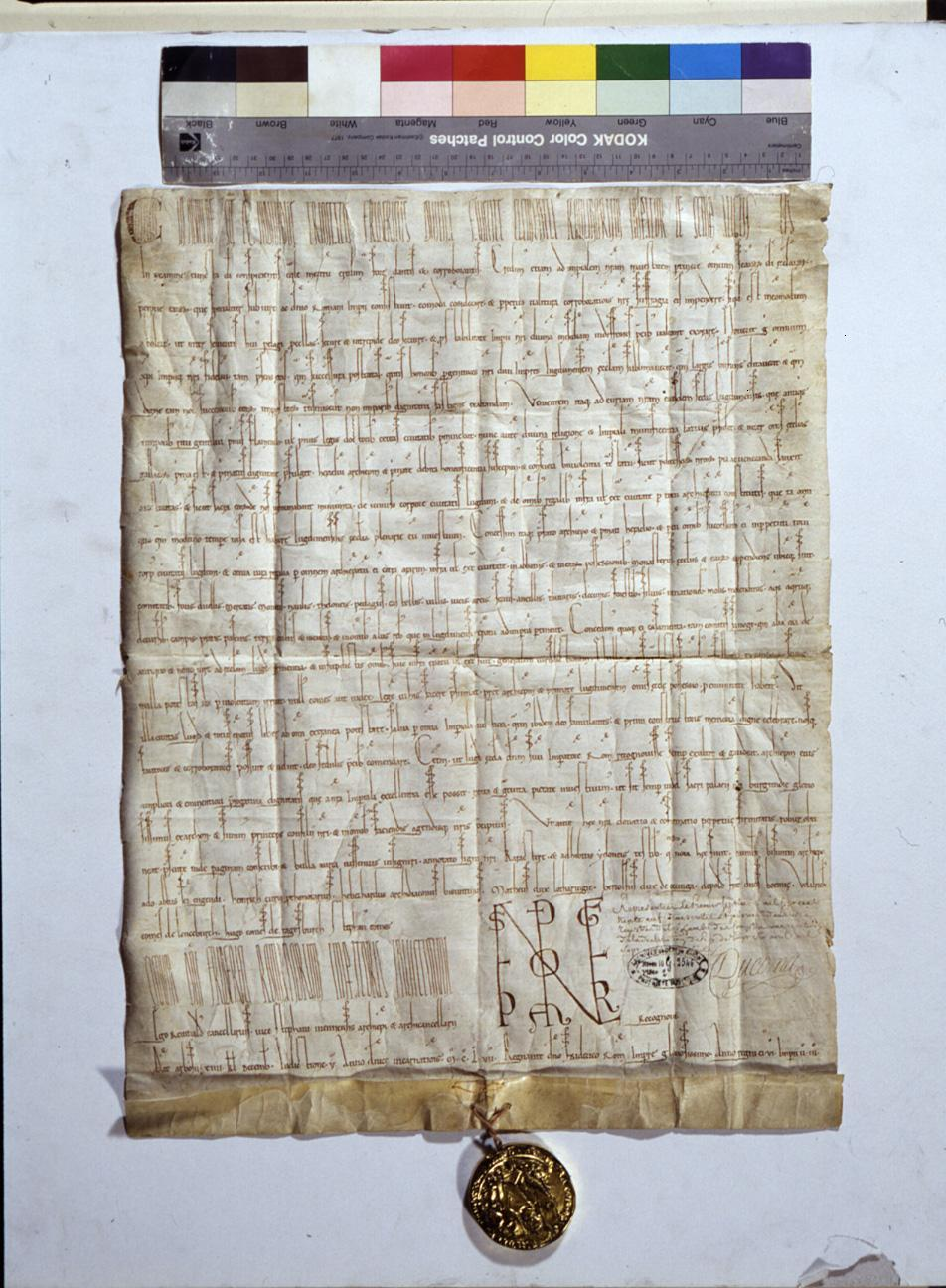
La bulle d'or, conservée aux archives départementales de Lyon ; cote 10 G 2546

Après cet accord, et durant une longue période, la lutte entre les deux partis se calme, en partie à cause des problèmes internes de chacun d'entre eux. Mais les oppositions s'exacerbent à nouveau au milieu du XIIe siècle. La Bulle d'or octroyée par Frédéric Barberousse à l'archevêque Héraclius de Montboissier en 1157 rompt de fait l'accord de Tassin, en restituant à ce dernier l'ensemble des droits sur la ville de Lyon. Les deux forces se dressent l'une face à l'autre et une bataille a lieu l'année suivante à Yzeron, qui voit l'armée de l'archevêque battue par celle de Guy II. Des négociations s'ouvrent pour résoudre le conflit et n'aboutissent pas. Excédé, en 1162, le comte de Forez prend Lyon, poussant Héraclius à la fuite. Ce dernier se réfugie auprès de l'empereur, qui ordonne à son féal Gérard comte de Mâcon de l'aider à reprendre sa ville, ce qui est chose faite en 1163. Dans le même temps, le comte du Forez, lui, se tourne vers le roi de France pour obtenir un arbitrage favorable, au point de lui rendre hommage en 1167,.
Un accord est rendu sous le contrôle du pape Alexandre III, représenté par l'archevêque Pierre II de Tarentaise, en 1167, qui prévoit la gestion de la ville de façon conjointe par les deux parties. Inapplicable, il est remplacé très vite par un autre, en 1173, connu sous le nom de « Permutatio ». Celui-ci prévoit l'abandon par le comte de toutes ses prétentions sur Lyon, tandis que l'archevêque lui laisse le pouvoir sur de nombreuses terres qu'il possédait dans le Forez ou dans des zones limitrophes,.

#### Faible développement économique de la ville
Durant les XIe et XIIe siècles, la ville ne connaît pas d'évolution de son économie. L'essentiel du commerce des marchés se limite à des produits locaux, achetés et vendus par des Lyonnais. Le grand commerce ne passe pas encore par la cité, en raison notamment de l'absence de pont sur le Rhône, ou de foires. En définitive, encore au début du XIIIe siècle, l'économie lyonnaise est de type seigneuriale, drainant vers la cité les productions des campagnes environnantes, à destination surtout des grandes puissances religieuses.

### Vie religieuse: un certain conservatisme
À l'orée du nouveau millénaire, l'Église de Lyon a sacrifié aux errances de son temps ; la plupart des chanoines ne vivent plus en communauté et sont très éloignés des idéaux de la réforme grégorienne qui arrive. Plusieurs papes enjoignent aux membres des différents chapitres de se réformer dans l'esprit des règles des saints fondateurs, dont le pape Grégoire VII qui leur adresse une lettre officielle le 20 avril 1079. Ces différentes remontrances n'ont que peu d'effets dans la cité lyonnaise, qui ne suit pas le mouvement réformateur comme celui du Languedoc. Au contraire, les chapitres principaux renforcent leur organisation et leurs usages, poursuivant leur enrichissement. Deux autres établissements, plus récents et moins influents, reprennent, eux, vie commune et idéal de pauvreté. Symptomatiquement, ils sont issus de la volonté des deux prélats réformateurs qu'a connus Lyon sur cette période. Le premier, Notre-Dame de la Platière, est imposé par Gébuin, sur la Presqu'île. Il reste très modeste. Le chapitre de Saint-Irénée, réformé par Hugues de Die, ne pèse pas non plus d'un grand poids dans la vie religieuse lyonnaise.
Cet immobilisme lyonnais dans le domaine religieux se ressent également dans la stagnation des centres intellectuels dans la ville. Les bibliothèques des églises ou cathédrales sont maigres, un seul évêque lègue des manuscrits à la cathédrale durant les deux siècles. Nulle université n'est fondée sur cette période. Les clercs lyonnais, par ailleurs, ne produisent aucune œuvre littéraire connue, et seules les poésies de la prieure de la chartreuse de Poleteins en Dombes, Marguerite d'Oingt, sont connues.
Ce conservatisme est peut-être l'une des causes de l'apparition du mouvement vaudois dans la ville, et celle-ci doit dans tous les cas être interprétée dans ce contexte. Malgré le peu de documents sur l'histoire proprement lyonnaise de Vaudès et de ceux qui l'ont suivi, il est significatif qu'un élan de retour à la pauvreté apostolique prenne naissance à Lyon à cette époque. Vers 1170–1173, Vaudès se débarrasse de sa fortune en dotant sa femme et ses filles, et donne le reste aux pauvres. Puis il se met à prêcher dans les rues en mendiant son pain. Des disciples le rejoignent peu à peu et des membres du clergé se plaignent de lui. À l'origine, les « pauvres de Lyon » sont protégés par l'archevêque Guichard de Pontivy, un prélat favorable à la réforme grégorienne. Soucieux d'orthodoxie, Vaudès et les siens vont en 1179 au concile de Latran où ils obtiennent l'approbation par Alexandre III de leur mode de vie. En revenant, ils reprennent leurs prêches, s'attirant l'inimitié de nombreux chanoines, et particulièrement de ceux du chapitre cathédral. À la mort de Guichard, ces derniers élisent à sa place un homme plus éloigné des idéaux réformateurs, Jean Belles-mains, qui expulse aussitôt Vaudès et les siens en 1183. Après cet épisode fondateur, il n'est plus jamais question des « pauvres de Lyon », comme ils se nomment eux-mêmes, dans la ville.

## LongXIIIesièclelyonnais
Durant cette période, qui va grossièrement de 1200 à 1320, Lyon va évoluer rapidement, sur les plans religieux et institutionnels, sous la pression conjuguée de forces internes et externes. La cité sort ainsi d'un certain immobilisme intellectuel et, tout en tombant sous la domination du roi de France, acquiert un régime municipal équivalent à celui des cités environnantes. La date de 1320 est clairement un basculement pour l'histoire de la ville. Pour l'historien Jacques Rossiaud, « Le traité de 1320 partage historiquement le Moyen Âge lyonnais ».

### Évolution topographique et démographique

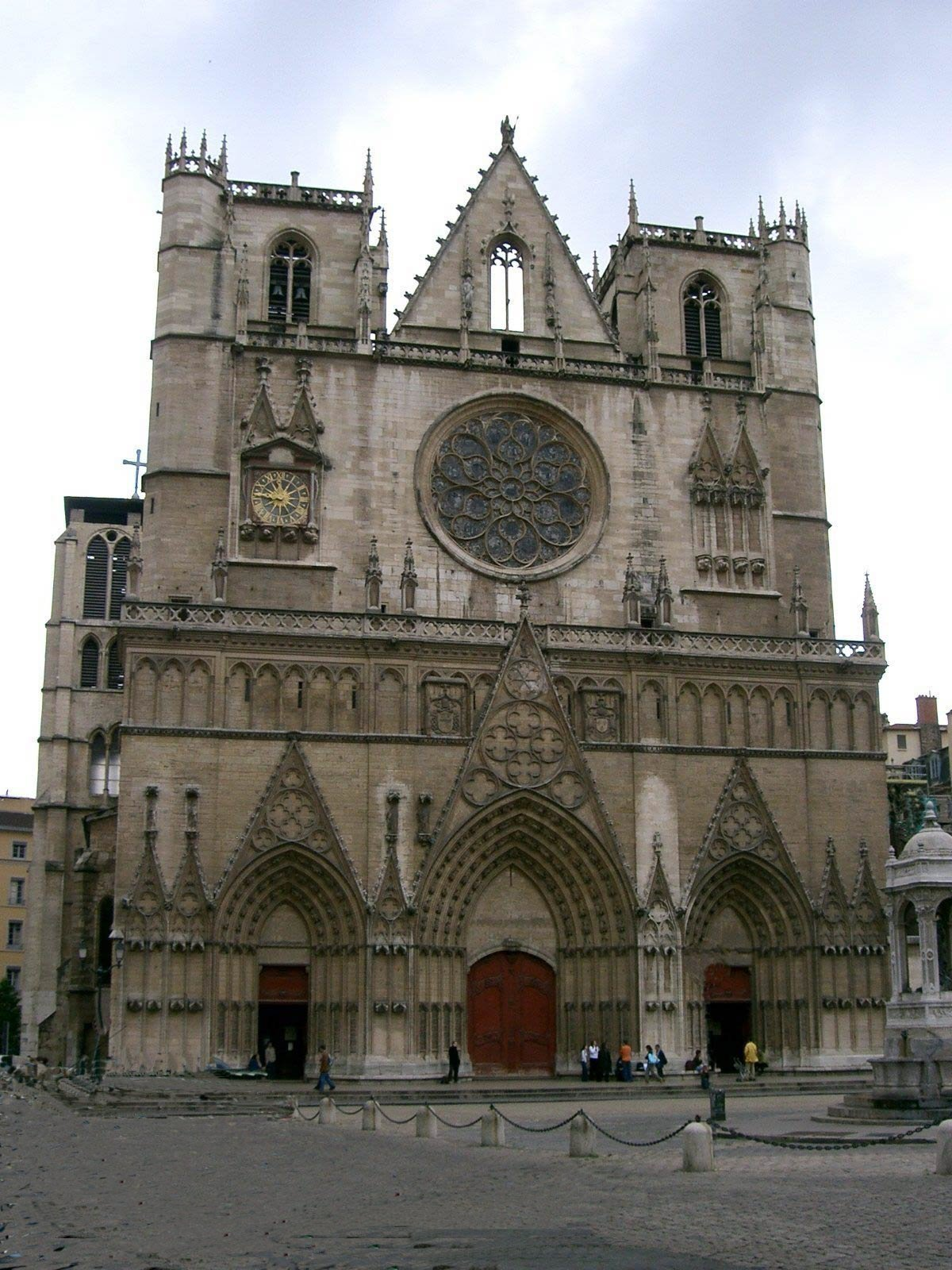
Façade de la cathédrale Saint-Jean.

Au XIIIe siècle, la population de la ville croît enfin franchement. Cela se voit à plusieurs indices indirects, les sources écrites ne permettant pas de quantifier le phénomène. En premier lieu, l'extension du bâti urbain dépasse largement les nécessités d'un simple accroissement naturel des habitants de la cité. Par ailleurs, le nombre d'hôpitaux augmente nettement, passant de cinq à douze pendant le siècle. Une autre indication est l'installation d'un grand nombre de couvents d'ordres nouveaux qui accompagnent l'avancée de l'urbanisation, surtout pour les ordres mendiants. Enfin, et même si sa construction subit bien des aléas, le pont sur le Rhône est à coup sûr un facteur de développement.
Cette croissance démographique n'a pas lieu dans les parties les plus anciennes de la ville, sur la rive droite de la Saône, mais pour l'essentiel sur la presqu'île, qui connaît un lotissement important et plusieurs aménagements. Ainsi, le sol de celle-ci, qui appartient pour la plus grande part à l'abbaye d'Ainay, bénéficie de l'intérêt bien compris des chanoines de cette dernière. De nombreuses terres agricoles sont bâties, leur fournissant des revenus bien supérieurs. La rive gauche du Rhône, quant à elle, ne bénéficie pas encore d'un quelconque essor urbain, à part quelques points isolés. Le plus grand chantier de la ville est la construction de la cathédrale Saint-Jean. Entamé au XIIe siècle, le travail se poursuit, avec l'édification de travées, de verrières et des deux rosaces du transept.
L'autre grande affaire urbanistique du XIIIe siècle lyonnais est la construction d'un pont sur le Rhône. Commencé à la fin du XIIe siècle, le premier pont de bois est abîmé par le passage des croisés en 1190. Il est réparé, toujours en bois. La construction d'un second pont, en pierre, est décidée à la fin du XIIIe siècle. Le chantier est financé par des dons, des legs et des offrandes faites à la chapelle édifiée à l'extrémité du pont sur la rive gauche,.

### Timide essor économique

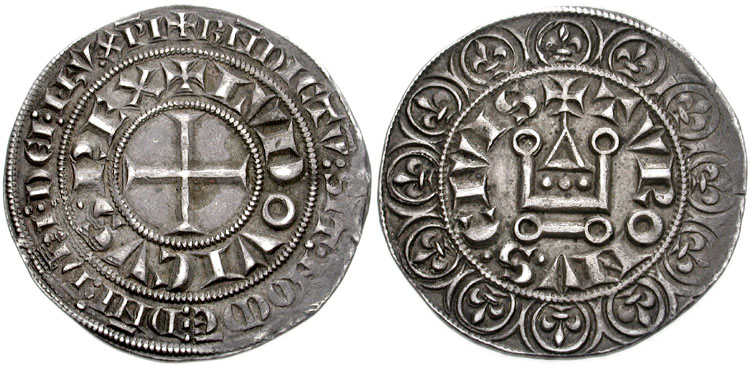
Gros tournois frappé par Louis IX en 1266.

L'économie lyonnaise du XIIIe siècle est, comme par le passé, dominée par les échanges locaux. Les tarifs des péages, dont l'examen entre 1277 et 1315 montre la continuité dans l'extrême faiblesse des produits d'exportation lointaine, comme le prouve l'accord de 1193 entre l'archevêque et les bourgeois, pour lequel ses derniers se battent afin de diminuer les taxes touchant les produits de consommation courante ; l'essentiel des produits vendus ou achetés à Lyon sont destinés à la consommation de la ville et des environs immédiats,. Cette économie est fortement dépendante des voies fluviales, utilisées autant que possible. Elle génère des installations importantes en bord de fleuve, de véritables ports spécialisés naissent et une lutte intense naît entre les différents religieux lyonnais pour le contrôle des taxes liées à cette activité (le droit d'épave). L'action des hommes d'Église sur le développement économique se voit aussi dans la modification des systèmes agricoles. En premier lieu, le vignoble progresse nettement durant ce siècle sur les berges du Rhône et de la Saône, entre Anse et Givors jusqu'à atteindre 30 % des terres cultivées à certains endroits, comme Saint-Genis-Laval. Ensuite, la rive gauche du Rhône se spécialise dans l'élevage, notamment le pays du Velin.
En ville, les principaux corps de métier, qui s'organisent tout au long de ce siècle sont les mêmes que dans les grandes villes de l'époque : ceux liés à l'alimentation, au textile et au cuir. Le grand commerce fait des tentatives épisodiques pour s'implanter à Lyon. Il est aidé par la construction du pont sur le Rhône, et par les activités religieuses telles que le séjour du pape ou l'organisation de conciles qui attirent argent et corps de métier très spécialisés. Mais ces opportunités ne sont pas saisies par les marchands lyonnais, qui retournent à leurs activités locales une fois les événements passés. Les circulations des commerçants au long cours qui passent majoritairement plus à l'est, ne sont modifiées que marginalement. Les grands marchands lyonnais de l'époque sont Ponce de Chaponay, qui fait fortune loin de sa ville natale et la famille De Fuers, qui s'enrichit dans le commerce de la fourrure et prête de l'argent à Henri III d'Angleterre,.

### Pouvoir lyonnais auXIIIesiècle
Les institutions de la ville restent immobiles durant cette période, contrairement à ce qui se fait dans une grande partie des villes médiévales. Il faut des décennies de lutte entre les forces ecclésiastiques et bourgeoises pour qu'une charte donne à ces derniers un vrai pouvoir politique. C'est au prix de l'indépendance de la cité, qui passe sous le giron du roi de France.

#### Pérennité du pouvoir ecclésiastique

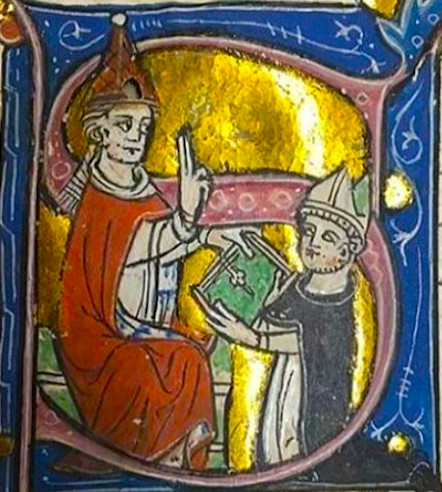
Jean XXII bénissant Bernard Gui, évêque de Lodève. Enluminure dans Speculum Sanctorale de Bernard Gui, Bibliothèque municipale de Toulouse.

La zone d'influence politique des seigneurs de Lyon, c'est-à-dire l'archevêque et les chanoines-comtes de Saint-Jean, qui gouvernent conjointement, est restreinte. Ils possèdent peu de places fortes loin du comté du Lyonnais lui-même. Mais à l'inverse, ils sont tout-puissants au sein de celui-ci, excepté dans les environs de Tarare, où l'abbaye de Savigny règne largement. Ce pouvoir est autant un pouvoir politique qu'économique. Les seigneurs de Lyon possèdent la plupart des châteaux, siège de la haute justice, et tiennent en lien vassalique un grand nombre de familles nobles locales. Cette domination seigneuriale implique un drainage vers Lyon de grandes quantités de revenus : redevances foncières, taxes sur les marchés et foires, sur les fours, les moulins, les pressoirs.
Ce siècle est une période de prospérité pour les seigneurs ecclésiastiques lyonnais. Ils profitent des visites de plusieurs papes (Innocent IV y séjourne, Clément V y est couronné, Jean XXII y est élu) et des conciles (1245 et 1274), pour obtenir des faveurs. Ils utilisent leur fortune et les difficultés des nobles pour arrondir leurs possessions. Ils améliorent méthodiquement l'administration de leurs biens, du point de vue fiscal, militaire comme judiciaire. Pour cela, ils perfectionnent le système de l'obéance,. Soucieux de tenir en main leurs hommes, ils sillonnent régulièrement leurs juridictions, séjournant dans leurs châteaux pour y rendre justice et vérifier les comptes.
Mais cette puissance commence à être contestée de l'intérieur de la ville par les bourgeois qui tentent de trouver une place dans l'administration de leur cité. Pour préserver leur domination, les chanoines ferment progressivement l'accès aux institutions maîtresses, les chapitres de Saint-Jean et de Saint-Just. La cooptation devient la règle, entre des familles bientôt toutes nobles, et un numerus clausus est instauré. Selon Michel Rubellin, « les neveux siègent à côté des oncles en attendant de prendre leur place ». Cette fermeture est autant tournée contre le patriciat urbain, que contre les chanoines imposés de l'extérieur soit par des papes de passage, soit par des archevêques venus de l'extérieur du microcosme lyonnais. Les bourgeois lyonnais se tournent alors vers l'Église de Saint-Nizier, qui obtient en 1306 un chapitre de l'archevêque Louis de Villars, mais cette église n'a pas le prestige et le pouvoir des anciennes fondations.

#### Émergence du pouvoir bourgeois
L'élite laïque lyonnaise se regroupe durant le XIIIe siècle pour acquérir autonomie et droits face aux forces traditionnelles de la ville. Uniquement composée de bourgeois, elle est dominée par une grosse dizaine de familles, présentes jusqu'à la fin du Moyen Âge. Ces bourgeois sont des marchands, principalement drapiers et pelletiers, et des hommes de loi. Ils pratiquent le commerce de l'argent à différentes échelles, prêtant surtout aux ecclésiastiques et aux institutions religieuses. Ils résident dans de solides maisons, mais dont ils ne peuvent être propriétaires, le sol appartenant entièrement aux chapitres traditionnels. Ils se concentrent essentiellement dans deux quartiers : Saint-Paul et Saint-Nizier. L'église de ce dernier est le point de ralliement principal des bourgeois pendant leur lutte contre l'Église lyonnaise, de même que la chapelle Saint-Jaquême située en face. L'histoire de l'obtention de leur consulat s'étend tout au long du siècle, et peut être séparé en plusieurs étapes.

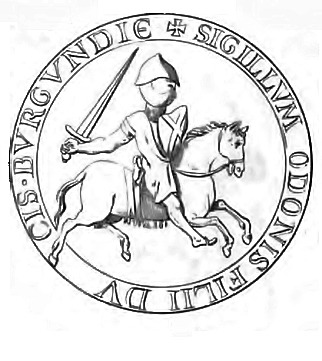
Sceau d'Eudes III de Bourgogne. Illustration issue du Recueil des sceaux du Moyen Âge du Marquis de Migieu, conservé à la Bibliothèque municipale de Lyon

Un premier soubresaut a lieu pour secouer la tutelle canoniale et épiscopale à la fin du XIIe siècle. Un accord entre les bourgeois et l'archevêque est signé en 1193. Destiné à limiter l'arbitraire dans les droits et taxes perçus par les seigneurs ecclésiastiques, il n'a pas de succès notable, des abus déclenchant rapidement des protestations.
Un deuxième épisode survient donc. En 1206, l'archevêque Renaud II de Forez octroie une charte aux lyonnais reprenant les dispositions de 1193, preuve de leur mauvaise application. Mais deux ans après, les habitants et les bourgeois se révoltent, protestant contre de nouveaux abus. Ils s'arment, s'organisent en association jurée, élisent des représentants, dressent une barricade sur le pont de la Saône et font appel au pape Innocent III. Renaud réagit brutalement, mais ne parvient pas à instaurer le calme. Il doit faire appel au duc de Bourgogne Eudes III, qui parvient à mater les bourgeois. Il arbitre en imposant à Renaud le respect des chartes précédemment accordées. L'archevêque remporte toutefois la partie, les Lyonnais étant toujours privés de franchises politiques, alors que les villes alentour en sont dotées progressivement.

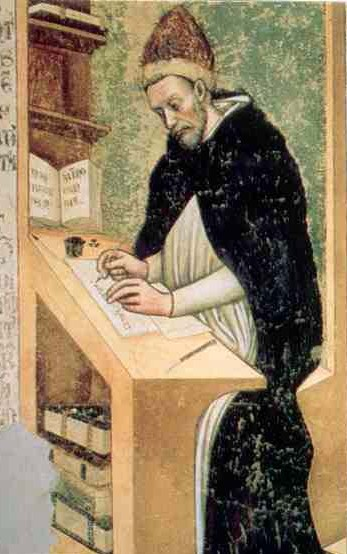
Pierre de Tarentaise, pape sous le nom d'Innocent V. Fresque dans l'église de San Nicolo, Trévise.

Le pouvoir lyonnais est également convoité par les familles nobles du chapitre cathédral. Profitant de la faiblesse du trône épiscopal dans les années 1230 et 1240, elles tentent de se soustraire de sa juridiction, et d'obtenir le partage de la justice temporelle, alors entièrement tenue par le sénéchal de l'Église. Elles échouent, trouvant sur leur chemin des bourgeois peu désireux de voir la justice dont ils dépendent passer entre les mains des chanoines.
La crise entre les trois parties éclate entre 1267 et 1274. La renonciation du siège épiscopal par Philippe Ier de Savoie ouvre un vide de quatre ans, que tente d'utiliser le chapitre pour gagner des pouvoirs temporels. À la suite de l'arrestation par leurs hommes d'un bourgeois en 1269, les Lyonnais réagissent violemment. Ils s'arment, prennent d'assaut le cloître Saint-Jean, celui de Saint-Just où se sont réfugiés les chanoines du chapitre cathédral, pillent les environs. Ces violences sont autant le fait du menu peuple que des bourgeois, unis au sein de sociétés de solidarités confraternelles. Une trêve est conclue en juin 1269, mais la situation est toujours explosive. Le pape et le roi (par l'intermédiaire du bailli de Mâcon) interviennent pour rétablir le calme et trouver des compromis, qui tardent à venir. Le roi de France Philippe III obtient à la demande des bourgeois la garde de la ville, en attendant l'élection d'un archevêque. Lorsque ce dernier, Pierre de Tarentaise arrive, il reçoit de la part du roi comme du pape de grands avantages, au détriment du chapitre cathédral. Il doit, par contre, se reconnaître vassal du roi de France. Il s'agit de la première fissure sérieuse à l'indépendance de Lyon.
Durant les décennies suivantes, les chanoines tentent à nouveau d'obtenir des pouvoirs sur la justice séculière et des accords sont trouvés avec l'archevêque. Cela mécontente fortement les bourgeois, qui s'organisent pour protester. Ils demandent à nouveau de l'aide à l'extérieur, en s'adressant tantôt au comte de Savoie Amédée V tantôt au roi de France. Le premier prend la ville sous sa garde dans les années 1280, bloquant certaines décisions épiscopales. À partir des années 1290, c'est le roi qui reprend la main. Il nomme un émissaire sur place, le gardiateur.
Finalement, dans les premières années du XIVe siècle, le roi Philippe le Bel parvient, après de nombreuses péripéties, à prendre définitivement pied dans la ville. Il fait ainsi une entrée solennelle le 13 mars 1311. En 1312, le rattachement de Lyon au royaume de France est reconnu au concile de Vienne par l'acceptation de l'archevêque Pierre de Savoie du Traité de Vienne, sans que l'empereur proteste ; l'ensemble des Lyonnais doit alors jurer fidélité au roi de France. Par deux accords en 1320, l'archevêque retrouve certes entièrement la justice de première instance, mais il accorde aux bourgeois la charte dite de la « Sabaudine », qui établit un consulat.
Le début du XIVe siècle est le moment où Lyon bascule définitivement dans le royaume de France, perdant ainsi sa place particulière, à la marge des grandes puissances de l'Europe médiévale. Dans le même temps, avec la prise de pouvoir de la bourgeoisie, la cité perd sa spécificité institutionnelle d'avoir un ecclésiastique tout puissant à sa tête.

### Religion à Lyon auXIIIesiècle: transformation et gloire éphémère

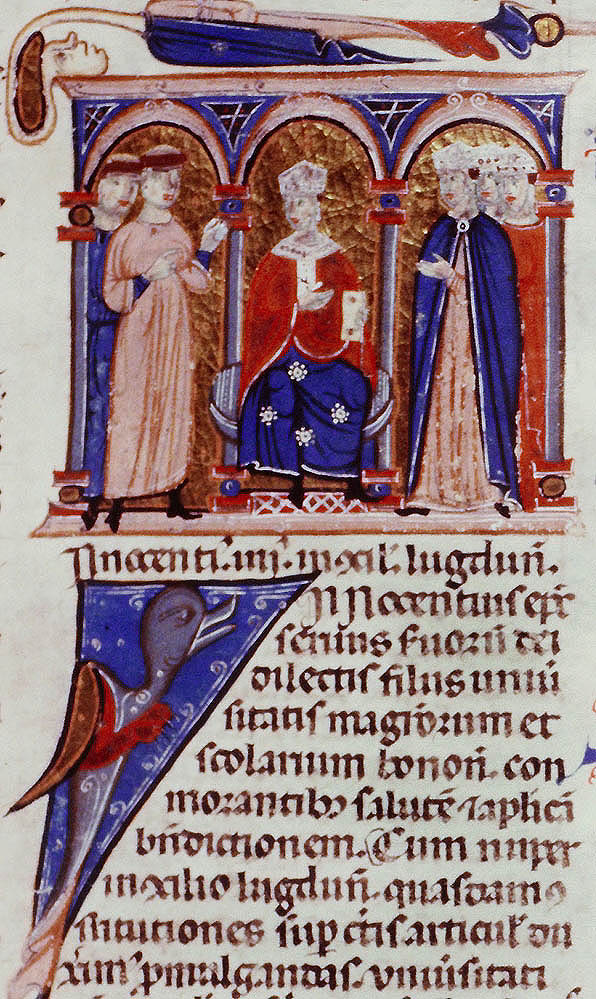
Innocent IV au concile de Lyon, miniature de 1278. Ms.1 Syracuse University Library.

Les forces religieuses traditionnelles lyonnaises que sont l'archevêque et les chanoines des principales églises voient leur influence spirituelle se réduire durant le long XIIIe siècle de la cité. Les archevêques, peu en accord avec leur chapitre cathédral, ne peuvent s'appuyer sur lui pour leur ministère paroissial. Par ailleurs, la plupart des prélats de cette époque ont un règne court, empêchant toute continuité spirituelle. Philippe Ier de Savoie, celui qui reste aux affaires le plus longtemps, est un seigneur surtout attaché à défendre les intérêts matériels et politiques de son lignage.
Les chanoines sont avant tout des seigneurs gestionnaires de leurs obéances. Le serment d'entrée au chapitre cathédral ne mentionne aucune obligation spirituelle, mais bien la conservation des biens de la communauté. Leur seule action concrète consiste en l'assistance traditionnelle aux pauvres et au service liturgique de la cathédrale. Jaloux de leurs prérogatives scolaires, ils s'opposent longtemps à l'ouverture de toute autre structure éducative, notamment la création de cours de droit à destination des bourgeois, soucieux de formations utiles.
Le réveil spirituel de Lyon n'est donc pas le fait de ces deux groupes, mais bien des ordres mendiants qui s'installent à Lyon à cette période. Ils sont bien accueillis par les archevêques et bénéficient souvent de leur libéralité testamentaire. Les premiers sont les Dominicains, qui viennent dès 1218 s'installer sur les pentes de Fourvière, avant de se fixer sur la presqu'île, en 1235, entre les deux ponts, où ils édifient Notre-Dame de Confort. Les Cordeliers s'établissent dans le centre marchand lyonnais, près des berges du Rhône en 1220. Ces deux premiers groupes rencontrent de francs succès. Ils reçoivent de nombreux dons et legs. Au tournant du siècle, les Carmes s'installent au-delà des Terreaux. Ils sont suivis en 1304 par les Clarisses et en 1319 par les Augustins. Même si leurs actions sont mal connues, il est possible de supposer qu'ils influencent fortement le développement du mouvement confraternel lyonnais.
Lyon connaît également à cette époque plusieurs moments de gloire, avec l'accueil de deux conciles généraux et la venue de plusieurs papes. Ces moments ne permettent toutefois pas à la cité de prendre un essor religieux particulier.
Le premier concile de Lyon est convoqué en 1245 par le pape Innocent IV. Il a pour but principal la déposition de l'empereur Frédéric II dans le cadre de la lutte entre l'empereur du Saint empire et la papauté. À cette occasion et pour s'éloigner de son ennemi, le pape et toute la curie restent à Lyon durant six ans, jusqu'en 1251. Le deuxième concile de Lyon est convoqué en 1274 par le pape Grégoire X. Les principaux sujets débattus sont la défense de la terre sainte, la réunion des églises d'occident et d'orient, et l'amélioration de l'élection pontificale. En 1305, le pape Clément V est couronné à Lyon. Le choix de la ville est dicté par le roi de France Philippe le Bel, qui entend affirmer son pouvoir sur place et en profite pour venir faire une entrée. En 1316, c'est encore une décision royale qui impose le site de Lyon pour l'élection et le couronnement de Jean XXII.
À chaque fois, c'est toujours une volonté extérieure ou une opportunité politique qui dicte les événements, et jamais la volonté des habitants lyonnais. Ces derniers ne retirent que peu d'avantages particuliers de ces moments de gloire éphémères, qui ne déclenchent aucun essor économique ou politique.

## Fin du Moyen Âge lyonnais (1312-1450)
Lyon lie son sort à la France par sa soumission au roi Philippe le Bel, en 1312 par le traité de Vienne. Elle reste toutefois encore longtemps à la marge des grands conflits de ce temps, ne subissant pas la guerre de Cent Ans. La cité ne connaît pas davantage d'essor économique sur une période qui n'est pour elle, que la continuité d'un long Moyen Âge.

### Description topographique
Au début du XIVe siècle, le plateau de Fourvière est rural, revêtu seulement de vignes et de ruines pillées. Il est ceint d'une muraille allant de Pierre-Scize à Saint-Georges, qui est renforcée sur ordre du roi de France Jean le Bon, en 1360. Au sud du plateau se trouve le cloître de Saint-Just ; au centre, celui de Saint-Thomas-de-Fourvière.

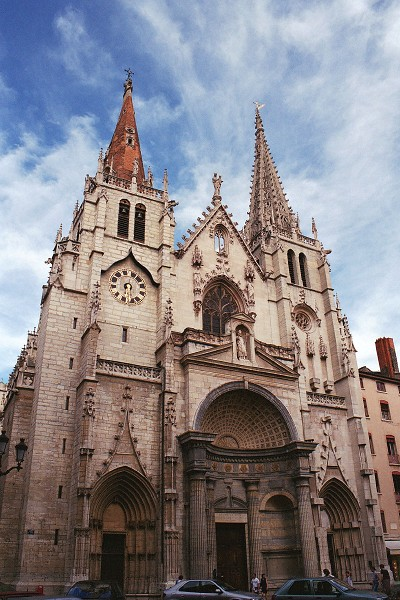
La façade de l'église Saint-Nizier.

La ville en rive droite de la Saône est dense et regroupée près de la rivière. Les pentes de la colline et ses pieds sont surtout recouverts de vignes et de vergers. Les maisons sont bâties très près de l'eau, si bien qu'il n'y a pas de place pour un chemin de halage. Ce quartier est, au sud, dominé par le cloître de la cathédrale Saint-Jean. Sa taille coupe la ville en deux, isolant partiellement les quartiers du sud et du nord. En ce lieu, en face du pont, se situe le cœur de la ville : les quartiers du Change et de Saint-Paul. Le premier est un quartier commerçant et de changeurs, qui voit passer tous les voyageurs allant de la Bourgogne, la France ou la Flandre à la Provence ou l'Italie. Du côté de Saint-Paul se concentrent les artisans de bouche, et s'y rendent ainsi tous les fermiers et éleveurs des Monts d'Or et des plateaux du nord-ouest lyonnais. Au-delà, la ville s'arrête à la porte de Bourgneuf, à la boucle de la rivière. Ensuite se situe le quartier de Pierre-Scize, dominé par le château de l'archevêque.

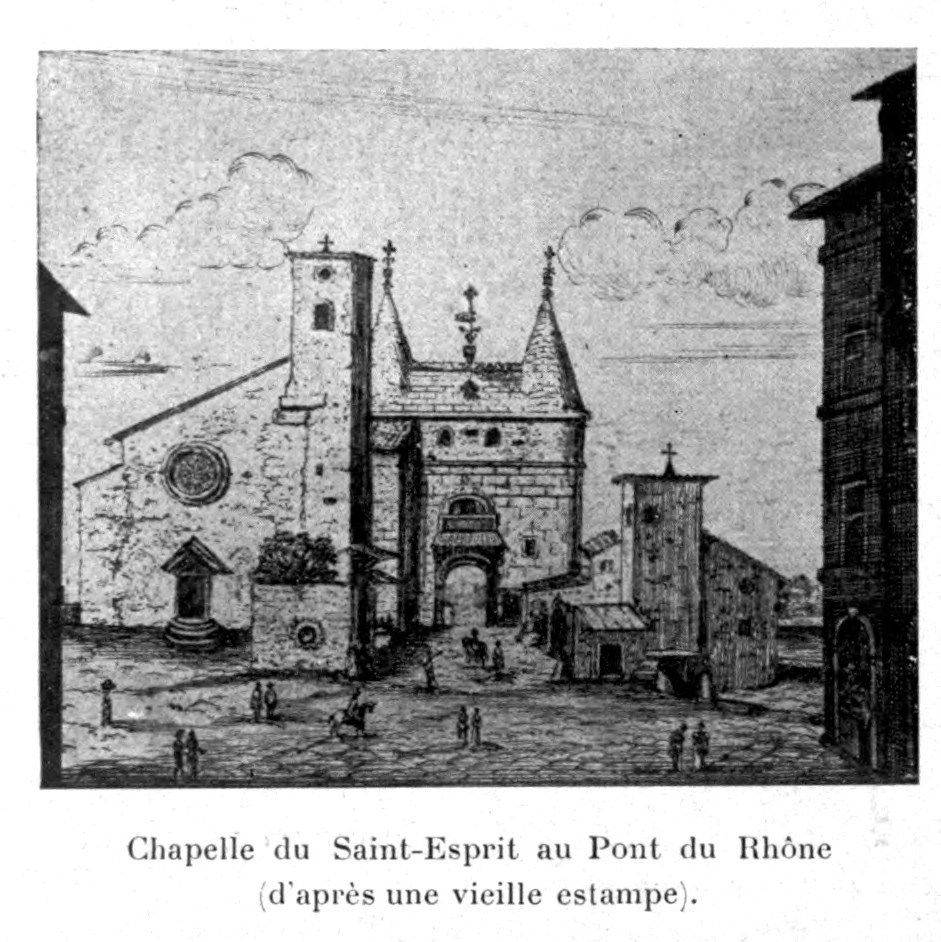
La chapelle des religieux du Saint-Esprit à l'entrée du pont sur le Rhône. Gravure d'après une ancienne estampe issue d'Histoire des églises et des chapelles de Lyon, page 32.

Sur la presqu'île, l'urbanisation est hétérogène, avec des espaces de champs, de vergers, de vignes, entrecoupés de pôles lotis. L'enceinte protège depuis Ainay au sud jusqu'aux pieds des pentes de la côte Saint-Sébastien, l'actuelle Croix-Rousse. La densité de population est impossible à estimer, les terriers de l'archevêché ayant disparu. En de nombreux endroits, les édifices religieux ou civils sont rebâtis, l'essor des ordres mendiants lyonnais y étant pour beaucoup. Mais le grand ouvrage de l'époque est surtout la reconstruction complète de l'église Saint-Nizier, portée par son chapitre et sa fabrique à laquelle appartiennent les plus influents bourgeois de la cité. Ainsi, le clocher nord, achevé en 1460, devient le beffroi de la ville. Mais la topographie de la presqu'île est également caractérisée par l'implantation de nombreuses demeures servant de pied-à-terre pour des puissances proches ou lointaines. Même si ces édifices n'ont pas le caractère de palais ou de châteaux, ils servent de points d'urbanisation au sein de ce qui était un immense village fortifié. Le centre de ce village est situé autour de l'église Saint-Nizier, où s'est développé le noyau urbain primitif. Semblable au quartier Saint-Paul, il regroupe les métiers de bouche, une halle et les métiers nobles (drapiers, etc.). Au nord de cette aire, la pente de Saint-Sébastien est vide d'habitants, seulement parcourue par des vignes et des ruines. En haut, des fossés de défense sont établis. À ses pieds, cinq portes marquent symboliquement les limites de la cité, la muraille de défense étant construite en retrait. Ce vieux mur disparaîtra avec la poussée urbaine au XIVe siècle. C'est de ce côté, ou contre la rive du Rhône, toujours à l'extérieur des remparts, que sont concentrées les professions dangereuses, insalubres, et qui ont souvent besoin du fleuve : tuileries, tanneries, forges, etc. De même, de l'autre côté des murs ou près des portes sont regroupés les hôpitaux, destinés à accueillir errants, voyageurs sans toit et miséreux.
La berge du Rhône est complètement dégagée, des débarcadères et des moulins amarrés se succédant le long du flot, à l'ombre du mur d'enceinte. Le pont du Rhône, d'abord édifié en bois au XIIe siècle, est dédoublé au siècle suivant en pierre, sans que l'on sache à quelle date le premier pont est démoli. La construction du deuxième ouvrage est très longue. Dans les années 1310, seul le premier pilier est commencé, les finances des religieux, les frères du pont, qui en ont la charge depuis 1185, ne pouvant suivre face aux difficultés. L'ouvrage est alors confié aux cisterciens d'Hautecombe, puis à ceux de l'abbaye de la Chassagne en Dombes. Il faut un siècle pour l'achever, et encore, pas entièrement en pierre, ce qui permet, à l'orée de la Renaissance, une vigoureuse croissance économique.

### Société lyonnaise

#### Démographie et difficultés du temps

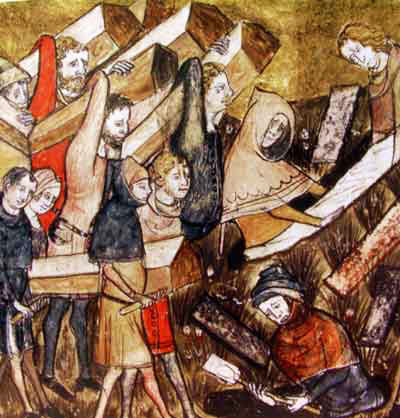
Illustration de la peste noire. The Chronicles of Gilles Li Muisis (1272-1352), abbot of the monastery of St. Martin of the Righteous. Bibliothèque royale de Belgique, MS 13076-77, f. 24v.

L'année 1320 est également un jalon important de la ville de Lyon sur le plan démographique. En effet, c'est à cette date qu'a été établi le premier document permettant d'avoir un ordre de grandeur de la population. Les 21 et 22 juin de cette année, une liste des citoyens jurant de respecter les franchises est rédigée, elle fournit 3 000 noms. À partir de ce chiffre, il est possible d'estimer la population lyonnaise à environ 15 000 à 18 000 habitants. Cela situe Lyon au rang de métropole secondaire, telles Arles ou Avignon.
À cette date, Lyon commence à connaître une lente décroissance, provoquée par les difficultés frumentaires, les épisodes de peste (à partir de 1347) et les guerres (même si Lyon ne fut jamais au centre des conflits). Le nadir démographique est estimé aux environs des années 1430. Ensuite, la hausse de la population est forte durant le XVe siècle selon un rythme qui varie selon les auteurs, pour aboutir à environ 35 000 habitants vers 1520. La première vague de peste, la « mort noire », frappe Lyon en mai 1348. Elle décime la population de la ville et les estimations des contemporains — « Sur trois personnes à peine en demeurait-il une » — semblent à peine exagérées. Entre un tiers et la moitié de la population disparaît lors de cet été. Une première récurrence en 1361 est également dévastatrice, puis les épisodes de peste se répètent périodiquement, plus ou moins violemment jusqu'au XVe siècle.
Lyon n'a jamais été pillée, ni même assiégée à cette époque. Les milices de la ville n'ont presque jamais eu à combattre les pillards qui circulaient à cette époque troublée. Les Lyonnais ont par contre à subir les ravages dans les environs, dévastant les champs et propriétés de nombreux notables. Les deux périodes les plus troublées sont entre 1358 et 1368, ainsi qu'entre 1417 et 1444.

#### Une économie encore locale
À partir du XIVe apparaissent des preuves de l'importance des possessions terriennes des bourgeois lyonnais. Lors du recensement de 1388, près de la moitié de ceux-ci possèdent des biens en dehors de la ville. Ces biens ne diminuent pas en nombre durant la période de crise du début du XVe siècle, mais voient seulement leur valeur s'étioler. Au XIVe siècle, les Lyonnais ne font pas d'opérations foncières loin des murailles. La grande majorité d'entre eux jettent leur dévolu sur les paroisses collées à l'ouest de la Saône et du Rhône entre Anse et Givors. La tendance de ces bourgeois est d'investir dans la viticulture, les citadins souhaitant visiblement boire le vin de leur propre vigne, et également éviter les taxes sur cette boisson à l'entrée de la ville.
Durant cette période, Lyon ne brille pas par un artisanat particulièrement développé. Il n'y a aucune industrie d'exportation notable, les productions lyonnaises étant uniquement destinées à la région proche. Les professions de changeurs ou d'aubergistes (souvent très liées), sont les seules à bénéficier de la position stratégique de Lyon. Durant une courte période, la présence des papes à Avignon améliore quelque peu le commerce de la vallée du Rhône, mais leur départ remet la cité à sa place de métropole de second rang dans l'espace européen.
Le commerce, par voie de conséquence, n'est pas très développé. Peu de marchands étrangers viennent s'installer à Lyon et les marchés locaux ne voient pas la visite de beaucoup de convois au long cours. Les foires, octroyées par le Dauphin le 9 février 1420, ne connaissent pas une grande activité pendant des décennies. Entre 1425 et 1436, elles disparaissent même, et ce n'est pas leur nombre annuel passant de deux à trois en 1445, qui change les choses. Ce sont les modifications des trajets des voies commerciales européennes qui leur donnent un grand lustre et provoquent le basculement de la cité lyonnaise dans la Renaissance, aux alentours des années 1450. Une quatrième foire apparaît en 1463.

#### Vie quotidienne et sociale
Malgré l'apparition des foires et la fin de la construction du pont sur le Rhône, qui crée un flux — certes maigre — de marchands, le rythme de la vie des Lyonnais repose avant tout sur le monde agricole. La veille de la Saint-Jean Baptiste, le jour des renouvellements de contrats, du paiement des échéances est la date la plus importante de la vie économique locale, pas encore concurrencée par des foires saisonnières qui n'ont pas pris leur envol. Le marché du samedi est le principal moment d'animation de la semaine.
Les couches les plus pauvres de la société vivent d'un petit lot de terre. Les populations un peu plus aisées sont propriétaires de terres cultivées par un métayer et surveillent attentivement ce qui fonde la plus grande part de leur aisance. Ces deux groupes sociaux étant largement majoritaires, une mauvaise saison et c'est toute la cité qui s'affaiblit. Ainsi, les années 1347–1362 sont une période très dure pour Lyon.
L'étude des documents fiscaux permet de mettre en avant une très forte disparité entre les catégories sociales. En 1377, 13 % des contribuables paient 68 % de l'impôt ; en 1446, 16 % des imposables versent 57 % de l'impôt. Le début de prospérité de la ville a ainsi légèrement gommé les inégalités. L'élite lyonnaise est fortunée et puissante. Elle possède de l'argent, un solide patrimoine urbain et des seigneuries. Les familles les plus notables sont les Villeneuve qui possèdent une seigneurie à Yvours, les Chaponay, les Nièvre, les Chevrier, les Fuer à Pollionnay, les Varey à Avanges et Varennes. Ce groupe discute d'égal à égal avec la noblesse, même s'il n'y a pas beaucoup d'unions entre les deux. Ils font construire de hautes maisons, font porter leurs armes à leurs domestiques et mènent une vie sociale faite de largesses aux alliés et de libéralités aux nécessiteux.
Sous cette petite élite se trouvent les marchands, encore peu nombreux à cette époque. Mobiles, de fortunes variables et changeantes, ils tentent d'accumuler du capital pour progresser dans la hiérarchie sociale jusqu'à l'élite. Viennent ensuite, dans la structure sociale lyonnaise, les commerçants (hôtellerie, saunerie, ferraterie…) et hommes de lois (avocat, notaire, sergent…), qui se confondent avec les artisans qualifiés (doreurs, brodeurs, orfèvres…). Enfin, la masse des lyonnais sont des « affaneurs », des gens qui vivent de travaux ponctuels, glanés de-ci de-là. Certains d'entre eux parviennent à mobiliser un petit capital pour posséder une barque, un lopin de terre ou tenir à ferme un four commun. Mais quelles que soient les époques, ces groupes sociaux ne restent jamais figés, les uns s'enrichissant en une ou deux générations, d'autres tombant dans la gêne.

#### Une cité aux juridictions multiples
Lyon concentre un grand nombre de juridictions, archiépiscopale, capitulaire, seigneuriale, royale. Cela draine des flux financiers importants, suffisants pour faire vivre plus d'une centaine de personnes diverses (gradués, procureurs, clercs, sergents…). L'effectif des notaires est pléthorique pour une ville de cette taille (70 en 1377 et 87 en 1446). Certaines juridictions comprennent tout ce qui touche aux prélèvements. Les seigneuries ecclésiastiques perçoivent les dimes, les cens, et gèrent leurs affaires de manière efficace, avec un personnel spécialisé : juge ordinaire, juge des appeaux, sergents, coponniers. L'archevêque dirige l'officialité, qui a des compétences dans des domaines très vastes : tutelles, curatelles, affaires matrimoniales et testamentaires. Quatre autres cours — glaive, cloître, cour commune, cour des excès — aux contours flous, s'ajoutent à l'influence ecclésiastique. À ceci s'ajoutent les officiers et les juridictions du roi, qui s'installent peu à peu dans le paysage lyonnais avec la cour des ressorts, prenant progressivement une place importante. Parallèlement, l'influence royale se ressent avec l'extension progressive de l'administration, composé d'une multitude de corps contrôlant les allées et venues, le commerce et les taxes royales.
Longtemps, les archevêques et les chapitres des églises importantes tentent de défendre leur influence face à la montée en puissance de la justice royale, parfois de manière violente. Les plus combatifs sont les prélats issus de familles princières, tel Gui de Bourgogne ou Charles d'Alençon, qui ont des connaissances à la cour des Valois. Mais les quelques succès obtenus n'arrêtent pas l'évolution vers la domination royale sur toutes les affaires judiciaires importantes.

### Vie politique
Avec l'octroi en 1320 par l'archevêque Pierre de Savoie des franchises aux bourgeois, regroupées sous la charte dénommée la Sabaudine, les civils entrent de plain-pied dans la vie politique de la ville. Cette charte institutionnalise un consulat qui gère les affaires de la cité.
Ce consulat est composé de douze consuls, six « du royaume » et six « de l'empire », issus des arts majeurs et renouvelés chaque année. Toutefois, le mode d'élection entérine la constitution d'un groupe oligarchique qui sera souvent en décalage avec des réalités sociales mouvantes. Les consuls se réunissent deux à trois fois par semaine en temps normal, à la chapelle Saint-Jacquême ou chez l'un d'entre eux. Si de nombreux élus sont régulièrement absents, deux membres permanents sont présents : le receveur-secrétaire et le receveur. Les tâches des consuls sont nombreuses et variées. Ils nomment les commissaires pour tenir des domaines particuliers (santé, fortifications, comptabilité) et les membres du service municipal, qui agissent en leur nom auprès des quartiers ou de corps de métier (gardes, charpentiers, mandeurs, trompettes, etc.). Ils expédient une foule de petites affaires, de voirie, d'aumônes, etc. Ils veillent à l'adjudication des fermes, à la tenue de l'impôt, à sa rentrée. Les affaires fiscales tiennent l'essentiel de leur temps.
Les impôts (aides, vingtième du vin, deniers mis sus…) sont octroyés annuellement par l'archevêque, et surtout le roi de France, et deviennent progressivement permanents. Ils permettent à la ville d'asseoir ses finances, et, les périodes de conflits passées, de procéder à de multiples dépenses civiles. Car le gros de la dépense consiste en la résolution des questions militaires, qu'il s'agisse de payer des capitaines, de verser des rançons pour éloigner des bandes de pillards ou de rénover des fortifications. Les consuls doivent agir régulièrement en ce domaine. Comme pour d'autres villes, c'est lors des périodes de crise que le consulat se forge une histoire commune et se soude. À partir des années 1360, la région commence à subir les répercussions des guerres franco-anglaises. Les bandes de soldats en maraude (les « tard-venus », notamment) circulent et pillent le Lyonnais. Ils triomphent en 1362 à Brignais d'une armée levée en toute hâte. Les passages de convois militaires sont moins féroces qu'en d'autres endroits, mais ils sont réguliers jusque dans les années 1390. La deuxième période d'insécurité persistante se situe entre 1417 et 1445.
La dernière grande affaire du consulat est de subvenir aux besoins alimentaires de la ville. Durant toute la fin du Moyen Âge, la ville n'a pas à souffrir de disette importante, moins en raison de la qualité de la gestion des consuls en ce domaine que parce que la faiblesse de la population citadine rend le bassin d'approvisionnement proche (le Lyonnais proprement dit, la Bresse et la Dombes) suffisant.

#### Orientations politiques et grands événements

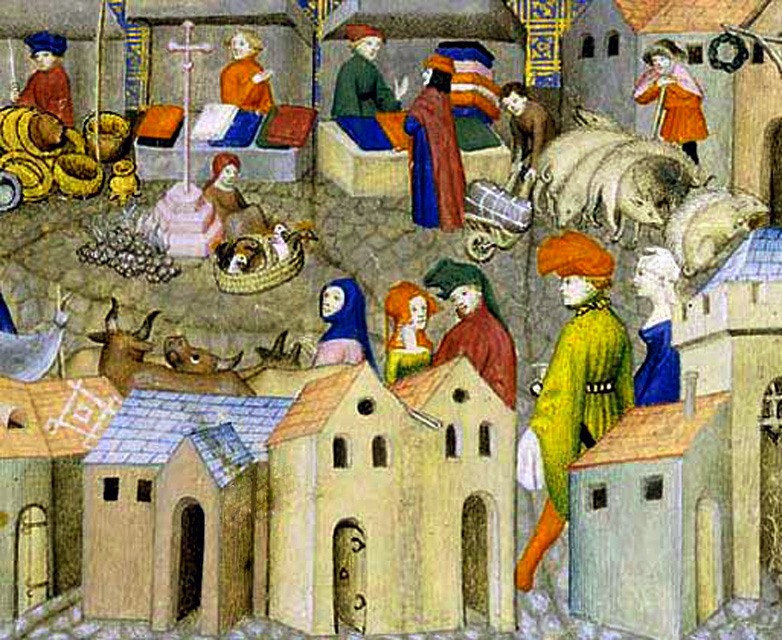
Scène de marché. Miniature extraite d'un manuscrit du Chevalier errant de Thomas III de Saluces, vers 1400-1405. BNF, Fr.12559, f.167.

Avec la guerre entre le roi de France et la Bourgogne, la ville est sollicitée par les deux partis pour prendre position. Jusqu'en 1417, elle reste autant que possible dans la plus stricte neutralité ; puis, les consuls prennent résolument le parti du roi de France. Cette fidélité n'est pas entièrement partagée par la population ; toutefois, aucun soulèvement pro-bourguignon n'a lieu. Dans les années 1410 et 1420, une surveillance particulière est réalisée envers les habitants récemment arrivés de la Bresse ou du Mâconnais. Mais rien ne vient étayer les rumeurs qui courent périodiquement, affirmant que certains préparent un soulèvement. Cette position en faveur du roi de France s'explique par trois éléments. En premier lieu, le roi est celui qui a imposé la charte de la ville aux forces ecclésiastiques locales. Ensuite, les marchands lyonnais ne fréquentent plus beaucoup les foires de Champagne, en plein déclin, mais vont plutôt à Genève. Enfin, à cette période, l'approvisionnement en grain de la population peut se passer des terres bourguignonnes.
Ce calme de la ville vis-à-vis des orientations politiques du consulat ne doit pas occulter une tension permanente entre les différentes couches de la population et les élites consulaires. Dès 1330, les exclus des affaires consulaires s'agitent. À deux reprises, en 1376–1390 et en 1418–1436, des périodes d'oppositions larvées obligent les consuls à ménager les administrés. Si les forces populaires ne trouvent pas d'appuis assez puissants pour se révolter, à deux reprises, elles créent de vives émotions parmi les consuls.

##### Carnaval insurrectionnel de 1393
Depuis longtemps, l'archevêque s'oppose aux forces royales sur l'exercice de la justice sur les terres lyonnaises. En janvier 1393, un arrêt du parlement de Paris donne raison à Philippe de Thurey pour imposer aux officiers royaux d'opérer en dehors de la cité rhodanienne. Ces derniers s'étaient auparavant installés dans la « maison de Roanne », en plein cœur de la ville, et les conflits avec les agents de l'archevêque étaient réguliers. L'archevêque et ses gens, le lendemain de l'arrivée de l'ordre d'exécution, vont sur les lieux et mettent la bâtisse à sac, accompagnés par une foule nombreuse qui conspue les officiers royaux. Beaucoup, au sein du peuple, pensent alors que la puissance de l'archevêque face au roi est rétablie, dans le cadre d'une lutte autour du roi entre les princes tenant d'une nation provinciale et les conseillers partisans d'une royauté puissante.
Le charivari de la population modeste manifeste une hostilité non contre le roi, très bien accueilli par la population en 1389, mais contre les officiers royaux, tenus pour oppresseurs et profiteurs, de connivence avec le consulat. L'archevêque, dans sa lutte de pouvoir contre les bourgeois et contre le roi, a certainement joué de la colère populaire. Si ce carnaval a effrayé les puissants laïcs de la ville, il n'a pas débouché sur des pillages et des troubles importants. Il a simplement montré aux consuls que le peuple suivait alors encore l'archevêque lorsque la pression fiscale se faisait trop forte.
L'arrêt du parlement est cassé l'année suivante, et les officiers reviennent en force en ville.

##### «Rebeyne»de 1436

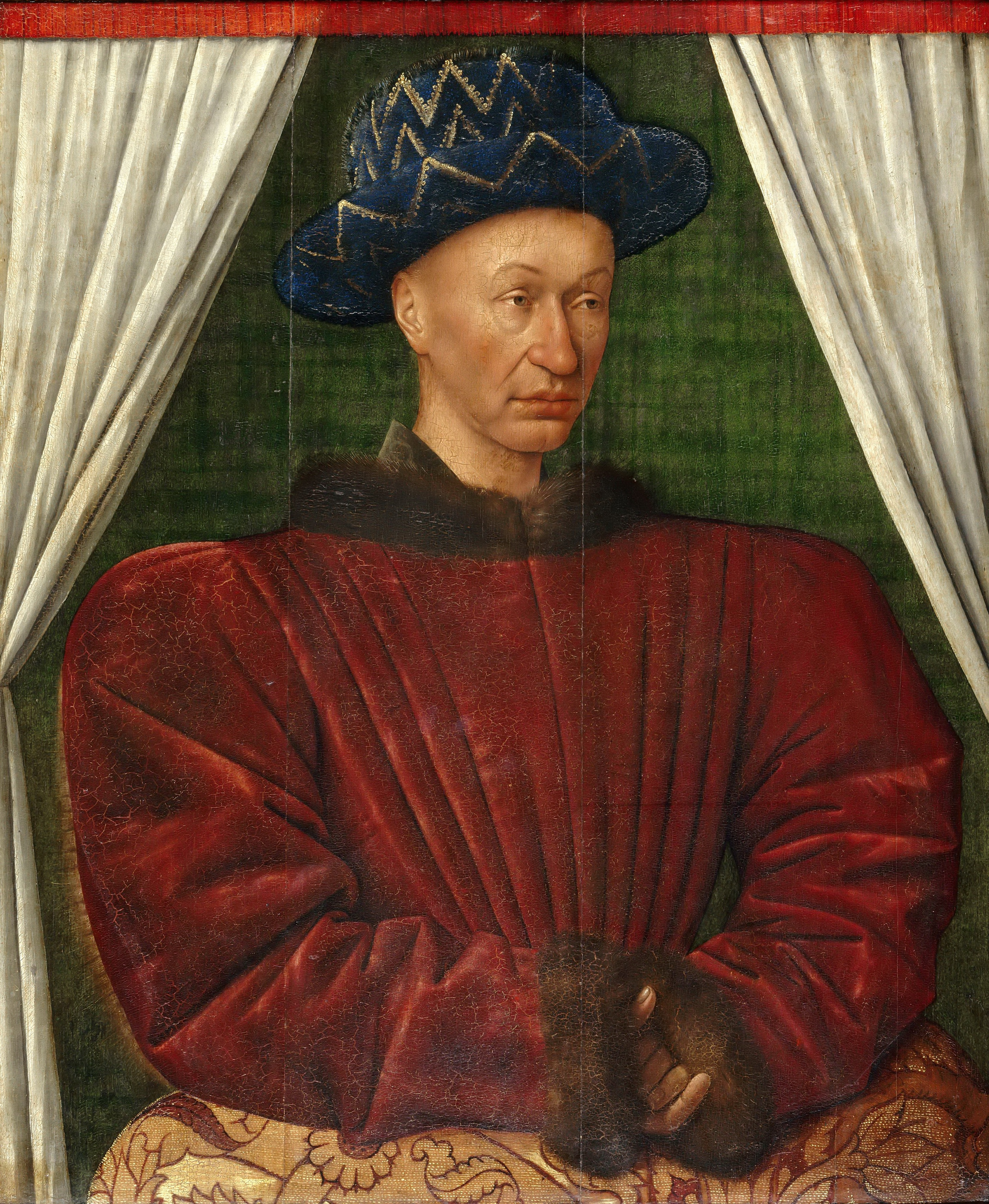
Portrait de Charles VII par Jean Fouquet, musée du Louvre.

Le terme désigne un épisode lyonnais mouvementé, mais non violent, des révoltes fiscales qui ont lieu durant les guerres entre le roi Charles VII de France et la Bourgogne. La paix enfin établie en 1435 par le Traité d'Arras, le peuple espère la suppression de la charge fiscale, et surtout des gabelles. Quand les États de Poitiers, en février 1436, maintiennent des impôts de guerre, le peuple décide d'envoyer au roi une délégation pour demander un allègement, comme cela s'était déjà vu. Pour cela, les maîtres des métiers demandent en assemblée un délai pour payer et pour envoyer une délégation élue négocier avec le roi. Le lieutenant royal accepte le délai, mais le consulat, peu désireux de paraître refuser la volonté royale, se dérobe et impose que la négociation soit confiée à un commissaire royal. Celui-ci revient en mai avec un refus du roi.
Immédiatement, le peuple gronde et une assemblée générale se réunit pour protester contre l'impôt. Le consulat, en face, explique qu'il ne peut se dérober à la volonté royale et qu'il faut bien payer. La tension, probablement forte, ne débouche sur aucun affrontement entre riches et modestes. Un compromis est trouvé entre les consuls et les maîtres des métiers, pour faire payer relativement équitablement tout le monde. Le mouvement se termine donc par une soumission tardive de la population lyonnaise.
Jacques Rossiaud insiste sur le fait que si des historiens ont fait de cette « rebeyne » une véritable révolte contre la bourgeoisie consulaire et le roi, il est nécessaire de bien tenir compte du fait que les sources qui la décrivent sont rédigées par ces mêmes consuls, qui ont vécu les événements dans la peur d'un soulèvement. Mais il n'y eut aucun pillage, aucun mort, et jamais les maîtres des métiers ou les chefs élus des humbles n'ont perdu la main sur le mouvement. Celui-ci se termine donc par la soumission au roi, qui vient à la fin de l'année avec son armée. Il la fait vivre sur le dos de la ville comme en pays conquis durant plusieurs semaines, fait arrêter, juger, condamner les meneurs de la protestation. La plupart sont bannis et certains exécutés. Cette révolte, de même que la répression qu'elle produit, est la dernière étape à Lyon d'une époque troublée durant laquelle toutes les régions de France souffrent de la guerre de Cent Ans. Elle est une borne pour la ville qui, quelque temps après, entre dans la Renaissance.

### Religion à Lyon

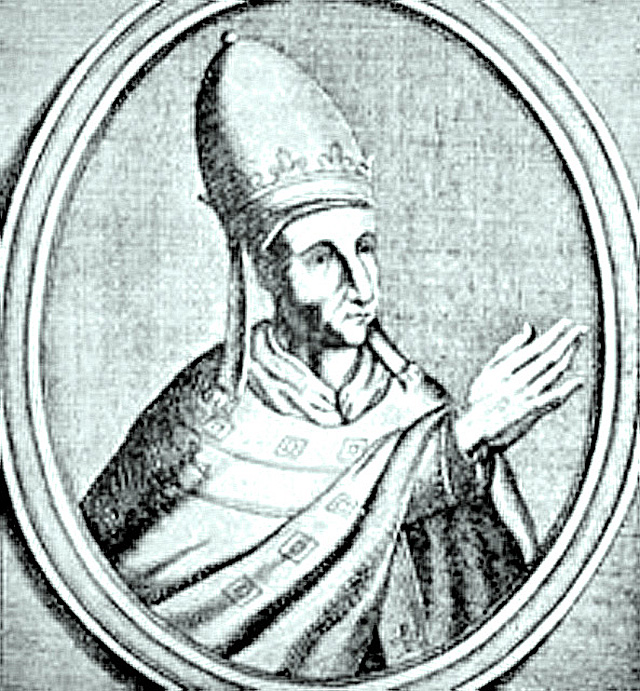
Gravure représentant le pape Jean XXII.

Lyon, à la fin du Moyen Âge, n'a plus le prestige des siècles précédents lui permettant d'attirer papes et conciles. La proximité de la résidence papale à Avignon lui procure certes un mouvement important de clercs et de penseurs qui traversent la cité, mais sans que la ville ne rayonne spirituellement. Son apparition dans les affaires chrétiennes de l'époque se limite à l'élection de Jean XXII et aux conférences qui préparèrent l'abdication de l'antipape Félix V, le duc de Savoie Amédée VIII.
Les archevêques de Lyon, depuis l'année charnière de 1320, ont perdu une grande part de leur pouvoir judiciaire et politique. Malgré leurs efforts pour en récupérer et préserver ce qui leur reste, leur influence est lentement grignotée. Ainsi, malgré les accords passés en 1320 qui placent le tribunal du sénéchal royal à Mâcon, ils s'installent rapidement dans l'Île Barbe, puis définitivement dans la ville, près du cloître Saint-Jean.
La plupart des archevêques de cette période gouvernent efficacement leur diocèse ; beaucoup ont une solide expérience, une grande culture ou une haute valeur spirituelle. Ils développent les rouages de leur administration ; étant fréquemment appelés loin de leur région, ils doivent pouvoir s'absenter sans que cela nuise au fonctionnement spirituel du diocèse. Les hommes forts sont alors le vicaire général et l'official. Le premier a la charge de tout ce qui relève de l'administration concrète et spirituelle. Le second dirige la justice archiépiscopale, progressivement affaiblie par les pertes de compétences, mais toujours fondamentale pour tout ce qui concerne, entre autres, les testaments.
L'étude de ces derniers permet de percevoir une certaine évolution dans la manière de considérer l'au-delà et la nécessité de sauver son âme. Alors qu'au XIVe siècle, les bourgeois lyonnais consacrent une partie importante de leurs dons aux œuvres pieuses ou pour les pauvres, au cours du XVe siècle, cette part se réduit, au profit des messes pour leur propre rédemption. De même, les dons pour les œuvres charitables sont moins destinés directement à aider les nécessiteux qu'à faire fonctionner les institutions. Cette transformation va de pair avec le mouvement plus général des mentalités en Europe occidentale, où la place du « pauvre » se modifie, et où la religion prend une dimension plus intime, plus personnelle. Elle prépare ainsi l'arrivée de la Renaissance, à Lyon comme ailleurs.

## Renaissance et conflits religieux (1450 - 1600)
Pour l'ancienne capitale des Gaules, il s'agit d'une période de prospérité, de développement urbain, économique et intellectuel ; c'est le temps des foires, des imprimeurs, les débuts de la soierie et un haut lieu de l'installation de la réforme protestante. Lyon quitte ce second âge d'or pour entrer dans le monde moderne à partir du milieu du XVIe siècle, quand les tensions religieuses débouchent sur le conflit ouvert.

### La ville et ses habitants

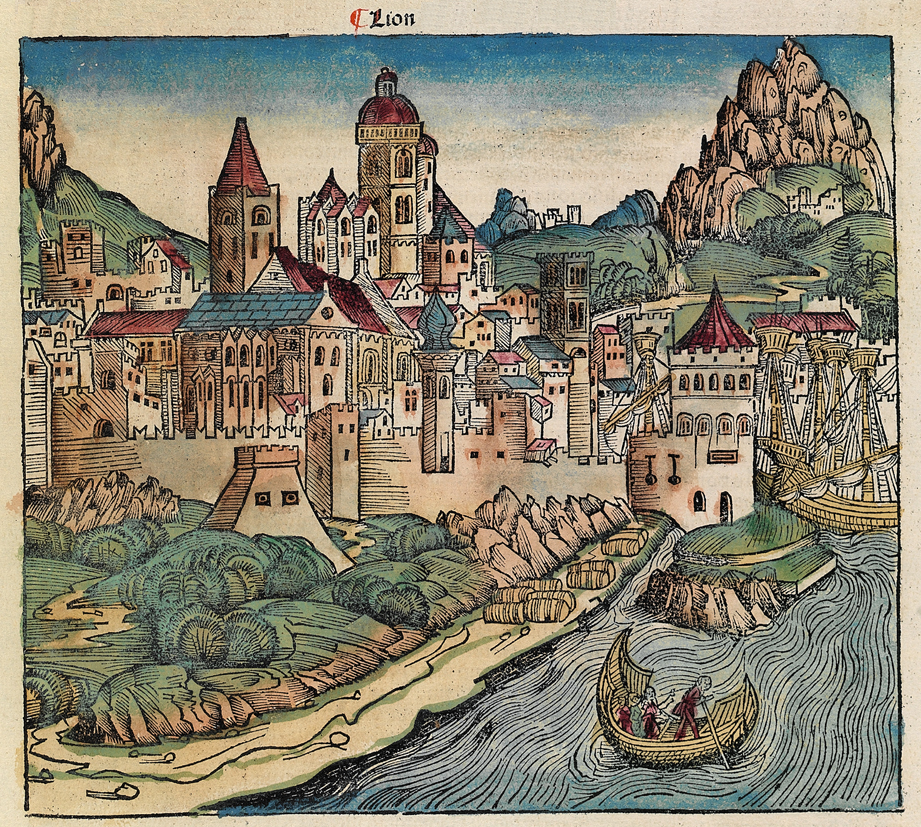
Illustration de Lyon issue de la Chronique de Nuremberg par Hartmann Schedel, 1493.

Le Lyon de la Renaissance est une ville qui se remplit, mais dont la morphologie générale évolue peu. Elle ne s'étale pas, elle se densifie.
À la fin du XVe siècle, les deux parties les plus peuplées sont la rive droite de la Saône et, sur la presqu'île, un centre urbain et bourgeois correspondant à la rue Mercière (via mercatoria, au Moyen Âge) de l'époque, qui courait du pont sur la Saône à celui sur le Rhône, en une longue transversale. Peu d'habitants s'installent sur le plateau de Fourvière et les pentes de la colline ne sont loties que le long des rues qui montent au plateau, comme le Gourguillon ou le Chemin-neuf, créé à cette époque. En dehors de l'axe de la rue Mercière, la presqu'île est sanctuarisé par des couvents qui possèdent de vastes surfaces, destinées à la production agricole. En son centre, l'église Saint-Nizier est achevée à la fin du XVIe siècle. Au sud de l'actuelle place Bellecour, et surtout à partir du quartier d'Ainay, se trouvent principalement des prés, des vergers, puis des marécages et des îles. Les pentes de l'actuelle Croix-Rousse, peu peuplées, se densifient à cette période, tout comme la rive gauche du Rhône. Le pont de pierre sur le Rhône, long de 270 mètres, est achevé au début du XVIe siècle.

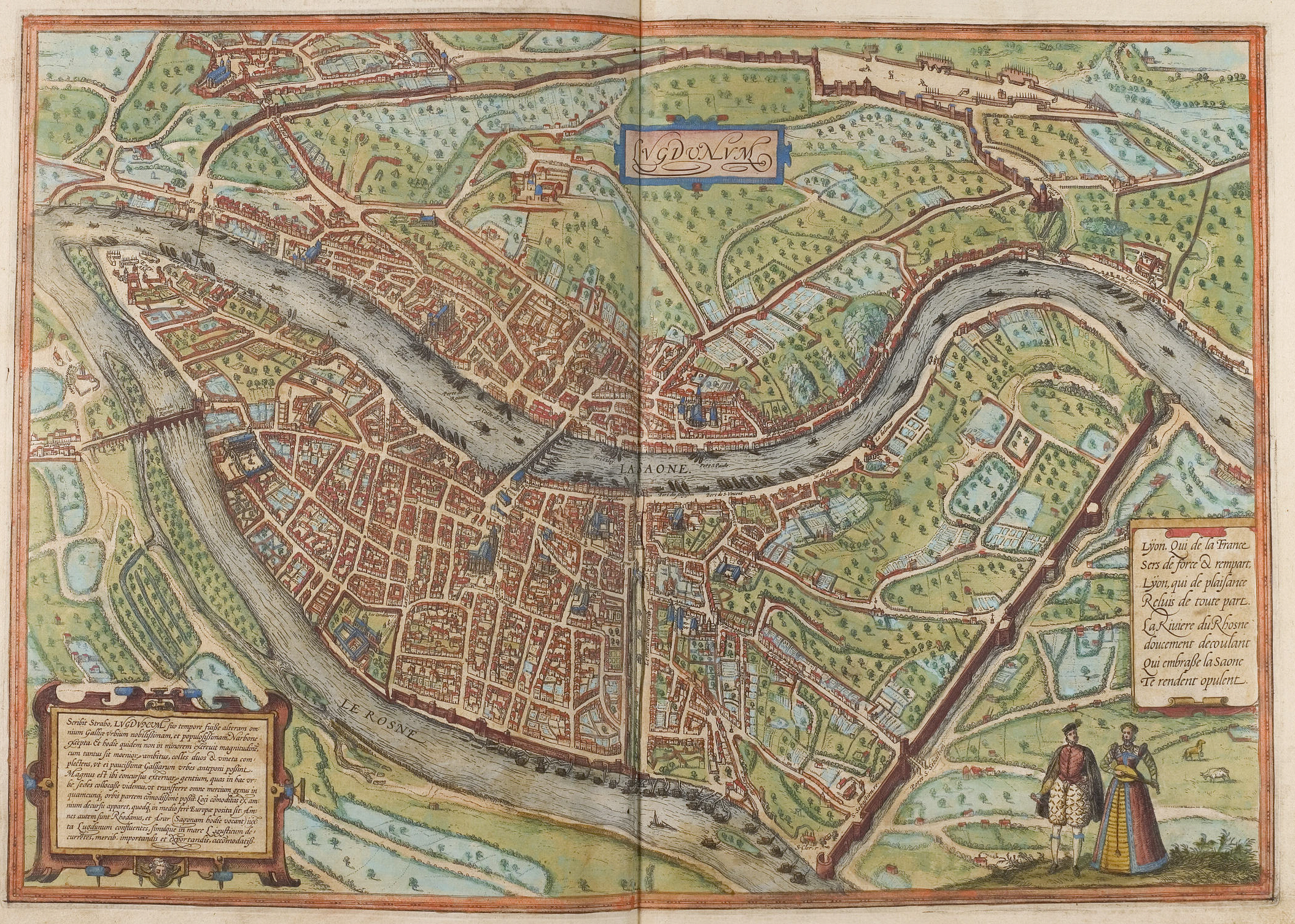
Carte de la ville par Georg Braun, extraite de Civitates Orbis Terrarum, 1575.

Le tissu urbain connaît cependant quelques transformations à la Renaissance. Aux pieds des pentes de Fourvière, la ville enserrée par les cloîtres des chanoines est ouverte de force par le baron des Adrets, qui abat leurs murailles en 1562. Sur la presqu'île, plusieurs cimetières de couvents ou d'églises sont transformés en place (Jacobins, Célestins). La zone qui sera plus tard la place Bellecour est un terrain militaire qui sera plusieurs fois aménagé. Enfin, aux pieds des pentes de la Croix-Rousse, l'antique fossé des terreaux est comblé, pour permettre l'extension urbaine sur le bas de la colline. La place des Terreaux est alors aménagée. À la même époque, le rempart de la Croix-Rousse est érigé sur les hauteurs de la ville (actuel boulevard de la Croix-Rousse).
De cette époque restent de nombreux immeubles de style gothique mêlés à des éléments de style Renaissance, dans le Vieux Lyon, témoins de la richesse d'une ville qui atteint une envergure européenne.
À partir du creux démographique des années 1430-1440, la population de Lyon progresse régulièrement. La ville contient 25 000 habitants au milieu du siècle. La croissance est ensuite forte, pour arriver à environ 35 000 vers 1520 et entre 60 000 et 75 000 au milieu du siècle. Cette augmentation est essentiellement due à l'immigration, issue de la Savoie, du Dauphiné et de la Bourgogne. Le consulat rencontre régulièrement des difficultés pour gérer convenablement les besoins en nourriture toujours plus grands que l'augmentation de la population impose. Rapidement, les bassins de production habituels ne suffisent plus, demandant des importations toujours plus importantes, venant de Bourgogne. C'est une des causes de la « Grande Rebeyne » en 1529.

### Économie

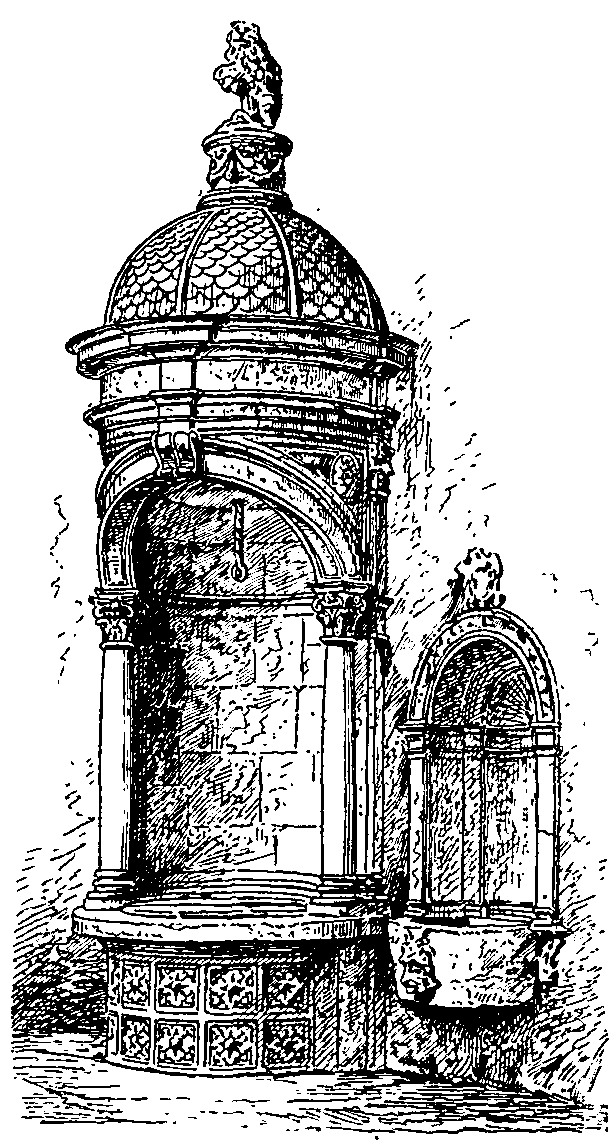
Puits style Renaissance situé dans la cour d'une maison, rue Juiverie. Illustration tirée de l'ouvrage L’Architecture de la Renaissance de Léon Palustre.

Les années 1450 à 1490 sont une période d'essor économique, qui se poursuit, malgré les soubresauts religieux, par un « siècle d'Or ». L'économie de la cité se développe grâce à la conjonction de plusieurs facteurs, tous liés aux foires dotées de privilèges accordés par l'autorité royale. Elles entrainent la venue de banquiers italiens, notamment florentins et de marchands venus de toute l'Europe, attirés par la circulation des biens précieux, essentiellement la soie.
Les conflits religieux entament largement l'économie lyonnaise. Les grandes familles bancaires, une partie des imprimeurs, des tisseurs de soie et de nombreux grands marchands fuient Lyon pour n'y jamais revenir. La ville redevient, à l'orée du XVIIe siècle, une cité de moyenne importance.

#### Possessions terriennes des Lyonnais
Alors que les terres autour de Lyon sont traditionnellement la propriété des seigneurs ecclésiastiques de la ville, les bourgeois lyonnais s'enrichissent et deviennent de solides propriétaires terriens durant la Renaissance,. Ils investissent principalement à l'ouest de Lyon, le long des axes fluviaux, entre Vaise et Millery, mais également dans les monts de Tarare, de Jarez, sur les pentes du Pilat. Une bonne part de ces achats concernent des vignobles, mais les bourgeois les plus riches placent avant tout leur argent dans l'élevage. Lors des crises, ils soutiennent le redressement des communautés villageoises de la région en prêtant de l'argent, achetant les productions, faisant des commandes et des investissements : moulin, irrigation, maison et grange,.

#### Soie à Lyon
Cette industrie, qui constitue un élément majeur de l'histoire de l'économie rhodanienne, fait son apparition à Lyon à la Renaissance.
Louis XI essaie de développer le tissage de la soie à Lyon dans le but d'éviter la sortie massive d'or et d'argent en direction de l'Italie, qui est alors la principale place de fabrication de ce tissu. Il fait venir à Lyon des ouvriers de la péninsule, mais les marchands locaux se refusent à investir dans cette industrie pour ne pas froisser leurs principaux partenaires commerciaux. Après négociation Louis XI renonce et fait venir les ouvriers à Tours, aux frais des bourgeois lyonnais. Quelques ateliers, tenus par des lyonnais, subsistent toutefois.
Le véritable démarrage se produit avec Étienne Turquet, qui obtient le privilège de la fabrication des étoffes d'or, d'argent et de soie en 1536 de François Ier, le royaume de France étant alors en conflit avec Gênes, alors grande productrice d'étoffes de soie, dans le cadre des guerres d'Italie. Des ateliers se montent alors dans toute la ville, portés au départ par Turquet et quelques banquiers, puis par un nombre toujours grandissant d'investisseurs. Le succès est immédiat et immense ; en 1548, lors du défilé pour l'entrée de Henri II, 459 maîtres de métiers défilent ; entre 800 et 1 000 personnes vivent de la soierie à Lyon.
Toutefois, cette réussite ne doit pas cacher que pendant toute cette période, Lyon ne sait fabriquer que des tissus unis, de moindre qualité que ce qui est importé des cités italiennes. Ces dernières restent seuls maîtresses de la fabrication des façonnés. Il faut attendre les années 1600 pour que Lyon y parvienne, avec les évolutions techniques apportées par Claude Dangon, très probablement importées d'Italie. Les trente dernières années du siècle sont très difficiles pour la soie lyonnaise, qui connait une première crise sévère.

#### Imprimerie à Lyon

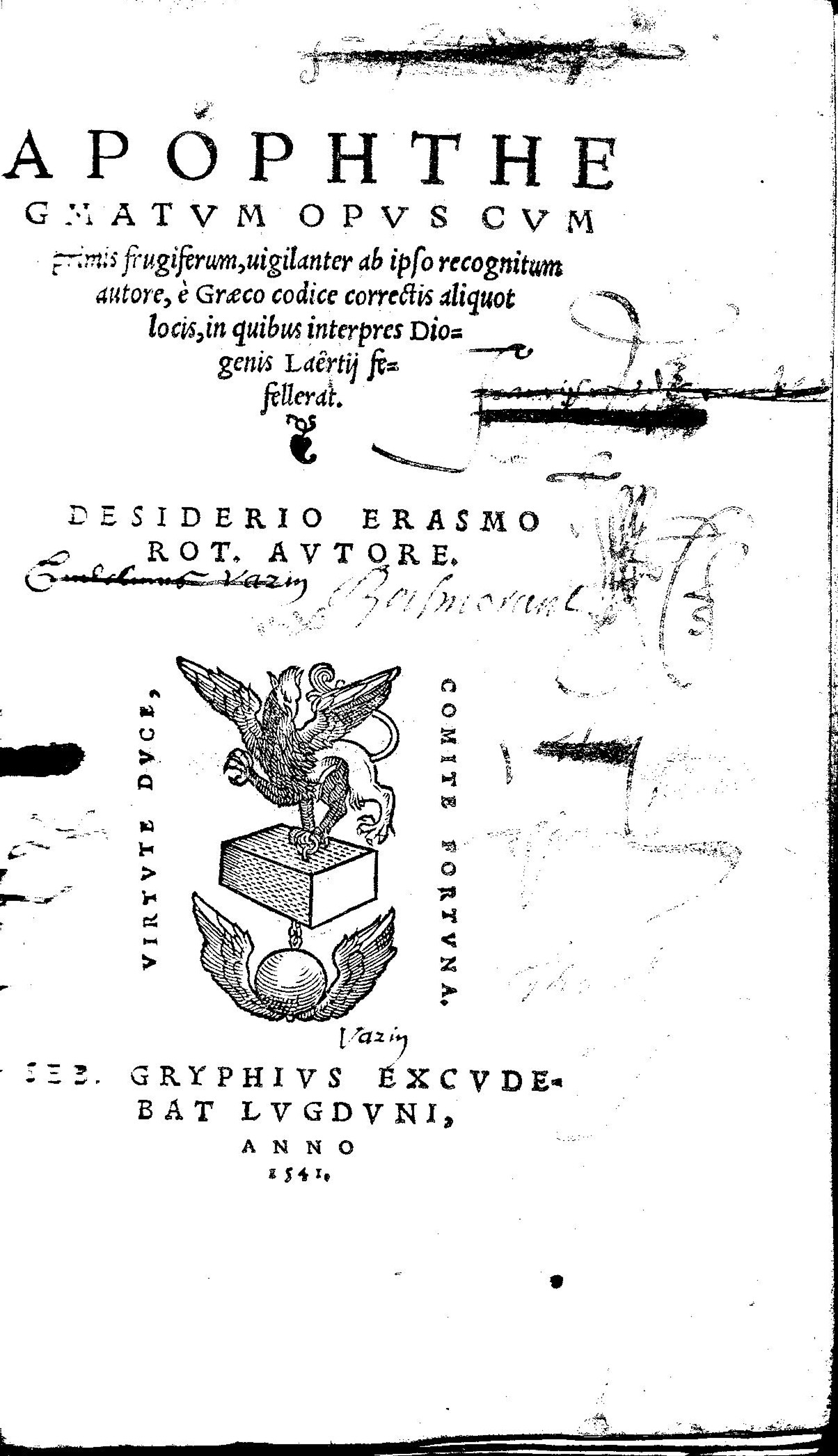
Apophthegmatum…, ouvrage de l'humaniste Érasme publié par Sébastien Gryphe en 1541.

Portée par les foires, l'industrie de l'imprimerie se développe rapidement à Lyon, jusqu'à dominer avec Paris le marché français. D'une douzaine d'ateliers en 1480, la ville passe à une centaine au milieu du XVIe siècle. Ces imprimeurs alimentent un commerce international, destiné à la France, le Saint-Empire romain germanique, l'Espagne et l'Italie. Ces artisans travaillent avec des lettrés, des savants, et publient des ouvrages très variés, livres de médecine, romans, ouvrages humanistes, livres de droit, sans oublier une production religieuse (comme la légende dorée imprimée en français dès 1476) qui, dans cette ville, n'écrase pas toutes les autres. François Rabelais publie ainsi à Lyon plusieurs ouvrages dont le premier recueil d'histoires de Gargantua.
L'un des plus célèbres imprimeurs est Sébastien Gryphe, venu de Souabe. Très pointu dans ses réalisations, il produit plus de mille éditions. Il édite les classiques de l'Antiquité mais aussi les livres des humanistes de son temps comme Guillaume Budé, Jules César Scaliger ou André Alciat. Étienne Dolet se forme à l'édition dans son atelier, avant de monter le sien.
Le monde de la librairie reste plus florissante dans la seconde moitié du XVIe siècle qu'on ne le croit souvent, les conflits religieux n'empêchent pas la production et la vente de livres très variés. Avec la victoire catholique de la fin du siècle, les imprimeurs convertis à la Réforme, comme les Tournes, émigrent à Genève.

#### Banque à Lyon
Grâce à l'expansion des foires, Lyon voit de nombreuses grandes familles de banquiers s'installer à demeure en ville pour y être au cœur du nouveau centre d'échange européen, notamment les Médicis dès 1466. Le passage des rois de France lors des guerres d'Italie consacre cet état de fait, ils ont trop besoin d'argent rapidement mobilisable pour leurs campagnes militaires. Dès le milieu du XVIe siècle et jusqu'au milieu du XVIIe siècle, ils viennent sur la place lyonnaise y chercher des emprunts, qu'ils consolident par différents moyens. Cette domination de la finance européenne s'effondre dans les années 1560. En effet, la prise de la ville par les protestants, puis les conflits religieux, survenant en même temps que la perte de crédit de la royauté française, qui s'est très lourdement endettée vis-à-vis de nombreux banquiers de la cité, font partir une bonne partie des grandes familles de banquiers. On compte ainsi 75 banques italiennes en 1568, 21 en 1597. La finance lyonnaise ne se relève pas de ces problèmes, et redevient un centre financier de second ordre.

### Vie politique et sociale

#### Une Renaissance glorieuse et calme

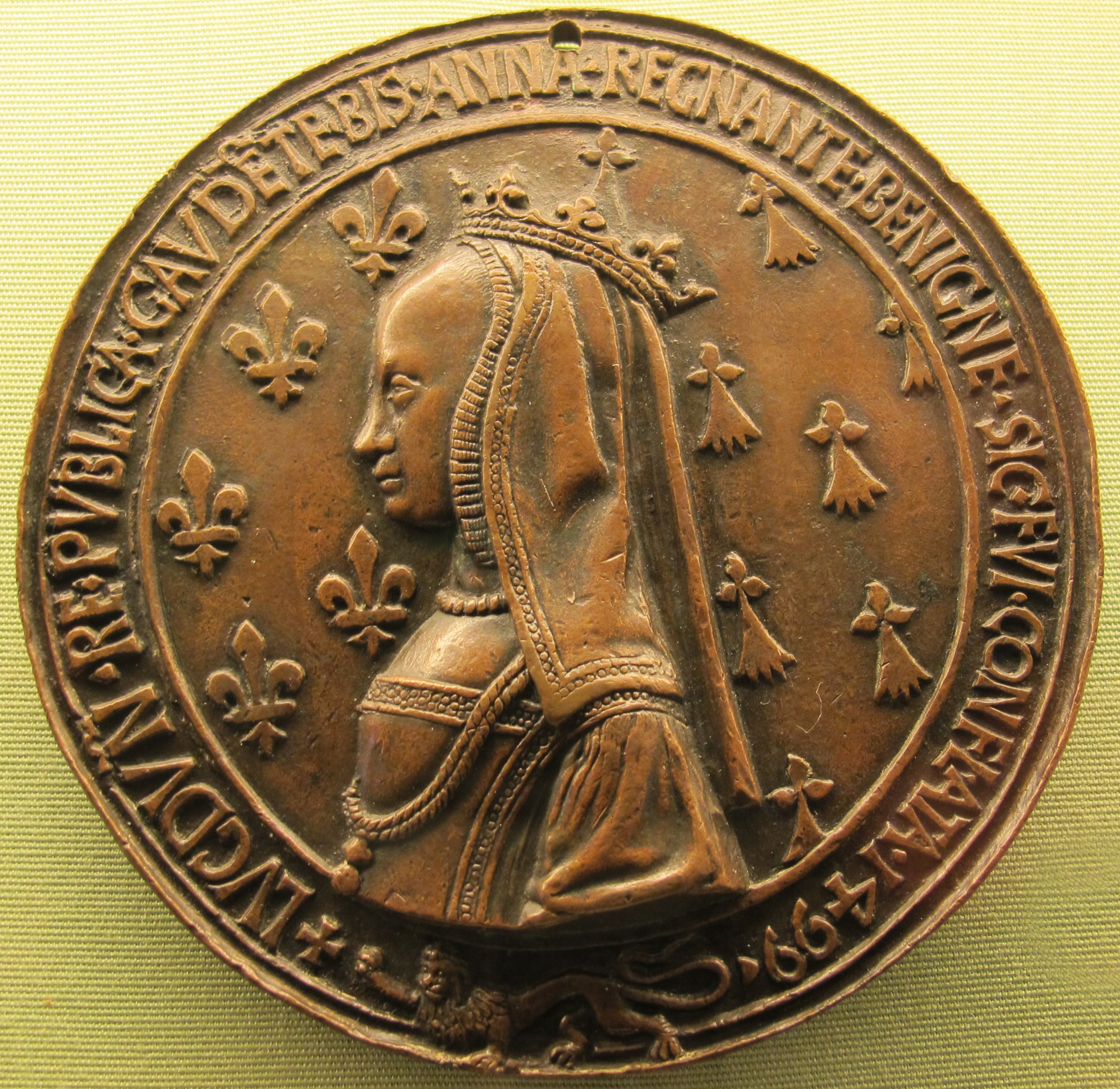
Médaille d'Anne de Bretagne réalisée pour son passage à Lyon en 1499, après son deuxième mariage avec Louis XII. Conservée au Staatliche Münzsammlung de Munich.

La renaissance lyonnaise connaît moins de peurs liées aux guerres que les décennies précédentes. Il y a quelques alertes, mais la région ne souffre pas des guerres européennes. Le duc de Milan Francesco Sforza ne fait qu'y passer en 1465 ; les années 1520 voient circuler quelques armées ennemies au loin, mais aucune ne ravage le pays.
Les rois de la fin du XVe siècle soutiennent la ville, qui leur apporte un soutien financier régulier. Ils lui accordent et confirment constamment la tenue de leurs foires. Charles VIII octroie en 1495 aux bourgeois le privilège de la noblesse pour les membres du consulat,. Lyon, au début du XVIe siècle, devient la seconde capitale du royaume ; les rois de France y résident souvent, occupés par les affaires d'Italie. La cour de Charles VIII s'y installe lorsque le roi se rend dans la péninsule. Louis XII y séjourne plusieurs fois. François Ier y vit régulièrement avec sa cour, de 1525 à 1540.
Cette présence royale attise l'essor d'un milieu de lettrés humanistes et de poètes dénommé plus tard l'Académie de Fourvière, tels Symphorien Champier, Maurice Scève, Louise Labé ou l'auteur anonyme des Contes amoureux de Madame Jeanne Flore. C'est le moment où naît ce qui est appelé l'École lyonnaise de poésie. Dans le même temps, des passionnés d'antiquités rassemblent des collections archéologiques et épigraphiques, parmi lesquels on peut citer Pierre Sala, Claude Bellièvre,. Lyon connait également une intense activité musicale, que ce soit dans le domaine éditorial ou de composition, de nombreux mécènes entretenant des musiciens venus de toute l'Europe, dont Dominique Phinot ou Francesco Layolle. Ce bouillonnement intellectuel se place dans un contexte humaniste européen au sein duquel Lyon est pleinement intégré, notamment en tant que centre d'édition important. L'un des représentants les plus caractéristiques de l'humanisme lyonnais est Barthélemy Aneau, qui enseigne dans le collège de la Trinité, invention du temps destiné à fournir un enseignement rénové aux adolescents de l'élite urbaine de la cité.

#### Guerres de religion à Lyon
Après une expansion modérée de la réforme protestante durant le premier XVIe siècle, les guerres de religion déchirent la ville dans les années 1560 - 1570. Après les défaites des forces protestantes, la ville devient une place forte de la Sainte Ligue, jusqu'au milieu des années 1590.
Les premières mèches de la réforme arrivent dès les années 1520, portées par des imprimeurs venus d'Allemagne et de Genève. En réaction, François de Rohan organise un concile provincial en 1528, qui prend diverses mesures pour contrer les déviations. La première pierre solide de l'implantation de la réforme à Lyon est, en 1546, la fondation du premier temple réformé lyonnais. À partir de cette date, des cycles de prosélytisme protestant succèdent à des moments de répression catholique, ces derniers ne parvenant pas à empêcher la diffusion des idées nouvelles ; ceci d'autant plus que les archevêques Jean de Lorraine (1537-1539) et Hippolyte d'Este (1539-1551) sont le plus souvent absents de leur diocèse. Toutes les strates de la société lyonnaise sont finalement touchées.

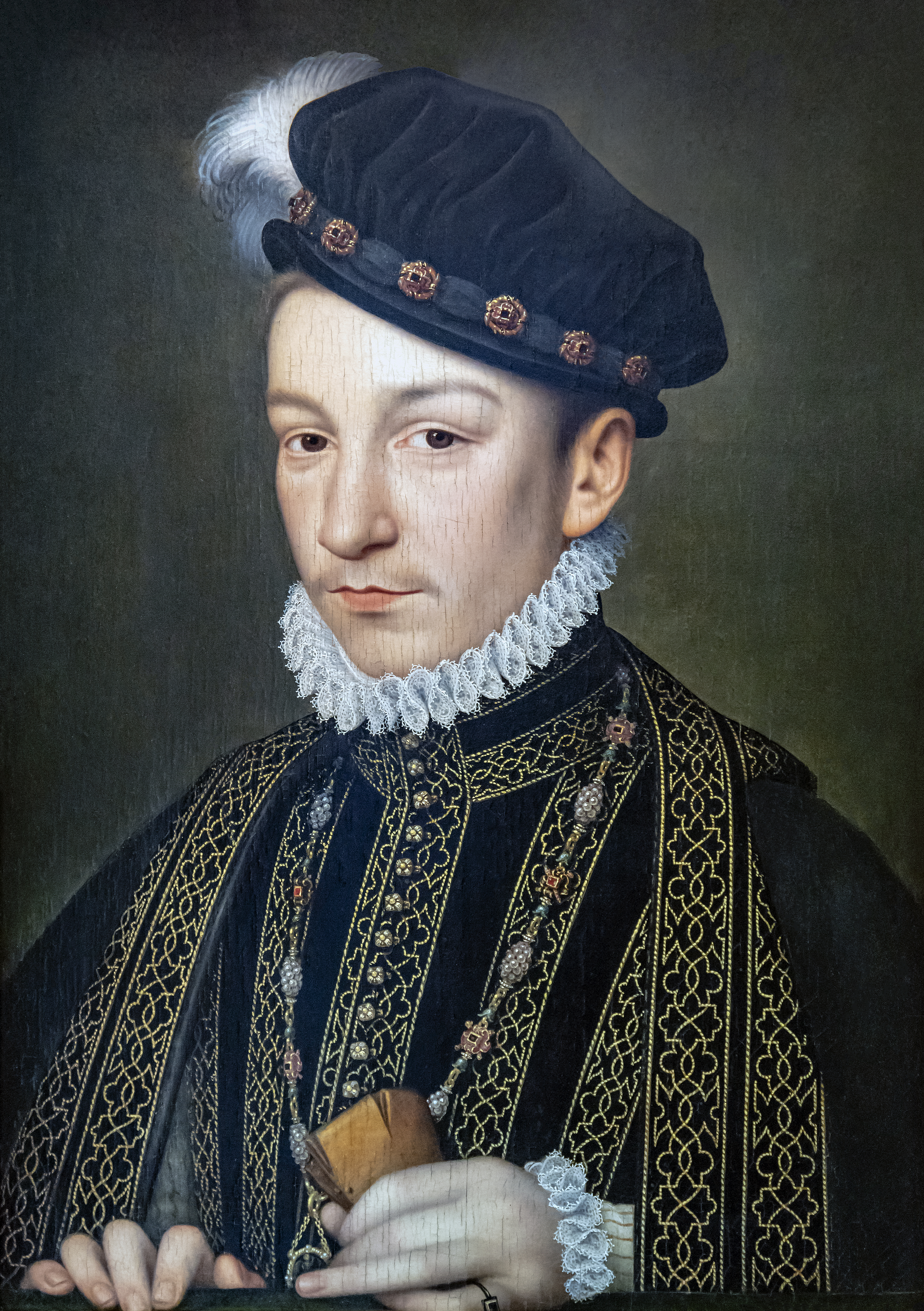
Portrait de Charles IX, qui provoque la Saint-Barthélémy, d'après François Clouet, château de Versailles.

Dans les années 1550, le nouvel archevêque, François de Tournon (1551-1562) opte pour une action plus ferme, mais le consulat, désireux d'éviter des troubles mauvais pour les foires et le commerce, freine toute action trop violente. La situation se tend progressivement, tandis que des membres des milieux les plus élevés se convertissent : deux notables protestants sont acceptés au consulat en décembre 1561.
En 1562, dans la nuit du 29 au 30 avril, les réformés prennent d'assaut l'hôtel de ville, font fuir les chanoines et l'archevêque. Ils prennent la forteresse de Pierre-Scize le 7 mai. Minorité déterminée, elle tient la ville par la force, soutenue par le Baron des Adrets. Cette situation dure jusqu'au 15 juin 1563, où un compromis rend les clés de la ville aux forces officielles. Celui-ci est négocié par le maréchal de Vieilleville ; il permet la réouverture des églises, et le maintien de trois temples, édifiés aux Cordeliers, à Confort et à la Charta.
Durant la décennie 1562 - 1572, les deux parties s'affrontent le plus souvent par la presse et les prédications, avec quelques accès de violences. Mais les réformés sont finalement brisés le 31 août 1572. Des massacres de plusieurs centaines de personnes dans une ambiance exaltée de reconquête du catholicisme ont lieu à la suite de la Saint-Barthélemy, ils sont appelés les Vêpres lyonnaises,.
Durant les années 1570 et 1580, Lyon manifeste un catholicisme de combat, refusant souvent les tiédeurs royales vis-à-vis de la religion réformée. Cette opposition au roi est avant tout religieuse, et ne devient politique qu'avec l'arrivée d'Henri IV, protestant. Le mouvement ligueur lyonnais est donc important jusque dans les années 1590. Lorsque Henri IV se convertit au catholicisme en juillet 1593, la ville bascule progressivement dans l'autre camp. Ses autorités, avec le soutien de l’archevêque Pierre d'Épinac, arrêtent en septembre 1593 le gouverneur du Lyonnais, le duc de Nemours, qui tente de soulever le peuple.
Henri IV, en représailles contre la ville ligueuse, promulgue l'édit de Chauny en 1595 qui soumet solidement la municipalité lyonnaise au roi. Avec la fin du siècle se terminent les troubles qui ont secoué la cité lyonnaise plus de cinquante ans durant. Pour une fois en phase avec l'évolution générale de la France, Lyon s'engage alors dans les siècles d'absolutisme en bonne ville du roi.

### Religion à la Renaissance, entre affaiblissement et renouveau

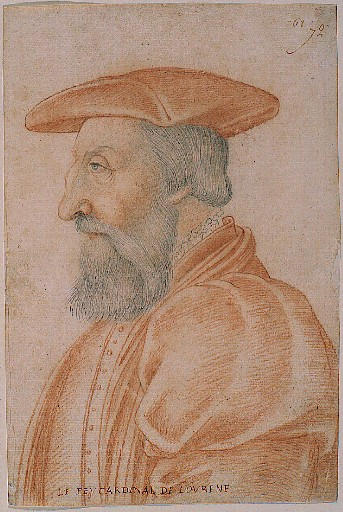
Portrait de Jean de Lorraine, archevêque de Lyon. Dessin anonyme, musée de Fécamp.

À Lyon, la fin du XVe siècle, comme le début du XVIe siècle, sont des périodes sans relief du point de vue religieux. L'archevêque François de Rohan (1501-1536), « le meilleur de son époque » selon Henri Hours, marque le premier siècle de l'époque moderne de son empreinte. Il réside souvent dans son diocèse, en prend soin et ne manque pas, lors du concile provincial de 1528, de condamner les doctrines de Luther.
Après 1537, avec les nominations des archevêques de cour Jean de Lorraine (1537-1539), puis d'Hippolyte d'Este (1539-1551), la vie spirituelle du diocèse est délaissé. Ils ne font plus venir de prédicateurs notables. Les commandes de livres pieux baissent, alors qu'au même moment monte la concurrence d'ouvrages profanes, d'esprit humaniste ou déjà réformateurs.
Les premiers signes de la Réforme sont visibles dès les années 1520, mais ils restent longtemps isolés ; le premier temple protestant est dressé en 1546. Le développement du mouvement dans l'ensemble de la société lyonnaise n'a lieu que dans les années 1550. Cette expansion, importante, peut s'expliquer de plusieurs manières. Éloignement de la Sorbonne, proximité de Genève ou passage de personnalités royales protégeant les idées nouvelles comme Marguerite de Navarre, sont des causes externes importantes. Parmi les facteurs propres à la ville, il y a le dévouement d'une partie des imprimeurs, la négligence spirituelle d'archevêques résidant avant tout à la cour du roi, ou l'assoupissement d'une partie des forces religieuses de la cité. Toutes les couches de la société sont touchées par les conversions, dans des proportions impossibles à évaluer. Seuls les Lyonnais d'origine italienne restent à l'écart de ce mouvement.
Les années 1560 sont le temps du déchirement religieux de la capitale rhodanienne, s’achevant dans le sang des vêpres lyonnaises en septembre 1572. La restauration catholique se fait à Lyon moins par l'action des archevêques que par celle de prêtres résolus, au premier rang desquels il faut citer le père Émond Auger, arrivé en ville en 1563. Ce dernier déploie une énergie considérable durant quinze ans, faisant un grand nombre de prédications, montrant un grand dévouement lors de l'épisode de peste de 1564, soutenant des controverses avec les pasteurs et faisant publier un catéchisme largement diffusé. Il est aidé par ce qui constitue le pilier catholique de la ville à cette époque : le collège de la Trinité, confiés aux jésuites en 1567,,.
La restauration catholique est, enfin, parachevée par l'archevêque Pierre D'Épinac (1574-1599). Rigoureux et sérieux, il réforme l'administration du diocèse avec énergie, mais surtout montre l'exemple auprès de la population,.

## Époque moderne -XVIIeetXVIIIesiècles

### Transformations urbaines

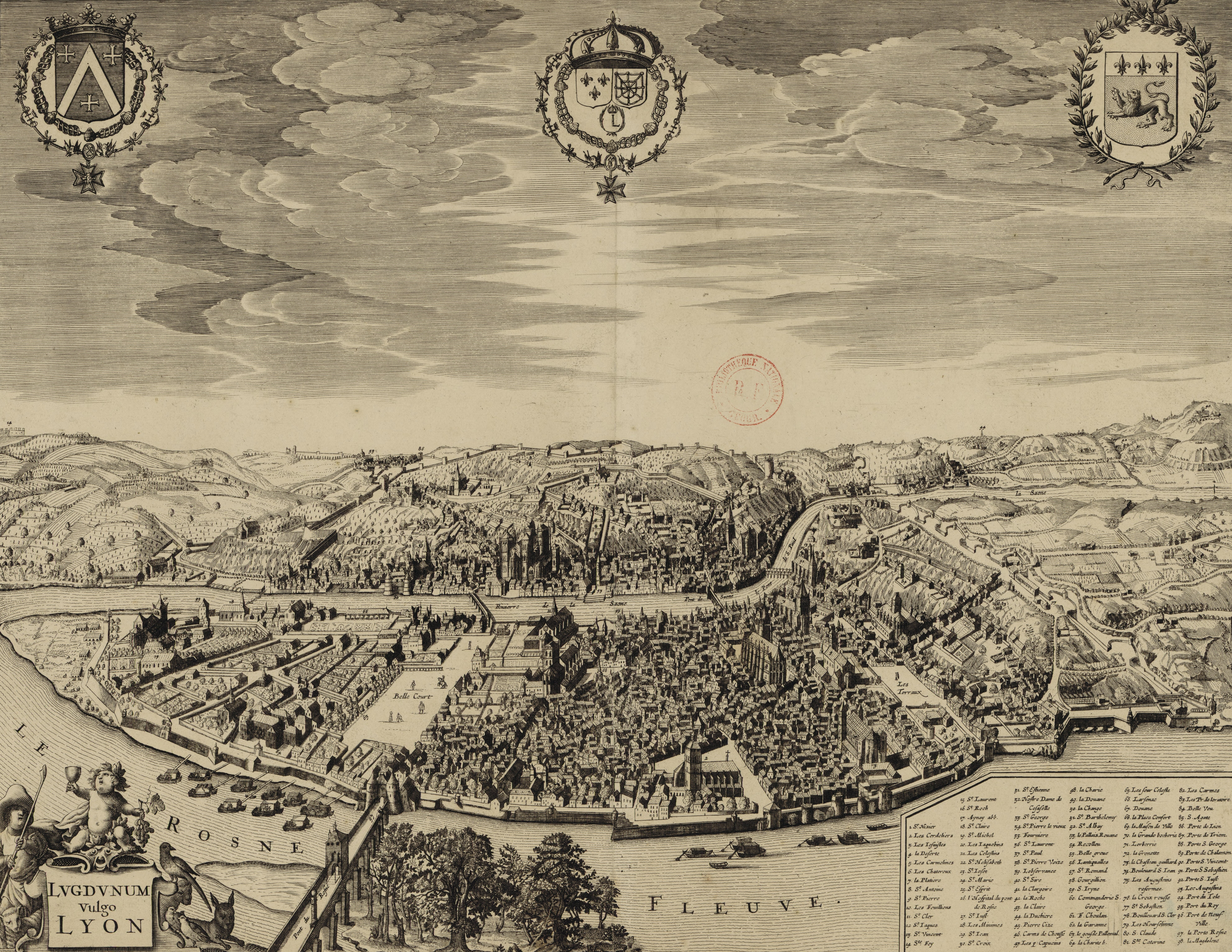
Lyon au XVIIe siècle, carte anonyme conservée à la Bibliothèque nationale de France (voir sa fiche).

La cité lyonnaise, sous les deux derniers siècles de l'Ancien Régime, subit plusieurs transformations importantes. Elle se densifie, s'embellit et les zones d'activités se déplacent. Le centre bancaire de la ville se déplace ainsi du quartier du Change à la rue Mercière. En revanche, elle attend la veille de la Révolution pour s'étendre au-delà de ses antiques murailles ; qui restent durant cette période des limites encore réelles pour le lotissement. Ainsi, malgré la destruction du fossé de la Lanterne, au nord des Terreaux, les lotissements ne montent guère sur les pentes de la Croix-Rousse. La population de Lyon augmentant, de très nombreux quartiers voient leurs habitations être surélevées, le plus souvent par destruction et reconstruction. Pour la même raison, les quelques zones encore en friche sont bâties. La densité finit par devenir très importante, avec un grand nombre d'immeubles de 4 à 6 étages, ce qui cause de nombreux désagréments. Le degré de cohabitation moyen de la cité entière qui mesure le nombre moyen d'habitants dans une habitation donnée, quel que soit le nombre d'étages, passe de 2,2 en 1597 à 10 en 1780. Ceci alors que dans le même temps, de larges maisons bourgeoises et nobiliaires sont construites dans certains quartiers, autour des Terreaux et de Bellecour, principalement, faisant chuter la moyenne. Ainsi, selon Olivier Zeller, « peu de villes françaises connaissent, à cette époque, un tel surpeuplement ».

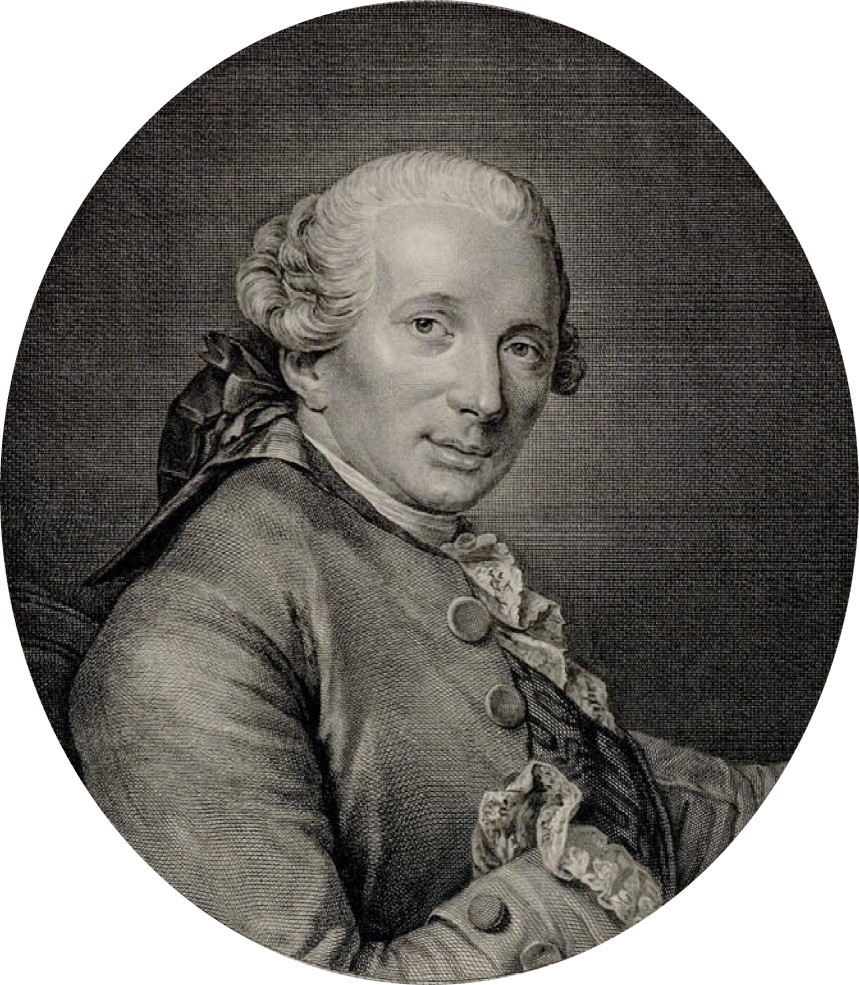
Jacques-Germain Soufflot, gravure par Bligny.

Durant la deuxième moitié du XVIIIe siècle, plusieurs projets voient donc le jour pour repousser les limites de la ville.
Un premier, dans les années 1750, a pour ambition de construire un quartier entier en dehors des remparts, à Saint-Clair, au nord-est de la presqu'île. Mené par Jacques-Germain Soufflot et ses élèves Musset et Milanois, il est dévolu à la bourgeoisie. Dans les années 1770, Antoine Michel Perrache met au point et lance le projet de rendre salubre le sud d'Ainay, en comblant les chenaux pour allonger la presqu'île. Complexe, ce projet ne voit pas le jour de la vie de son concepteur, et n'est achevé qu'au XIXe siècle. Enfin, un dernier est lancé par Jean-Antoine Morand dans les dernières décennies du siècle pour créer un quartier aux Brotteaux. Il est à peine entamé à l'aube de la Révolution.

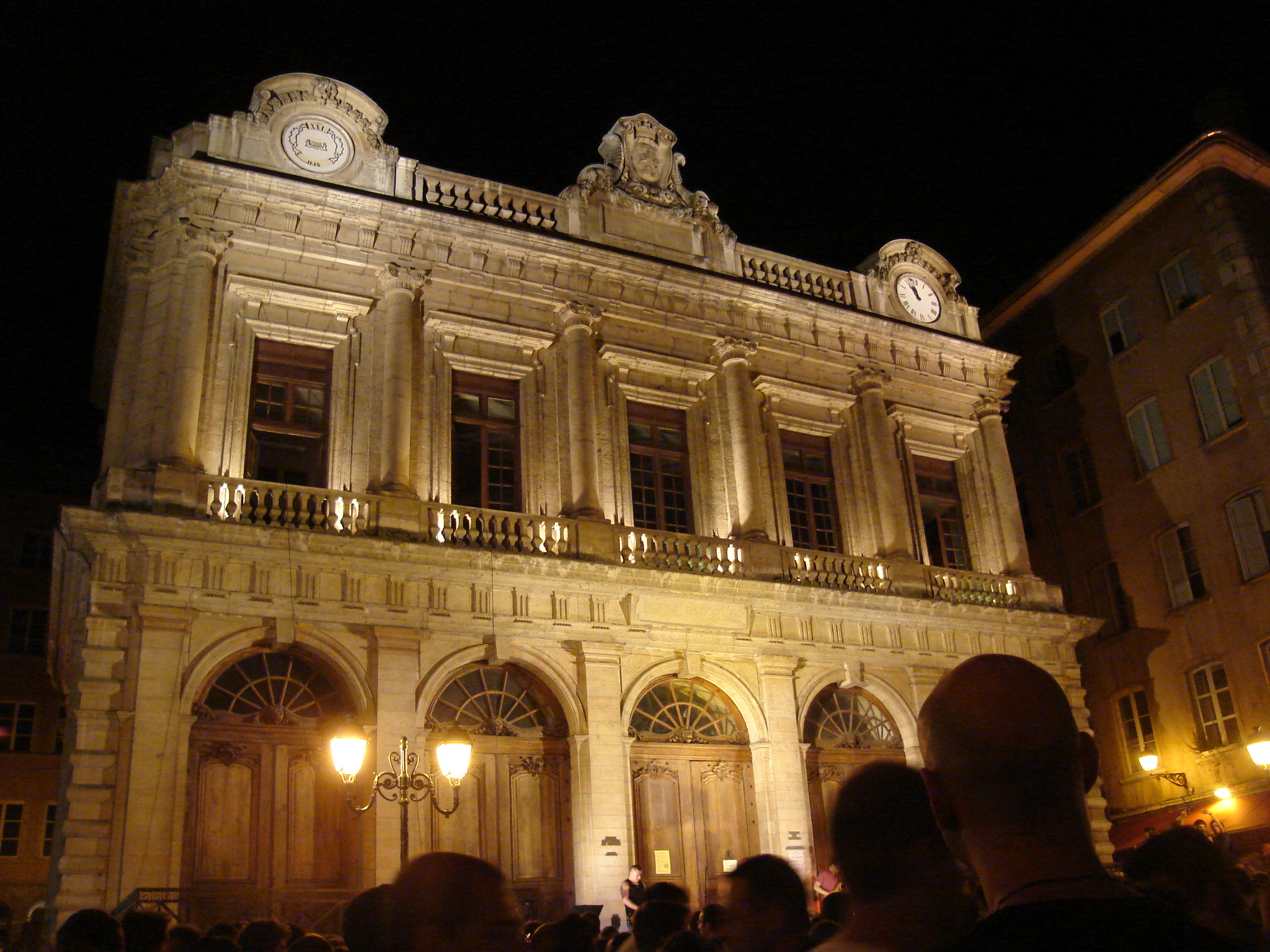
La loge du Change, édifiée entre 1631 et 1653, et remaniée par Soufflot en 1750

Par ailleurs, durant ces deux siècles, un grand nombre de monuments s'édifient à Lyon, tant religieux que laïcs. De nombreux couvents s'installent à Lyon au XVIIe siècle, principalement au sud de la presqu'île, et sur les pentes des deux collines. Trois églises accompagnent l'augmentation de la population : Saint-Bruno-des-Chartreux (fin XVIe siècle), Saint-Polycarpe (1665) et Saint-François de Sales (édifice ouvert en 1690 et différent de l'actuel).
L'Hôpital de la Charité est édifié en 1624, l'hôtel de ville entre 1646 et 1651,. En 1653 a lieu l'inauguration de la loge du Change, qui est ensuite agrandie par Soufflot au début du XVIIIe siècle. Ce dernier trace également les plans de l'Hôtel-Dieu, d'un théâtre dans le quartier saint-Clair ou du premier opéra de la ville.
Mais Lyon voit également son équipement urbain s'accroitre. Deux ponts sont construits sur la Saône (entre Saint-Jean et Bellecour et entre Saint-Paul et Saint-Vincent) au XVIIe et deux autres au XVIIIe. Cela montre l'importance encore vitale pour la ville de la rive droite de la Saône. La place Bellecour, ouverte par le Baron des Adrets durant les conflits religieux, devient une place d'agrément, et est continuellement aménagée (arbres, monuments, façades),,.

### Une économie spécialisée - Lyon, capitale de la soie

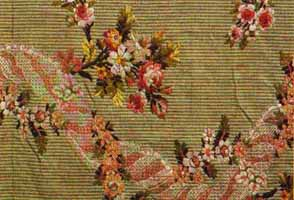
Brocard de soie tissé à Lyon à la fin du XVIIIe siècle.

Lyon, grande ville commerçante de l'époque moderne, possède, à côté des secteurs d'activité traditionnels, une forte population de travailleurs attachés aux échanges lointains. La ville, dans le domaine de la production, présente des caractéristiques similaires à la plupart des cités de sa taille et de son époque. La construction, l'alimentation et l'habillement dominent et font travailler la plus grande part de la population. Lyon est une cité en perpétuelle transformation, et les métiers du bâtiment ne connaissent que rarement la crise. Les métiers de bouche sont présents dans toute la ville, sauf les bouchers, qui se concentrent dans des quartiers délimités.
Dans le domaine du textile, Lyon hérite de la Renaissance d'une industrie de la soie déjà développée, qui entre dans une nouvelle dimension avec l'importation par Claude Dangon du métier à la tire d'Italie, qui lui permet de réaliser de grands façonnés. En 1655, un soyeux lyonnais, Octavio Mey, invente le lustrage de la soie, qui augmente le brillant du tissu. Lyon est au XVIIIe siècle une ville foisonnante d'inventions destinées à améliorer l'efficacité de l'industrie de la soie, la Fabrique. Ces innovations et une politique commerciale audacieuse permettent de concurrencer les villes soyeuses italiennes et assurent le succès commercial de cette activité,. La soie devient progressivement le moteur de l'économie lyonnaise, demandant une main d'œuvre nombreuse et, pour partie, très qualifiée.
Lyon reste au cours des deux siècles une grande cité d'édition et d'impression. Elle est pourtant concurrencée par d'autres villes, Rouen et surtout Paris, la capitale obtenant des privilèges d'éditer que Lyon ne peut plus avoir. Se tournant donc en partie vers le lucratif domaine de la contrebande, les milieux libraires lyonnais restent jusqu'à la Révolution d'importantes forces économiques locales.
Les milieux du grand commerce et de la banque sont à Lyon une élite puissante et dynamique. Les marchands, portés par les quatre foires annuelles héritées des siècles passés, voyagent dans toute l'Europe et font affaires dans tous les domaines. Réciproquement, un grand nombre d'étrangers viennent régulièrement dans la cité rhodanienne pour échanger leurs produits ; les dynasties de commerçants étrangers, essentiellement des Italiens, Allemands et Suisses, venus aux XVe et XVIe siècles restant bien présentes. Les autorités lyonnaises s'attachent à maintenir, et même à développer quand c'est possible, les privilèges fiscaux pour cette profession.
La domination de Lyon par les différents groupes sociaux évolue avec le temps. Si depuis le XVIe siècle, la ville est dirigée avant tout par des marchands-banquiers, une évolution se dessine progressivement. Elle voit ces derniers céder leur place, au consulat et aux postes-clés, aux maîtres soyeux. Au XVIIIe siècle, l'évolution est aboutie et l'élite lyonnaise est dominée entièrement par les producteurs de façonnés et de brocarts.

### Société lyonnaise durant les Lumières

#### Vie politique - un consulat soumis au roi

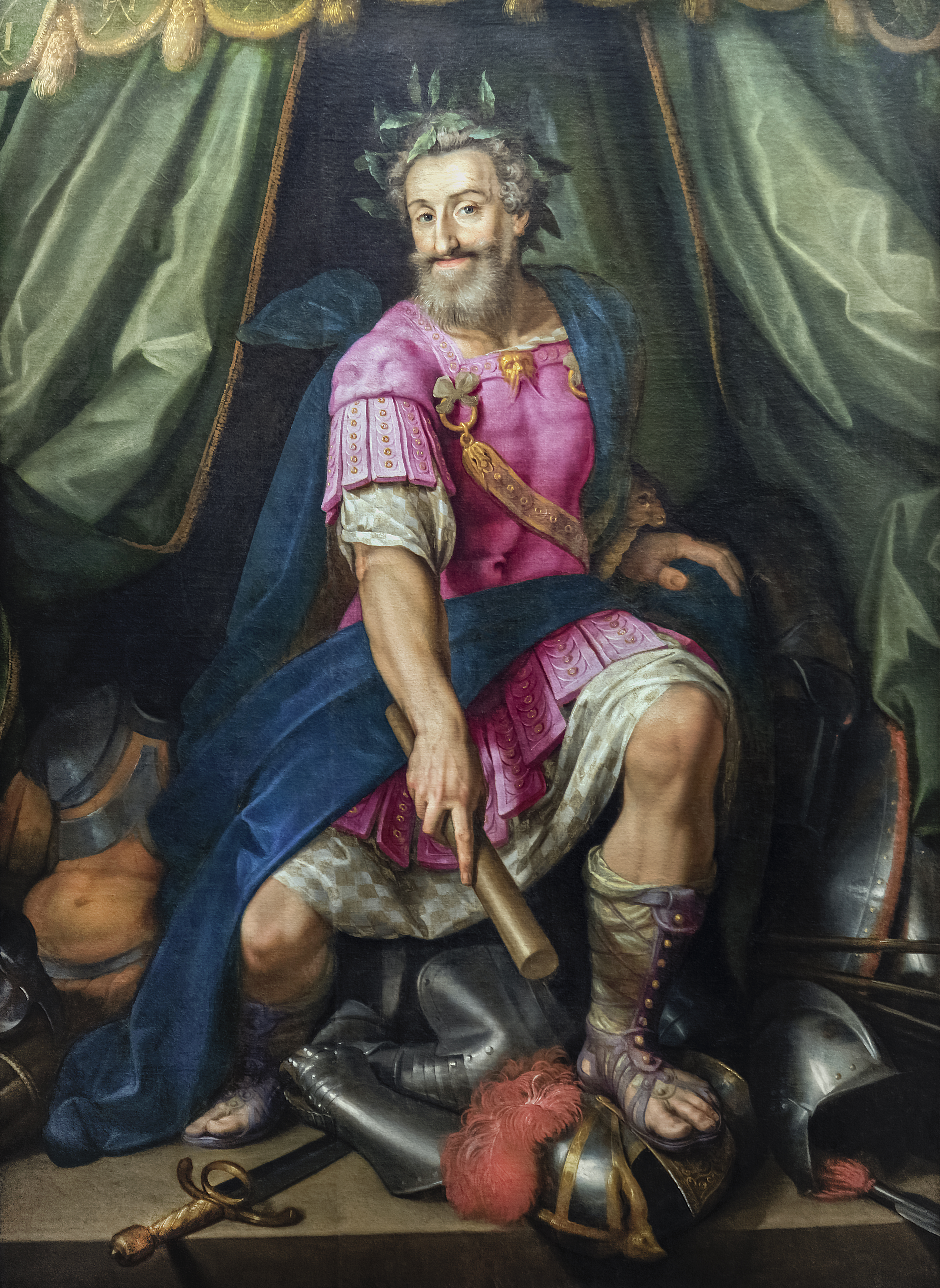
Henri IV, qui impose son autorité à la ville ligueuse. Portrait par Jacob Bunel, 1605-1606, Pau, musée national du château.

La vie politique lyonnaise est profondément transformée par l'édit de Chauny de 1595, imposé par Henri IV. Ce dernier restreint le nombre de membres du consulat, pour les encadrer et les contrôler plus efficacement, le but étant de s'assurer la loyauté d'une ville longtemps ligueuse. Cette réforme aboutit à un consulat de seulement quatre échevins, présidé par un prévôt des marchands. L'élection du consulat est soumise à l'aval du Roi, qui peut ainsi placer à la tête de la ville des personnes qui lui sont favorables et redevables.
Durant les XVIIe et XVIIIe siècles, la cité est surveillée par deux hommes du roi : le gouverneur et l'intendant. Le gouverneur a pour fonction de représenter le roi, et dirige les forces militaires locales. À Lyon, en tant que représentant, c'est lui qui influence le choix des membres du consulat pour satisfaire le roi, allant certaines fois jusqu'à choisir directement telle ou telle personne. Il a le pouvoir de casser une élection, s'il estime qu'elle amènerait au pouvoir municipal une personne indocile. Le gouverneur est le plus important relais de l'autorité royale dans la région, contrairement à d'autres, où cette place est dévolue à l'intendant. Il est toujours choisi dans la meilleure noblesse locale. Cette prééminence trouve son apogée avec Camille de Neufville de Villeroy qui, durant 40 ans, cumule les fonctions de gouverneur et d'archevêque, reléguant l'intendant à un rôle mineur.

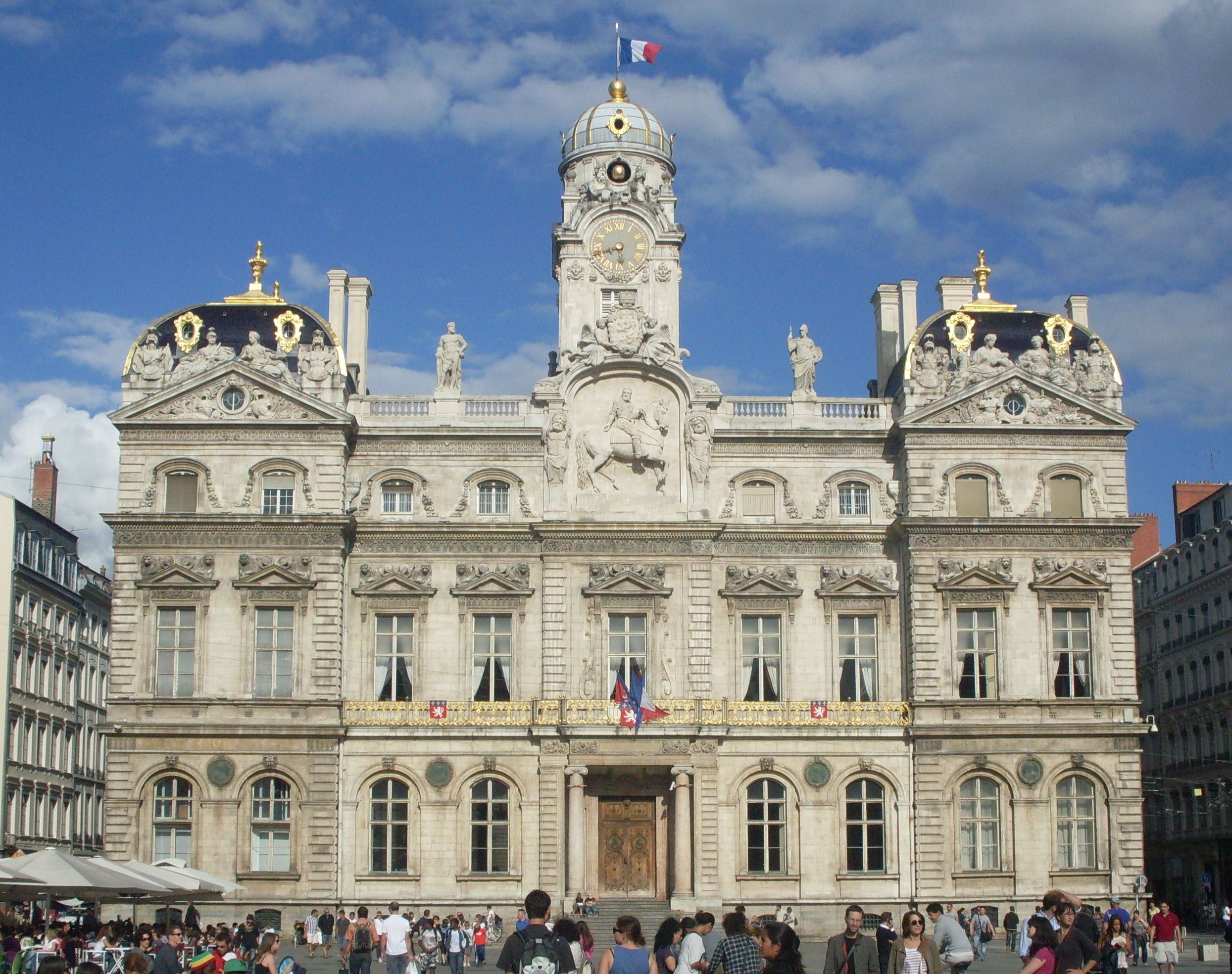
Façade principale de l'hôtel de ville de Lyon.

Toutefois, c'est bel et bien le consulat qui gère au quotidien la cité rhodanienne. Celui-ci possède toujours, malgré sa soumission royale, un très grand prestige local ; les plus grandes familles œuvrent en permanence pour y accéder. Ce lustre est mis en scène à de nombreuses reprises, notamment lors des entrées royales. Présents aux meilleures places lors des processions religieuses, lors des festivités nationales, ses membres président toutes les fêtes locales. La construction du fastueux hôtel de ville, place des Terreaux, participe de cette volonté de glorification.
Si les familles importantes de la ville souhaitent entrer au consulat, c'est qu'il est la porte d'entrée pour de grandes carrières, et permet d'offrir places et emplois pour la famille et les amis. L'entrée au consulat confère automatiquement la noblesse, de nombreuses exemptions de taxes et des émoluments importants. Durant le XVIIe siècle, le consulat est composé essentiellement d'hommes de loi, issus des administrations, et de rentiers ; ce qui correspond à une période de faiblesse économique de la ville. Au contraire, au XVIIIe siècle, les marchands soyeux réinvestissent fortement les places consulaires, au détriment des rentiers, ceci au moment où les industries de la ville se développent considérablement.
Le consulat gère l'ensemble des services de la cité. Mais ses décisions les plus importantes sont toujours visées par les agents royaux, et susceptibles d'être refusées. Ainsi, les plus grandes décisions de la cité ne se prennent souvent pas à Lyon, mais avec le gouverneur, et donc à Paris ou Versailles.

#### Une société en mutation
Au cours des deux siècles de l'absolutisme, Lyon voit sa géographie sociale se transformer, les zones de richesses passant début XVIIe siècle d'un axe « Change-Pont de Saône-Herberie » à un axe « Hôtel de ville - Place des Terreaux » fin XVIIIe siècle. Ce déplacement des élites s'accompagne d'une ségrégation sociale affirmée, des quartiers devenant exclusivement bourgeois, autour des Terreaux et de Bellecour, principalement. Ceci alors que la densité des quartiers populaires augmente considérablement.
Les deux siècles de l'absolutisme voient les troubles sociaux se poursuivre. Certaines émotions sont de classiques mouvements frumentaires, tels les mouvements de l'année 1653. D'autres troubles ont pour origine de nouveaux impôts ou taxes. Pratiquement chaque nouveauté en ce domaine conduit à des échauffourées ou des pillages. En 1632, à deux reprises, une foule se lève pour attaquer les personnes venues de la capitale pour percevoir un nouveau droit. Face à ces révoltes, le consulat se trouve dans une position inconfortable. Il doit tout à la fois protester de sa fidélité au roi, et tenter de conserver une légitimité face aux Lyonnais. Il y parvient de moins en moins, et s'impose de plus en plus par la force.
La transformation sociale la plus significative survient, au cours du XVIIIe siècle, avec la hausse de la population directement employée à la confection des pièces de soie. Une sensibilité sociale particulière se développe. En effet, le monde de la Grande Fabrique se développe et se transforme. Les travailleurs de la soie se retrouvent très nombreux, mais également de plus en plus dépendants d'une petite élite de marchands soyeux par lesquels ils sont obligés de passer pour avoir des commandes et accéder aux débouchés. Un nouveau type de conflits se développe donc, au sein d'un groupe assez nombreux pour créer une société à part entière. Une solidarité s'établit, avec des menaces communes (crise de la demande, baisse des tarifs) et un métier commun. Cela débouche sur des contestations nouvelles, non pas liées à une crise, mais qui a lieu durant des périodes fastes, notamment les révoltes de 1717, 1744-45 et 1786. Il s'agit de garantir le revenu face aux donneurs d'ordre, par la création d'un tarif fixe, indépendant des fluctuations de la demande. Confrontée à ces revendications, la justice royale est particulièrement sévère. Ainsi, la révolte des deux sous du 7 août 1786 est vigoureusement réprimée dès le 10 août par décision du consulat,.
En 1765, Lyon fait l'objet d'un article long et élogieux dans l'Encyclopédie de Diderot et d'Alembert, qui insiste en particulier sur la richesse de son patrimoine historique, et commence par ces mots : « grande, riche, belle, ancienne & célèbre ville de France, la plus considérable du royaume après Paris, & la capitale du Lyonnais ».

### Lyon, de la Contre-Réforme aux Lumières

#### Une vivacité religieuse vigoureuse, puis déclinante

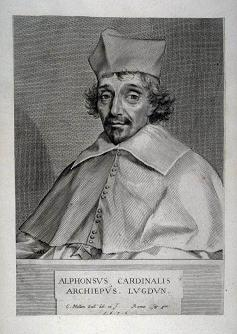
Alphonse-Louis du Plessis, frère de Richelieu, gravure d'Abraham Bosse.

Lors de la première moitié du XVIIe siècle, après la sortie des crises religieuses, et des soubresauts de la ligue, le pouvoir royal utilise toute son influence pour imposer des archevêques fiables, au profil plus politique que mystique. Les différents prélats qui se succèdent ne résident, en outre, pas beaucoup sur place, étant souvent à la cour du roi, ou en mission pour lui. Cette politique trouve son acmé avec la nomination du propre frère de Richelieu, Alphonse-Louis du Plessis de Richelieu, en 1628. Ils mènent une politique de soutien au pouvoir royal et de reconquête religieuse de l'ensemble de la population. Camille de Neufville de Villeroy (1653-1693), issue de l'illustre famille Neufville de Villeroy, marque par sa présence et la durée de son épiscopat le diocèse lyonnais. À l'unisson du pays, la région connaît un grand développement religieux, autour de trois axes majeurs : encadrement de tous les fidèles, instruction spirituelle de la population avec notamment l'œuvre de Charles Démia, et formation du clergé.
En définitive, les efforts entrepris permettent de construire dans la ville et ses environs une foi solide et encadrée. Selon Jacques Gadille, « considéré vers le milieu du siècle, le diocèse de Lyon apparait en pleine santé et donne le sentiment d'être entré à pleines voiles dans cette nouvelle chrétienté que le catholicisme français édifie depuis 150 ans ».
Durant la deuxième moitié du XVIIIe siècle, le retournement de tendance est flagrant, la vivacité religieuse laissant la place à un assoupissement, tandis qu'irrespect ou indifférence s'immiscent dans la sphère intellectuelle de la région.
Le recrutement, dans tous les domaines de la vie religieuse, se tarit lentement. Le nombre de vocation de prêtres, de religieux, tant masculins que féminins se réduit considérablement. Certains ordres religieux disparaissent. De même, les associations laïques s'effacent du paysage public lyonnais, n'organisant plus, par exemple, de grandes manifestations populaires de piété. Autre symbole du relâchement de la conscience religieuse, une communauté juive se réinstalle en ville lors des années 1780.
Durant cette période, des courants jansénistes mal combattus réapparaissent sans qu'ils ne s'imposent. De même, la franc-maçonnerie connaît un certain succès.

#### De nouvelles Lumières
Au XVIIe siècle, en partie sous l'impulsion des Jésuites du collège de la Trinité, Lyon devient un centre intellectuel de la République des Lettres. Une académie est fondée en 1700 et ses membres animent la vie intellectuelle de la cité. Les notables lyonnais sont des amateurs éclairés de tableaux, médailles, et livres. Curieux de nouveautés, ils se passionnent pour le bateau à vapeur mis au point par Antoine Frerejean et le marquis de Jouffroy d'Abbans à Lyon, ainsi que pour la montgolfière. Quant aux arts classiques, enseignés et pratiqués, ils ne sont pas représentés à Lyon par des personnalités majeures. Les deux artistes marquants de l'époque moderne sont Thomas Blanchet, peintre, et Jacques-Germain Soufflot, architecte. En parallèle, les Lyonnais développent un grand goût pour le théâtre et l'opéra, celui-ci ouvrant en 1688,. Molière passe entre 1653 et 1658, avant sa grande période de gloire ; des auteurs lyonnais se font connaître, telle Françoise Pascal. Lyon connait enfin une activité musicale notable, un orchestre permanent s'établissant en 1713,.

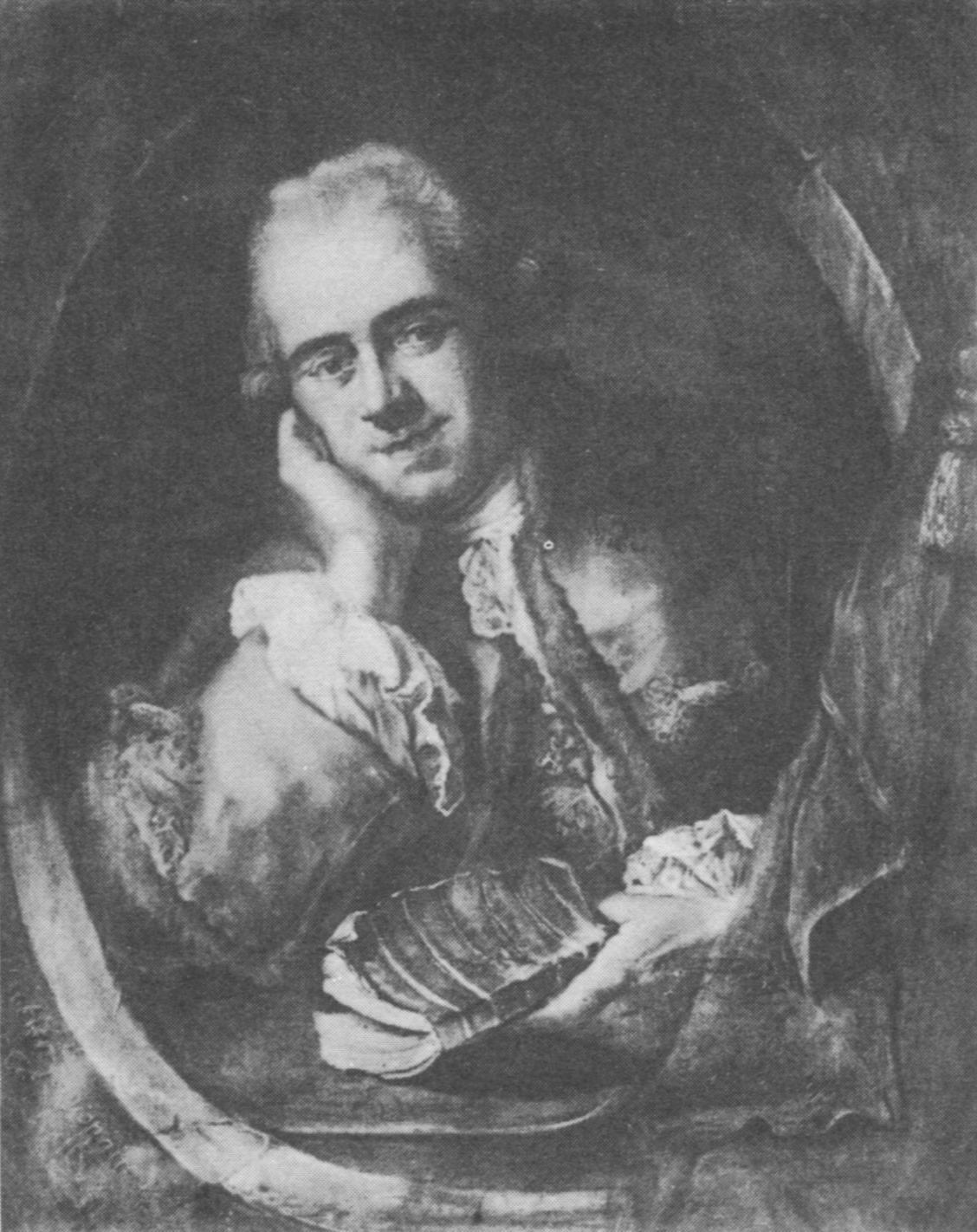
Jean-Baptiste Willermoz, franc-maçon lyonnais.

Avec les Lumières, Lyon connait, à l'instar de toutes les grandes cités européennes, un foisonnement maçonnique. Les sources manquent pour dater précisément les premières loges maçonniques lyonnaises, que l'on peut estimer apparaître aux alentours des années 1730. Les documents officiels de la maçonnerie française mentionnent celle de Lyon à partir des années 1750, et font apparaître une vie dynamique à partir des années 1770. Les deux principaux animateurs sont Jean-Baptiste Willermoz et Jean Paganucci. Autour d'eux, de nombreuses loges naissent, se scindent ou se réunissent, pour des raisons qui peuvent tenir autant aux recherches théoriques qu'à des affinités ou inimitiés sociales. Un bref moment, en 1761, la loge tenue par Willermoz et Paganucci, « La Grande Loge des Maîtres réguliers de Lyon », reçoit l'accord de la Grande Loge de France pour s'ériger en mère-loge locale. Après maints conflits de préséance, ce droit de reconnaissance d'autres loges à Lyon leur est retiré en 1765 par le Comte de Clermont. Après une période de flottement, consécutive à une grave scission de la Grande Loge de France, la loge lyonnaise s'investit elle-même du titre de « Grand Orient de Lyon ». Cette loge participe grandement (Willermoz, notamment) à la reconstruction du Grand Orient de France.
Par la suite, en 1774, Willermoz crée une autre loge, le « Directoire de la Province d'Auvergne », issue de l'obédience germanique de la Stricte observance templière. Plus mystique, organisée en grades plus nombreux et hiérarchisés, ce mouvement rencontre un bon succès et prend le pas sur la loge lyonnaise d'obédience française. À ses côtés, d'autres loges non régulières s'ouvrent, de tendance et d'origine variées. En définitive, selon Olivier Zeller, « entre mille deux cents et mille cinq cents frères résidents semblent une estimation plausible et, sans conteste, Lyon était alors devenue la première ville maçonnique du royaume après Paris, nettement devant Marseille, Toulouse et Bordeaux »,.
Le développement de l'indifférence religieuse et le basculement d'une certaine élite vers une pensée philosophique critique accompagnent ainsi la cité rhodanienne vers la Révolution française.

## Révolution française
À Lyon, la révolte des canuts de 1786 a préparé de manière originale les soubresauts révolutionnaires. Brutalement réprimée, elle a permis aux ouvriers en soie de se structurer, et surtout de le faire en secret. Des éléments populaires se regroupent, éditent des tracts pour mobiliser la population, font circuler des pétitions. À ce climat agité au sein des masses travailleuses se surimpose une très mauvaise année agricole en 1788, faisant grimper les prix et exacerbant les tensions.
En parallèle, les élites lyonnaises sont éveillées à la politique, dans un climat intellectuel propice aux réformes. De nombreuses personnalités ou sociétés évoquent et débattent des projets de Turgot, Maupeou ou Loménie de Brienne,.

### Premiers temps révolutionnaires

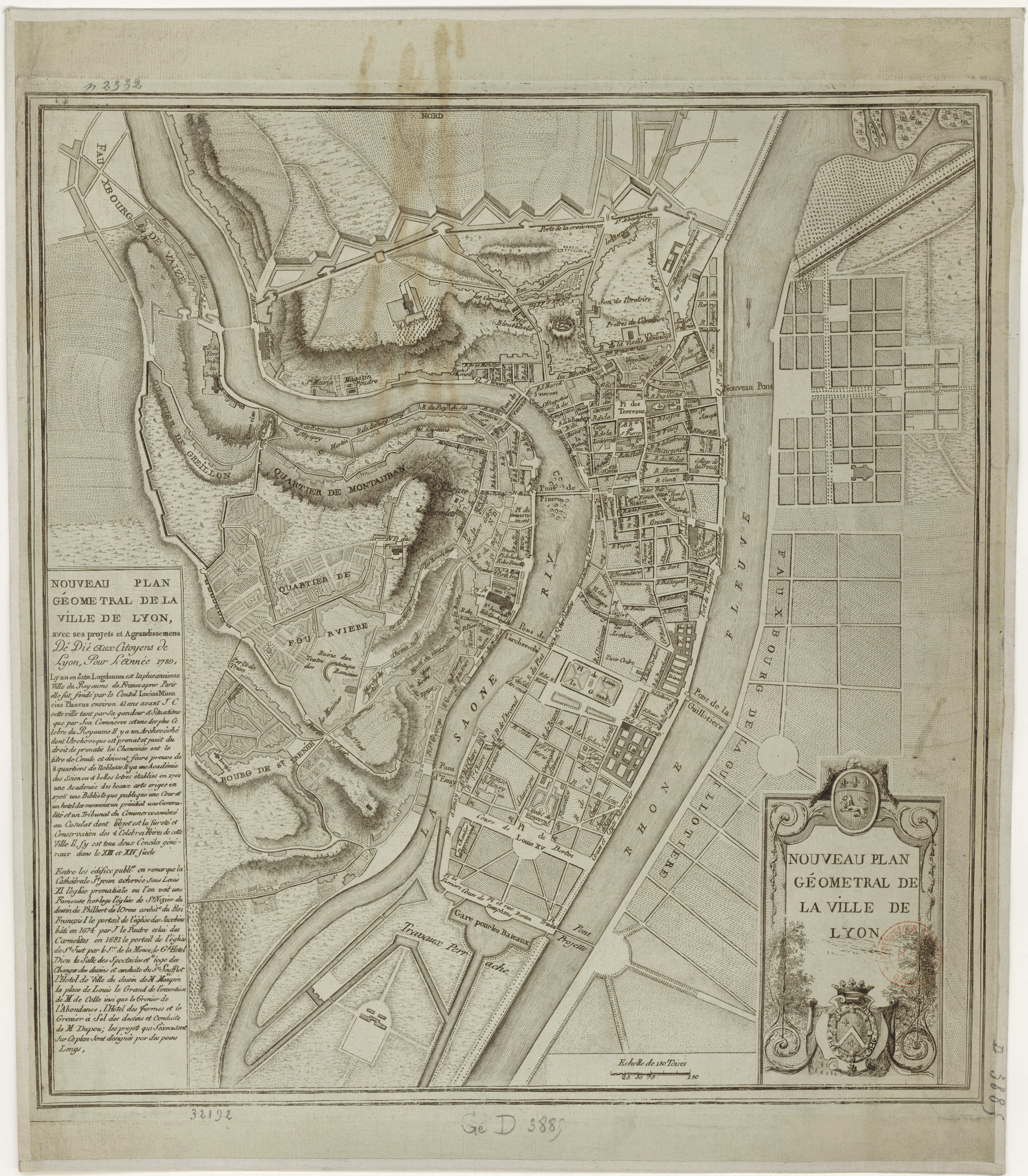
Nouveau plan géométral de la ville de Lyon, 1789, Bibliothèque nationale de France.

Lors des assemblées préparatoires à la convocation des états généraux, nombreux sont ceux, dans l'élite lyonnaise, qui souhaitent de nombreuses réformes, tels Mathon de la Cour, Delandine ou Bérenger. Ils s'opposent à un groupe de modérés ou de conservateurs déterminés, comme l'archevêque Mgr Marbeuf. Dès cette époque, des coteries se forment, qui préfigurent les partis politiques de la Révolution.
Le 14 mars 1789, la première réunion des trois ordres a lieu à l'église des Cordeliers. Dès cette première réunion, des éléments nobles, ecclésiastiques et bourgeois proposent l'abandon de leurs privilèges pour résoudre les problèmes financiers du pays. Sur le moment, ils dominent les personnes désireuses de ne pas trop bousculer l'ordre établi. Les cahiers de doléances sont donc largement imprégnés des idées nouvelles et les députés en sont le reflet,.
Durant les premiers mois révolutionnaires, comme à Paris, les masses populaires débordent régulièrement la bourgeoisie libérale, que ce soit celle de l'autorité municipale comme celle qui tient les clubs. Le 29 juin 1789, à l'annonce de la fusion des trois ordres, une émeute prend d'assauts les octrois, accusés du renchérissement des denrées, et cibles de toutes les accusations en temps de disette. Le roi envoie des troupes pour rétablir l'ordre. Mais le 14 juillet, le château de Pierre Scize est pris. L'ordre est de nouveau rétabli de force.
Durant la Grande Peur, des pillages ont lieu contre des maisons nobles ou de propriétaires bourgeois. Pour rétablir l'ordre, une ébauche de garde nationale s'établit à Lyon. Finalement, les factions les plus avancées renversent, le 7 février 1790, les milices de volontaires issues de la bourgeoisie, qui sont remplacées par la garde nationale. Imbert-Colonès, premier échevin, qui avait réprimé les révoltes précédentes, s'enfuit.
La Constituante, par décret du 13 janvier 1790, fait de Lyon le chef-lieu du département de Rhône-et-Loire qui est scindé en deux après l'insurrection lyonnaise de 1793.

### De la Révolution à la rébellion

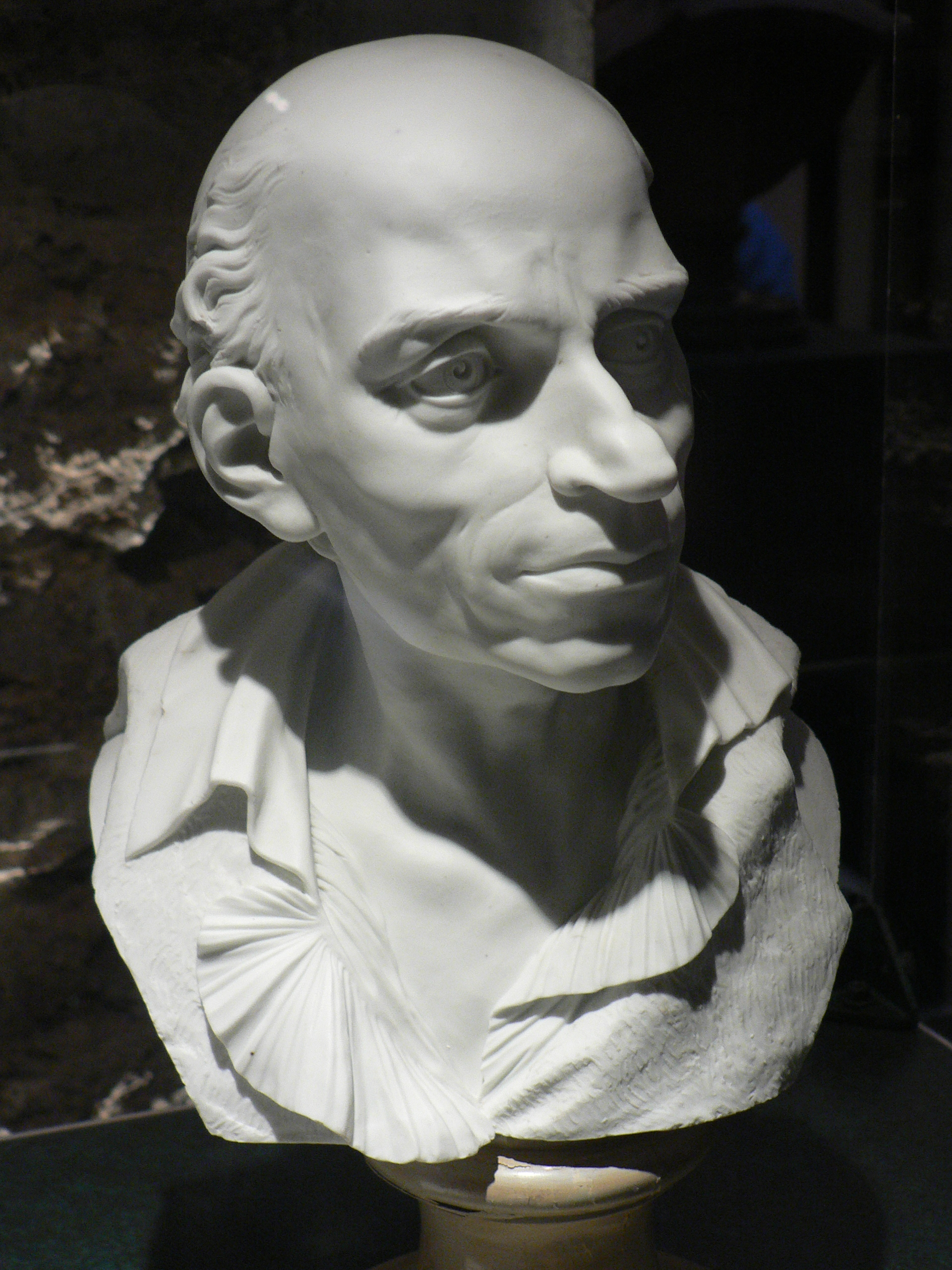
Buste de Marie Joseph Chalier, musée de la Révolution française de Vizille.

La nouvelle municipalité, modérée et dirigée par Palerme de Savy, est immédiatement confrontée aux clubs radicaux, qui l'accusent d'être liée aux conservateurs de tous horizons. Ces groupes ont pour meneur Marie Joseph Chalier qui entretient et développe une atmosphère revendicative, et toujours plus révolutionnaire. En face, un groupe de royalistes met au point un complot destiné à faire venir le roi à Lyon, à monter des armées de fidèles et à s'appuyer sur des forces étrangères pour renverser la constituante et revenir sur les avancées révolutionnaires. Le plan est lentement monté durant l'année 1790, mais il est éventé et échoue.
La même année, la division religieuse s'instaure à Lyon, plus qu'ailleurs, car l'archevêque Marbeuf s'oppose vigoureusement et très tôt aux prétentions religieuses de l'assemblée nationale et à la constitution civile du clergé. Le 5 décembre 1790, il fait un discours solennel rappelant fermement que l'autorité sur le clergé ne vient que de lui et du Saint-Siège. Il refuse tout serment.
Les années 1789, 1790 et 1791 sont mauvaises pour les récoltes et l'économie. La masse populaire, qui en souffre, devient de plus en plus sensible aux thèmes véhiculés par les clubs démocrates au travers d'une presse combative avec, surtout, Le Journal de Lyon et Le courrier de Lyon. La nouvelle de la fuite du roi déclenche de nombreux troubles, essentiellement ruraux. C'est dans cette ambiance que les premières élections municipales portent au pouvoir une majorité rolandine, avec Louis Vitet comme maire, face à un directoire du département beaucoup plus modéré. Celui-ci est suspendu en décembre 1791 à la suite d'un conflit avec Chalier ; Lyon s'enfonce dans les troubles révolutionnaires. Le début de l'année 1792 voit encore poindre une disette, et pour prévenir de nouveaux débordements, des troupes sont massées près de la ville, ce qui ajoute encore à l'inquiétude. Le 9 septembre 1792, des agitateurs soulèvent une foule et massacrent une douzaine de personnes, neuf officiers de ces troupes et trois prêtres, il s'agit de l'événement surnommé les « septembrisades lyonnaises »,,.

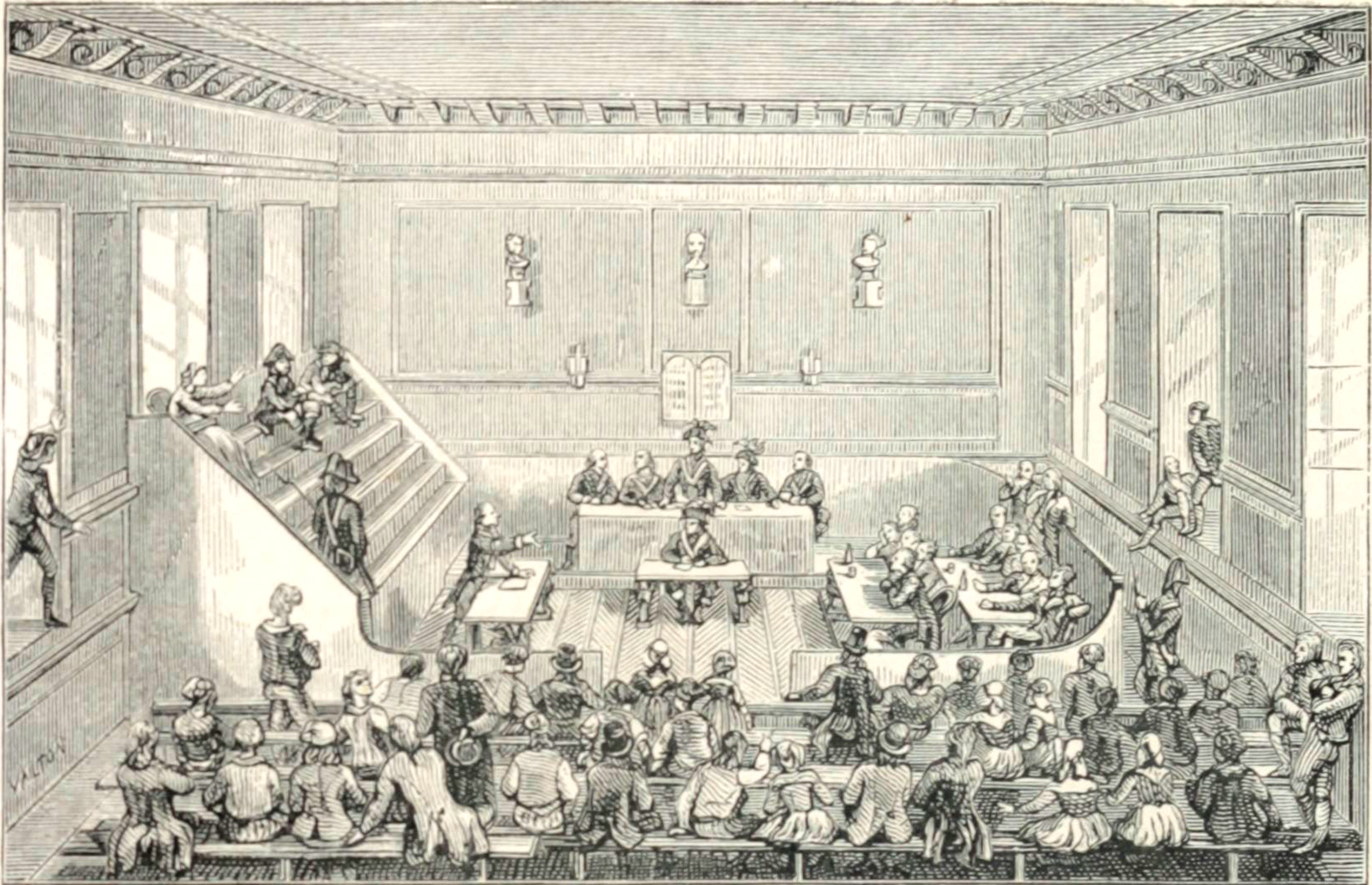
Un tribunal révolutionnaire, gravure du XIXe siècle issue de l'ouvrage La Démagogie en 1793 à Paris de Dauban.

L'apogée de cette radicalisation intervient lors des élections de novembre 1792, lorsque Chalier et plusieurs montagnards sont élus à la mairie. Toujours minoritaires, ils déploient une propagande violente pour tenter de rallier la population à leurs vues, en vain. Le 18 février 1793, une nouvelle élection porte Antoine Nivière-Chol au poste de maire, avec toujours une majorité de modérés. Mais l'agitation des Jacobins lyonnais porte ses fruits. À la suite de troubles et de combats de rue, la Convention envoie trois des siens pour traquer les contre-révolutionnaires, avec pour ordre de monter sur Lyon une armée révolutionnaire. Plusieurs membres modérés de la mairie sont arrêtés. Grâce à l'intervention des trois conventionnels, les élections suivantes portent à la mairie une majorité de Jacobins, avec Antoine-Marie Bertrand comme maire,.
Enfin libres d'agir à leur gré, ils multiplient les décisions extrêmes et se trouvent très vite fortement impopulaires. Ils sont donc renversés dès le 29 mai 1793 par un coup de force des Girondins. Avec ce retour à une majorité modérée, même si pleinement républicaine, Lyon se retrouve à contretemps, puisque quelques jours plus tard, c'est la Gironde qui est mise hors la loi par les montagnards parisiens,.
La nouvelle mairie, dont le chef est Jean-Jacques Coindre, est trop éloignée des idéaux jacobins au pouvoir, et la rupture est inévitable. le 12 juillet 1793, la Convention décrète Lyon « en état de rébellion contre l'autorité légitime ».

### Siège de Lyon

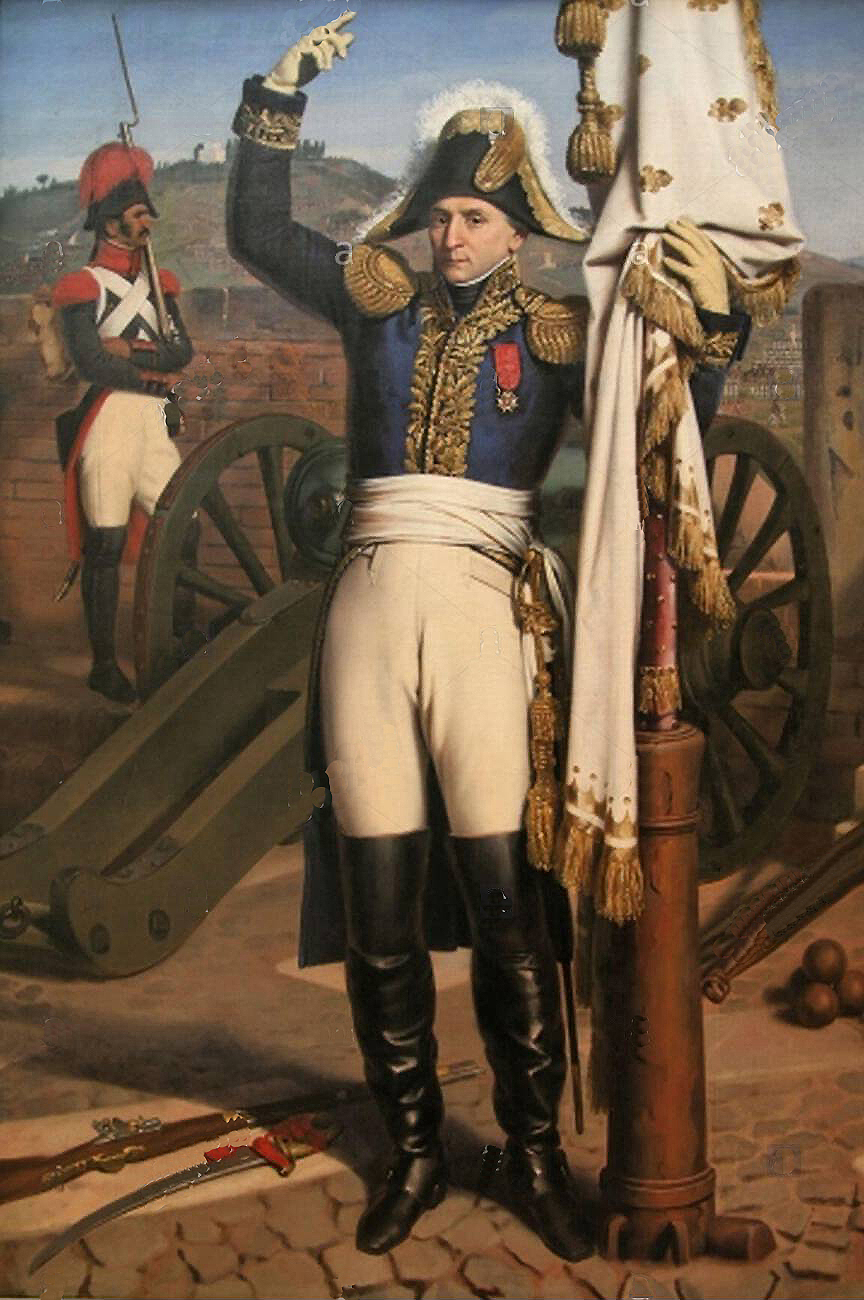
Portrait du comte de Précy par Jean-Joseph Dassy, musée d'art et d'histoire de Cholet.

Les autorités lyonnaises, malgré les menaces d'un affrontement avec Paris, restent fidèles à leur ligne de conduite. Des procès condamnent Chalier et plusieurs de ses amis, lui-même étant exécuté le 16 juillet 1793. Devant la progression des armées révolutionnaires, conduites par Kellermann, les autorités préparent un siège tout en lançant des appels à l'aide, qui restent sans réponse. La défense est organisée par Louis François Perrin, comte de Précy, qui édifie des redoutes, met en place une organisation défensive et mobilise une armée d'environ 12 000 à 14 000 hommes.
Le siège de Lyon commence le 7 août, mais les armées révolutionnaires ne peuvent assurer un blocus complet que le 17 septembre. Le siège commence par des duels d'artillerie et des tentatives de prise de points stratégiques, durant lesquels les Lyonnais se montrent opiniâtres. Devant l'échec de ses premières tentatives, Kellermann décide de bombarder la ville pour saper le moral des habitants. Le pilonnage commence dans la nuit du 22 au 23 août pour ne cesser qu'avec la reddition de Lyon. Durant les premières semaines, cependant, les Lyonnais tiennent toujours bon. Kellermann est remplacé fin septembre par Doppet, qui bénéficie dès son arrivée d'une trahison pour prendre sans combat une position stratégique à Sainte-Foy-lès-Lyon. Dès lors, les positions lyonnaises ne sont plus tenables, et après deux semaines de combat, Lyon capitule le 9 octobre,.
Le 12 octobre 1793, le conventionnel Barère se vante de son succès en ces termes : « Lyon fit la guerre à la liberté, Lyon n'est plus. » Lyon prend ainsi le nom de « Ville-affranchie ». 1 604 personnes sont fusillées ou guillotinées, et plusieurs riches immeubles autour de la place Bellecour sont détruits. Durant de nombreux mois, la Terreur s'abat sur Lyon et les fêtes révolutionnaires ne mobilisent ni ne convainquent des populations traumatisées.
Lorsque Lyon, le 1er août 1794, apprend la chute de Robespierre, elle bascule dans un nouveau cycle de violences vengeresses.

### Reconstruction de la société lyonnaise

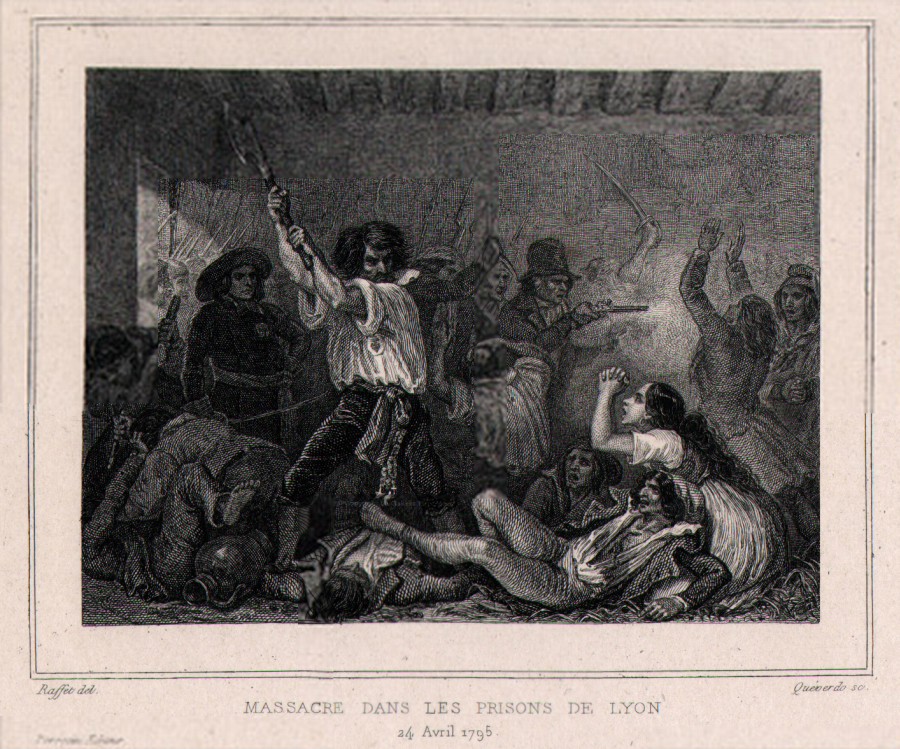
Les massacres dans les prisons de Lyon, en avril 1795. Gravure par Auguste Raffet, 1834.

Dans une ville affaiblie, les autorités révolutionnaires ou civiles tentent de modérer les passions, mais rapidement, les Jacobins sont recherchés et persécutés. Les bustes de Chalier sont détruits. Durant toute l'année 1795, Lyon est le théâtre de violences, dont le point d'orgue est le massacre de personnes emprisonnées et en attente de jugement, toutes des anciens « Mathevons », les Jacobins lyonnais, parmi lesquelles Antoine Dorfeuille. Les autorités locales ne parviennent pas à maîtriser ces mouvements de foule, et craignant une complicité, la Convention déclare à nouveau Lyon en état de siège, envoyant des troupes aux Brotteaux.
Aux élections d'octobre 1795, ces craintes se voient renforcées par l'élection pour le premier Directoire de trois députés monarchistes constitutionnels, dont Pierre-Thomas Rambaud. Aussi le gouvernement nomme-t-il à la tête de Lyon un républicain éprouvé, Paul Cayre. Durant deux ans, jusqu'en 1797, un conflit larvé entre Républicains et Contre-révolutionnaires se tient dans toute la ville. Profondément divisée, celle-ci ne s'unifie pas autour des fêtes et des projets officiels. La population fréquente clubs et théâtres, où les rivalités s'expriment ouvertement et s'aiguisent. Les forces monarchistes parviennent, en 1797, à faire entrer au conseil des Cinq-Cents Jacques Imbert-Colomès et Camille Jordan. Ces derniers sont contraints à la fuite à la suite du coup d'État du 18 fructidor an V (le 4 septembre 1797). Les élections sont cassées dans le Rhône, des autorités énergiques remplacent les précédentes accusées de ne pas avoir suffisamment combattu les contre-révolutionnaires. Durant les deux dernières années de la Révolution française, les autorités s'échinent sans succès à instiller l'idéologie républicaine à une population qui n'adhère pas. Elles tentent également de contrer les libelles monarchistes, sans y parvenir. Un dernier complot est ourdi en juin 1799 par l'anglais William Wickham, mais il est arrêté par la victoire de Masséna à Zurich.
En conclusion, les Lyonnais ne sont dans leur majorité pas des monarchistes fervents. Sincèrement engagés dans l'idéal révolutionnaire des premières années, ils sont surtout traumatisés par le siège de Lyon et la répression qui s'ensuit. Ils n'ont plus confiance dans les autorités parisiennes, et veulent surtout retrouver la paix et la prospérité.

### Église lyonnaise sous la Révolution
Comme la plupart des diocèses de France, celui de Lyon subit sévèrement l'épisode révolutionnaire, qui divise les consciences et affaiblit fortement les communautés religieuses de la région. L'archevêque de Marbeuf refuse tout serment, fuit dès les débuts de la Révolution, et organise la résistance depuis l'Italie avec l'aide d'hommes déterminés sur place.

#### Division d'un clergé

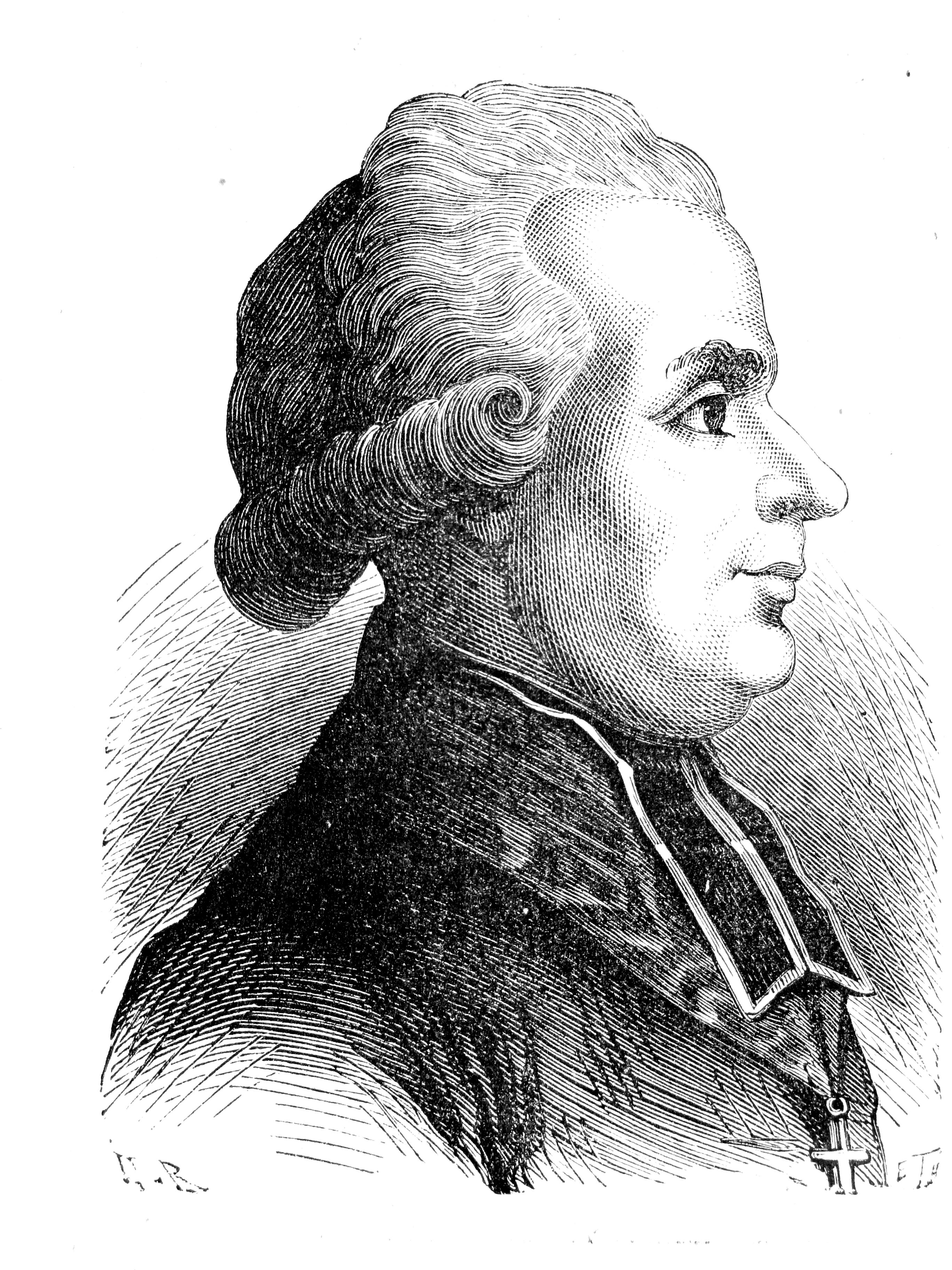
Antoine-Adrien Lamourette, prélat constitutionnel de Lyon de 1791 à 1794. Gravure de 1889 de E.Thomas issue de l'ouvrage de Augustin Challamel et Desire Lacroix : Grands hommes et grands faits de la Révolution française.

À la veille de la Révolution, Lyon voit arriver à la tête du diocèse un archevêque conservateur, Mgr de Marbeuf. Dès la préparation de la réunion des États généraux, il se fait remarquer de l'opinion lyonnaise en s'inquiétant des troubles et du désordre que cette initiative engendre. Des groupes de Lyonnais le raillent alors dans une mascarade, et il n'ose pas venir dans son diocèse, craignant que sa venue provoque des émeutes. Les événements révolutionnaires se poursuivant, il émigre rapidement ; et Lyon ne voit jamais celui qui lutte férocement contre les réformes à distance.
Le clergé, dès la préparation des cahiers de doléances, se divise entre les prêtres les plus modestes et les vicaires et autres titulaires de bénéfices ecclésiastiques. Cette division est accentuée par le refus définitif de l'archevêque de la constitution civile du clergé et des serments. À partir de ce moment, il s'engage dans une opposition systématique envers l'église constitutionnelle et organise depuis l'étranger l'Église « légitime ».
Le remplaçant de Mgr Marbeuf est Antoine-Adrien Lamourette qui réside assez peu dans son diocèse, étant élu à l'Assemblée législative. Dans les années 1791 - 1793, un grand nombre de prêtres reste dans le giron de l'Église constitutionnelle. Mais progressivement, au fur et à mesure des anathèmes prononcés par Mgr de Marbeuf contre les différents serments, de plus en plus de prêtres les refusent ou se rétractent. Durant cette période, toutefois, les deux clergés coexistent correctement, les mesures d'exil contre les réfractaires étant appliquées très souplement.

#### Déchéance de l'Église constitutionnelle et résistance de l'Église réfractaire
Tout change avec l'opposition de Lyon à la Convention et le siège de la ville en 1793. Tombée aux mains des révolutionnaires lyonnais les plus acharnés, les mesures antireligieuses se multiplient. Les plus notables sont la transformation de la Cathédrale Saint-Jean en temple de la Raison, des processions burlesques, la destruction de nombreux symboles publics religieux, l'arrestation de nombreux prêtres, notamment de nombreux constitutionnels. Cette première vague déstructure complètement l'Église officielle lyonnaise, et le deuxième assaut lors des persécutions de Fructidor achève de la rendre exsangue. Après la mort de Lamourette, guillotiné en 1794, on attend 1797 pour lui élire un remplaçant, Claude François Marie Primat, qui, par crainte du climat local, ne vient qu'en 1799.
Pendant toute la Révolution, un culte caché survit et se développe, massivement soutenu par la population, surtout dans les campagnes. Dès après la journée du 10 août 1792, un vicaire de Marbeuf, De Castillon, rentre secrètement d'exil et prend contact avec l'abbé Linsolas. À eux deux, ils réorganisent secrètement le clergé réfractaire, entretenant une correspondance étroite et régulière avec l'archevêque resté en Italie. De Castillon pris et exécuté à la fin de 1793, Linsolas tient seul jusqu'à la fin de la période révolutionnaire les rênes du clergé réfractaire lyonnais. Il développe une organisation pastorale complète, avec vingt cinq missions réparties dans tout le diocèse, parvenant à construire un petit séminaire, et à jeter les bases d'un grand séminaire.
À la sortie de la période révolutionnaire, l'indifférence religieuse ou l'hostilité envers l'Église semble avoir nettement progressé. Dans les bourgs ouvriers tels que Roanne ou Saint-Étienne, encore très pratiquants avant, de larges pans de la population se sont éloignés de la religion. Très divisés, les deux clergés ne se rapprochent pas aisément, Marbeuf et Linsolas refusant toute conciliation avec les constitutionnels. À la mort de Marbeuf, en 1799, le diocèse est délabré et doit attendre trois ans pour retrouver un prélat qui entame le relèvement.

## XIXesiècle- du Premier au Second Empire
Entre la prise de pouvoir de Bonaparte et l'effondrement du Second Empire, Lyon connaît une évolution considérable. Vivant un « âge d'or » économique grâce à la soie, elle grossit considérablement, commence son industrialisation, et sa population, souvent aux avant-gardes des combats républicains et anticléricaux, se soulève à plusieurs reprises.

### Lyon, d'une ville médiévale à une ville industrielle

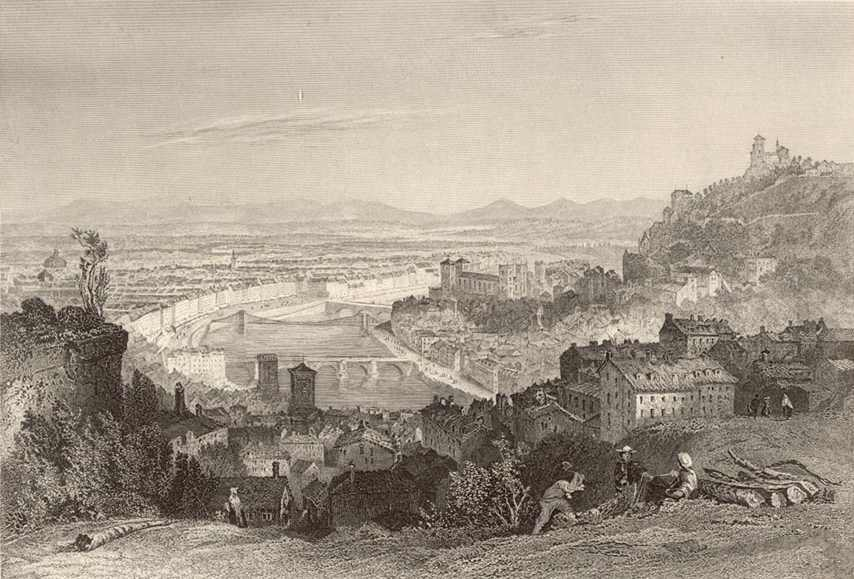
Lyon en 1869 depuis la Croix-Rousse. gravure par Thomas Allom.

Durant les deux premiers tiers du XIXe, la cité lyonnaise se transforme profondément, à la fois sous la poussée des élites qui créent pour elles-mêmes de larges quartiers bourgeois, et de l'expansion soyeuse et industrielle, qui amène une population ouvrière très importante. À cette période, Lyon sort enfin de ses antiques murailles, pour s'étaler en direction des Brotteaux, de la Guillotière et de Vaise.
À l'intérieur de ces limites originelles, de larges espaces sont libérés sous la Révolution par la vente des biens du clergé qui pour l'essentiel, appartiennent à l'église d'Ainay. Ils sont rapidement bâtis dès le début du nouveau siècle. Les ouvriers qui travaillent la soie, devant se doter de nouveaux métiers à tisser très volumineux, migrent des quartiers Saint Jean et Saint Paul pour aller dans de nouveaux immeubles, construits spécialement pour cette activité dans les années 1830 et 1840, sur la Croix-Rousse notamment.

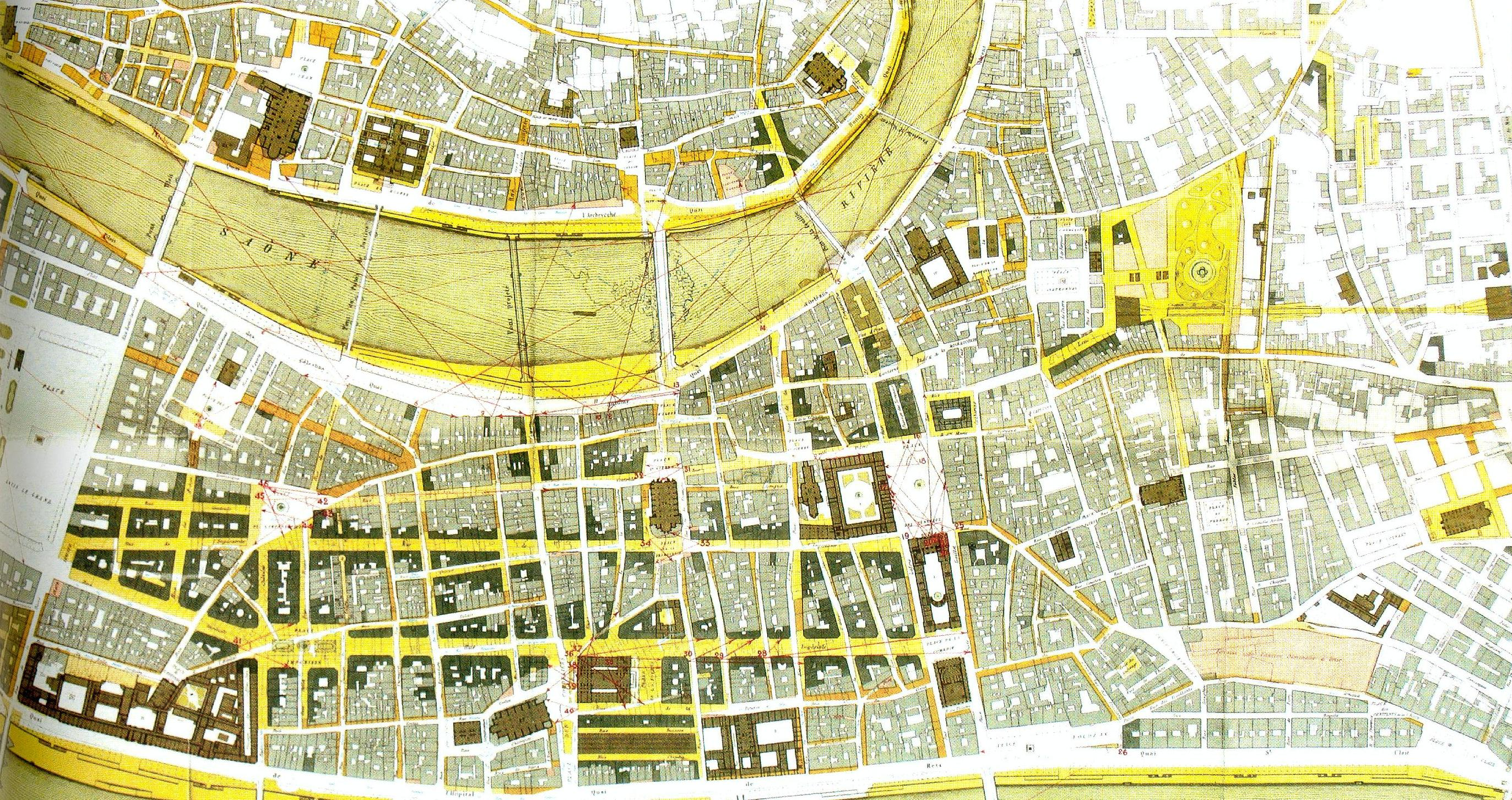
Plan des percements réalisées ou projetées dans le centre de la ville de Lyon en 1863. Collections du musée Gadagne.

C'est sous le Second Empire que l'essentiel des rénovations urbaines a lieu. Le préfet du Rhône et maire de Lyon Claude-Marius Vaïsse entreprend ces amples transformations, à l'instar d'Haussmann à Paris, à la fois pour des raisons de prestige et de sécurité. Les maîtres d'œuvre de ces transformations sont surtout l'architecte en chef de la ville Tony Desjardins et l'ingénieur en chef de la voirie Gustave Bonnet. La presqu'île est percée de deux nouvelles larges avenues, des ponts, après suppression des péages, sont rénovés, des quais sont surélevés pour que les nouveaux quartiers soient protégés des crues du Rhône, le parc de la Tête d'Or est aménagé et trois gares sont établies dans les quartiers de Perrache, des Brotteaux et de la Guillotière. Enfin, plus au large, une ceinture de fortifications est entamée en 1830 et construite tout au long du XIXe siècle, destinée à défendre la cité contre des attaques étrangères.

### Une vie politique sous surveillance
De 1800 à 1870, la vie politique est étroitement contrôlée, et ne s'exprime que dans des cadres restreints.
La prise de pouvoir par Bonaparte est perçue favorablement, comme la fin de la période noire et le retour à la paix civile. Sous l'Empire, toutes les autorités de la cité dépendent du pouvoir central : le préfet, le maire Fay de Sathonay, le commissaire général et l'archevêque Joseph Fesch. La presse, comme tous les clubs et sociétés de notables, est surveillée. La seule ébauche de contestation vient des catholiques, qui utilisent pour faire passer informations et libelles le secret des congrégations et réactivent les réseaux contre-révolutionnaires mis en place par Linsolas. Ils seront mis au jour en 1811. La grande masse de la population est favorable à l'empereur, comme le prouve l'accueil enthousiaste qui lui est réservé durant les Cent-Jours.
Avec le retour de la monarchie en 1815, le paysage politique se structure autour de deux grandes forces, les ultras, conservateurs et ultramontains, et les libéraux. Une opposition vive s'engage dès lors, par presse interposée (avec La Gazette universelle de Lyon pour les ultras et Le Précurseur pour les libéraux) et par les clubs ou associations de notables. Les opinions sont cristallisées par les élections qui, même censitaires, rythment la vie lyonnaise. Le peuple, totalement exclu de l'espace politique, est largement traversé par les idéaux républicains ou bonapartistes. Les idées libérales se développent suffisamment pour que, à l'annonce des ordonnances de juillet 1830, une émeute se forme, destitue les autorités et crée une municipalité provisoire, garante des libertés, avec le docteur Prunelle comme maire. Celle-ci est ensuite confirmée par le nouveau préfet.

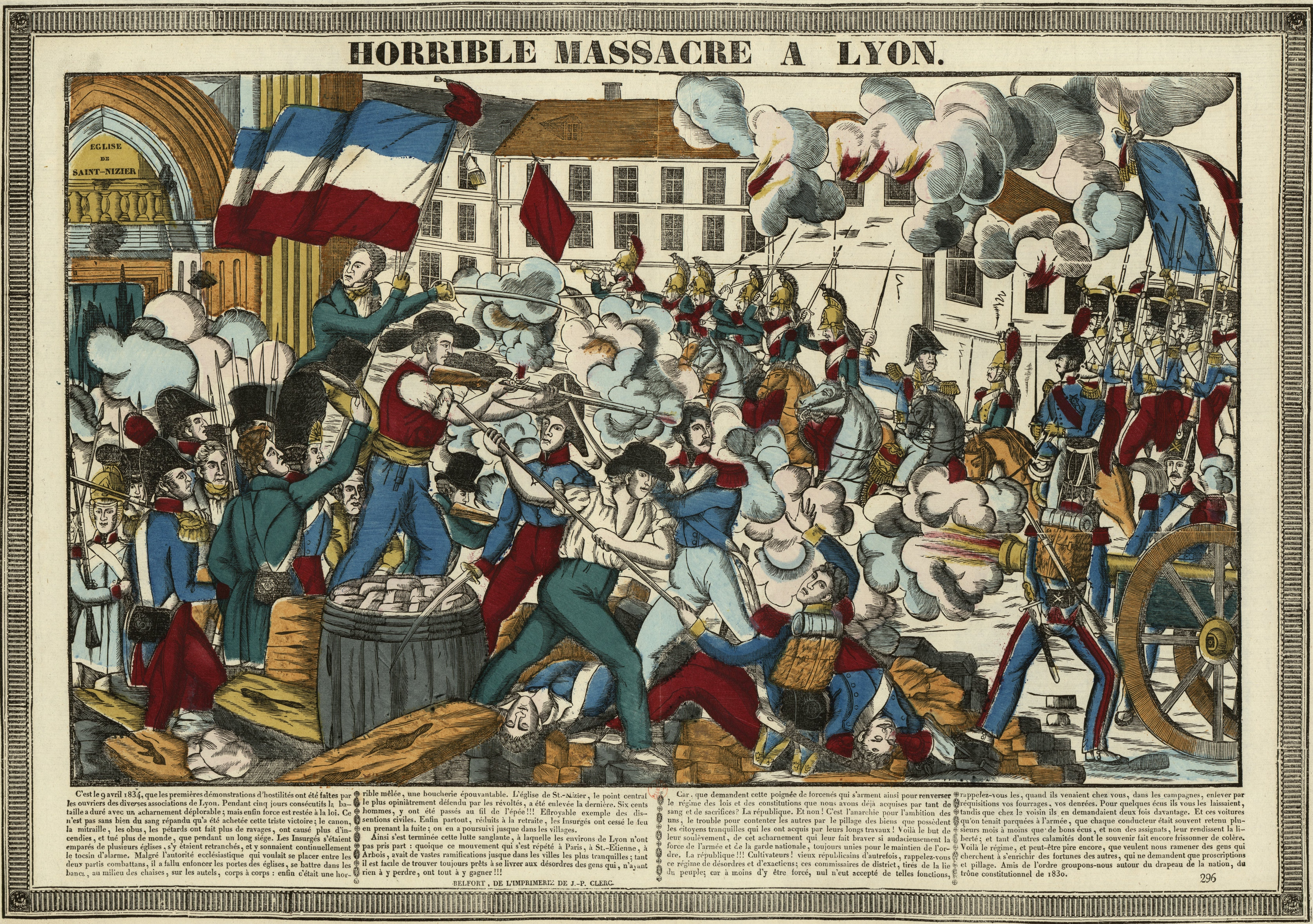
Révolte des Canuts de 1834. Gravure sur bois coloriée, BNF.

Lyon entre dans la monarchie de Juillet secouée par deux fortes révoltes des canuts, en 1831 et 1834. Ces soulèvements sont d'un genre nouveau pour l'époque. Constitués de travailleurs unis pour l'amélioration de leurs conditions de travail, ils provoquent un très fort impact en France et en Europe. De nombreux hommes politiques, journalistes, écrivains ou philosophes parmi lesquels Armand Carrel, Saint-Marc Girardin, Chateaubriand, Stendhal, Marceline Desbordes-Valmore, Charles Fourier, Blanqui, s'emparent de ces révoltes pour penser le monde d'alors. Ces événements servent d'exemples à de nombreuses autres luttes sociales durant le XIXe siècle. Ces deux révoltes sont réprimées dans le sang et Lyon, sévèrement surveillée, reste ensuite politiquement calme jusqu'en 1848. Les débats politiques se restreignent à nouveau au seul cadre légal des élections, où la très grande majorité des élus sont des orléanistes modérés. Les légitimistes, très minoritaires, se réfugient alors dans la défense de la religion et des droits de l’Église.

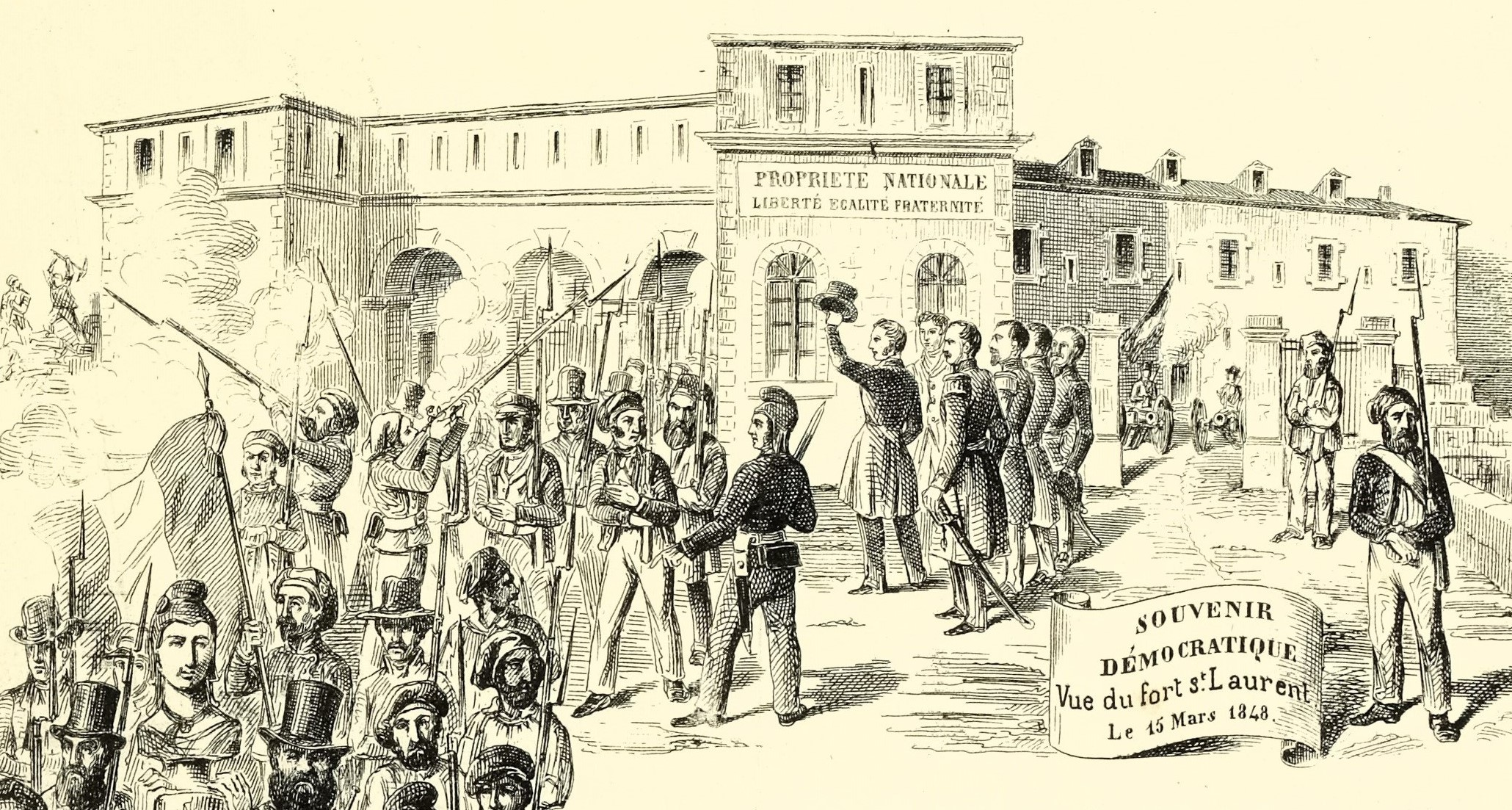
Cortège du où les Voraces lyonnais portent en triomphe les symboles de la République, buste de la Liberté et drapeau tricolore.

Lors de la révolution de 1848, la ville apprend avec surprise la fuite du roi Louis-Philippe. Les appels au calme du préfet Chaper sont entendus, hormis par quelques centaines d'ouvriers descendus des pentes de la Croix-Rousse qui cherchent à envahir la préfecture et à faire pression sur le conseil municipal en formant des comités révolutionnaires. Pendant quelques mois, ces comités obtiennent des victoires symboliques, mais lors de l'élection de la constituante, les voix rurales font que les élections du Rhône sont acquises aux modérés. Progressivement, les comités révolutionnaires abandonnent les armes et rentrent dans le rang.
La Deuxième République confirme l'attachement du peuple de Lyon au prestige du nom de Bonaparte, et l'existence d'un solide noyau de Républicains, basé surtout dans les faubourgs ouvriers de la Croix-Rousse et de la Guillotière. Même si aux élections de la Constituante, les candidats de l'Ordre sont majoritaires, aux élections présidentielles, Louis-Napoléon obtient 62 % des voix, et Raspail 14 %. Les troubles ouvriers sont peu nombreux, contrairement à ce que craignent les autorités et les élites bourgeoises.
Les masses républicaines ne peuvent se soulever à l'annonce du coup d'état de 1851, la ville étant quadrillée par l'armée. Mais les résultats du plébiscite indiquent nettement l'opinion du peuple lyonnais ; l'abstention atteint les 25 %, et le non les 35 %.

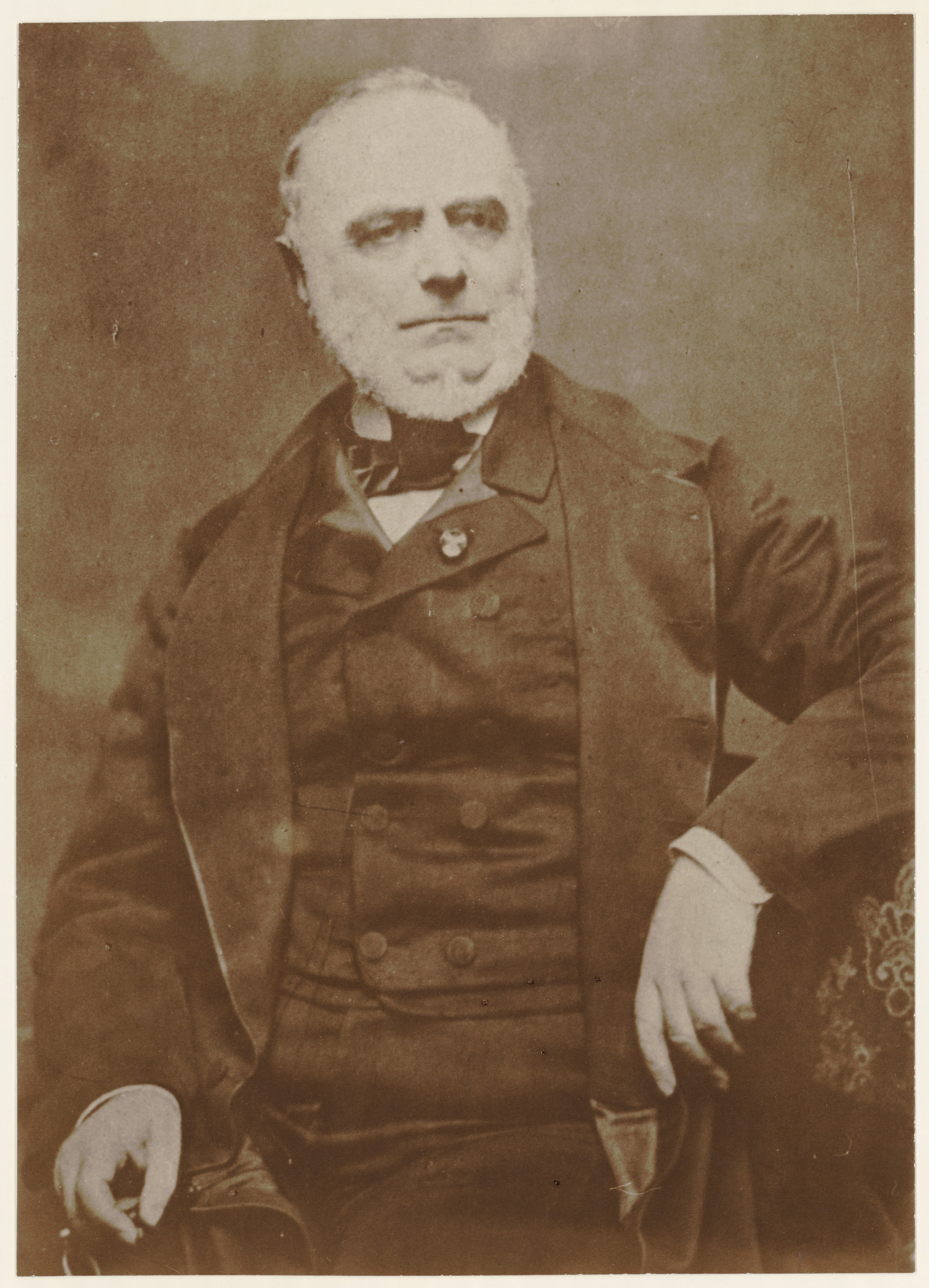
Photographie du préfet Vaïsse, en poste à Lyon de 1853 à 1864.

Sous le Second Empire, la vie politique lyonnaise est toujours enfouie sous un manteau de surveillance et de répression, comme l'atteste de la censure sévère imposée aux journaux et théâtres, dont celui, très populaire, de la marionnette Guignol. La municipalité est réformée. Le décret du 24 mars 1852 annexe les communes de la Guillotière, de la Croix-Rousse et de Vaise à Lyon, divise la ville en cinq arrondissements avec des maires nommés à leur tête, qui n'ont que des fonctions subalternes. Les pouvoirs restent jalousement entre les mains du préfet. En mars 1853, est placé à ce poste Claude-Marius Vaïsse, qui reste onze ans et transforme le centre de la ville. Sous son contrôle, la ville reste calme, mais il ne peut empêcher le progrès des idées républicaines ou socialistes qui parviennent, malgré les pressions, à s'exprimer lors des élections. Ainsi, lors de celles de 1857, Jacques-Louis Hénon est réélu comme candidat républicain. Il en est de même lors du scrutin de 1863, date à laquelle Jules Favre l'est également, prouvant la montée des courants républicains dans la population. La gauche lyonnaise, à partir de cette date, organise des comités pour porter encore davantage ses idées, malgré des divisions internes nombreuses entre, par exemple, Républicains et Socialistes. La lente libéralisation de l'Empire permet à de nombreux journaux de fleurir à Lyon, représentant toutes les tendances politiques.
Cette division se retrouvera aux dernières élections impériales en 1869, où contre les républicains modérés Favre et Hénon, les mouvements avancés proposent François-Désiré Bancel et Raspail, qui sont élus. Ils portent les revendications des masses ouvrières au moment même où de nombreuses grèves ont lieu, en coordination étroite avec l'Internationale, à laquelle adhèrent de nombreux corps de métier. Au début de 1870, un congrès national est organisé aux Brotteaux, et un projet de fédération lyonnaise des travailleurs est monté.

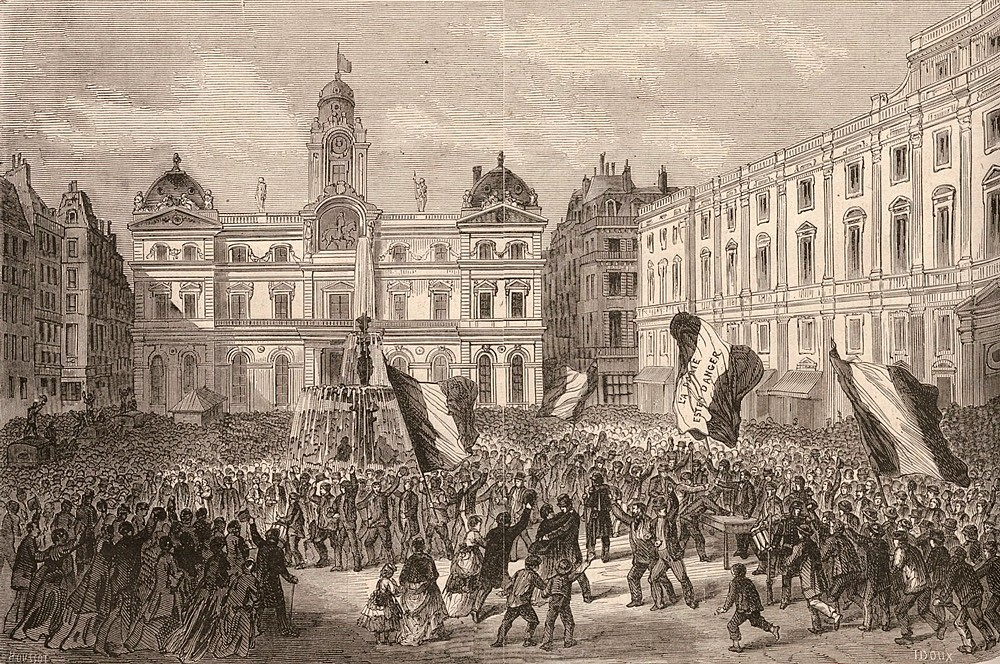
Prise de l'hôtel de ville de Lyon le et proclamation de la République, point de départ de la Commune de Lyon.

La déclaration de guerre à la Prusse ne provoque pas d'envolées patriotiques, et les premières défaites provoquent rapidement des mouvements républicains. Le 4 septembre, quant l'annonce de la défaite de Sedan parvient à Lyon, la population reprend l'Hôtel de ville et proclame, avant même Paris, la fondation d'une commune lyonnaise et la déchéance de l'Empire.

### Économie dominée par la soierie
Durant les années 1800 - 1870, Lyon retrouve une place importante dans l'économie nationale. Elle y parvient pour la plus grande part avec son activité traditionnelle de la soierie. Néanmoins, d'autres industries prennent progressivement place à ses côtés, ainsi qu'un secteur bancaire très actif.

#### Période napoléonienne et reconstruction économique
En sortant de la Révolution, Lyon est une ville dévastée et ruinée. L'élite économique a fui en partie, surtout les étrangers. Un tiers de la population a déserté une cité sans travail, passant d'environ 150 000 à 100 000 entre 1788 et 1800. Les débouchés sont très réduits. Le Premier Empire œuvre pour tenter de relancer l'économie.
Destinée à compenser le manque de capitaux, dû à la disparition des quatre foires annuelles, la Banque de France implantée en 1808 est mal acceptée par des banquiers méfiants envers la monnaie fiduciaire et la stabilité du régime. Le livret ouvrier, mal adapté au monde de la Fabrique, est détourné pour résumer les relations entre tisseur et marchand. En revanche, la Condition des soies, indispensable pour mesurer sans ambiguïté le taux d'humidité de la matière, et donc sa qualité, recrée et unifiée en 1805 par un décret de Napoléon, est adoptée sans détour. Une création purement lyonnaise trouve également immédiatement son utilité : le tribunal des prud'hommes. Créé en 1806, il a dès l'origine une fonction de conciliation et d'arbitrage, et fluidifie la relation entre des groupes sociaux aux positions fermement antagonistes.

#### La Fabrique, le poumon économique

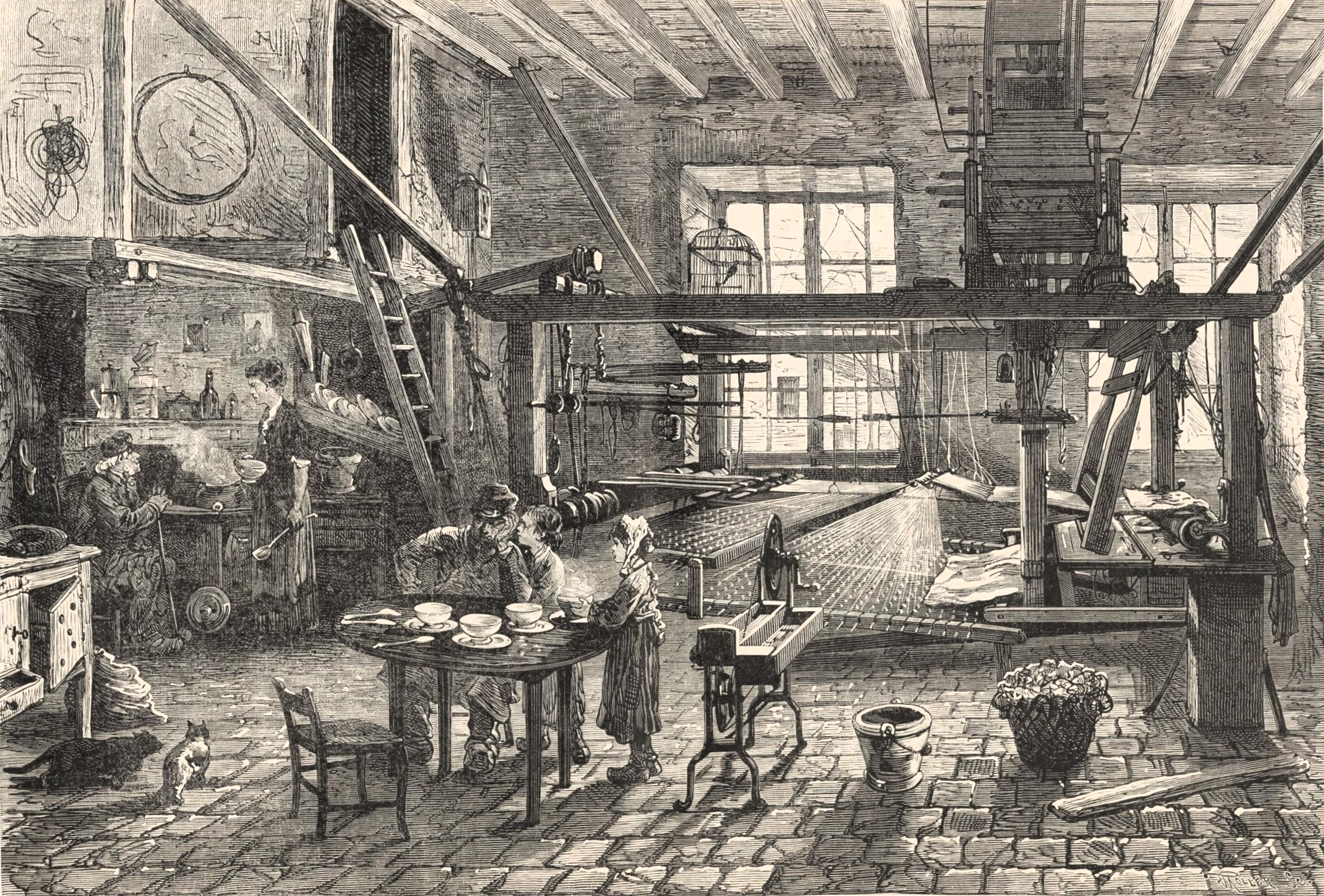
Intérieur d'un canut, au moment de la crise de 1877. Gravure extraite du Monde illustré.

En 1801, Joseph Marie Jacquard met au point un métier à tisser mécanique, le métier Jacquard, permettant à un seul ouvrier de manipuler le métier à tisser, au lieu de plusieurs auparavant. Ceci permet une augmentation rapide de la productivité, sans expliquer entièrement la formidable expansion que connaît le monde des soyeux lyonnais à cette époque.
Durant les deux premiers tiers du XIXe siècle, la production de soie tire la richesse de la cité rhodanienne, avec des taux de croissance annuelle de 4 % environ, alors que la moyenne française est de 1,5 %. La révolution industrielle pénètre peu la Fabrique, qui reste une économie à fort coût de main d'œuvre, aisément supporté par la haute valeur du produit fini. C'est ainsi que le nombre de métiers passe de 18 000 en 1815 à 30 000 en 1866 pour Lyon seule. Cette croissance oblige les donneurs d'ordre à en installer non plus en ville, qui est saturée, mais dans les faubourgs et les campagnes environnantes, pour arriver à un total de 95 000 dans les campagnes en 1866,.
Les maîtres de la Fabrique contrôlent entièrement les débouchés de la production. Ceux-ci évoluent grandement au cours du siècle. Avant 1815, l'essentiel des soies sont vendues sur le continent, dans toutes les cours d'Europe. Ensuite, la forte hausse des barrières douanières déporte les circuits de vente vers le Royaume-Uni et les États-Unis.
Le monde des entrepreneurs en soie s'élargit régulièrement avec l'expansion de l'activité, pour doubler durant les cinquante premières années du siècle. Par la suite, le nombre stagne, ce qui signifie qu'en moyenne, la richesse de chacun s'accroît. Dans le même temps, une certaine concentration a lieu, mettant entre les mains d'une élite l'essentiel des moyens de production. En 1855, les treize principales entreprises fournissent 43 % de la soie tissée dans le lyonnais. Cette proportion passe à 57 % en 1867. Ces maisons les plus puissantes ont les fonds pour investir dans des machines mécaniques, standardisant les produits réalisés. Ce sont souvent elles qui intègrent dans leur sein des entreprises annexes très nombreuses : fabricant de machines à gaufrer, d'apprêt, ateliers de teinture usant des premières teintures chimiques, etc.

#### Lyon, ville industrielle et bancaire
Autant les entreprises textiles lyonnaises se sont toutes structurées à partir d'un noyau familial, autant les autres industries lyonnaises du XIXe siècle ont pour une partie d'entre elles connue la création sous des formes plus modernes, en commandite ou société par actions. Le démarrage a lieu dans les années 1820.
- train de voyageurs en traction équestre ;
- train de marchandises en traction équestre ;
- train de voyageurs en descente sans traction ;
- train de houille, tiré par une locomotive d'avant de 1835.

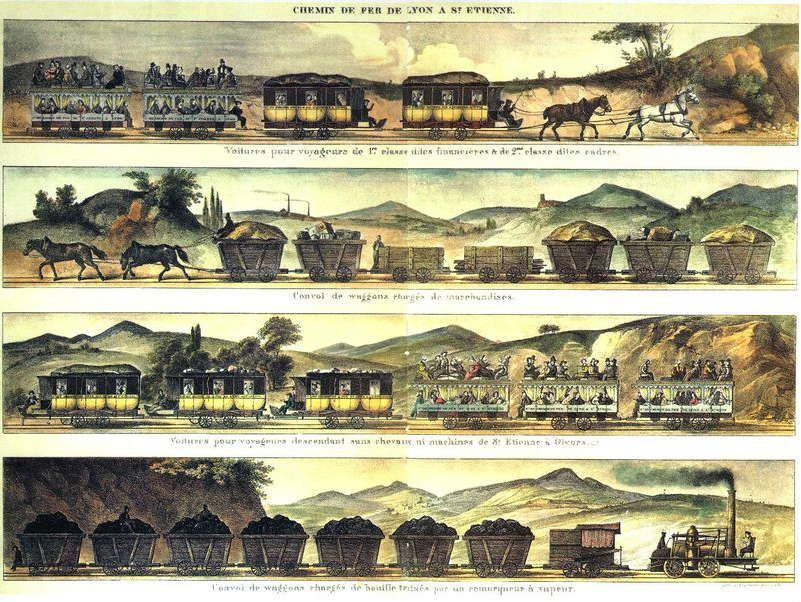
Photolithographie de Godefroy Engelmann représentant quatre trains de la ligne Saint-Étienne - Lyon :

La croissance du réseau de transport est l'indice le plus saillant de la transformation industrielle de Lyon. La ville est reliée à Saint-Étienne par l'une des premières voies ferrées au monde (la première en France) par l'ingénieur Marc Seguin de 1826 à 1832. Trois gares d'eau sont créées dans les mêmes années, à Perrache, Givors et Vaise, indispensables pour absorber l'augmentation du trafic sur le Rhône, de 122 % entre 1828 et 1853. Durant toute la période, de nombreuses sociétés de transport, souvent très rentables, exploitent voies d'eau et voies ferrées.
La sidérurgie et la mécanique se développent fortement à Lyon. L'implantation du métier à tisser de Jacquard marque le début d'une culture des systèmes mécaniques complexes. Les inventions de la machine à coudre par Barthélemy Thimonnier et, ultérieurement celle du cinéma par les frères Lumière sont redevables des astuces mécaniques du métier à tisser enchaînant des séries d'actions successives, dont les progressions de bande par à-coup. La sidérurgie connait un essor vigoureux grâce à un approvisionnement aisé en matière première depuis Saint-Étienne, à la fois par voie d'eau et chemin de fer. « En 1847, la tonne de houille valait 19 F dans le Rhône et 32 F dans la Seine. ». La première et la plus puissante entreprise sidérurgique est celle des frères Frèrejean, née avant la Révolution mais qui connaît le succès surtout après le Premier Empire. Elle devient la première société anonyme lyonnaise en 1821, et la première entreprise sidérurgique française au milieu du siècle.
Dès les années 1830, Lyon s'équipe en gaz de ville, et de nombreuses sociétés naissent dans la cité, pour devenir de puissantes industries équipant de multiples villes françaises et européennes.
L'industrie chimique profite à Lyon de la prospérité de la Fabrique, qui entraîne ce secteur par d'énormes besoins en produits de teinture. Durant la première moitié du XIXe siècle, de puissantes maisons industrielles se constituent, centrées autour d'un inventeur ou d'un procédé. Parmi les inventeurs les plus notables se trouvent Jean-Baptiste Guimet, découvreur de l'outremer artificiel, Claude Perret,, exploitant le procédé Clément-Desormes pour fabriquer de l'acide sulfurique et la famille Coignet utilisant la méthode d'Arcet pour produire de l'ostéocolle. Certaines se placent parmi les plus importantes industries françaises, notamment la « Compagnie des produits chimiques d'Alais et de Camargue », dirigée par Émile Guimet, qui devient Péchiney au XXe siècle.
L'enseignement technique naît à Lyon très tôt, avec la fondation en 1826 de l'école de la Martinière. Cette école forme un encadrement qualifié dans des usines où le personnel est déjà bien éduqué. Le département du Rhône, dans les années 1820, est un des plus alphabétisés de France : 69 % contre une moyenne à 54,3 %. Mais les besoins en techniciens augmentant, en 1857 est créée une École centrale lyonnaise et en octobre 1872 une école de commerce,.
Pendant toute la période, il est malaisé de séparer les banquiers des investisseurs, des marchands ou des chefs d'industrie. Les grosses fortunes lyonnaises issues d'une activité ne s'y limitent pas, et toutes les personnes reconnues comme banquiers sont également présentes dans d'autres activités. La croissance de la banque à Lyon commence avec la fondation de la Banque de Lyon, en 1835, qui devient en 1848 une succursale de la Banque de France. D'autres caisses apparaissent, à la fortune diverse. Ce n'est que dans les années 1860 que la banque librement ouverte, avec guichets et nombreuses succursales, arrive sur Lyon. C'est à cette époque, en 1863, que naît le Crédit lyonnais, fondé par Arlès-Dufour et Henri Germain.

### Vie religieuse et culturelle
« Malgré ces vicissitudes, la reconstruction concordataire est à Lyon particulièrement rapide et brillante, suivie, pendant la Restauration, d'une effervescence religieuse riche de fondations de toutes sortes ». Avec la constitution de nombreuses nouvelles congrégations, le développement du culte marial et l'apparition d'un catholicisme social vivace, la cité reste une terre catholique ; l'apparition d'un anticléricalisme puissant est tardif. Sur le plan culturel, cette époque est celle de la naissance et de la prospérité de l'école lyonnaise de peinture, liée aux courants mystiques particuliers à la ville rhodanienne.

#### Un vif essor après les destructions révolutionnaires

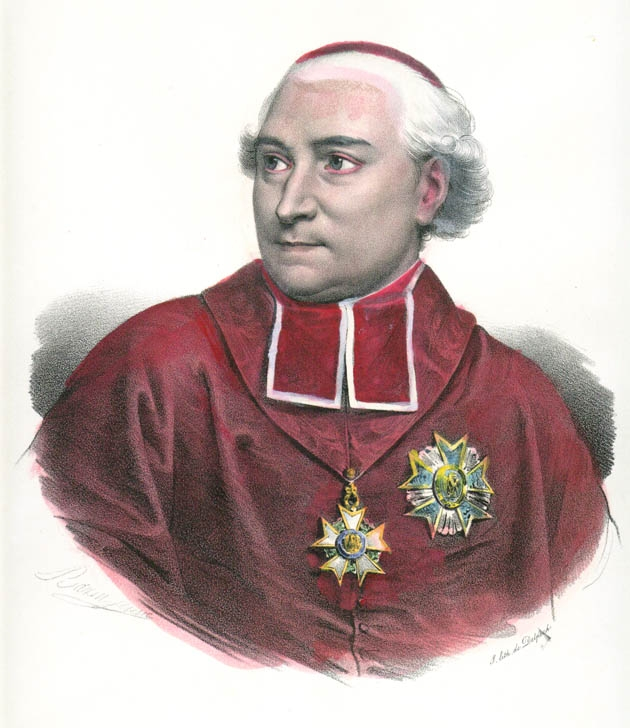
Le Cardinal Joseph Fesch, archevêque de Lyon de 1802 à 1839.

Lyon, à la sortie de la Révolution, ne connaît pas un trop grand détachement religieux, contrairement à de nombreuses campagnes environnantes. De fait, l'attachement à la tradition chez une minorité conduit quelques prêtres à refuser le concordat et construire une Petite Église à Lyon. Elle n'aura pas une grande postérité. Dès 1805, les nouvelles autorités religieuses sous la direction de Joseph Fesch ont résolu la plupart des problèmes matériels des prêtres. Durant la période impériale, le nombre d'ordinations bondit, ce qui permet au diocèse de combler les postes vides, et de pourvoir à d'autres diocèses en France.
Ce premier prélat du XIXe siècle gouverne son diocèse avec autorité et travaille avec énergie pour « faire de Lyon un modèle pour la restauration concordataire des autres diocèses. » Pacifiant son clergé, il obtient de la grande majorité l'acceptation du concordat, et parvient à unifier presque toutes ces composantes autour de sa personne. Mettant l'accent sur la formation, il crée six petits séminaires et rénove les établissements de plus hautes études ecclésiastiques. Usant de son influence auprès de Napoléon Bonaparte son neveu, il soutient les institutions religieuses, dont les missionnaires de France et les frères des écoles chrétiennes.

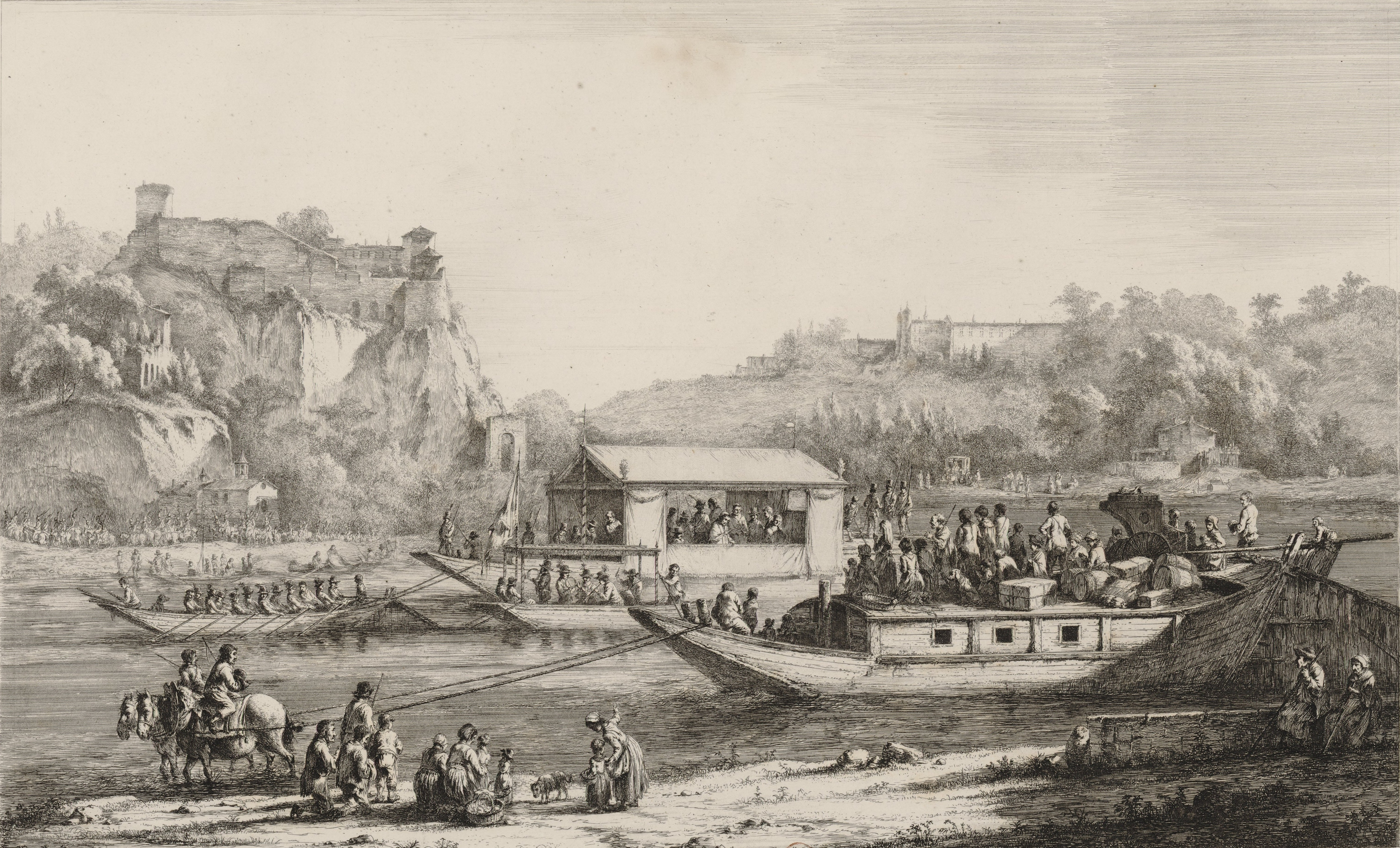
La visite de Pie VII à Lyon en 1805. Gravure par Jean-Jacques de Boissieu.

Durant la première partie du siècle, le catholicisme lyonnais connaît un vif renouveau, avec le regain de vitalité d'anciennes congrégations et la création de nombreuses nouvelles. Parmi celles-ci, la Congrégation des Messieurs de Lyon », organe secret de vie religieuse et royaliste surtout implantée dans la bourgeoisie, est directement issue des conversions faites sous l'épisode révolutionnaire par l'abbé Linsolas. L'une de ses têtes majeures est Camille Jordan. Mettant l'accent sur les bonnes œuvres, cette congrégation, fondée par Benoit Coste possède un esprit proche de celle construite par Pauline-Marie Jaricot avec les « Réparatrices du Cœur de Jésus méconnu et méprisé », consacré aux plus démunis des hôpitaux lyonnais. Pauline Jaricot joue un rôle important dans le financement de l'œuvre de la Congrégation pour la propagation de la foi, par l'intermédiaire du « sou des missions »,. À côté de ces congrégations de grande ampleur, une multitude de petites associations de vie religieuse, d'enseignement aux pauvres, de soutien aux malades sont constituées dans Lyon et aux alentours.
Face à cette renaissance, les courants anticléricaux se développent lentement. Initialement portées par les notables avec la résurrection des loges maçonniques, et le foyer de détachement qu'est le Collège royal, ces idées se diffusent par la suite dans les masses ouvrières, notamment grâce aux idéaux socialistes et anarchistes. Ainsi, dès 1851, des milieux proches des carbonari et des voraces mettent en place des enterrements sans prêtre, des baptêmes civils. Réprimés par les autorités qui craignent les désordres, ces mouvements se structurent en sociétés de libre-pensée, qui dès 1868, sont suffisamment structurées pour se doter d'équipements tel une bibliothèque.
À cette même époque, une communauté juive solide se met en place. Initialement placée sous l'autorité du consistoire de Marseille sous le Premier Empire, ils obtiennent la fondation de leur propre consistoire dans les années 1850. Ils font construire leur première synagogue en 1864.

#### Question sociale

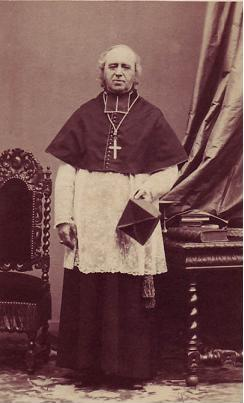
Le Cardinal de Bonald, archevêque de Lyon de 1839 à 1870.

La forte croissance du salariat et les débuts de l'industrialisation à Lyon confrontent les catholiques au défi de répondre aux nouveaux besoins d'une population transformée. Jusqu'aux années 1840, les œuvres d'assistance se multiplient bien, mais restent trop traditionnelles pour s'implanter fortement dans la masse populaire. C'est surtout la défiance face aux idées nouvelles, socialistes par exemple, qui en amoindrissent l'efficacité.
Il faut attendre deux personnages pour voir la question sociale devenir une composante importante du catholicisme lyonnais : Frédéric Ozanam et le cardinal de Bonald. Le premier, membre fondateur des conférences de Saint-Vincent-de-Paul, les implante à Lyon dès 1836, et influence fortement par son aura les catholiques lyonnais. Le second, dès 1841, « n'hésite pas à dénoncer « les injustices » dont les masses laborieuses sont victimes, à présenter la charité comme une « dette » ». Joignant le geste à la parole, il soutient les ouvriers victimes de catastrophes ou de combats à la suite de grèves, il met en place des œuvres nouvelles, telle la société de Saint-François-Xavier, qui apporte un soutien spirituel et matériel aux ouvriers. Une dernière institution, plus novatrice encore, essaie d'amener dans le monde ouvrier la parole de Dieu : le Prado. Fondée par l'abbé Antoine Chevrier, elle ouvre à la Guillotière une école de catéchisme, qui devient ensuite un petit séminaire.

#### École mystique

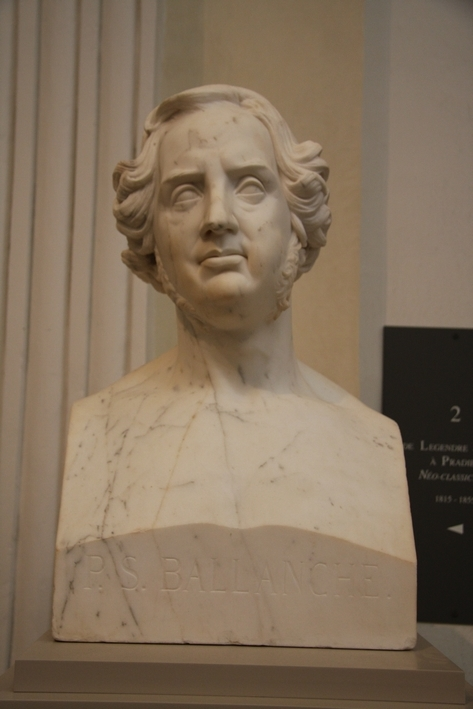
Buste de Pierre-Simon Ballanche par René de Saint-Marceaux, musée des beaux-arts de Lyon, 1849.

Lyon, durant les dernières décennies du XVIIIe siècle, connaît une profonde ouverture à de nombreuses formes de spiritualités sous l'influence d'illuministes tels Louis-Claude de Saint-Martin ou Jean-Baptiste Willermoz. Propagées dans les loges maçonniques, ces idées se diffusent largement dans les élites de la ville. Cela crée au début du XIXe siècle un courant original du catholicisme à Lyon, connu sous le nom d'« école mystique de Lyon ». Cette école se caractérise par une recherche d'unité entre les sciences expérimentales, les sciences de l'esprit humain et un catholicisme authentique. Les propagateurs les plus connus de cette pensée sont André-Marie Ampère et Pierre-Simon Ballanche. Cette école s'épanouit à Lyon dans la plupart des institutions culturelles dont le Musée des beaux-arts. Elle se perpétue entre autres grâce au professeur de philosophie du Collège royal, l'abbé Noirot, et se diffuse à l'aide de la Revue du Lyonnais, fondée par deux de ces disciples, Léon Boitel et François-Zénon Collombet.

#### École lyonnaise de peinture

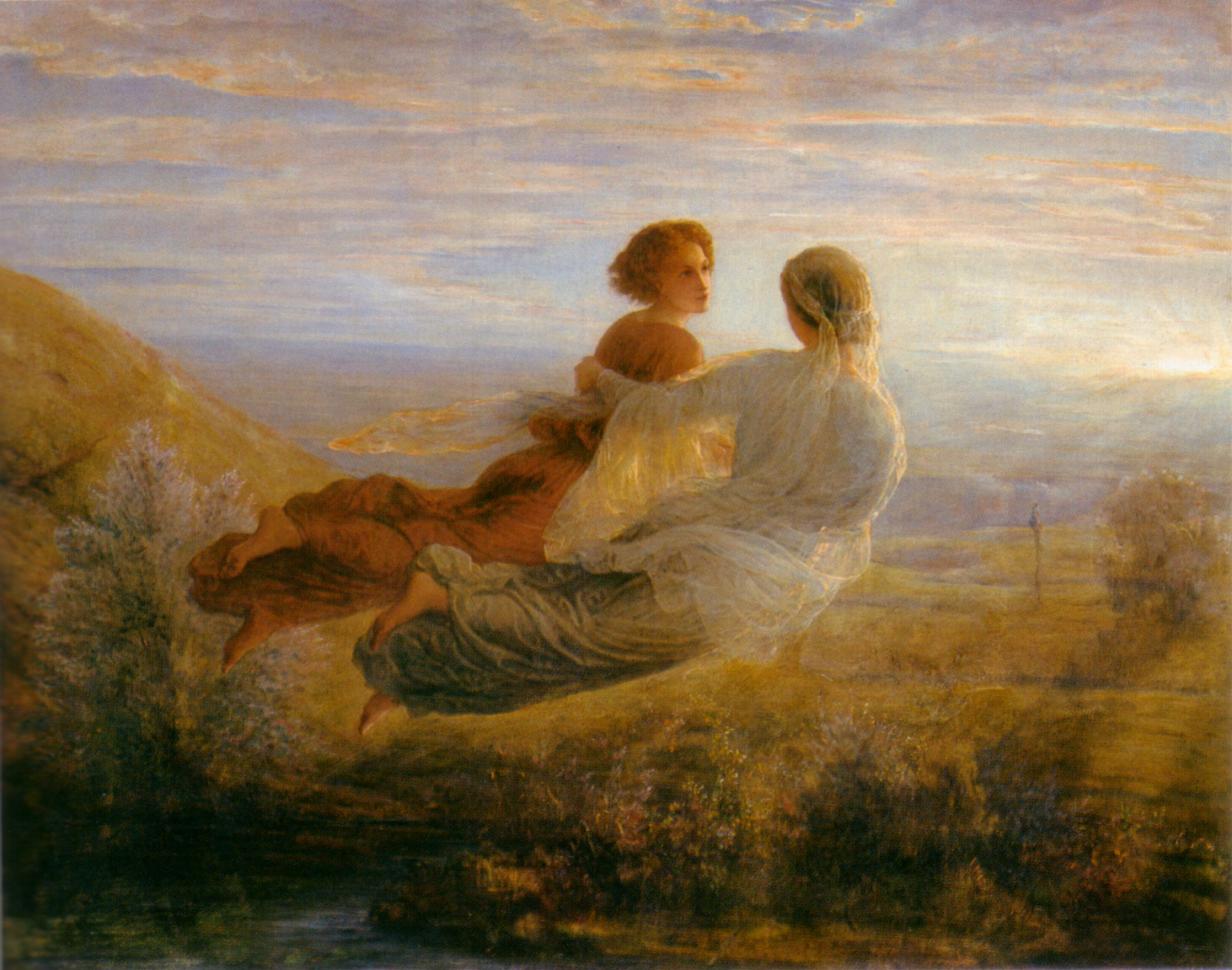
Le Vol de l'âme, par Louis Janmot. Musée des beaux-arts de Lyon.

Dès les années 1810, et durant tout le long du siècle, Lyon est le centre d'un courant pictural reconnu dès le salon de Paris de 1819. À ses débuts, ce style comprend outre le style troubadour, des peintres floraux dans la tradition hollandaise, proches des dessinateurs de motifs pour la fabrication de pièces de soie et des peintres de paysages et des spécialistes de la peinture de genre.
L'école lyonnaise se singularise dans les années 1830 avec un mouvement inspiré par les courants mystiques et illuministes lyonnais. On retrouve ainsi des thèmes proches de la franc-maçonnerie, notamment dans des œuvres de Louis Janmot. Ce groupe également représenté par Victor Orsel ou Hippolyte Flandrin est proche des préraphaélites britanniques. Il s'inspire principalement des thèmes philosophiques, moraux et religieux, piochant dans le mouvement nazaréen et influencé par Ingres. Ce courant s'achève avec Puvis de Chavannes et des pré-impressionnistes tels Joseph Guichard, François-Auguste Ravier, François Vernay.

## IIIeRépublique
Durant les soixante dix années de la Troisième République (1870-1940), Lyon quitte progressivement la grande histoire, pour se fondre dans le moule des grandes cités industrielles françaises. Marquée par ses maires successifs, elle voit sa population augmenter et son industrie prospérer. Plus particulier est son attachement à un certain radicalisme républicain, édifié et entretenu, qui se dresse contre l'influence de l'Église, en proie à de graves difficultés.

### Évolutions urbaines

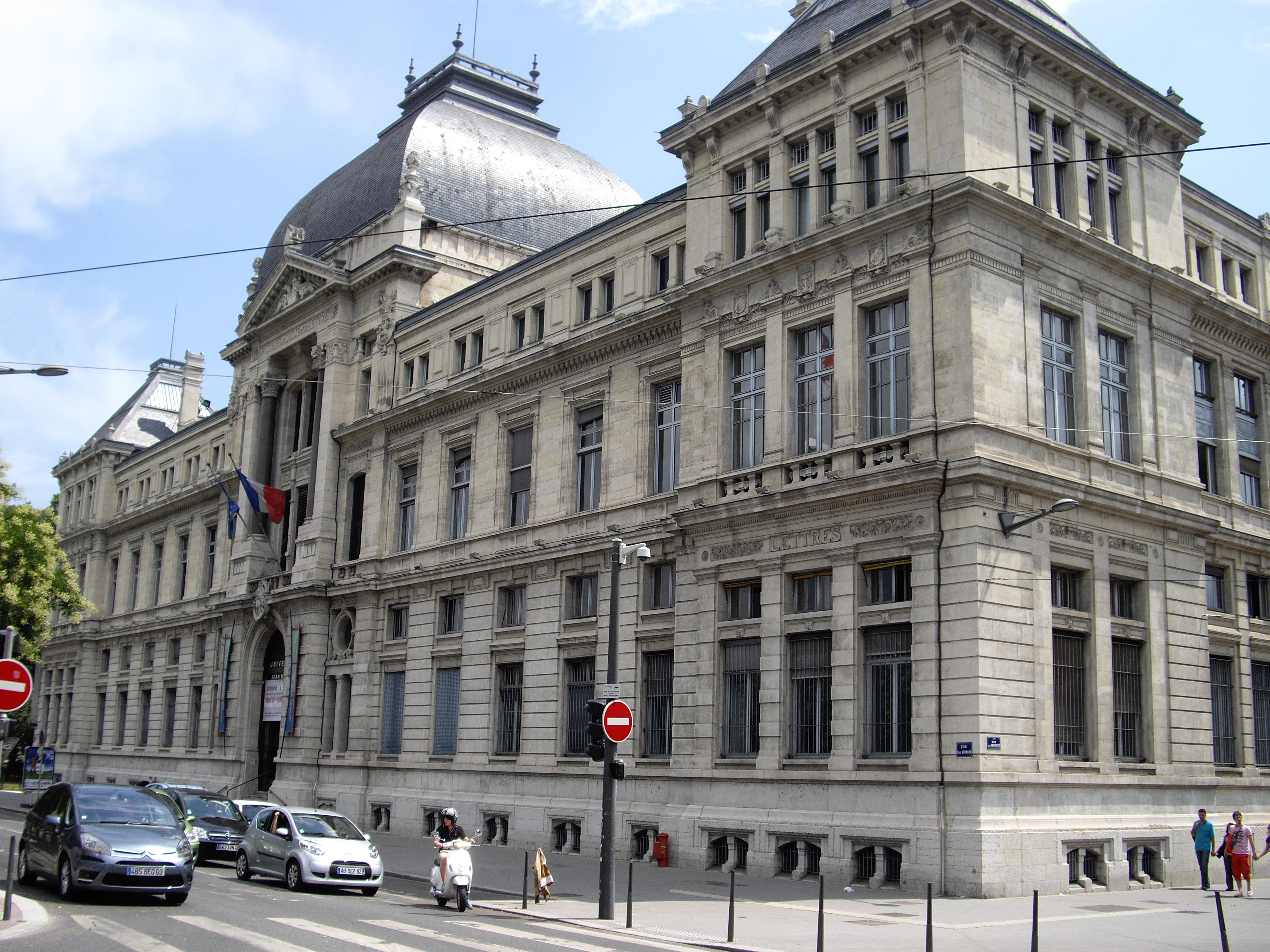
Bâtiment de l'université de Lyon construit par l'architecte Abraham Hirsch, 1890-1896.

Sous le nouveau régime républicain, la municipalité lyonnaise engage de nombreux travaux pour développer la cité. De grands projets naissent sous le mandat d'Antoine Gailleton, et sont poursuivis par ses successeurs. Ainsi, il entame la rénovation du quartier Grolée, la construction de plusieurs ponts, et surtout des Facultés. Enfin, sur la rive gauche du Rhône, c'est sous sa direction que le palais de la préfecture est bâti.
C'est à la même époque qu'est construite la basilique de Fourvière. Monument de combat, destiné à montrer la force du catholicisme lyonnais, ses plans étaient prêts depuis les années 1860 ; ce sont les événements de 1870 qui ont débloqué les fonds nécessaires.

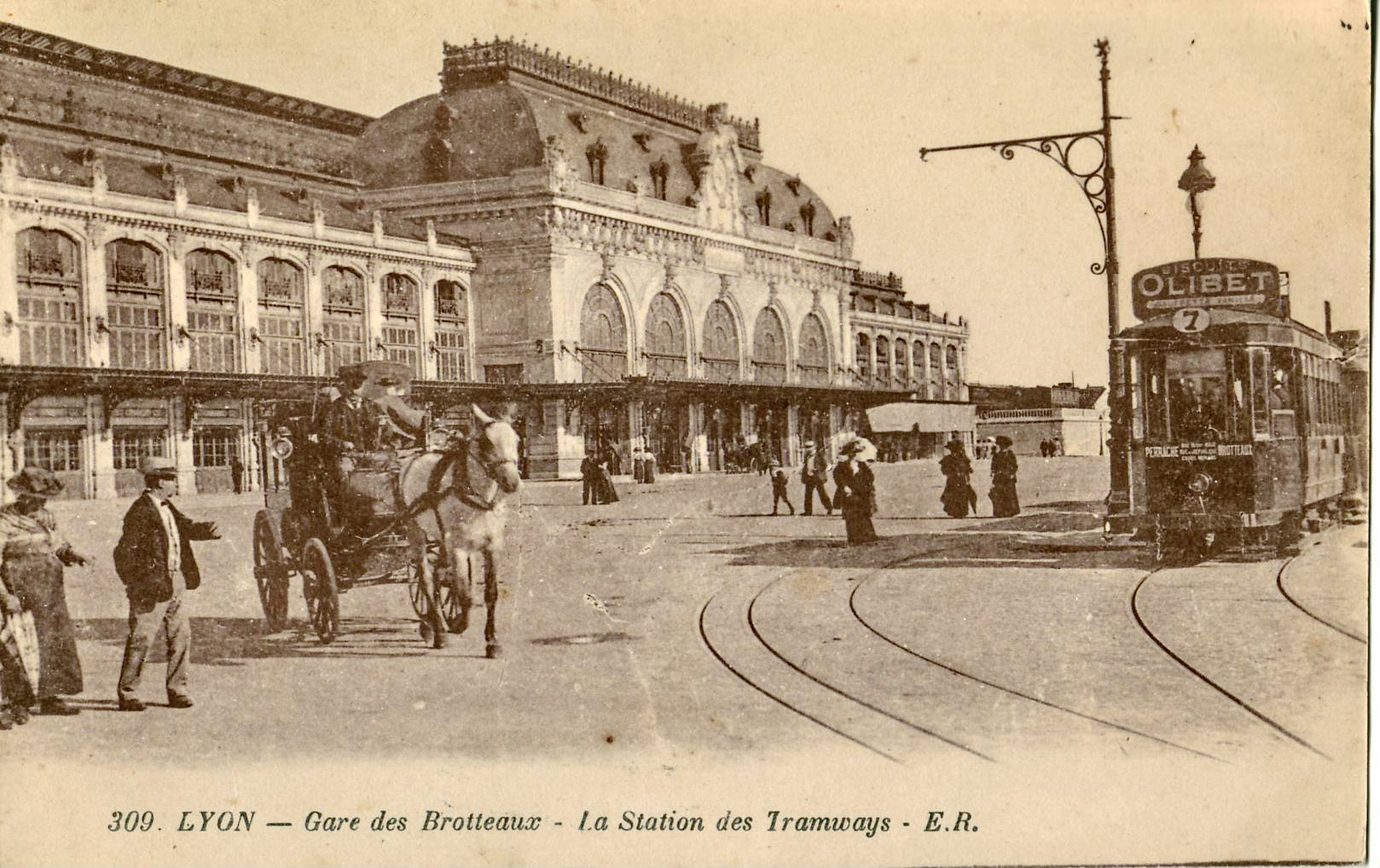
Carte postale de la gare des Brotteaux de 1926.

Le maire Édouard Herriot (1905-1957) réalise de nombreux en travaux d'urbanisme. Avant guerre, il réalise le nouveau quartier des Brotteaux, autour de la nouvelle gare homonyme, quartier encore fortement marqué par l'architecture haussmannienne. Il fait également construire un grand lycée, à l'origine annexe du lycée Ampère, le lycée du Parc, désormais emblématique du rayonnement intellectuel de la ville. D'autres projets voient le jour, sous l'influence notamment de l'architecte Tony Garnier, en forte connivence avec le maire. C'est donc à cette époque que sont lancés les grands chantiers marquants du mandat Herriot : les abattoirs de la Mouche (début des travaux en 1908), qui comprennent notamment la Grande Halle (aujourd'hui halle Tony-Garnier), l'hôpital de Grange-Blanche (1911) qui devait remplacer le vieil Hôtel-Dieu, et le stade de Gerland (1913). À noter que tous ces chantiers sont terminés dans l'entre-deux guerres.

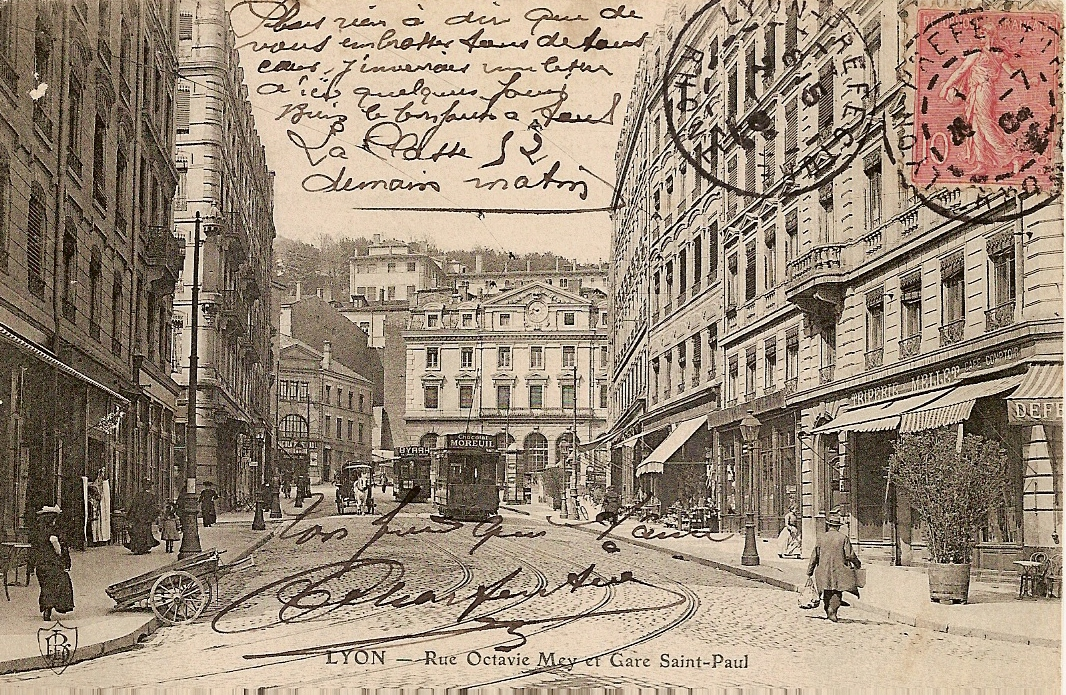
La gare Saint-Paul et le premier tramway lyonnais. Carte postale vers 1900.

Après la Première Guerre mondiale, les projets s'accélèrent. L'hôpital de la Charité est détruit, laissant la place à la poste centrale et à une place dans le prolongement de la place Bellecour (aujourd'hui place Antonin-Poncet). Le quartier des États-Unis, fortement inspiré de la cité idéale rêvée par Tony Garnier, est construit dans le VIIe arrondissement, devenu plus tard une partie du VIIIe. Le stade de Gerland est achevé, mais n'accueille pas les Jeux olympiques de 1924 qui ont finalement échu à Paris.

### Lyon, ville radicale
Dès les premiers moments après la chute de l'Empire, Lyon exprime sa culture politique radicale, c'est-à-dire farouchement républicaine et socialement modérée. Elle garde ce trait jusqu'à la fin de la Troisième République.

#### L'établissement de la République et la Commune de Lyon

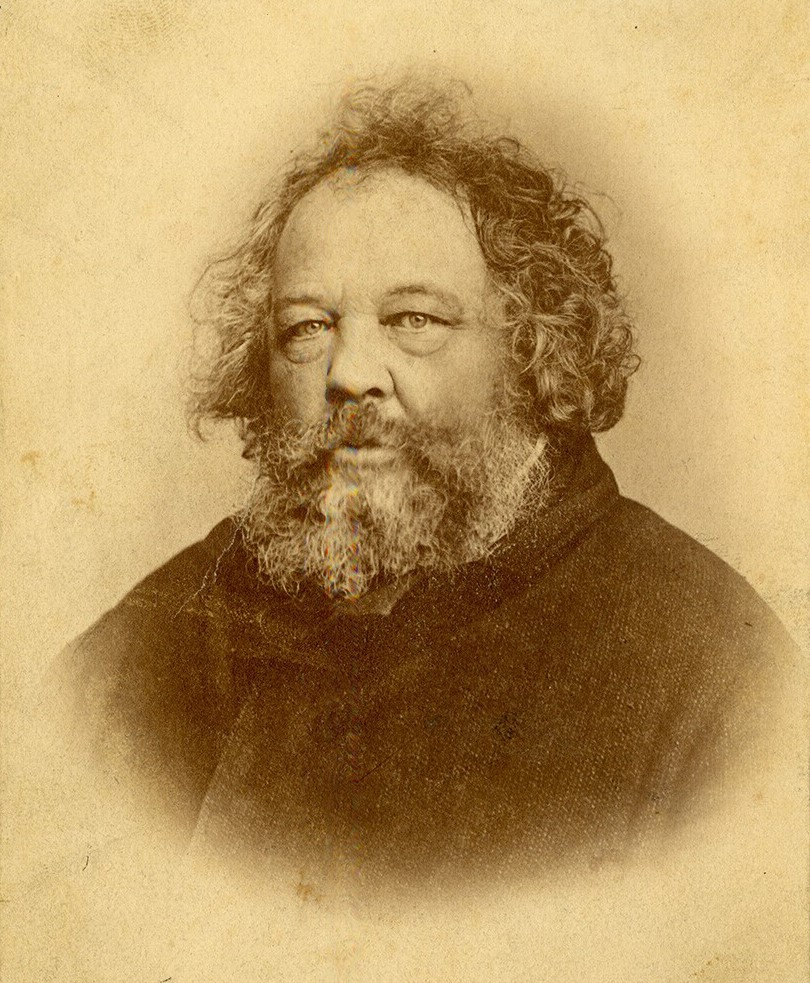
Portrait de Mikhaïl Bakounine.

Le 4 septembre 1870, à l'annonce de la défaite de Sedan, les milieux républicains soulèvent la cité et investissent l'hôtel de ville,. Ils forment un comité de salut public qui proclame la République à Lyon. Il est composé de républicains radicaux, de socialistes, d'anarchistes, de quelques militants de l’Internationale. Jacques-Louis Hénon devient le premier maire de Lyon de la IIIe République. Lui et le comité engagent immédiatement de nombreuses réformes. Cette alliance entre les différents courants républicains ne dure pas, et à plusieurs reprises, la population de Lyon montre son attachement à un radicalisme modéré.
Le 28 septembre, le leader anarchiste russe Bakounine, venu de Genève pour soulever la ville de Lyon, appelle à la révolution internationale et tente de s'emparer de l'hôtel de ville. Il échoue, faute de soutien populaire. En décembre 1870, au cours de la guerre franco-allemande, l'annonce de la défaite des légions du Rhône à la bataille de Nuits-Saint-Georges fait craindre aux Lyonnais l'arrivée imminente des Prussiens. Un mouvement insurrectionnel tente alors de s'emparer du pouvoir pour préparer la défense de la cité. Des troubles éclatent, provoquant l'exécution du Commandant Arnaud,.
Après l'armistice, les candidats de la paix et de l'ordre remportent les élections de février 1871, qui se déroulent dans un scrutin départemental défavorable à une gauche de toute façon divisée. La dernière tentative a lieu en avril 1871. La ville connaît de nouveau des troubles, à la suite de la Commune de Paris. Les Internationalistes s'emparent de la mairie d'arrondissement de la Guillotière le 30, tentant de soulever les autres quartiers populaires comme la Croix-Rousse, sans succès. Louis Andrieux, procureur général de la ville, ramène le calme au prix d'une répression sévère.

#### 1871 - 1900: mandat Gailleton
Les élections de 1871 portent au pouvoir une majorité de monarchistes, qui se méfient de Lyon et décident par la loi du 4 avril 1873 de lui adjoindre, comme Paris, un préfet ayant tous les pouvoirs. Joseph Ducros, choisi pour réprimer les menées républicaines, multiplie les mesures vexatoires, les condamnations et monte des complots contre les mouvances progressistes. Il reste jusqu'à la chute de l'Ordre moral, en 1875. Les autorités municipales lyonnaises se battent pour abroger la loi de 1873, et obtiennent progressivement gain de cause. En 1881, la mairie centrale est restaurée, mais le maire est toujours nommé par le gouvernement. L'année suivante, le maire et les adjoints peuvent enfin être élus, et Antoine Gailleton, déjà choisi par le gouvernement, est confirmé par le scrutin.
Durant les premières décennies de la Troisième République, Lyon enracine solidement son attachement au radicalisme. L'édification de monuments (dont une « république » au bonnet phrygien et aux bras nus à la place de la statue de Napoléon), une presse conquérante (le tirage cumulé des journaux républicains est constamment le double ou le triple du tirage des journaux conservateurs. Le plus important d'entre eux est Le Progrès, qui parvient en 1914 à tirer à 200 000 exemplaires), des fêtes civiques, et surtout le 14 juillet, prennent une véritable place dans la vie citoyenne et sont autant de moyens pour les groupes radicaux de construire dans la population lyonnaise une solide culture républicaine et laïque. Il faut également noter l'appropriation par les petites et moyennes bourgeoisies de la figure, à présent enracinée dans les milieux populaires, de guignol. La marionnette devient un emblème de la ville.
La véritable force des républicains modérés ou radicaux, ce sont les comités électoraux. Présents dans chaque quartier, ils sont le moteur de la vie politique lyonnaise avant l'apparition de partis politiques structurés. Leur grand nombre permet de toucher une large population et ainsi d'assurer la victoire aux élections, mais cela permet également au maire d'avoir un pouvoir personnel sans faille face à une base éclatée.
Le docteur Gailleton, nommé en 1881, est constamment réélu ensuite. Il entreprend d'améliorer l'hygiène publique, il crée de nombreuses écoles municipales, et est à l'origine des premières lignes de tramway. Il fonde également la faculté de médecine et rénove certains quartiers comme Grolée, Saint-Paul et la Mulatière. C'est à cette époque que Lyon récupère un de ses monuments emblématiques : la fontaine Bartholdi, initialement prévue pour la place des Quinconces à Bordeaux et que se déclenche une des grèves les plus dures de l'époque : les verriers s'engagent dans un conflit de 93 jours.
La fin du XIXe siècle est marquée par de nombreux attentats anarchistes, à Lyon comme dans le reste de la France. Le 22 octobre 1882, une bombe explose au restaurant du théâtre Bellecour dit « L’Assommoir » servant de prétexte au Procès des 66 en janvier 1883. Le 25 juin 1894, le président Sadi Carnot est assassiné par Sante Geronimo Caserio.
En 1900, Antoine Gailleton est battu par le socialiste Jean-Victor Augagneur. Très autoritaire, celui-ci entend diriger toutes les institutions lyonnaises, au risque de brusquer les personnes qui les gèrent. Il entre ainsi en conflit avec les hospices civils ou la bourse du travail. Ayant des idées de grandeur pour la ville, il tente de créer une grande commune de Lyon en annexant les municipalités voisines, comme Oullins, La Mulatière, Villeurbanne, Vénissieux, Bron, etc. Cette tentative échoue.

#### 1905 - 1939: mandat Herriot

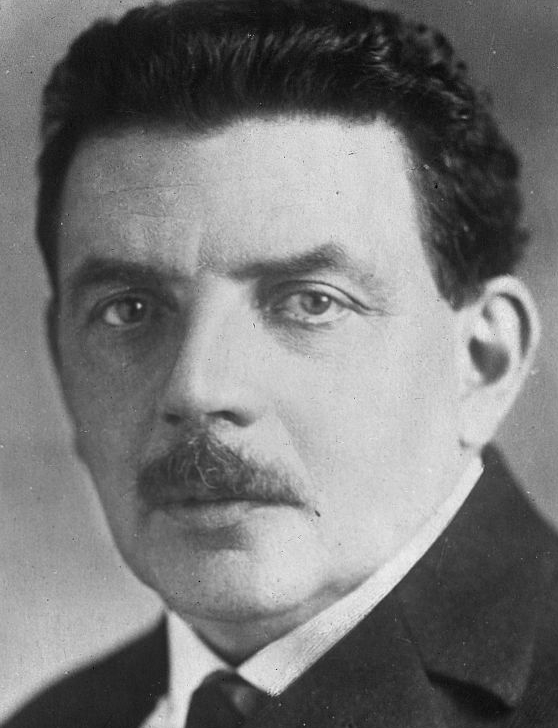
Édouard Herriot, maire de Lyon de 1905 à 1957

En 1905, un jeune normalien devient maire de Lyon en remplacement de Jean-Victor Augagneur, parti à Madagascar comme ministre plénipotentiaire du gouvernement Rouvier : Édouard Herriot. Ce maire s'impose rapidement comme un maire charismatique, parfaitement et longtemps en phase avec la population lyonnaise. Il est constamment réélu jusqu'à sa mort en 1957, malgré un long épuisement électoral à partir des années 1930 et de nombreuses mises en minorité.
Édouard Herriot abandonne immédiatement les rêves de grandeur de son prédécesseur, telle l'idée d'annexion des communes voisines ; et il rétablit la paix publique avec les institutions importantes de la ville. Gestionnaire raisonnable des deniers publics, il sait s'entourer de personnes efficaces (le secrétaire général Joseph Serlin, le professeur Jules Courmont ou l'architecte Tony Garnier) pour porter des projets ambitieux sans mettre à mal les finances municipales.
Durant la Première Guerre mondiale, Lyon participe à l'effort de guerre en accueillant un grand nombre de blessés. Outre les hôpitaux militaires, vite saturés, et les structures civiles toutes réquisitionnées et elles aussi rapidement débordées, la mairie crée des hôpitaux municipaux, installés dans des groupes scolaires, des usines ou des salles de réunions. La société civile se mobilise pour fournir aux blessés soins et fournitures.
Après-guerre, les projets s'enlisent. La crise réduit en effet les finances publiques. Mais Herriot, très occupé par ses mandats nationaux et ne souhaitant rien déléguer, ne peut pas s'occuper correctement de tout dans la cité « lors de ses week-ends lyonnais, déjà surchargés de banquets, inaugurations et réceptions, sans parler de la séance du conseil municipal et des audiences du lundi : dès la fin des années 20, au maire-réalisateur fait place de plus en plus un maire-totem. »

### Essor industriel lyonnais
La période 1890 - 1930 présente une grande homogénéité pour Lyon sur le plan économique, en dépit de quelques inflexions. Encadrée par deux crises importantes, elle est caractérisée par la transformation de la soierie traditionnelle lyonnaise, l'apparition et le développement important de nombreuses activités innovantes dans les secteurs de la chimie, de l'électricité et de l'automobile, et le passage de nombreuses sociétés artisanales à une taille industrielle.

#### Crise des débuts de la Troisième République
Les années 1870 et surtout 1880 sont marquées à Lyon par des difficultés économiques importantes. La sidérurgie, dès 1877, connait des pertes de chiffres d'affaires en raison de la baisse du prix du fer et de l'inadaptation d'un appareil productif trop longtemps resté semi-artisanal. À cela s'ajoute en 1882 le krach de l'Union générale, qui raréfie le crédit, rendant les investissements plus difficiles et entrainant de nombreuses faillites. Lyon sort de ces difficultés à partir de la fin des années 1880 en misant sur de nouveaux secteurs d'activités. Durant les décennies suivantes, « la valeur des usines croît beaucoup plus vite dans le Rhône que dans le reste de la France. »

#### Montée en puissance de l'industrie lyonnaise

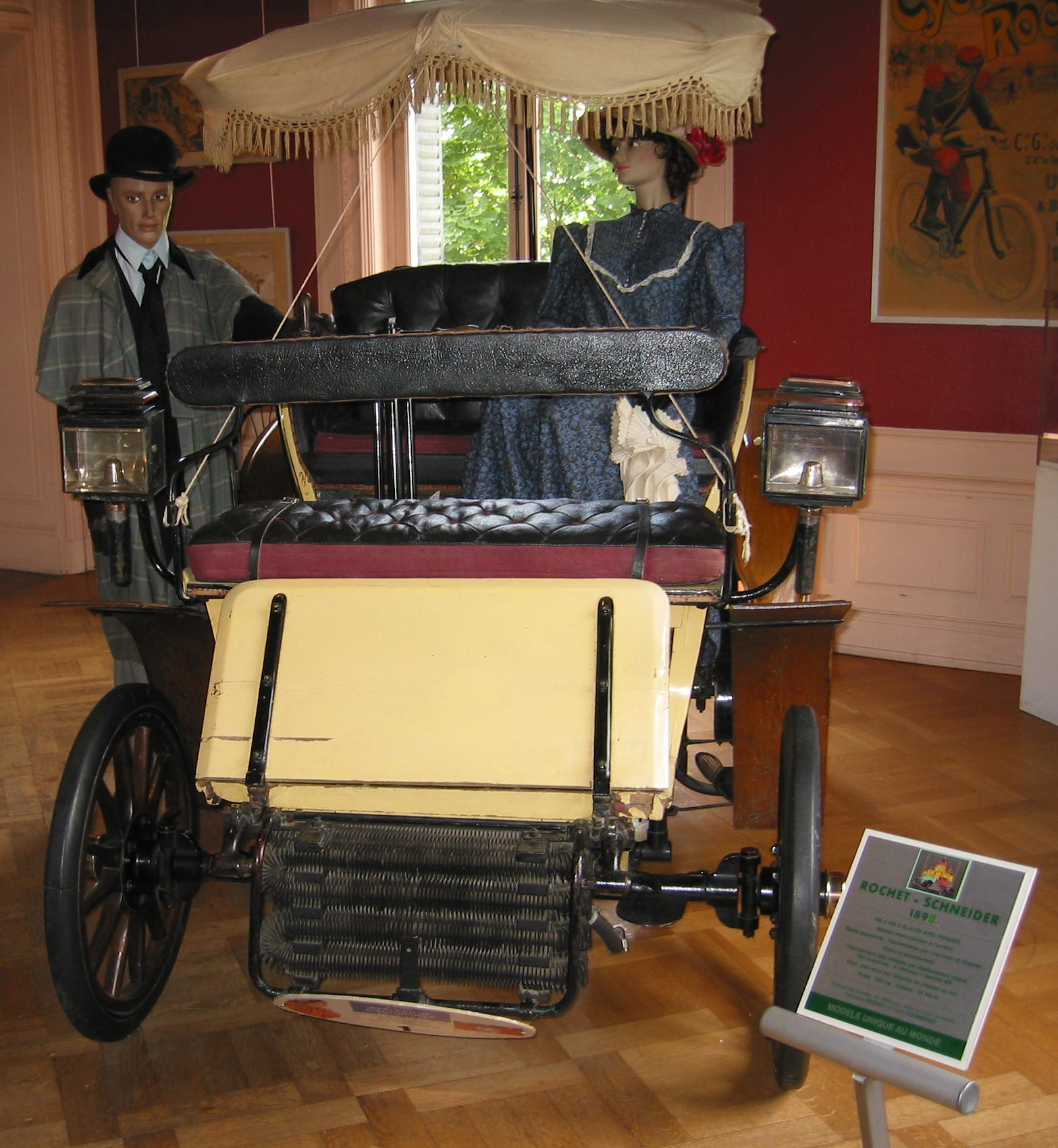
Automobile Rochet-Schneider de 1898. Musée de l'automobile Henri-Malartre à Rochetaillée-sur-Saône (Rhône).

Durant la vaste « Belle époque » de l'industrie lyonnaise, les investisseurs n'hésitent pas à changer l'orientation de leurs placements pour soutenir des structures nouvelles. Quatre secteurs d'activités sont les principaux acteurs de cette effervescence : l'électricité, la mécanique, la chimie et le textile.
Celui de l'électricité au sens large se développe grâce à l'implantation de solides entreprises étrangères (les suisses Volta), par la concentration de capitaux lyonnais et parisiens au sein, par exemple, de la Société des forces motrices du Rhône, et par l'essor d'affaires purement locales, telles la Société des électrodes ou A. Grammont.
Dans le secteur de la mécanique, les nombreuses sociétés automobiles rhodaniennes (Rochet-Schneider, Berliet, François Pilain, Luc Court, Cottin-Desgouttes, Bonnet-Spazin), encore artisanales et isolées durant les années 1890 et 1900, connaissent ensuite un puissant cycle d'industrialisation et de concentration, à l'image de Berliet et Rochet-Schneider. Berliet devient également un leader sur le marché des camions, tandis que ceux de l'aviation ou des autres transports suivent la même voie de la croissance et du regroupement.
Les entreprises dans le domaine de la chimie au sens large connaissent un vif succès, comme en témoignent le groupe Gilliard-Monnet-Cartier, la famille Gillet, mais surtout la société A. Lumière et fils.

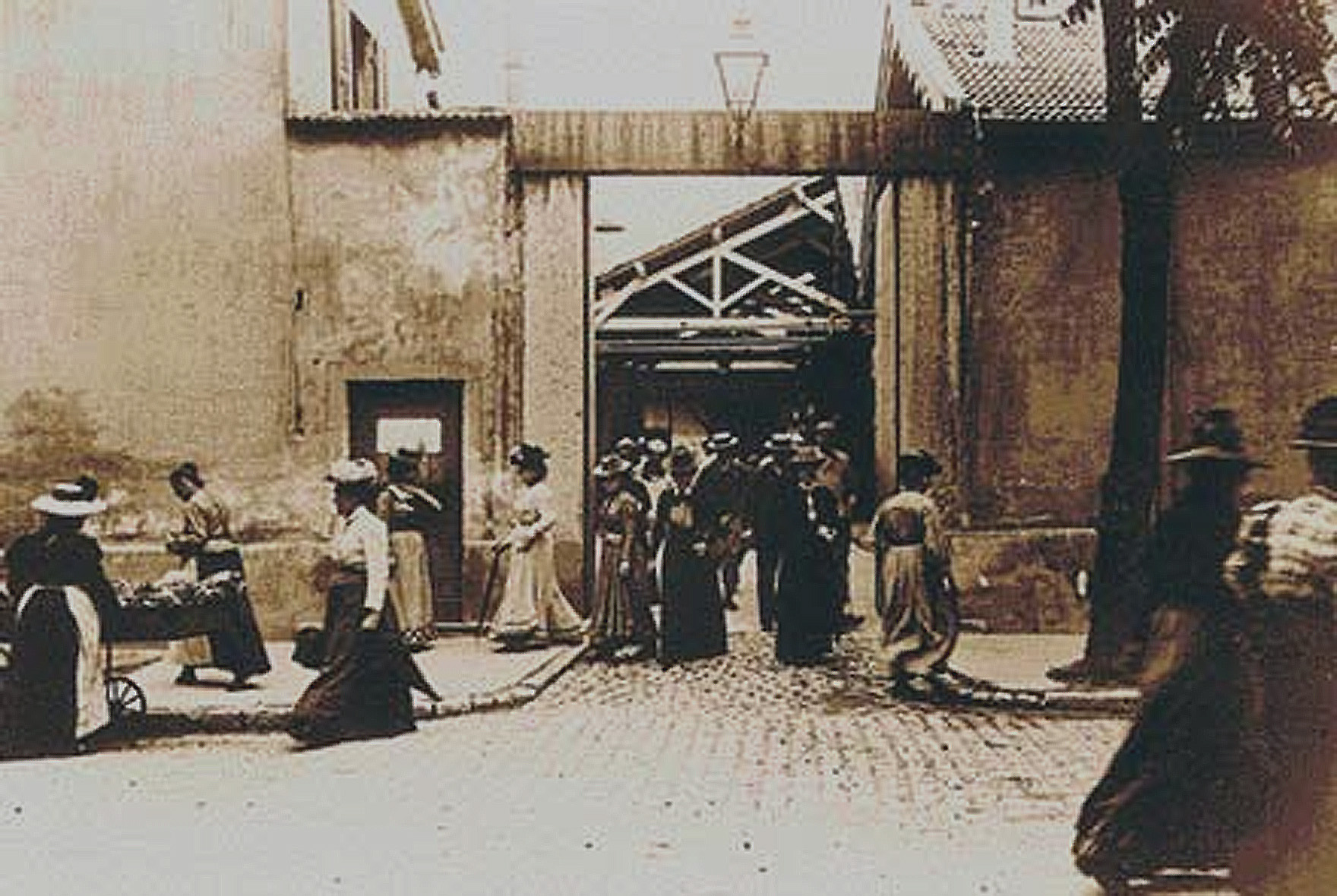
La Sortie de l'usine Lumière à Lyon, vue extraite du film tourné à Monplaisir en 1895.

Ces mutations industrielles impactent fortement le monde traditionnel de la Fabrique de soie lyonnaise. Ces transformations se révèlent efficaces pour résister aux concurrences étrangères. La valeur de la production textile de la région progresse de 441 MF à 940 MF entre 1900 et 1928, et la part des biens vendus à l'étranger passe de 50 % en 1880 à 75 % dans les années 1920. Cette réussite est due à une mécanisation rapide et poussée, à un transfert du tissage à bas coûts de Lyon aux régions périphériques et à l'arrivée de nouveaux textiles.
Enfin, il faut souligner que le tissu industriel lyonnais de cette époque est fort d'une très large diversification allant bien au-delà de ces quatre secteurs principaux.

#### Dans la Grande Dépression
La crise mondiale des années 1930 frappe fortement la cité rhodanienne, et surtout le textile. Ce secteur ne se relève pas par la suite, malgré la disparition des établissements non concurrentiels et un important mouvement de concentration, illustré par l'établissement Gillet, qui absorbe plus d'une vingtaine d'entreprises durant la décennie 1930. Mais toutes les industries anciennes sont gravement atteintes par la restriction des débouchés, notamment les secteurs sidérurgiques.

### Une vie religieuse et culturelle intense

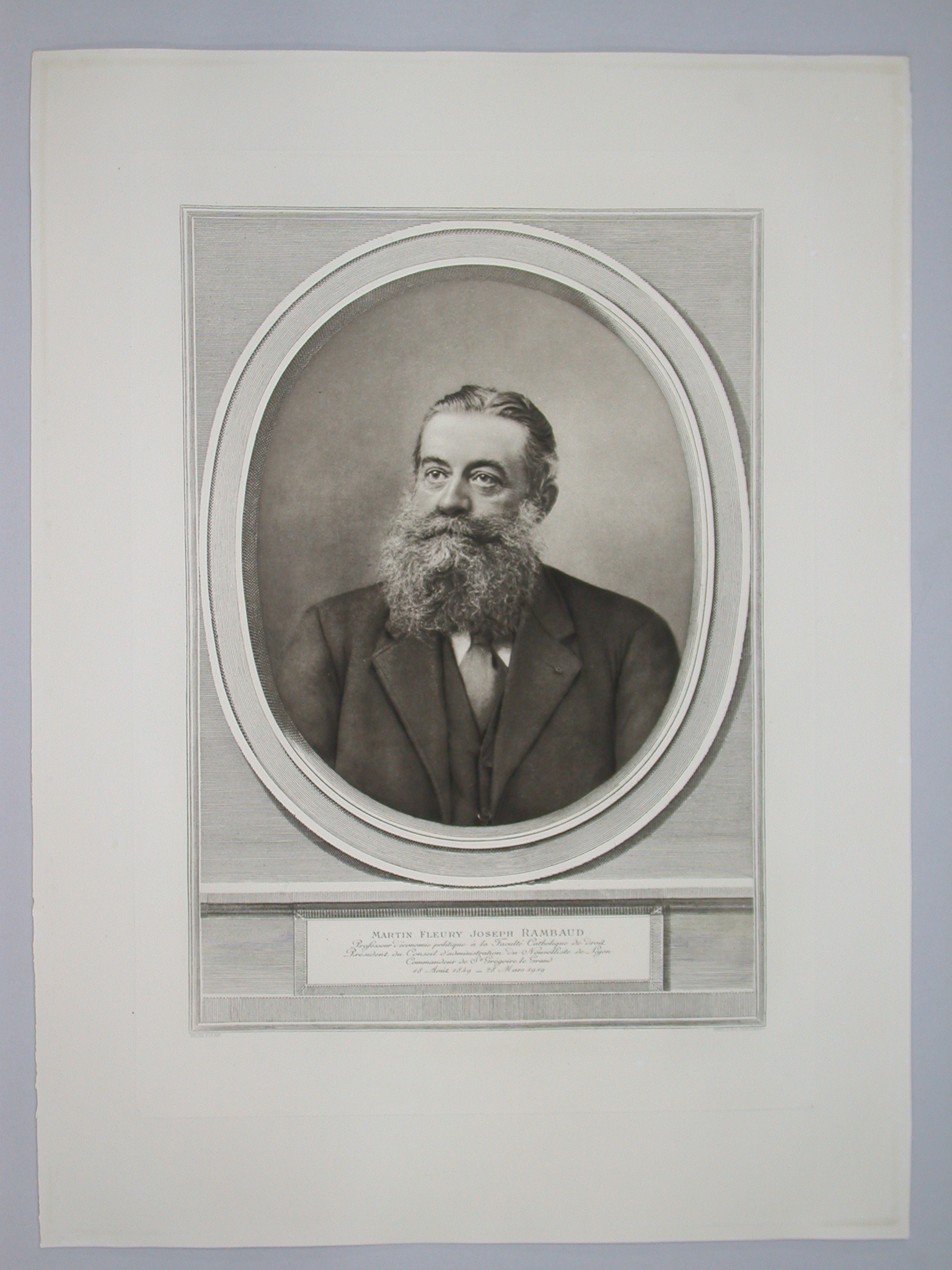
Joseph Rambaud, fondateur du Nouvelliste. Portrait de 1899.

La Troisième République est un moment de conflit intense à Lyon entre les militants catholiques et les anticléricaux. Les premiers, qui conservent majoritairement une orientation socialement conservatrice et politiquement monarchiste malgré quelques tentatives d’évolution, ne peuvent empêcher les seconds de dominer la vie politique locale. Dans le domaine culturel, Le milieu intellectuel lyonnais présente une activité importante, et qui se détache sur certains aspects des grandes tendances françaises.

#### Catholiques entre défense religieuse et poussée vers la démocratie chrétienne
Dès la fin de l’ordre moral, les catholiques lyonnais sont exclus de la vie politique. Ils investissent alors la société civile, où ils mènent un combat permanent pour maintenir l’influence et la place de l’Église. Leur action la plus symbolique, dès la fin de la guerre, est de dresser un symbole au-dessus de la ville contre la montée du radicalisme et afin d'expier les péchés de la Commune : la Basilique de Fourvière. Ils investissent également largement la fête du huit décembre. Dans leur grande majorité, les catholiques sont politiquement conservateurs. Leur voix dans la presse est relayée par le Nouvelliste, de Joseph Rambaud, organe virulent de défense religieuse et de soutien à l’idée monarchiste. L’élite catholique se retrouve dans plusieurs structures, tandis qu’au quotidien, les masses font vivre une multitude d’œuvres pieuses, éducatives ou sociales.

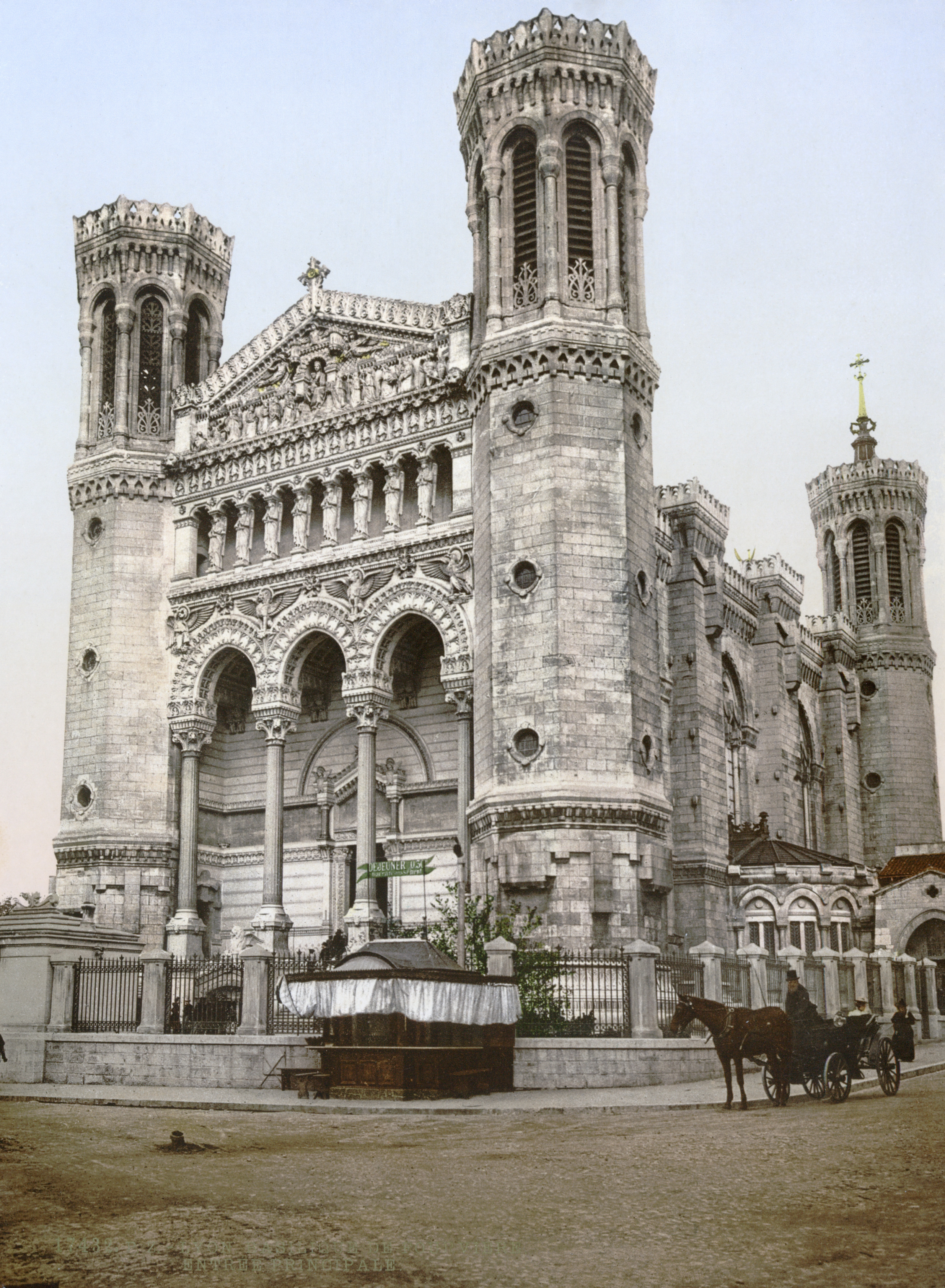
La basilique de Fourvière. Photochrome entre 1890 et 1905.

##### Œuvres pieuses
Les confréries de dévotion, essentiellement féminines, sont très nombreuses pendant cette période, et surtout vouées au Rosaire ou au Saint Sacrement. La piété populaire lyonnaise est alors tournée vers le curé d’Ars et la Vierge Marie. Ainsi, la commission de Fourvière, chargée de l’édification de la basilique est constamment soutenue par une large population. La Troisième République est également l'apogée du mouvement missionnaire lyonnais, soutenu et financé par l'œuvre du sou des missions créé par Pauline Jaricot.

##### Enseignement libre
La question de l’enseignement de la religion mobilise fortement à Lyon. Les hommes d’œuvres comme les archevêques répondent avec succès à l’interdiction des congrégations enseignantes et à la constitution de l’enseignement laïc. À la fin du XIXe siècle, chaque paroisse lyonnaise dispose de deux écoles libres gratuites, une pour les filles et l’autre pour les garçons. Au-delà des écoles primaires, un réseau d’écoles secondaires
renforcé séduit les parents ; vers 1900, il y a 2 300 élèves dans le secondaire catholique et 1 400 dans le secondaire public. Dans l’enseignement supérieur, l’Université catholique de Lyon est fondée dès que la loi l'autorise, sans avoir le prestige de sa rivale d’État,.

##### Actions sociales
Sur ce plan, les catholiques lyonnais sont divisés entre conservateurs et progressistes. Les deux tendances créent plusieurs structures parallèles.
Du côté des conservateurs, de nombreuses organisations coopératives et corporatistes s’organisent autour de l’Association catholique des patrons. D’esprit paternaliste et avant tout tournées vers la religion, elles aident les salariés grâce à des centres de formation et de placement, le tout encadré par des frères maristes.
Les progressistes, inspirés par les anciennes conférences de Saint Vincent de Paul et l’encyclique Rerum Novarum de Léon XIII sont actifs à Lyon. Dans cette mouvance, se retrouvent les semaines sociales, qui commencent en 1904. Plus actifs sur le terrain, il faut mentionner la chronique sociale, marquée par Marius Gonin et Joseph Vialatoux. Elle est originale par plusieurs aspects : elle accueille toutes les classes professionnelles, elle se tient éloignée des combats politiques spécifiques aux catholiques et est très audacieuse sur la vie associative, la critique du libéralisme, etc. À ses côtés, mais tout à fait indépendant, on retrouve le Sillon de Marc Sangnier, qui n’a toutefois pas à Lyon une grande influence. Le catholicisme progressif lyonnais reste toutefois minoritaire.

#### Forces anticléricales et athées
Nombreuses à Lyon, les structures anticléricales sont composées essentiellement de francs-maçons, radicaux et libres penseurs. Durant la Troisième République, il existe de nombreuses loges maçonniques, très actives pour promouvoir une France libre de toute influence religieuse, mais sans excès. Les Lyonnais les plus opposés au catholicisme sont les libres penseurs, souvent soutenus par la municipalité. Ils organisent de nombreux congrès à Lyon, de grande ampleur, tel celui de 1884, qui regroupe 207 sociétés de libre pensée.
Les hommes politiques radicaux, pour certains francs-maçons ou libre penseurs, mettent ainsi vigoureusement en œuvre la politique anticléricale des différents gouvernements. Ils soutiennent les écoles publiques, les associations laïques, les fêtes et cérémonies indépendantes de la religion catholique. Ils appliquent fermement la loi de Séparation de l'Église et de l'État, sans qu'il y ait d'affrontements trop violents, en partie grâce à la modération de l'archevêque Pierre-Hector Coullié. À Lyon, cette séparation a une conséquence sévère sur le clergé, et notamment sur son recrutement ; Les moyennes annuelles des entrées au séminaire passent de 68 en 1901 à moins de 30 en 1913 et les ordinations de 81 à 29.

### Un milieu artistique riche
Les artistes lyonnais connaissent durant la Troisième République une grande vitalité, et, pour certains, des traits qui les différencient des grands mouvements nationaux.
les peintres lyonnais sont regroupés tout d'abord dans la « Société lyonnaise des Beaux-Arts », puis, pour les avant-gardistes dans le « Salon de l'automne » et enfin dans le groupe des ziniars. Ils accueillent ainsi la plupart des mouvements nouveaux, à l'exception du cubisme ou du surréalisme.
Les poètes lyonnais connaissent plusieurs vagues avant la Première Guerre mondiale qui, s'exprimant au travers de plusieurs revues, prennent les chemins successivement des poètes maudits tel Verlaine, du lyrisme et de l'idéalisme, et enfin de la poésie populaire issue du romantisme et du Parnasse. Les romanciers lyonnais, eux, passent du naturalisme à la Émile Zola à la fin du XIXe siècle, à, entre les deux guerres, un style plus proprement lyonnais, décrivant, pour les moquer, les particularités culturelles locales.

#### Lyon pendant la Première Guerre mondiale
Lors des importantes grèves de mars 1918 à Lyon, l’ensemble des officiers de la garnison indiquent dans leurs rapports qu’ils ne peuvent répondre de leurs soldats qui ont en plusieurs jours été fréquemment en contact avec les grévistes et pourraient fraterniser avec eux.

## Seconde Guerre mondiale
Durant la Seconde Guerre mondiale, étant située en zone libre jusqu'en 1942, et très proche de la ligne de démarcation, la ville accueille de nombreux réfugiés et devient un foyer de résistance. Particulièrement marquée par la répression, Lyon est finalement libérée le 3 septembre 1944.

### Sous l'occupation

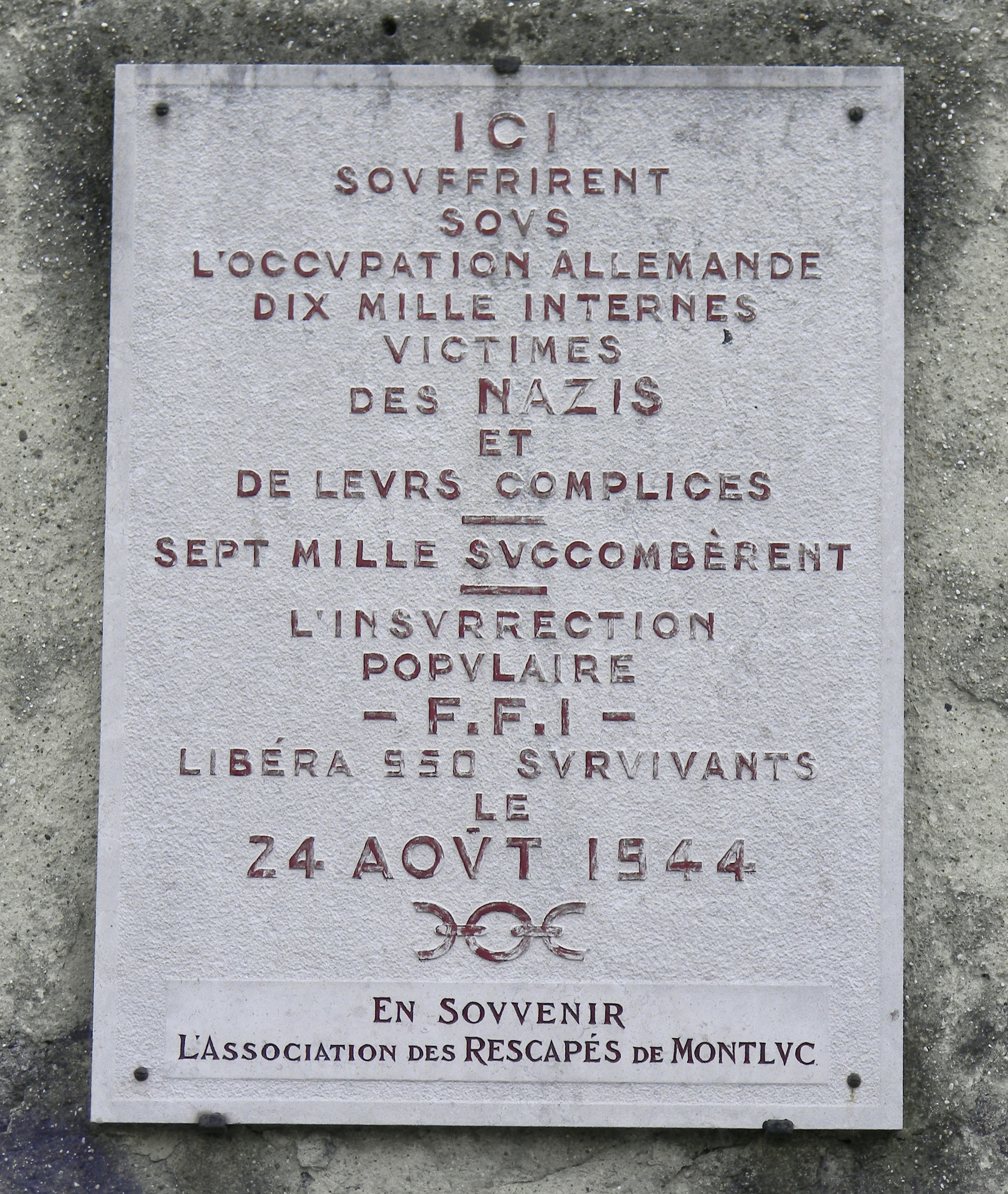
Plaque commémorative des victimes des nazis enfermés à la prison Montluc.

Durant la « drôle de guerre », Lyon, comme l'ensemble de la France, ne change pas particulièrement ses habitudes, les seuls signes tangibles de la guerre sont des distributions de masques à gaz et la préparation d'abris. Le 10 mai 1940, l'offensive allemande avec le bombardement de l'aéroport de Bron réveille brusquement les consciences. Le 15 juin, alors que Paris est prise, l'évacuation des plus jeunes est décidée, et trois jours plus tard, la ville a perdu la moitié de sa population. Ce même jour, le maréchal Pétain accorde le statut de ville ouverte à Lyon, pour lui éviter les combats, à la demande d'Herriot. Le lendemain, la ville est occupée.
Après le retrait des Allemands, Lyon est, avec Marseille, la principale ville de la zone libre. Un grand nombre de parisiens et d'institutions viennent s'y réfugier. Mais le nouveau régime ne la choisit pas comme capitale, l'orientation politique de sa population ne correspondant pas à l'esprit des dirigeants du pays. Cette méfiance se manifeste rapidement. Le 20 septembre, le conseil municipal est supprimé par décret et remplacé par une délégation nommée par le ministre de l'intérieur. La ville est étroitement surveillée par le nouveau préfet, Angéli.
En 1940, la grande majorité de la population lyonnaise est fidèle sinon au régime de Vichy, au moins à son chef le maréchal Pétain. Une grande foule se masse pour l'accueillir lors de sa visite de novembre 1940. Le journal le Nouvelliste devient un inconditionnel du maréchal et de son régime, et le suit jusqu'au bout. Quant au Progrès, il salue l'homme mais ne veut pas abandonner son soutien aux valeurs démocratiques. Il s'éloigne donc très vite de la politique pour se cantonner au quotidien, jonglant le plus longtemps possible avec les impératifs de la censure.
Dès 1941, les rapports du commissaire spécial montrent une érosion dans la confiance que porte la population au gouvernement. De plus en plus considéré comme inféodé aux Allemands, le régime déçoit de nombreux Lyonnais, les deux grands tournants étant la grande rafle des juifs étrangers du 20 août 1942 et surtout l'invasion de la zone sud en novembre 1942. Le Progrès décide d'arrêter sa parution, refusant davantage de compromission, et plusieurs de ses employés se tournent vers le soutien à la Résistance.
En 1943, la population lyonnaise, dans sa grande majorité, ne croit plus en Vichy et est persuadée que l'Allemagne va perdre la guerre. Le soutien à la Résistance se développe fortement et en face, la répression nazie devient de plus en plus arbitraire, avec notamment les fusillés de Montluc. En tout, plus de 2 000 personnes sont exécutées pendant la guerre. Durant l'été 1944, les conflits entre les forces de police ou les Allemands et les résistants deviennent quotidiens, certains souhaitant que Lyon se libère d'elle-même. Après l'échec de plusieurs jours de lutte entre le 24 et le 27 août à Villeurbanne, l'armée allemande se retire le 3 septembre devant l'avancée des alliés. Le jour même, des FFI prennent possession de la préfecture et de l'hôtel de ville. Le 2 septembre, en effet, une patrouille de la 45e division d'infanterie américaine fait une incursion dans la ville. Le lendemain, Lyon est officiellement libérée par la 1re division blindée française.

### Lyon et la Résistance
À Lyon et dans sa région, dès 1940, des personnes se regroupent, le plus souvent par connaissance, pour réfléchir aux moyens de poursuivre la lutte. Les premières actions consistent à réveiller les consciences au moyen de tracts. Pour certains, ces tracts deviennent des journaux et c'est autour des rédacteurs que naissent les premiers embryons de la Résistance. Ainsi apparaissent le Coq enchaîné, œuvre de radicaux et de socialistes dont Louis Pradel, Franc-Tireur, qui étend progressivement son influence sur toute la zone sud qu'animent notamment Auguste Pinton, Henri Deschamps ou Élie Péju, et Combat, issu de la fusion en 1941 de deux autres feuilles. Pour plusieurs de ces journaux, et surtout Franc-Tireur, l'aide d'employés du Progrès comme Georges Altman et Yves Farge se révèle précieuse. Très tôt, Lyon devient également le centre de la Résistance juive en France, ayant reçu la plupart des grandes institutions juives parisiennes lors de la défaite.
En 1942, la Résistance est très active à Lyon. Les groupes, comme les journaux, y sont nombreux et représentent toutes les tendances politiques ou intellectuelles. Tous les mouvements de Résistance de la zone libre ont installé leur quartier général dans la ville. « On ne pouvait pas faire dix mètres sans se heurter à un autre camarade de clandestinité qu'il fallait ignorer jusqu'à ce qu'on se précipite sur lui une heure après comme un frère. », en témoigne François Morin. C'est à Lyon que se nouent les liens entre la Résistance intérieure et la France libre, qui aboutissent à l'unification des mouvements sous l'égide de Jean Moulin.
Parmi les chrétiens, bien peu réprouvent le régime et appellent à continuer la lutte contre les nazis en 1940 et 1941. Les autorités adhèrent sans beaucoup de réserves aux discours et aux actes de Vichy durant les deux premières années. Le tournant sera, pour la majorité des catholiques ou protestants, les mesures antisémites proprement françaises de 1942. Même si les protestations du cardinal Gerlier lues en septembre 1942 dans toutes les églises sont moins fermes que d'autres, il couvre à partir de ce moment-là les actions des résistants catholiques, que ce soit pour la diffusion de journaux, la cache de juifs ou de réfractaires du Service du travail obligatoire.

Lyon le 7 septembre 1944. Des soldats américains et des civils se protègent de snipers allemands au niveau du pont Wilson. Cliché tiré des archives américaines.

L'année 1943 est celle de la lutte active entre la Résistance et les services de l'occupant ou de Vichy. À Lyon, le dirigeant de la Gestapo est Werner Knab, secondé par August Moritz et Klaus Barbie ; ils sont activement soutenus par la Milice, dirigée à Lyon par Paul Touvier. Malgré quelques succès de ces derniers, tels l'arrestation de Jean Moulin en juin 1943 et une vague d'arrestations en mars 1944 parmi les dirigeants locaux des Mouvements unis de la Résistance (MUR) ; ils ne peuvent empêcher la croissance du mouvement, surtout après la mise en place du STO, qui entraine de nombreux réfractaires vers la Résistance. Les attentats et sabotages sont quotidiens au cours des années 1943 et 1944.

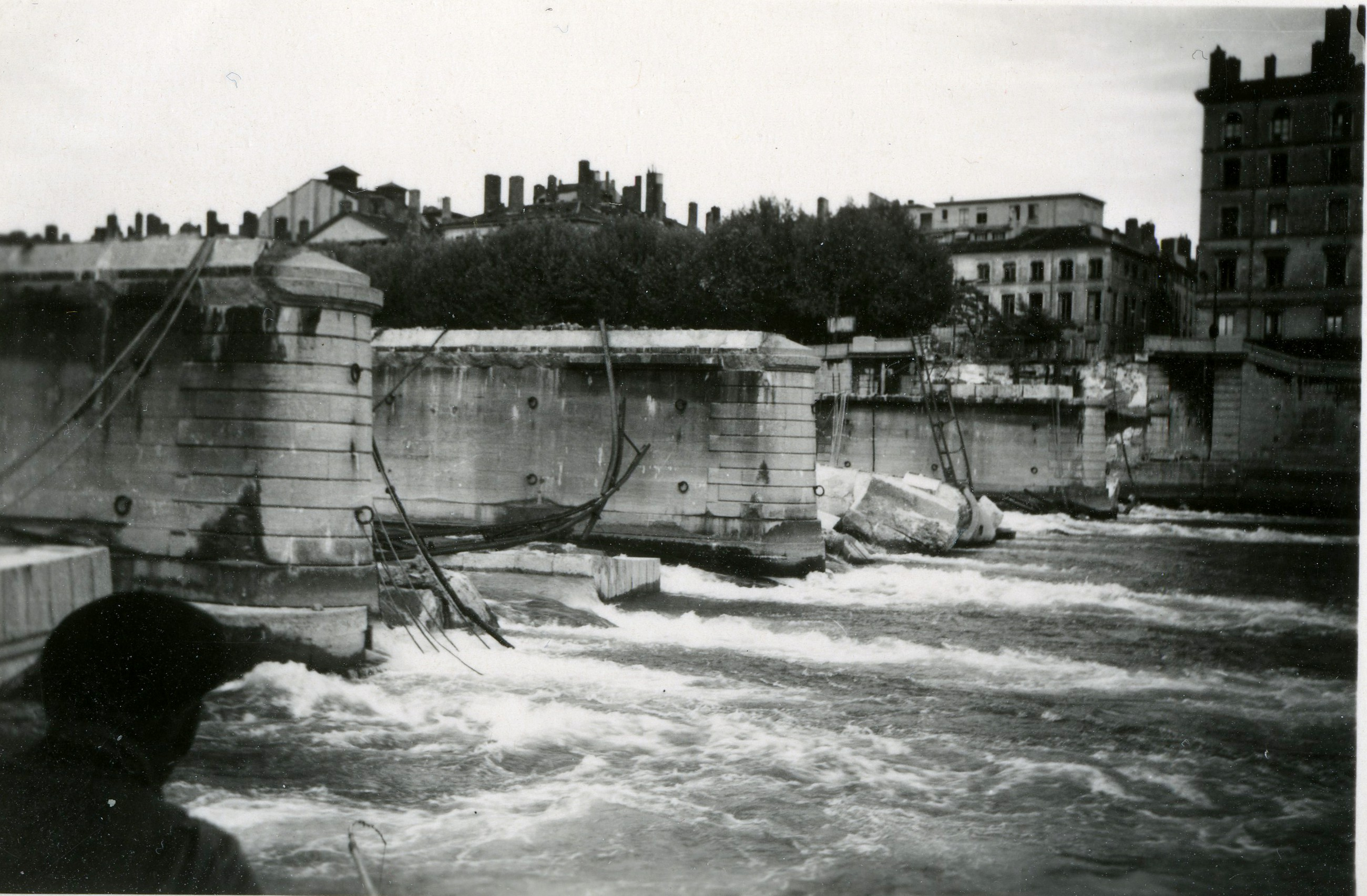
Le pont Tilsitt (actuel pont Bonaparte) détruit par les Allemands en 1944.

En 1943, progressivement, les instances de direction de la Résistance passent à Paris. En mai, le Conseil national de la Résistance y commence ses réunions. À partir d'août, le comité directeur des MUR quitte Lyon pour Paris. Lyon reste toutefois une plaque tournante importante des réseaux d'opposants.
La ville est libérée le 3 septembre 1944 par la fuite de l'armée allemande qui laisse presque tous les ponts détruits. Le jour même, Yves Farge, désigné commissaire de la République, Justin Godart, maire provisoire, et Alban Vistel, commandant militaire de la région de Lyon, proclament le rétablissement de la République. Le général de Gaulle arrive le 14 septembre et souligne dans un discours le rôle capital de la ville dans la Résistance.
L'épuration est menée initialement par des combattants de l'ombre sous forme d'exécutions sommaires, mais Yves Farge s'attache à mettre en place et faire fonctionner correctement les organes officiels de la Justice : cours martiales puis cours de justice et chambres civiques. L'épuration comprend au total 272 exécutions et environ 2600 condamnations diverses pour le département du Rhône. La presse est entièrement supprimée pour collaboration, à l'exception du Progrès.

## Depuis 1944
L'histoire des dernières décennies de Lyon n'a pas encore été étudiée en profondeur. Elle doit être abordée avec précaution ; le recul, les analyses synthétiques et les travaux d'ensemble manquent encore pour de nombreux aspects de sa vie contemporaine. Rester au plus près des faits est donc un impératif en attendant que les années et les études permettent d'objectiver opinions et points de vue.

### Transformations urbaines et démographiques

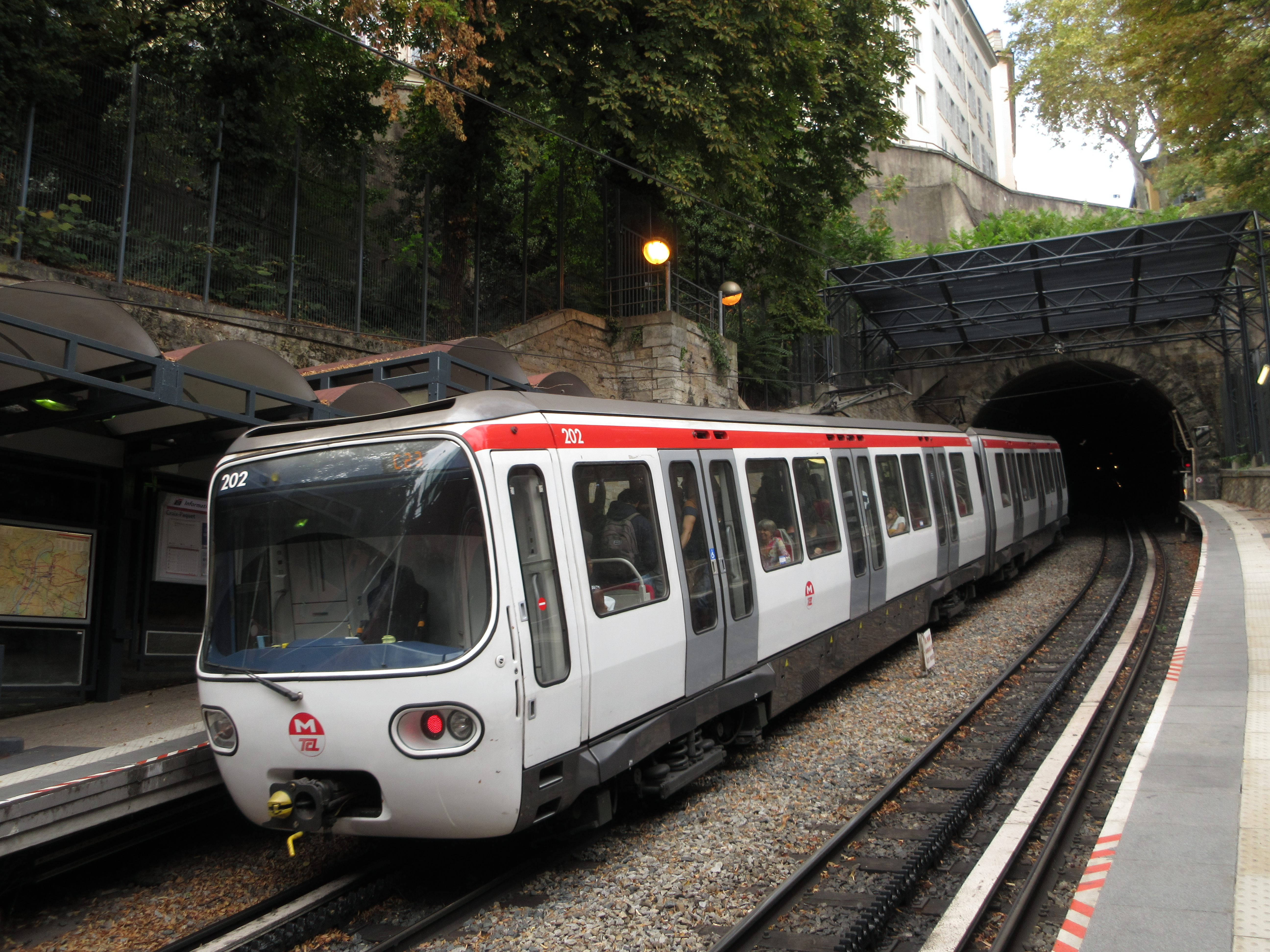
Métro de la ligne C, ouvert en 1974, à la station Croix-Paquet.

Durant les Trente Glorieuses, la population de la ville de Lyon augmente sensiblement pour passer de 442 000 à 527 000 habitants entre 1946 et 1968, soit 20 % d'augmentation. Les banlieues de l'agglomération lyonnaise progressent, elles, de 348 000 à 595 000 habitants, soit 70 % d'augmentation. Ces chiffres soulignent la tendance lourde, visible dans toutes les villes de France, d'un fort étalement urbain. À Lyon, il se produit essentiellement à l'est de la ville, poursuivant ainsi un processus historique. À partir des années 1970 et 1980, la croissance urbaine est visible surtout aux limites de l'agglomération, les communes les plus centrales voyant leur population se stabiliser. Enfin, cette évolution s'accompagne d'une baisse de la densité urbaine globale, le doublement de la population ayant lieu sur une surface sept fois plus importante.
De grands ensembles d'habitation sont construits en périphérie : La Duchère, pour accueillir les rapatriés d'Algérie, Mermoz, Rillieux… La modernisation entraîne une série de grands travaux, comme la construction d'un quartier d'affaires à la Part-Dieu, du tunnel autoroutier de Fourvière ou du métro, inauguré en 1978. L'expansion urbaine a également suscité la construction d'une ville nouvelle à L'Isle-d'Abeau et d'un nouvel aéroport à Colombier-Saugnieu nommé Satolas (1975), rebaptisé depuis peu, aéroport Saint-Exupéry, remplaçant l'aéroport de Bron.
Ces transformations s'accompagnent d'une modification des catégories socio-professionnelles au sein de l'agglomération. À partir des années 1980, Lyon, mais également Villeurbanne, regroupent davantage de professions supérieures (cadres, industriels, professions libérales, etc.), tandis que les banlieues, et plus particulièrement celles de l'est, accueillent des populations d'ouvriers, de travailleurs manuels, d'employés proportionnellement plus importantes.
Depuis les années 1980, l'évolution démographique change. Le centre de l'agglomération (Villeurbanne compris) voit sa population augmenter, tandis que les communes de banlieue proche perdent des habitants. Lors des deux derniers recensements, la population de la ville de Lyon est passée de 415 500 habitants en 1990 à 445 400 en 1999, et atteint 479 800 lors des enquêtes de 2009,.

### Évolutions économiques

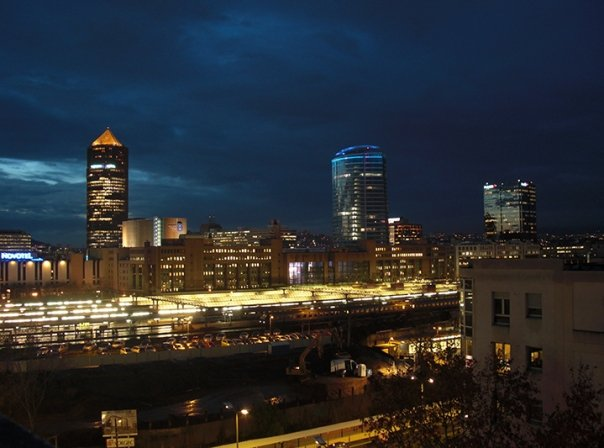
Le quartier de la Part-Dieu et la tour Oxygène, symbole de la tertiarisation de Lyon.

Au sortir de la Seconde Guerre mondiale, Lyon est une ville profondément marquée par l'industrie, qu'elle soit traditionnelle comme la métallurgie ou plus novatrice comme la chimie et la construction mécanique ; elle le reste jusqu'aux années 1960. Lors de la décennie suivante, la structure économique de l'agglomération évolue rapidement, pour devenir un centre tertiaire français important.
Les secteurs qui déclinent le plus sont le textile (et notamment la soie), la fabrication de composants électriques et la transformation des métaux. Les industries de la chimie et de la mécanique automobile parviennent en revanche à maintenir un bon niveau d'activité. Si le nombre d'établissements industriels lyonnais diminue peu, l'importance relative de l’industrie dans la population active globale se réduit considérablement dans les années 1980 et 1990.
Dans les années 2000, le secteur industriel lyonnais se compose de quatre principaux secteurs : la chimie et pharmacie (avec Arkema, Sanofi-Pasteur, BioMérieux, etc.), la métallurgie et la construction mécanique (avec Renault Trucks), l'électricité (avec Alstom et Areva) et l'industrie textile. À ces secteurs caractéristiques de l'industrie lyonnaise, il faut ajouter les nombreuses entreprises du bâtiment et travaux publics, de l'agro-alimentaire et de la logistique. L'économie lyonnaise est dynamisée depuis 2005 par les cinq pôles de compétitivités : Lyon Biopôle, Axelera, Lyon Urban Trucks, Lyon Numérique et Techtera.

### Histoire politique
À partir de 1944, Lyon suit globalement les évolutions politiques de la France, avec cependant quelques particularités. Après dix premières années consacrées à la reconstruction, mais sans projets urbanistiques majeurs, l'arrivée à la mairie de Louis Pradel marque le début de la profonde transformation de la ville.

#### Sous la Quatrième République
Sous l'égide de l'inamovible Herriot (1905-1957), les élections d'après-guerre marquent un tournant. Lors du premier scrutin d'après-guerre, les municipales de 1945, la marque de l'union sacrée se voit dans le vaste rassemblement obtenu autour du nom d'Herriot, comprenant des forces aussi diverses que le Mouvement républicain populaire (MRP), la Confédération générale du travail (CGT) ou le Parti communiste français (PCF). Mais dès l'élection constituante de la Quatrième République d'octobre 1945, le parti radical s'effondre pour se retrouver, dans la plupart des arrondissements, en quatrième position.
Dès 1947, suivant la ligne nationale imprégnée de l'entrée dans la Guerre froide, le PCF quitte toute alliance pour s'opposer à l'ensemble des grandes forces politiques françaises. Les sections locales soutiennent les fortes grèves qui surviennent en novembre 1947. L'isolement du PCF permet au Rassemblement du peuple français (RPF) de dominer l'élection et de s'imposer à Lyon face aux deux autres forces politiques : la SFIO et le parti radical, en particulier au cours des municipales de 1974 et des législatives de 1951. L'époque voit également la naissance d'une droite modérée, portée par le Centre national des indépendants et paysans (CNI).
Cela n'empêche pas Édouard Herriot d'être élu maire (sans majorité) en 1947 et en 1953. En effet, son autorité morale est suffisante pour lui laisser la place d'honneur à chaque scrutin ; les élus des autres partis s'effaçant et se réservant les autres postes à responsabilité. Durant ces années, une certaine forme de culte de la personnalité se développe dans la ville ; les fêtes en l'honneur des premières élections du maire se succédant aux ouvrages élogieux. Venue d'une certaine élite intellectuelle, il est difficile de savoir si cette vénération est partagée par ses administrés. Toutefois, une foule nombreuse se presse à ses funérailles, en mars 1957. La gestion prudente et économe du vieux maire radical a assurément permis une certaine modération des impôts locaux ; mais elle a également induit une certaine lenteur dans la concrétisation des grands projets de modernisation de la ville.
Son adjoint Louis Pradel est élu maire, dans l'attente des élections de 1959.

#### Sous la Cinquième République

##### Lyon, ville hors partis

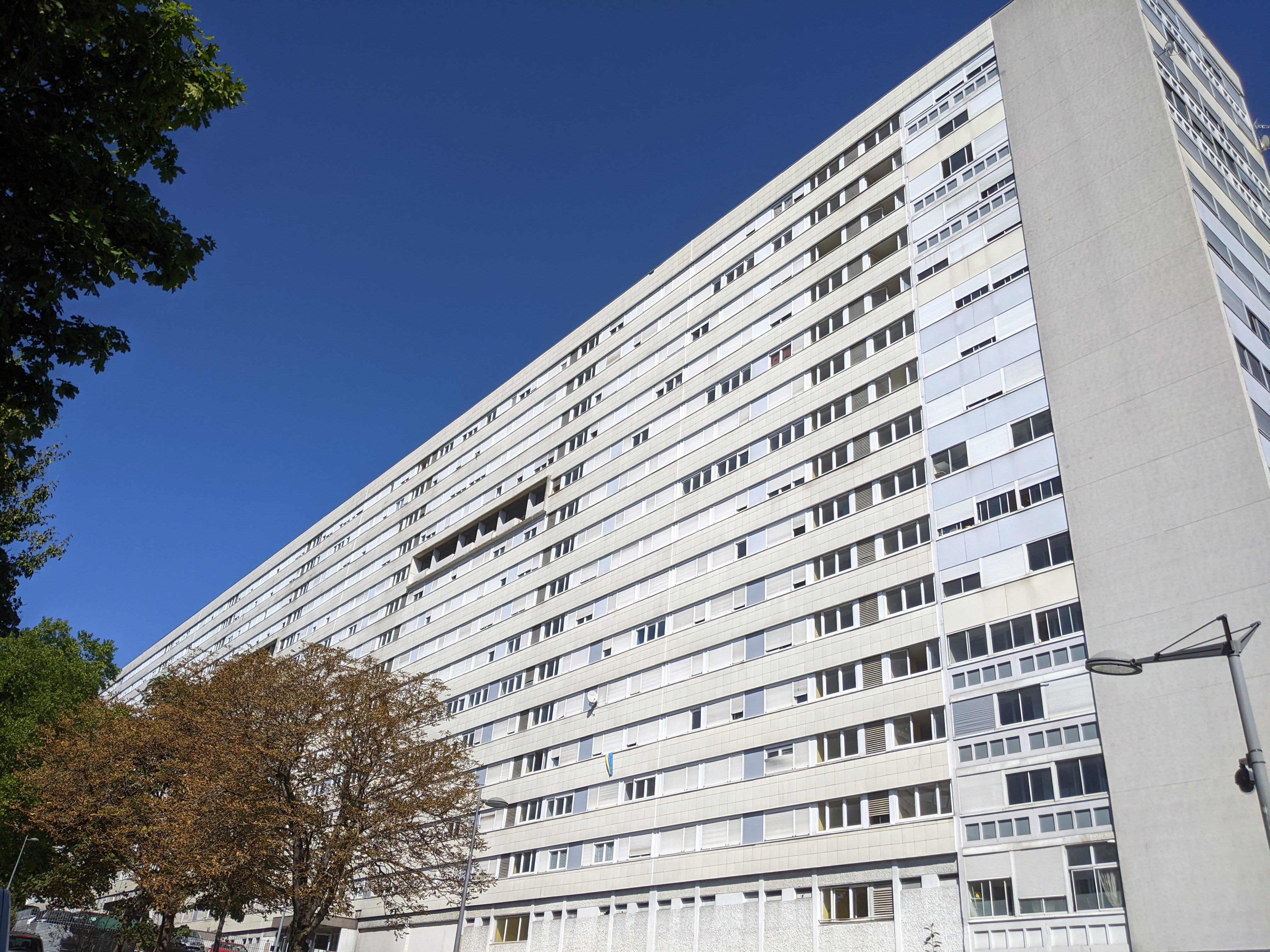
Immeuble de La Duchère.

Dans les débuts de la Cinquième République, Lyon est à l'unisson des grands mouvements politiques français. Les candidats de l'Union pour la nouvelle République (UNR) remportent l'essentiel des sièges à pourvoir durant les consultations électorales de 1958 et de 1962 : les propositions du général de Gaulle sont largement approuvées. Ce n'est que lors de l'élection présidentielle de 1965 que le candidat de la gauche François Mitterrand devance le nom de De Gaulle dans les banlieues est et sud de Lyon ; à Lyon même, De Gaulle n'obtient que 39 % des voix contre 44 % pour l'ensemble de la France.
Toutefois, ce gaullisme présidentiel ne parvient pas à se transformer en gaullisme municipal. Jacques Soustelle, candidat officiel subit une sévère défaite face à Louis Pradel aux élections de 1959. Il en est de même lors des élections de 1965, ceci malgré les efforts du nouveau candidat de l'UNR Maurice Herzog. Louis Pradel, constituant une force politique indépendante avec les listes P.R.A.D.E.L., parvient à gagner la confiance des lyonnais en se situant clairement en dehors des partis. Son discours mêle une certaine hostilité envers la capitale parisienne et ses technocrates, une lutte contre le PCF et une volonté de rassemblement des Lyonnais autour de projets enracinés dans leur ville. Cette proximité est soigneusement entretenue par la participation fréquente de Louis Pradel à des événements de la vie lyonnaise.
Louis Pradel est ainsi le maire de la transformation morphologique de la ville. Il fait construire salles de sports, équipements culturels et sociaux dans toute la cité. Il soutient activement de nombreux grands chantiers de grande ampleur impulsés par l'État comme le quartier d'affaires de la Part-Dieu, le grand ensemble de la Duchère, le tunnel de Fourvière et l'échangeur de Perrache ou le Musée gallo-romain de Fourvière. C'est sous son mandat que Lyon et les communes environnantes sont intégrés par l'état à une nouvelle structure intercommunale, la communauté urbaine, qui après s'être appelé  Courly, prend ensuite le nom de « Grand Lyon »,. La communauté urbaine est une avancée majeure en termes d'intercommunalité, par rapport aux syndicats à vocation unique ou à vocation multiple précédent. Le Grand Lyon supervise ainsi la gestion délégué du transport urbain, gère une large partie de la politique d'aménagement, notamment ceux de grandes envergures, ou encore la gestion de l'eau potable, de l'assainissement, des déchets ou de la politique de la ville,.
Les forces politiques lyonnaises connaissent au début des années 1970 la poussée du Parti socialiste. Lors des consultations de 1971 et de 1973, les forces de droite modérée, regroupées autour du maire de Lyon, remportent la victoire (dans une proportion toutefois nettement moins importante que lors de la décennie précédente). Les banlieues où Mitterrand avait fait une percée en 1965, lui apportent toujours plus de voix, au détriment d'un PCF en perte de vitesse.
Cette évolution trouve son aboutissement en 1981 : Lyon suit alors le mouvement général du pays, en accordant ses voix au candidat de la Gauche puis en élisant six députés socialistes sur les dix circonscriptions. Toutefois, sur le plan local, Lyon affiche une nette continuité. Après la disparition de Louis Pradel en 1976, son successeur désigné, Francisque Collomb, parvient à s'imposer et à remporter les municipales de 1977, avec des listes toujours estampillées P.R.A.D.E.L. Ce mouvement « hors des partis » et composé de forces locales, perdure au cours du scrutin suivant comme l'illustre la résistance proposée à la « machine RPR » menée par Michel Noir. Les forces politiques locales, durant les années 1970 et 1980, montrent par ailleurs les mêmes évolutions que dans la plupart des autres villes françaises, avec un recul constant des scores du PCF et le décollage dans les années 1980 du vote Front national.

##### Lyon, ville européenne et internationale
Aux municipales de 1989, Michel Noir remporte la victoire très largement, gagnant alors tous les arrondissements de la ville. Le nouveau maire entreprend dès lors un grand nombre de chantiers importants pour relancer la modernisation de la métropole : cité internationale, installation de l'Université Lyon III dans la manufacture des tabacs, rénovation de l'opéra et création du Centre d'histoire de la résistance et de la déportation. Toutefois, contrairement à Louis Pradel ou Francisque Collomb, Michel Noir tente de suivre la voie d’Édouard Herriot et de se construire un destin politique national en prenant la tête d'un mouvement de rénovation du RPR en 1990. Son ambition est brusquement arrêtée par l'affaire Pierre Botton, qui lui coûte sa réélection.
Lors des élections municipales de 1995, la droite divisée ne gagne que de peu face à Gérard Collomb qui enlève trois arrondissements sur neuf. Le nouveau maire, Raymond Barre, poursuit les réalisations de son prédécesseur avec un élargissement du rayonnement national et international de la ville. L'installation de l'École normale supérieure à Gerland, d'Interpol à la cité internationale, la tenue du 22e G7 en juin 1996 en sont les éléments les plus marquants.
Contrairement aux précédents maires, Raymond Barre est un véritable maire de transition : il œuvre activement pour sa succession. Ainsi, Charles Millon est pressenti pour lui succéder, lui qui a été son directeur de campagne pour la présidentielle de 1988. Mais en acceptant les voix du Front National aux régionales de 1998, Millon divise profondément l'Union pour la démocratie française (UDF) lyonnaise. Exclu de son mouvement, il voit son élection invalidée et est battu en 1999 par Anne-Marie Comparini, élue UDF soutenue par l'ensemble de la gauche. Cet événement divise pour longtemps la droite lyonnaise ; ce qui permet à Gérard Collomb de gagner les élections municipales de 2001.
Attaché à un rôle local, et ne cherchant pas à révolutionner la ville, Collomb poursuit les politiques urbaines de ses prédécesseurs ; en particulier la cité internationale, avec le palais des congrès de Renzo Piano, ou avec le vaste projet de la Confluence. Il marque toutefois son empreinte sur la ville avec une orientation plus écologique, créant un vaste espace de vie sur les berges gauche du Rhône. Enfin, la municipalité, avec d'autres acteurs publics, s'engage dans une rénovation en profondeur des banlieues en difficulté, notamment celle de la Duchère. Ses actions lui confèrent une popularité locale importante, lui assurant une réélection aisée en 2008. Sous son mandat plusieurs événements d'envergure internationale tels que la Biennale de la danse, celle de l'Art contemporain ou la fête des Lumières prennent une grande dimension. Durant les premières années du XXIe siècle, les succès de l'Olympique lyonnais participent à cette renommée internationale. Celle-ci est également portée par plusieurs aspects culturels plus traditionnels, telle la gastronomie lyonnaise, dont certains chefs emblématiques de la gastronomie française sont connus mondialement (Paul Bocuse).

### Entre catholicisme minoritaire et autres minorités religieuses
Selon Christian Ponson, « Plus encore que les événements politiques ou économiques, les attitudes religieuses sont sujettes à interprétations divergentes, surtout lorsque la proximité des faits ne permet pas encore de les mettre en perspective et de saisir leur importance. » Pour de nombreuses évolutions, les analyses manquent encore.

#### Évolutions de la religion catholique

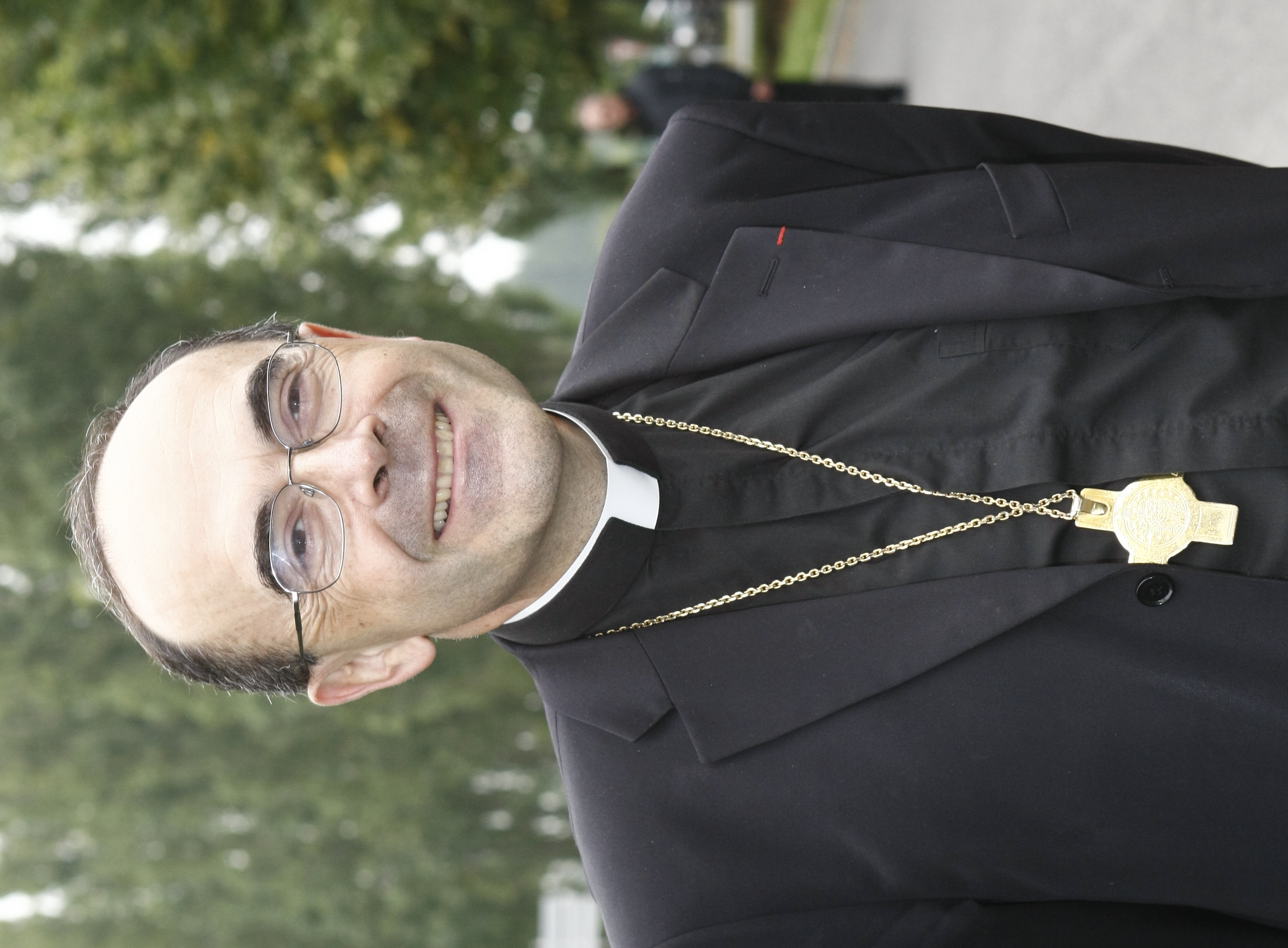
Archevêque de Lyon de 2003 à 2020, Mgr Barbarin.

Lyon, dans les années 1950 et 1960, apparaît comme un terrain d'expérimentation d'idées nouvelles pour lutter contre la déprise de la religion catholique au sein de la population : Œuvre du Prado, prêtre ouvrier,, renouveau catéchétique. Ces expériences, à Lyon, sont jumelées à une entreprise de retour aux sources du christianisme avec la fondation durant la Seconde Guerre mondiale du centre des Sources chrétiennes qui grandissent régulièrement. L'interdiction des prêtres ouvriers en 1954 est traitée avec mesure à Lyon par Mgr Gerlier qui ne condamne pas les réfractaires et réoriente les légalistes volontaires vers le Prado.
Dans les années 1950, seul un Lyonnais sur cinq va à la messe chaque dimanche. Les enfants suivent encore très largement le catéchisme, mais la déprise est déjà très forte après l'âge de 12 ans bien que moindre pour le sexe féminin. À partir de là, le déclin des pratiques traditionnelles de la religion catholique s'accélère au cours des décennies suivantes. Après le concile de Vatican II et les événements de mai 1968, le déclin du catholicisme semble devenir inéluctable pour beaucoup, ce qui entraîne une sévère crise des vocations, dès les années 1970. La plupart des innovations voulues par le concile ne revitalise pas significativement la pratique religieuse, et de nombreuses institutions chrétiennes disparaissent ou se sécularisent.
Malgré tout, de nombreux catholiques et les autorités religieuses soutiennent les nouveautés essentielles de l'Église contemporaine, tel l'œcuménisme, présent à Lyon avec le groupe des Dombes dès l'après-guerre. Ainsi, durant les années 1960, de nombreuses communautés religieuses se tournent vers d'autres groupes de croyants. Cela aboutit à une œuvre originale : le « Comité de liaison des œuvres religieuses d'entraide », créé en 1968, qui regroupe des personnes catholiques, protestantes et juives pour agir ensemble sans que chacun perde son indépendance. Celui qui symbolise le mieux cette recherche d'action avec les autres religions est l'archevêque Mgr Albert Decourtray, sensible aux problèmes des autres communautés religieuses, qu'elles soient musulmanes, juives ou autres. Ses successeurs poursuivent dans cette voie. Parmi les mouvements d'ouverture, les actions du père Delorme, prêtre du Prado, dans les banlieues secouées par les émeutes, notamment les Minguettes, aident à la formation de la Marche des beurs.

#### Autres religions

##### Religion musulmane
La présence significative de Musulmans à Lyon, comme dans la plupart des villes françaises, date des années 1950 et 1960, lorsque les besoins de l'économie française entrainent l'arrivée d'un grand nombre d'immigrés de cette confession, la plupart maghrébins. Les premières décennies sont celles d'une présence essentiellement masculine d'ouvriers logés dans des bâtiments souvent insalubres. Cette communauté se soude dans la revendication politique avec la guerre d'Algérie et ensuite la lutte contre le racisme.
À partir des années 1980, les besoins en lieux de culte, présents souvent dans des foyers Sonacotra, trouvent un écho auprès des pouvoirs publics. En 1983, la mairie de Lyon décide de la construction d'une mosquée et d'un centre culturel islamique. Retardées par de vives oppositions, ces institutions sont ouvertes en 1994. Dans les années 2000, il existe dans l'agglomération une soixantaine de lieux de culte. Le nombre de personnes de tradition musulmane est estimé à 150 000 personnes, sans que cela ne donne d'indication sur le niveau de leur implication dans la foi ; pour beaucoup, être musulman est avant tout une affaire de tradition familiale (avec essentiellement, le respect du ramadan).

##### Judaïsme

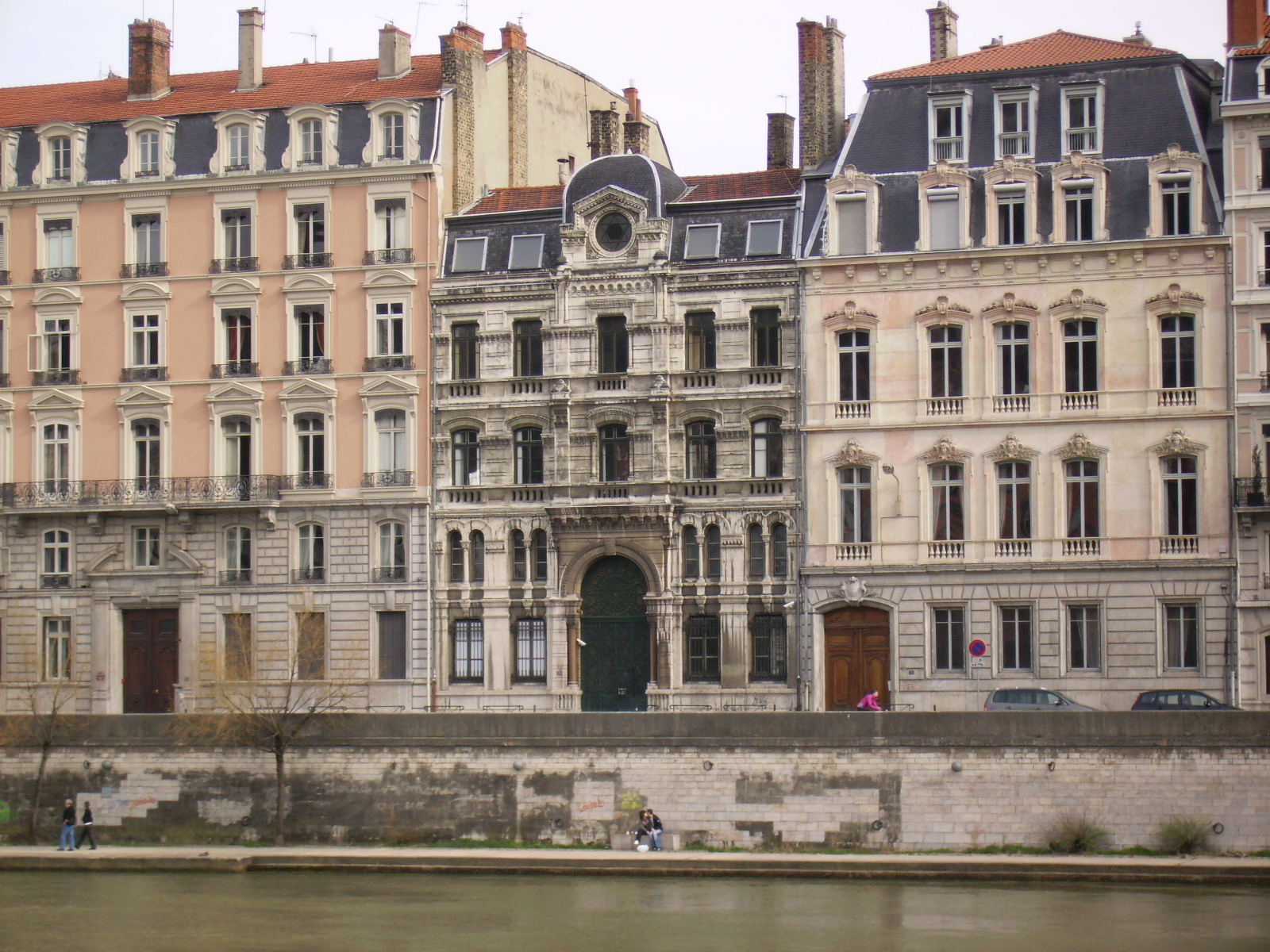
Grande synagogue de Lyon, édifiée en 1863 - 1864 sur le quai Tilsitt.

À la suite de la guerre d'Algérie, l'afflux d'immigrés fait passer la population juive de 15 000 à 35 000 personnes entre 1958 et 1968. Durant les années 1970 et 1980, de nombreuses synagogues sont construites, puis le rythme ralentit pour atteindre 35 lieux de culte dans l'agglomération en 2006. Comme à d'autres endroits en France, des actes antisémites parsèment la vie de la communauté, jusqu'à nos jours : l'acte le plus grave étant l'attentat contre une école juive de Villeurbanne en 1995 ; l'enquête démontra la responsabilité directe de Khaled Kelkal.

##### Église apostolique arménienne
D'abord issue d'une immigration composée de survivants du génocide (la région Rhône-Alpes compte 7 000 Arméniens en 1926) dans les années 1920, puis par une immigration économique dans les années 1960 (issue de Turquie et de Syrie) et enfin par une immigration plus récente, issue du Liban et fuyant la guerre civile de leur pays. La communauté de religion arménienne représente environ 35 000 personnes dans les années 1980. En lien étroit avec les autorités catholiques (des cours de langue et spiritualité arméniennes sont ouvertes aux facultés catholiques de Lyon), cette communauté est soudée autour de leur représentant religieux et de ses institutions. Elle possède deux lieux de culte en région lyonnaise : la petite église arménienne Sainte-Marie de Décines (consacrée en 1932) et l'église arménienne Saint-Jacques de Lyon.

##### Bouddhisme
Avec la forte immigration vietnamienne des années 1970, une solide communauté bouddhiste s'est implantée à Lyon, vivant en bonne intelligence avec les autres religions. Elle dispose depuis 1990 d'une pagode à Sainte-Foy-les-Lyon.

### Ouvrages utilisés
Sont présentés ici les ouvrages servant de sources directes à l'article.
- Ilaria Andreoli, « 'Lyon, nom & marque civile. Qui sème aussi des bons livres l'usage' : Lyon dans le réseau éditorial européen (XVe – XVIe siècle) », dans Jean-Louis Gaulin, Susanne Rau (dir.), Lyon vu/e d'ailleurs, 1245-1800 : échanges, compétitions et perceptions, Lyon, Presses universitaires de Lyon, coll. « Collection d'histoire et d'archéologie médiévales » (no 22), 2009, 228 p. (ISBN 978-2-7297-0825-2)
- Bernadette Angleraud et catherine Pellissier, Les dynasties lyonnaises : Des Morin-Pons aux Mérieux du XIXe siècle à nos jours, Paris, Perrin, 2003, 830 p. (ISBN 2-262-01196-6, BNF 39094071)
- J Archer, « La naissance de la IIIe République à Lyon : 4-5 septembre 1870 », Cahiers d'Histoire,‎ 1971, p. 5-28
- Amable Audin, Lyon, miroir de Rome dans les Gaules, Fayard, 1965, 223 p.
- Amable Audin, Gens de Lugdunum, Bruxelles, Latomus, coll. « Latomus » (no 190), 1986, 192 p. (ISBN 2-87031-130-3)
- Françoise Bayard, Vivre à Lyon sous l'Ancien Régime, Paris, Perrin, coll. « Vivre sous l'Ancien régime », 1997, 352 p. (ISBN 978-2-262-01078-2)
- Jacques Beaufort, Vingt siècles d'architecture à Lyon (et dans le Grand Lyon) : Des aqueducs romains au quartier de la Confluence, Saint-Julien-Molin-Molette, Jean-Pierre Huguet Éditeur, 2009, 224 p. (ISBN 978-2-915412-96-3)
- Patrice Béghain, Bruno Benoit, Gérard Corneloup et Bruno Thévenon, Dictionnaire historique de Lyon, Lyon, Stéphane Bachès, 2009, 1501 p. (ISBN 2-915266-65-4, BNF 42001687)
- Bruno Benoit et Roland Saussac, Guide historique de la Révolution à Lyon : 1789-1799, Lyon, Éditions de Trévoux, 1988, 190 p. (ISBN 2-85698-043-0, BNF 36633132)
- Bernard Berthod et Régis Ladous, Cardinal Gerlier : 1880-1965, Lyon, Lugd, coll. « Hommes et régions », 1995, 96 p. (ISBN 2-910979-20-2, BNF 35851950)
- Bernard Berthod, Jacqueline Boucher, Bruno Galland, Régis Ladous et André Pelletier, Archevêques de Lyon, Lyon, éditions Lyonnaises d'Art et d'Histoire, 2012, 191 p. (ISBN 978-284147-228-4)
- Jacqueline Boucher, Vivre à Lyon au XVIe siècle, Lyon, Éditions Lyonnaises d'Art et d'Histoire, 2001, 159 p. (ISBN 2-84147-113-6, présentation en ligne)
- Marie Bouzard, La soierie lyonnaise du XVIIe au XXe siècle dans les collections du musée des tissus de Lyon, Lyon, Éditions Lyonnaises d'Art et d'Histoire, 1999, 2e éd. (1re éd. 1997), 80 p. (ISBN 2-84147-093-8)
- Jérome Caviglia, Histoire du 8 décembre : des origines à la séparation de l'Église et de l'État, Châtillon-sur-Chalaronne, La Taillanderie, 2004, 221 p. (ISBN 2-87629-296-3)
- Pierre Cayez et Serge Chassagne, Lyon et le lyonnais, Paris, A. et J. Picard / Cénomane, coll. « Les patrons du Second Empire » (no 9), 2006, 287 p. (ISBN 978-2-7084-0790-9, BNF 40981557)[552]
- Paul Chopelin et Pierre-Jean Souriac, Nouvelle histoire de Lyon et de la métropole, Toulouse/22-Plérin, Privat, coll. « Histoire des villes et des régions : histoire », 2019, 958 p. (ISBN 978-2-7089-8378-6)
- André Combes, Histoire de la Franc-Maçonnerie à Lyon : des origines à nos jours, Lyon, Éditions des Traboules, 2006, 527 p. (ISBN 2-911491-79-3, BNF 40129255)
- Jean Comby, L'évangile au confluent : dix-huit siècles de christianisme à Lyon, Lyon, Chalet, 1977, 221 p. (ISBN 2-7023-0293-9)
- Pierre Cosme, Auguste, Paris, Perrin, 2005, 345 p. (ISBN 2-262-01881-2)
- François Dallemagne, Les défenses de Lyon : enceintes et fortifications, Lyon, Éditions Lyonnaises d'Art et d'Histoire, 2010, 2e éd. (1re éd. 2006), 255 p. (ISBN 2-84147-177-2, BNF 42258190)
- François Delpech, Sur les juifs : études d'histoire contemporaine, Lyon, Presses universitaires de Lyon, 1983, 452 p. (ISBN 2-7297-0201-6)
- Bernard Demotz, Henri Jeanblanc, Claude Sommervogel et Jean-Pierre Chevrier, Les gouverneurs à Lyon ; 1310 - 2010 : Le gouvernement militaire territorial, Lyon, Éditions lyonnaises d'art et d'histoire, 2011, 255 p. (ISBN 978-2-84147-226-0)
- Armand Desbat (dir.), Lugdunum, naissance d'une capitale, Gollion, Infolio (éd. par le Pôle archéologique du département du Rhône), 2005, 181 p. (ISBN 2-88474-120-8)
- Jean-E Dufour, Dictionnaire topographique du département de la Loire, Saint-Étienne, Publications de l'Université de Saint-Étienne, coll. « IERP et La Diana », 2006 (1re éd. 1946), 1184 p. (ISBN 2-86272-412-2, BNF 40154694)
- Yannick Essertel, L'aventure missionnaire lyonnaise 1815-1962 : de Pauline Jaricot à Jules Monchanin, Paris, Cerf, coll. « Terres de mission », 2001, 427 p. (ISBN 2-204-06454-8, BNF 37711938, lire en ligne)
- Alain Ferdière, La gaule lyonnaise, Paris, A. et J. Picard, 2011, 168 p. (ISBN 978-2-7084-0893-7)
- Paul Fournel, Guignol : Les Mourguet, Lyon, Éditions lyonnaises d'art et d'histoire, 2008, 191 p. (ISBN 978-2-84147-193-5)
- Renée Fuoc, La Réaction thermidorienne à Lyon, 1795, Vaulx-en-Velin, Vive 89 Rhône, 1989, 2e éd. (1re éd. 1957), 223 p. (ISBN 2-85792-069-5, BNF 35024666)
- Jacques Gadille (dir.), René Fédou, Henri Hours et Bernard de Vregille, Le diocèse de Lyon, Paris, Beauchesne, coll. « Histoire des diocèses de France » (no 16), 1983, 350 p. (ISBN 2-7010-1066-7, BNF 34728148)
- Bruno Galland, « Un Savoyard sur le siège de Lyon au XIIIe siècle, Philippe de Savoie », Bibliothèque de l’École des Chartes, Droz,‎ janvier-juin 1988, p. 31-67 (ISSN 0373-6237, lire en ligne)(BNF 34378578)
- Bruno Galland, « Archevêché et comté de Lyon : Développement et affirmation du pouvoir épiscopal », dans Les Pays de l'entre-deux au Moyen âge : Questions d'histoire des territoires d'Empire entre Meuse, Rhône et Rhin : actes du 113e Congrès national des sociétés savantes, Strasbourg, 1988, Section d'histoire médiévale et de philologie, Paris, CTHS, 1990, 336 p. (ISBN 2-7355-0197-3, BNF 35077405)
- Bruno Galland, Deux archevêchés entre la France et l'Empire : les archevêques de Lyon et les archevêques de Vienne, du milieu du XIIe siècle au milieu du XIVe siècle, Rome, École française de Rome, coll. « Bibliothèque des Écoles françaises d'Athènes et de Rome » (no 282), 1994, 831 p. (ISBN 2-7283-0299-5, BNF 35738384)
- Gilbert Gardes, Lyon, l'art et la ville, t. 1 : Urbanisme Architecture, Paris, Centre national de la recherche scientifique, 1988, 188 p. (ISBN 2-222-03797-2)
- Richard Gascon, Grand commerce et vie urbaine au XVIe siècle : Lyon et ses marchands, vol. 2, Paris, École pratique des hautes études, 1971, 1001 p.
- Roland Gennerat, Histoire des protestants à Lyon : des origines à nos jours, Mions, Au jet d'ancre, 1994, 277 p. (ISBN 2-910406-01-6)
- Christian Goudineau, « Les textes antiques sur la fondation et la signification de Lugdunum », dans Regard sur la Gaule, Actes Sud, coll. « Babel », 2007, 573 p. (ISBN 978-2742769247)
- Laurent Guillo, Les éditions musicales de la Renaissance lyonnaise, Paris, Klincksieck, coll. « Domaine musicologique » (no 9), 1991, 494 p. (ISBN 2-252-02762-2)
- Philippe Hamon et Joêl Cornette (dir.), Les Renaissances : 1453-1559, Paris, Belin, coll. « Histoire de France », 2009, 619 p. (ISBN 978 2 7011 3362 1, BNF 42116435)
- Liliane Hilaire-Pérez, L'invention technique au siècle des Lumières, Paris, Albin Michel, coll. « L'évolution de l'humanité », 2000, 447 p. (ISBN 2-226-11537-4, BNF 37186181)
- Arlette Jouanna, La France de la Renaissance, Paris, Perrin, 2009, 759 p. (ISBN 978-2-262-03014-8)
- Arlette Jouanna, Jacqueline Boucher, Dominique Biloghi et Guy Le Thiec, Histoire et dictionnaire des Guerres de religion, Paris, Robert Laffont, 1998, 1520 p. (ISBN 2-221-07425-4)
- Arthur Kleinclausz (dir.), Histoire de Lyon : Des origines à 1595, t. 1, Lyon, Librairie Pierre Masson, 1939, 559 p.
- Yves Krumenacker (dir.), Lyon 1562, capitale protestante : une histoire religieuse de Lyon à la Renaissance, Lyon, Éditions Olivétan, 2009, 335 p. (ISBN 978-2-35479-094-3, BNF 42098897, présentation en ligne)
- Mourad Laangry (coordinateur), Riches mémoires de l'aéronautique en région lyonnaise, Lyon, Archives municipales de Lyon, coll. « Mémoire vive » (no 6), 2008, 96 p. (ISBN 2-908949-37-7)
- Jacqueline Lalouette, La libre pensée en France : 1848-1940, Paris, Albin Michel, 1997, 636 p. (ISBN 2-226-09236-6)
- Laurent Lamoine, Le pouvoir local en Gaule romaine, Clermont-Ferrand, Presses universitaires Blaise-Pascal, 2009, 468 p. (ISBN 978-2-84516-371-3, lire en ligne)
- Yann Le Bohec, La province romaine de Gaule Lyonnaise (Gallia Lugudunensis) : du Lyonnais au Finistère, Dijon, Éditions Faton, 2008, 358 p. (ISBN 978-2-87844-102-4)
- Marcel Le Glay, « Le culte impérial à Lyon au IIe siècle apr. J.-C. : colloque international du Centre national de la recherche scientifique, Lyon, 20-23 septembre 1977 », dans Les martyrs de Lyon (177), Paris, Éditions du C.N.R.S., coll. « Colloques internationaux du Centre national de la recherche scientifique » (no 575), 1978, 328 p. (ISBN 2-222-02223-1), p. 19–31
- Anne-Catherine Le Mer et Claire Chomer, Carte archéologique de la Gaule, Lyon 69/2, Paris, Académie des inscriptions et belles-lettres / Ministère de l'éducation nationale, de l'enseignement supérieur et de la recherche / Ministère de la culture et de la communication etc. / Impr. Louis-Jean, 2007, 883 p. (ISBN 2-87754-099-5)
- Yves Lequin (dir.), 500 années lumière : Mémoire industrielle, Paris, Plon, 1991, 503 p. (ISBN 2-259-02447-5)
- Jean-Jacques Lerrant, Peintres à Lyon : Portraits d'artistes du XXe siècle, Toulouse, Éditions Milan, 2001, 140 p. (ISBN 2-7459-0422-1)
- Jean-Marie Mayeur (dir.), Charles Pietri (†) (dir.), Luce Pietri (dir.), André Vauchez (dir. et responsable du tome V) et Marc Venard (dir.), Histoire du christianisme : des origines à nos jours, t. V : Apogée de la papauté et expansion de la chrétienté (1054-1274), Paris, Desclée, 1993, 973 p. (ISBN 2-7189-0573-5, BNF 35572364)
- Maurice Moissonnier, La Première Internationale et la Commune à Lyon : 1865-1871, spontanéisme, complots et luttes réelles, Paris, Éditions sociales, 1972, 402 p. (BNF 35319360)
- Xavier de Montclos (dir.), Jean-Marie Mayeur et Yves-Marie Hilaire, Dictionnaire du monde religieux dans la France contemporaine, vol. 6 : Lyon ; Le Lyonnais - Le Beaujolais, Paris, Beauchesne, 1994, 460 p. (ISBN 2-7010-1305-4)
- Lucien Musset et Stéphane Lebecq, Les invasions : les vagues germaniques, Paris, Presses universitaires de France, coll. « Nouvelle Clio », 1994, 3e éd. (1re éd. 1964), 323 p. (ISBN 2130467156)
- Daniel Paquette (dir.), Aspects de la musique baroque et classique à Lyon et en France : Lyon et la musique du XVIe au XXe siècle, Lyon, Presses universitaires de Lyon - À cœur ouvert, 1989, 256 p. (ISBN 2-7297-0355-1)
- André Pelletier, Lugdunum : Lyon, Lyon, Presses universitaires de Lyon - Éditions Lyonnaises d'Art et d'Histoire, coll. « Galliae civitates », 1999, 151 p. (ISBN 2-7297-0627-5)
- André Pelletier, Histoire de Lyon : De la capitale des Gaules à la métropole européenne; De -10 000 à + 2007, Lyon, Éditions lyonnaises d'art et d'histoire, 2007, 143 p. (ISBN 978-2-84147-188-1)
- André Pelletier, Jacques Rossiaud, Françoise Bayard et Pierre Cayez, Histoire de Lyon : des origines à nos jours, Lyon, Éditions lyonnaises d'art et d'histoire, 2007, 955 p. (ISBN 2-84147-190-X, BNF 41276618)
- Jean Pelletier, Ponts et quais de Lyon, Lyon, Éditions Lyonnaises d'Art et d'Histoire, 2002, 128 p. (ISBN 2-84147-115-2)
- Bernard Poche, Une culture autre : la littérature à Lyon, 1890-1914, Paris, l'Harmattan, coll. « Espaces littéraires », 2010, 719 p. (ISBN 978-2-296-11807-2, lire en ligne)
- Carlo Poni, « Mode et innovation : les stratégies des marchands en soie de Lyon au XVIIIe siècle », Revue d'histoire moderne et contemporaine, t. 45, no 3,‎ juillet-septembre 1998, p. 589 à 625 (ISSN 0048-8003)
- Mathieu Poux et Hugues Savay-Guerraz, Lyon avant Lugdunum : [ouvrage édité à l'occasion de  l'exposition homonyme présentée au Musée de la civilisation gallo-romaine de Lyon de mars à novembre 2003], Gollion, Infolio éditions, 2003, 151 p. (ISBN 2-88474-106-2)
- Maria-Anne Privat-Savigny et Marie-Hélène Guelton, Au temps de Laurent le Magnifique : Tissus italiens de la Renaissance, Lyon, EMCC, coll. « Dossiers du Musée des Tissus de Lyon » (no 8), 2008, 113 p. (ISBN 978-2-35740-001-6)
- Roger Remondon, La Crise de l'Empire Romain de Marc Aurèle à Anastase, Paris, Presses universitaires de France, coll. « Nouvelle Clio » (no 11), 1980, 2e éd. (1re éd. 1964), 363 p. (ISBN 978-2130310860)
- Jean-François Reynaud, Lyon, Rhône, aux premiers temps chrétiens, basiliques et nécropoles, Paris, Ministère de la culture et de la communication - La Documentation française, coll. « Guides archéologiques de la France », 1986, 143 p. (ISBN 2-11-080891-8)
- François Richard et André Pelletier, Lyon et les origines du christianisme en occident, Lyon, Éditions Lyonnaises d'Art et d'Histoire, 2011, 125 p. (ISBN 978-2-84147-227-7)
- Jean-Pierre Rioux (dir.), Jean-François Sirinelli (dir.), Alain Croix et Jean Quéniart, Histoire culturelle de la France, vol. 2 : De la Renaissance à l'aube des Lumières, Paris, Seuil, 2005 (1re éd. 1997), 495 p. (ISBN 2-02-082677-1)
- Claude Royon (coordinateur), Lyon, l'humaniste : Depuis toujours, ville de foi et de révoltes, Paris, Éditions Autrement, coll. « Mémoires », 2004, 230 p. (ISBN 2-7467-0534-6)
- Michel Rubellin, Église et société chrétienne d'Agobard à Valdès, Lyon, Presses universitaires de Lyon, coll. « Collection d'histoire et d'archéologie médiévales » (no 10), 2003, 550 p. (ISBN 2-7297-0712-3, BNF 39073998, lire en ligne)
- Laurent Sauzay, Louis Pradel, maire de Lyon : Voyage au cœur du pouvoir municipal, Lyon, Éditions lyonnaises d'Art et d'Histoire, 1998, 270 p. (ISBN 2-84147-074-1, BNF 37004403)
- Bernard Tassinari, La soie à Lyon : De la Grande Fabrique aux textiles du XXIe siècle, Lyon, Éditions lyonnaises d'art et d'histoire, 2005, 255 p. (ISBN 2 84147 151 9)
- Louis Trenard, La Révolution française dans la région Rhône-Alpes, Paris, Perrin, 1992, 819 p. (ISBN 2-262-00826-4, BNF 35529787)
- Pierre Vernus, Art, luxe & industrie : Bianchini Férier, un siècle de soierie lyonnaise : 1888-1992, Grenoble, Presses universitaires de Grenoble, coll. « Histoire industrielle », 2006, 429 p. (ISBN 978-2-7061-1391-8, BNF 40977991)
- François Verzier, « Du métier à la tire au métier informatisé en passant par la mécanique Jacquard », dans L'art de la soie : Prelle, 1752-2002 : des ateliers lyonnais aux palais parisiens, Paris, Paris Musées et A.C.R. Éditions internationales, 2002, 223 p. (ISBN 2-87900-713-5 et 2-86770-158-9, BNF 38944603), p. 53-68
- Madeleine Vincent, La peinture lyonnaise du XVIe au XXe siècle, Lyon, Albert Guillot, 1980, 141 p. (BNF 34643040)

### Autres
- Paul Chopelin et Pierre-Jean Souriac (sous la direction de), Nouvelle histoire de Lyon et de la métropole, Editions Privat, juin 2019, 960 pages  (ISBN 978-2-7089-8378-6)